# Animalística

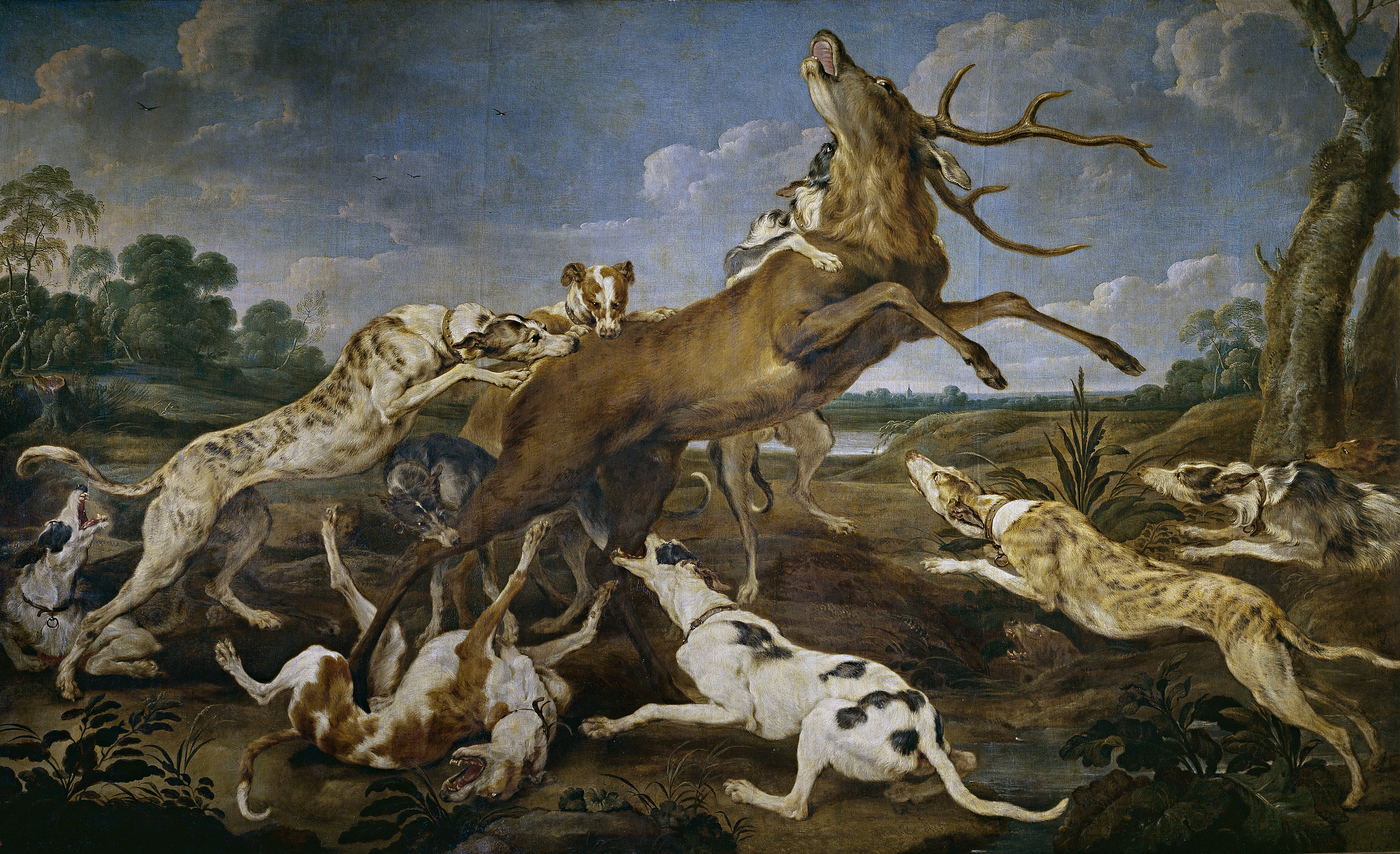
La caza del ciervo, Paul de Vos. Pintura barroca.

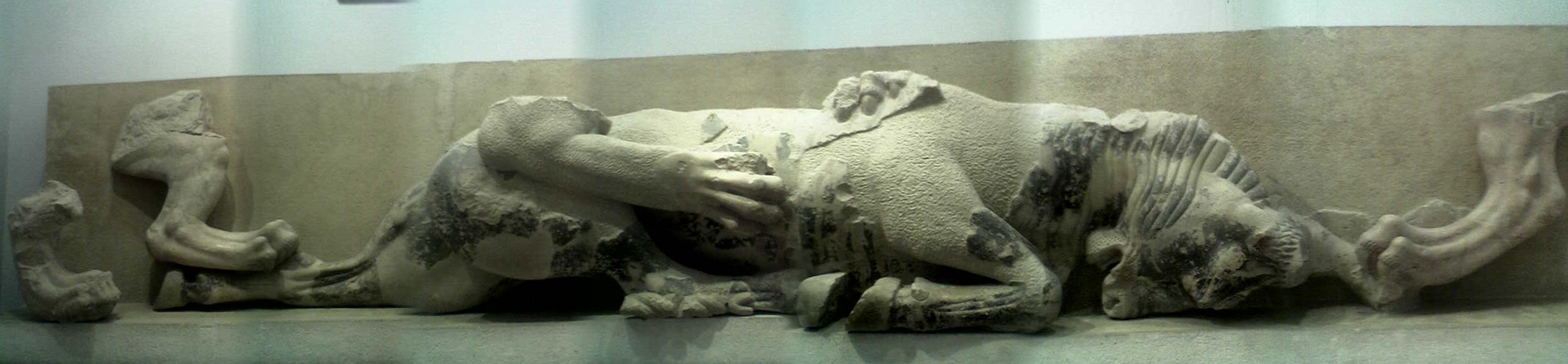
Dos leones atacan a un toro. Frontón del Hecatompedon (ca. 490 a. C.) Escultura griega del periodo severo.

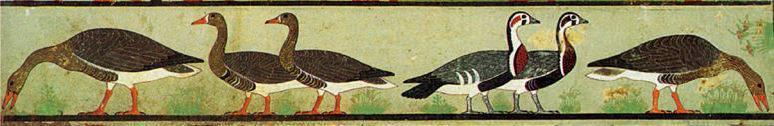
Las Ocas de Meidum, provenientes de la tumba de Nefermaat e Itet (hacia 2550 a. C.) Pintura egipcia.

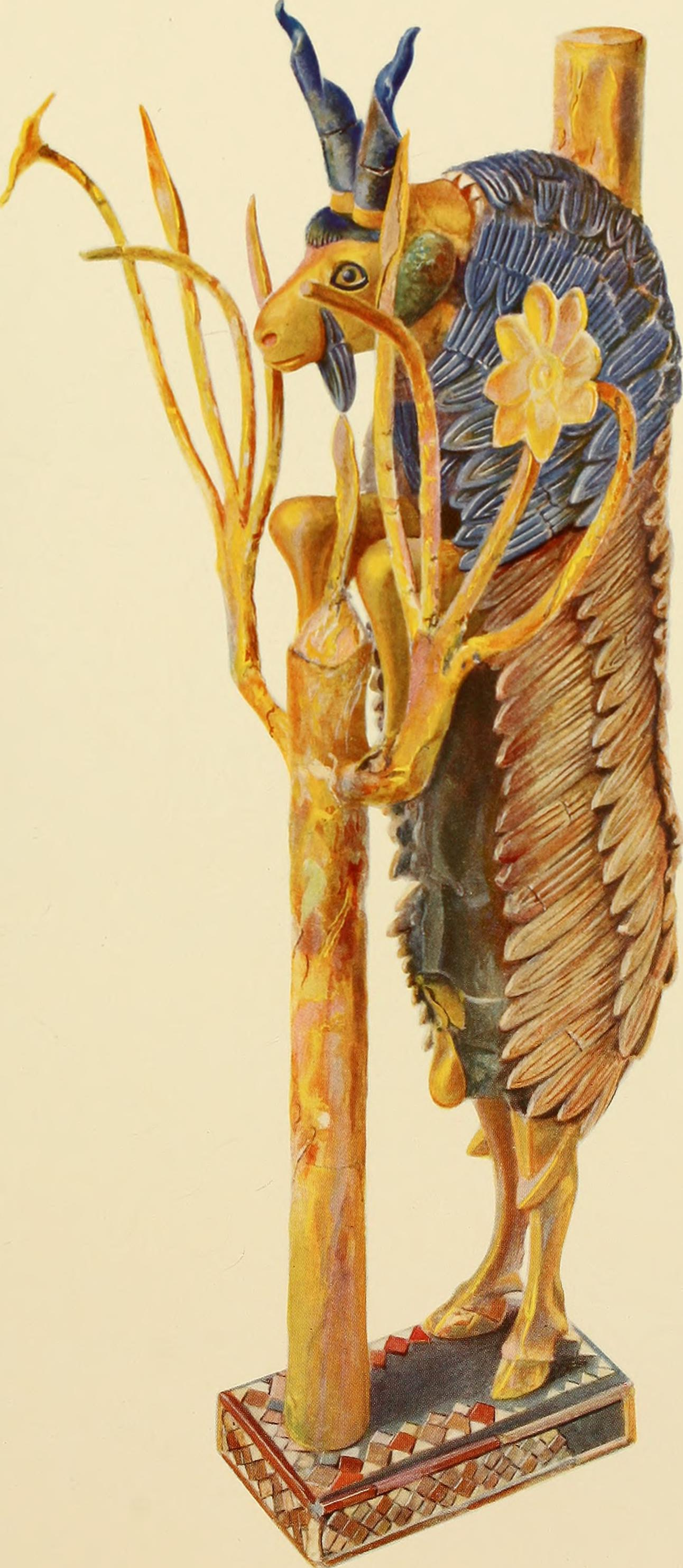
Cabra ramoneando un matorral, procedente de Ur (ca. 2500 a. C.), arte sumerio.

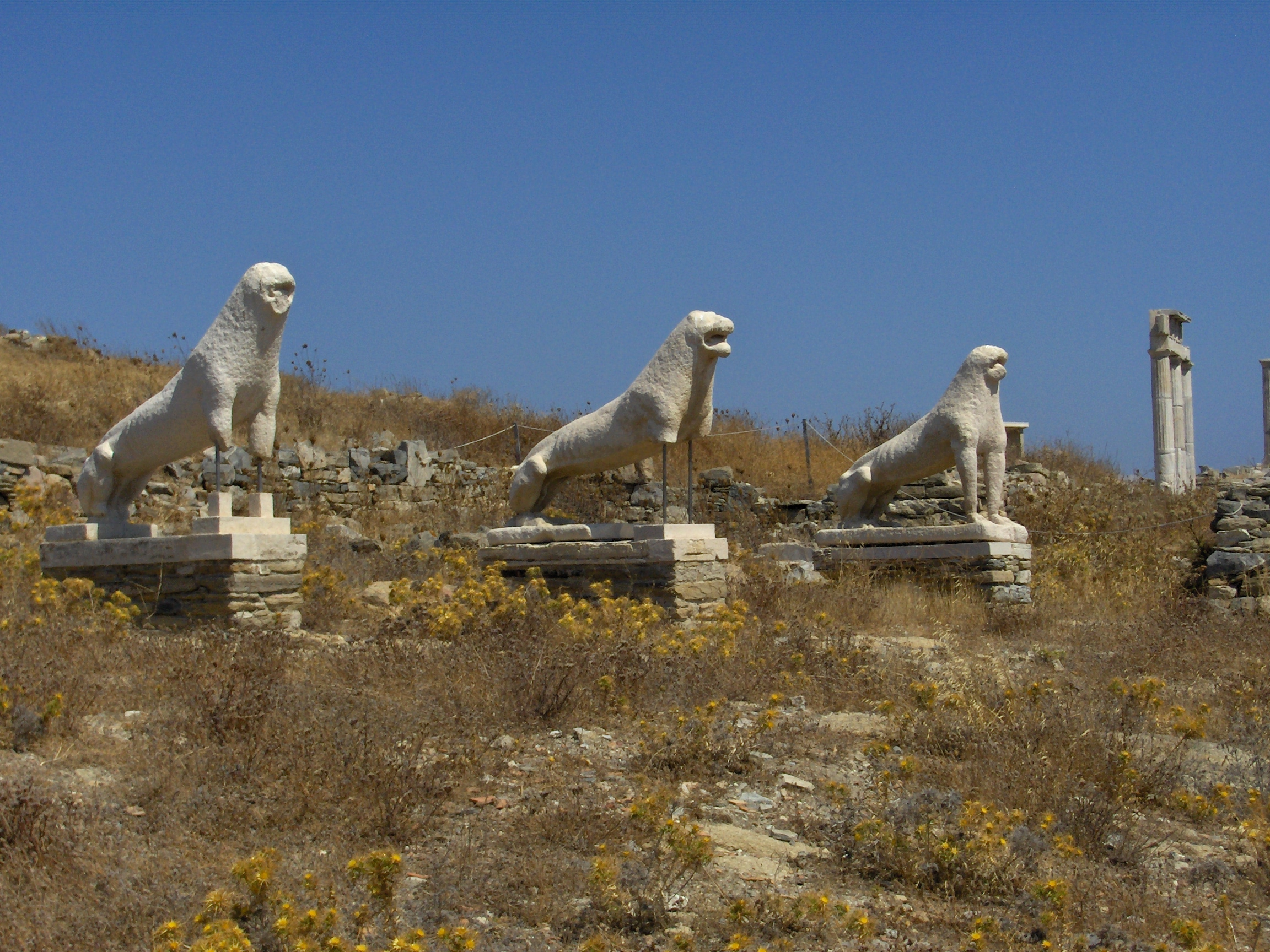
Terraza de los Leones en el Santuario de Apolo en Delos, escultura griega arcaica.

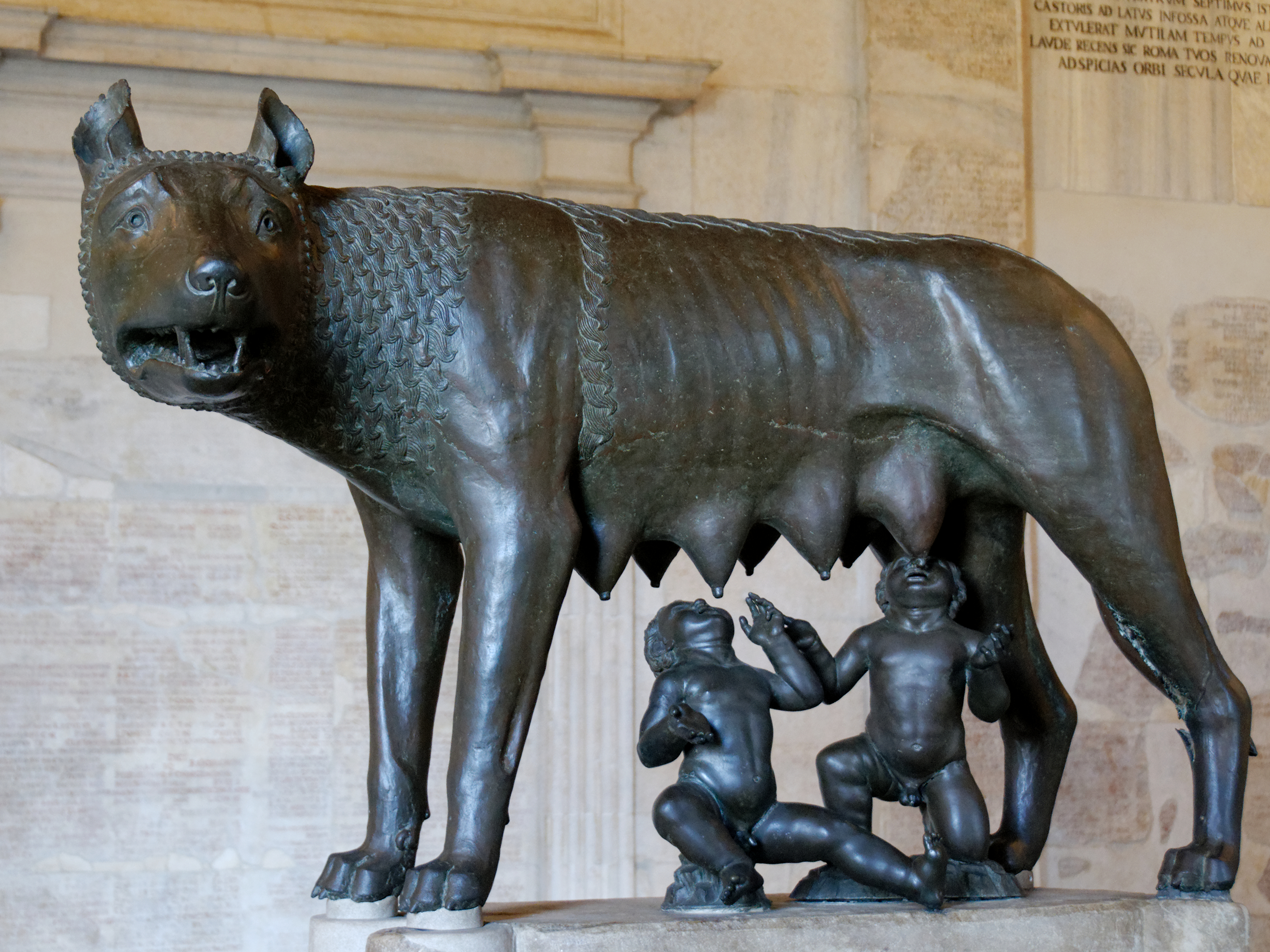
Loba capitolina, de datación discutida (siglo V a. C., escultura etrusca o bien siglo XIV, medieval). Se utilizó como símbolo de Roma. Los niños se añadieron en el Renacimiento.

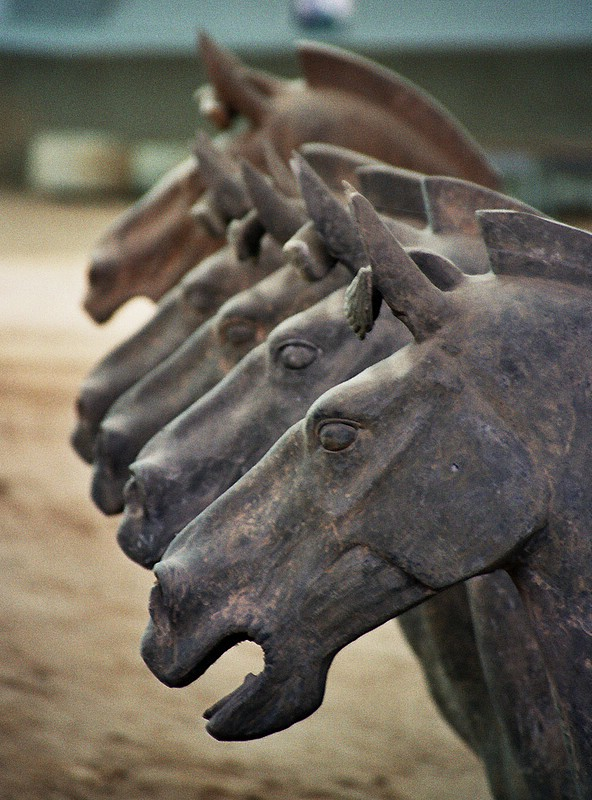
Caballos del ejército de terracota del emperador chino Qin Shi Huang (210 a. C.)

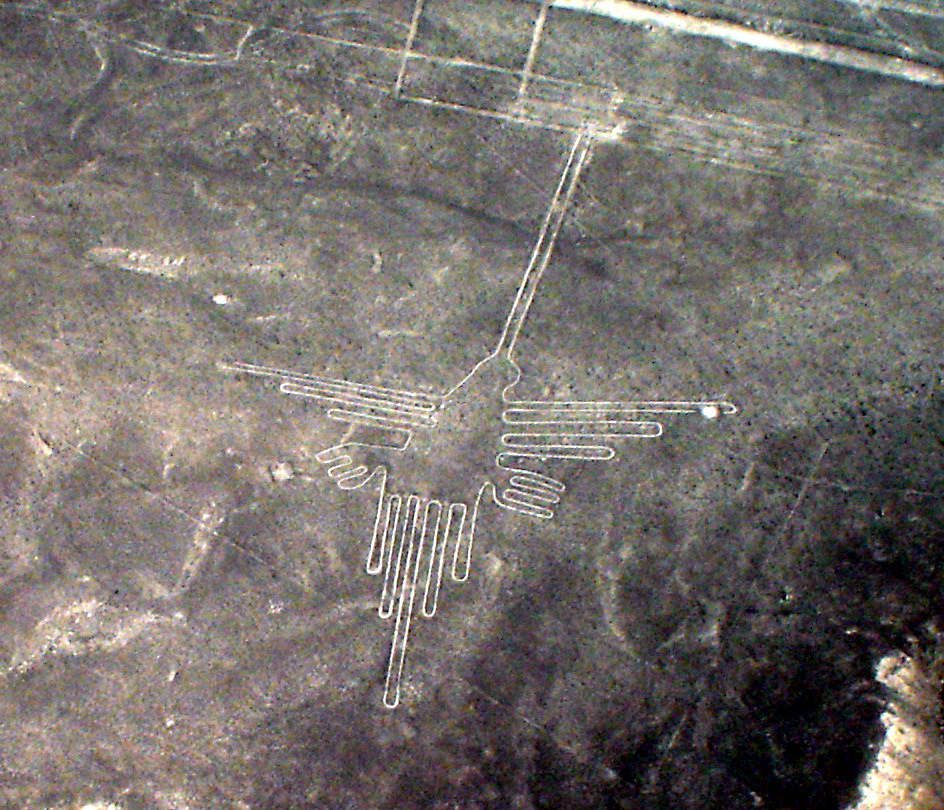
Colibrí, una de las líneas de Nazca (datación imprecisa, entre 200 a. C. y 600 d. C.), arte precolombino.

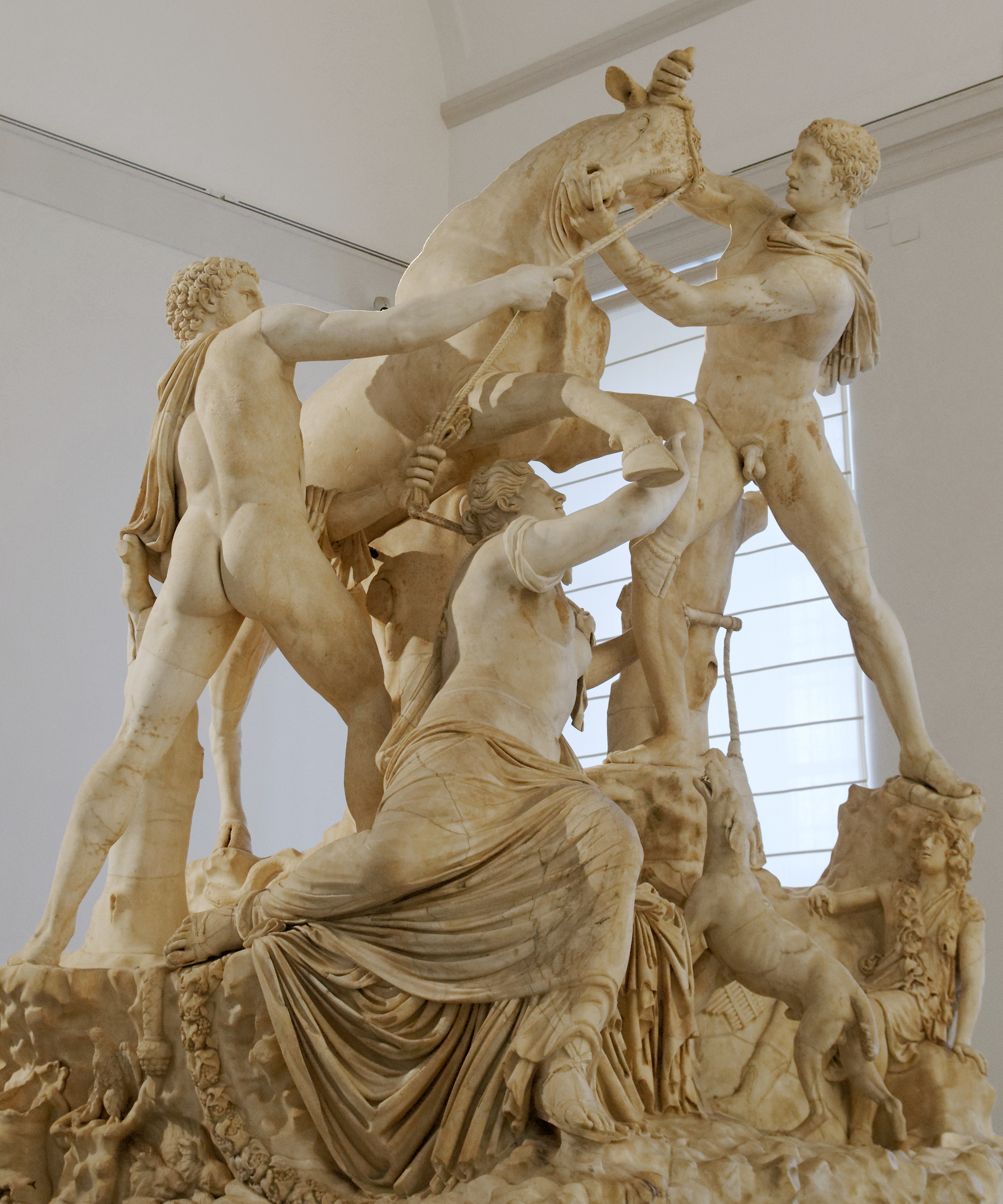
Toro Farnese, de fecha discutida (escultura helenística del o bien una escultura romana del).

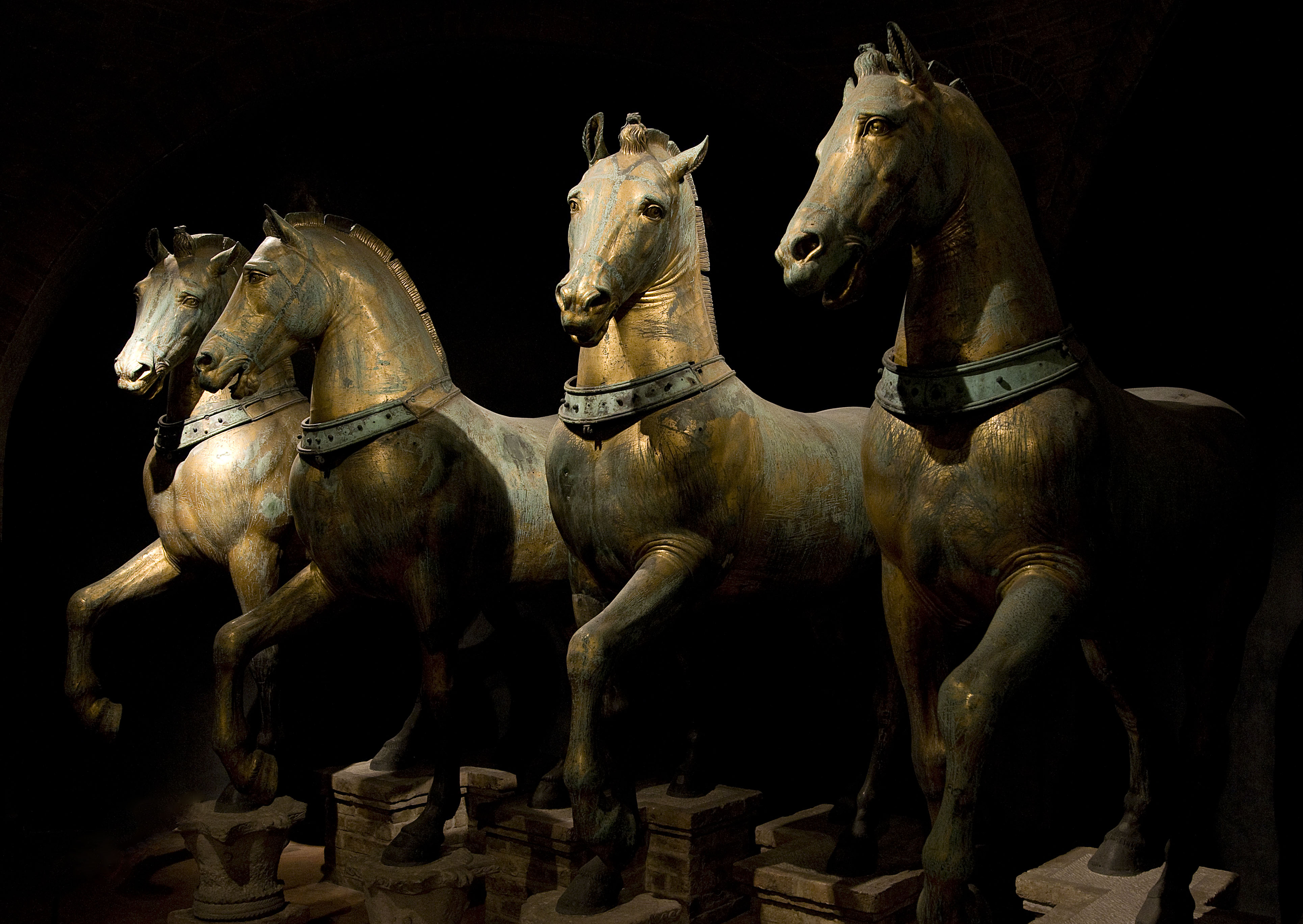
Caballos de San Marcos, actualmente en la catedral de Venecia, proceden del Hipódromo de Constantinopla; y su cronología no se ha podido establecer con certeza.

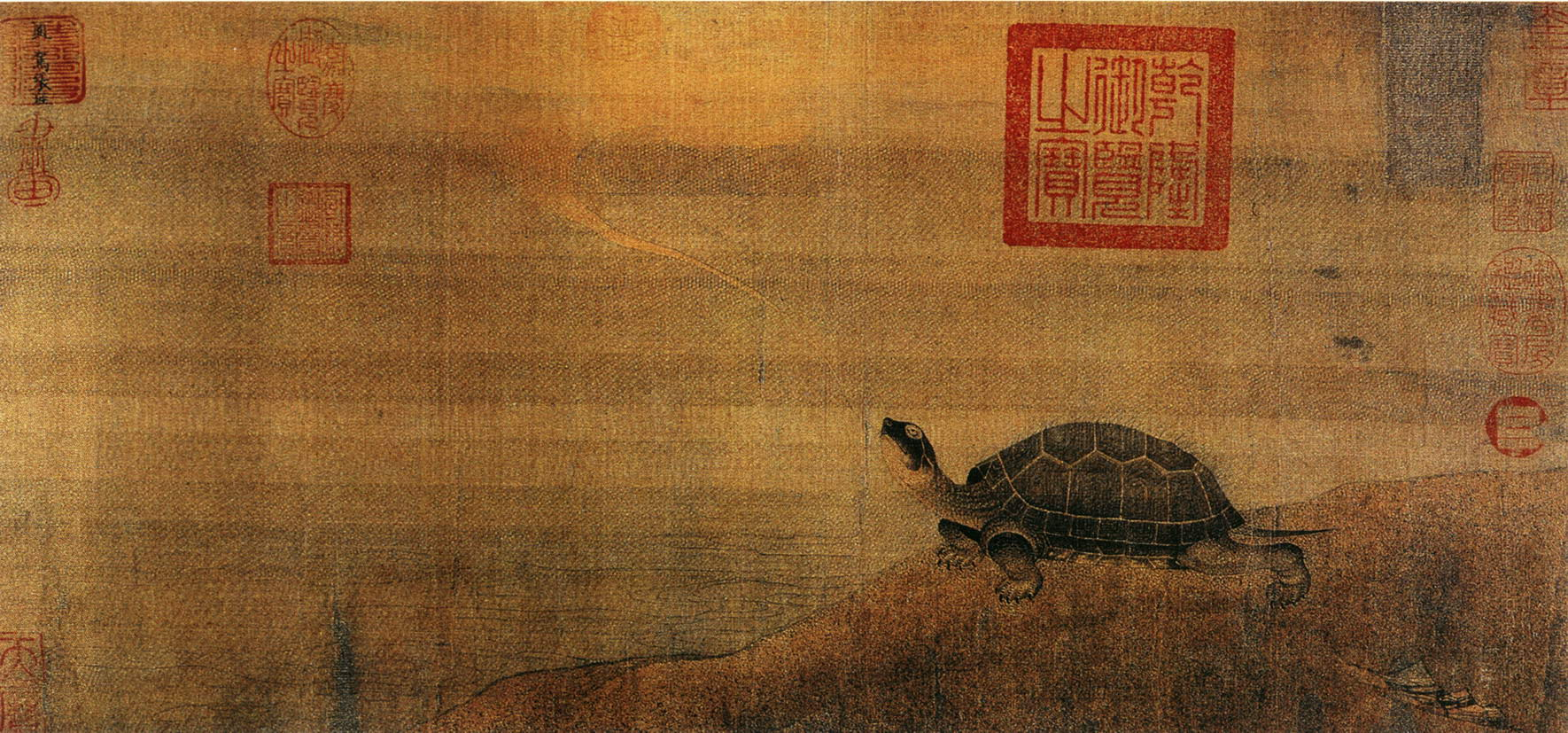
La tortuga divina, de Zhang Gui, pintor de la dinastía Jin (1115-1234).

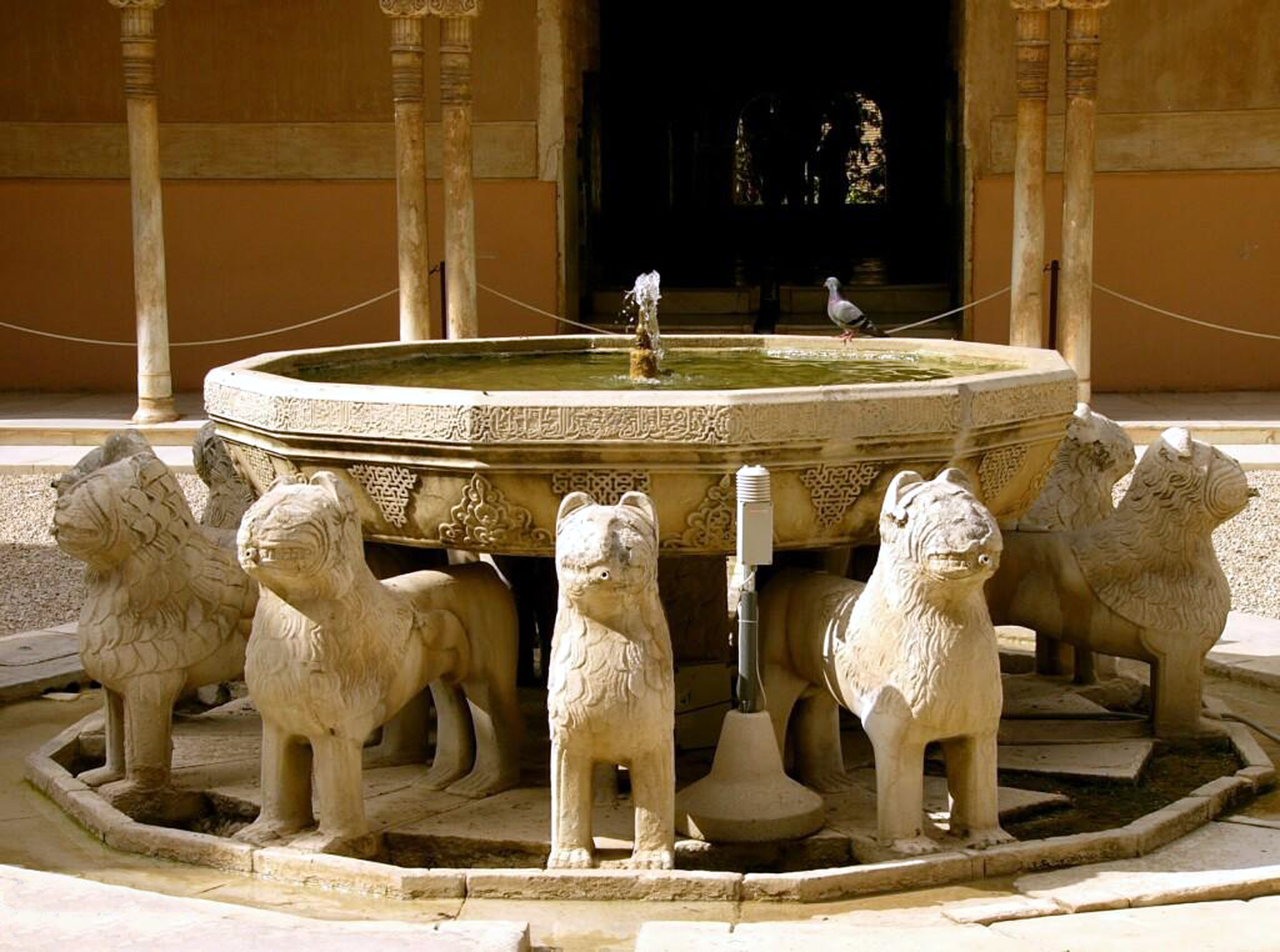
Fuente del Patio de los Leones de la Alhambra de Granada. Es una de las escasas representaciones animalísticas que se realizaron por el arte andalusí, que las tenía prohibidas por razones religiosas.

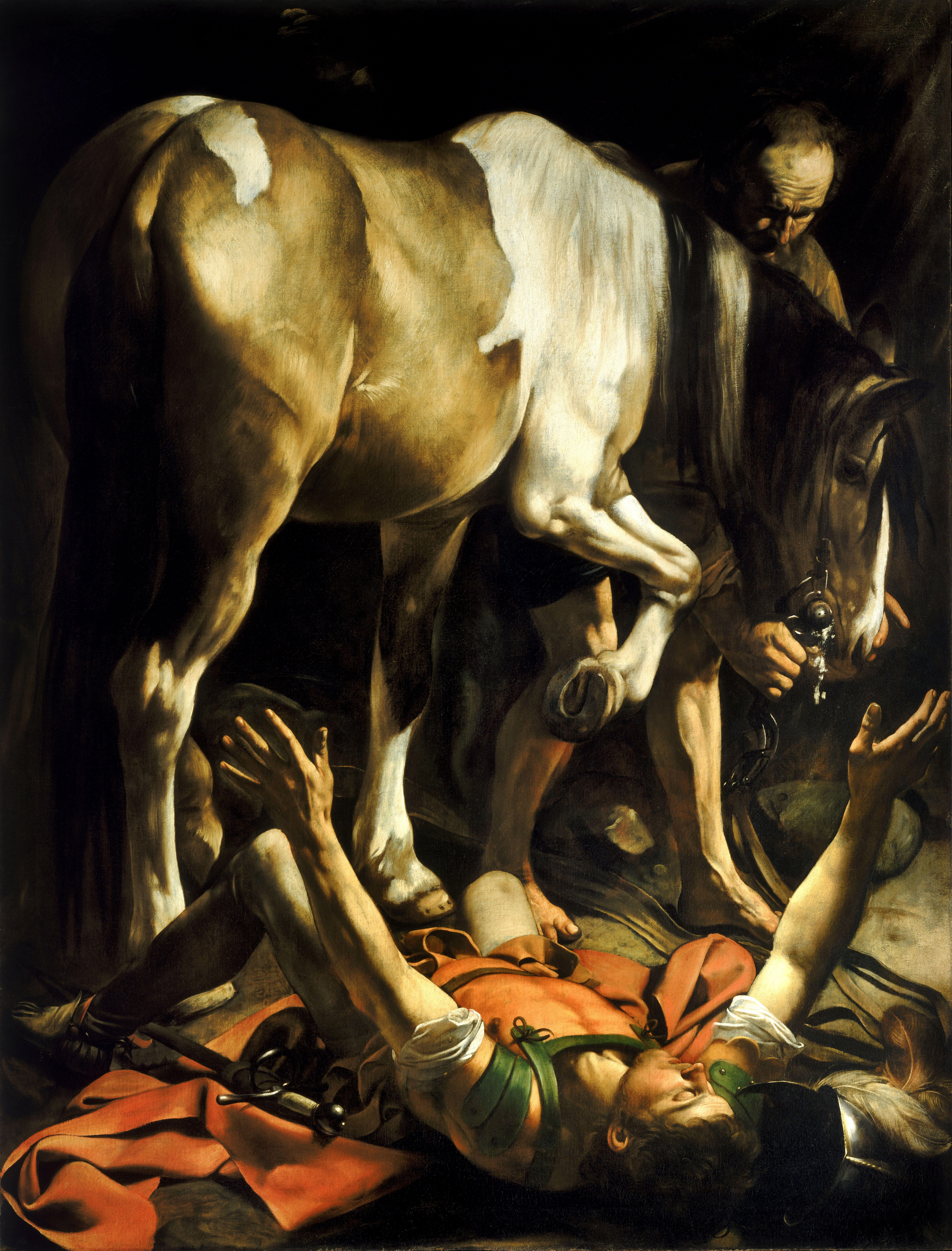
Caída de San Pablo en el camino de Damasco, de Caravaggio (1600), pintura barroca italiana. El atrevimiento de Caravaggio en la representación de esta escena originó una curiosa polémica. Se preguntó al pintor: ¿Por qué has puesto al caballo en medio y a San Pablo en el suelo? ¿Es acaso el caballo Dios? ¿Por qué? El artista respondió: No, pero el animal está en el centro de la luz de Dios.

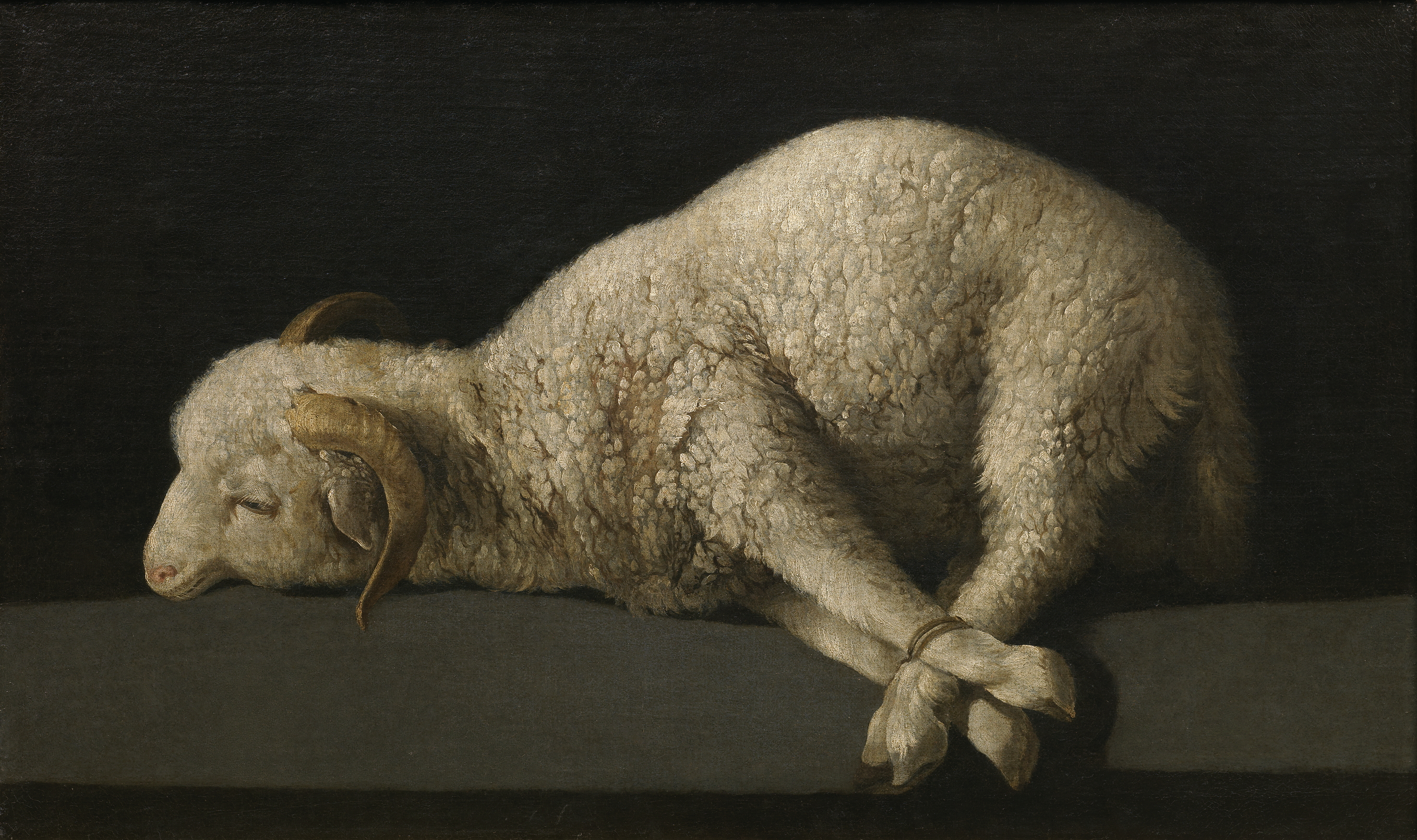
Cordero identificado como iconografía de Cristo (Agnus Dei), de Zurbarán (1635-1640), pintura barroca española formalmente emparentada con el género bodegón.

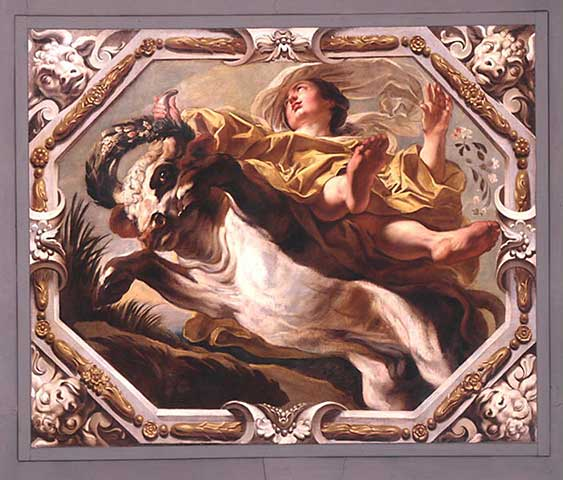
El rapto de Europa, de Jordaens (ca. 1640), pintura barroca flamenca.

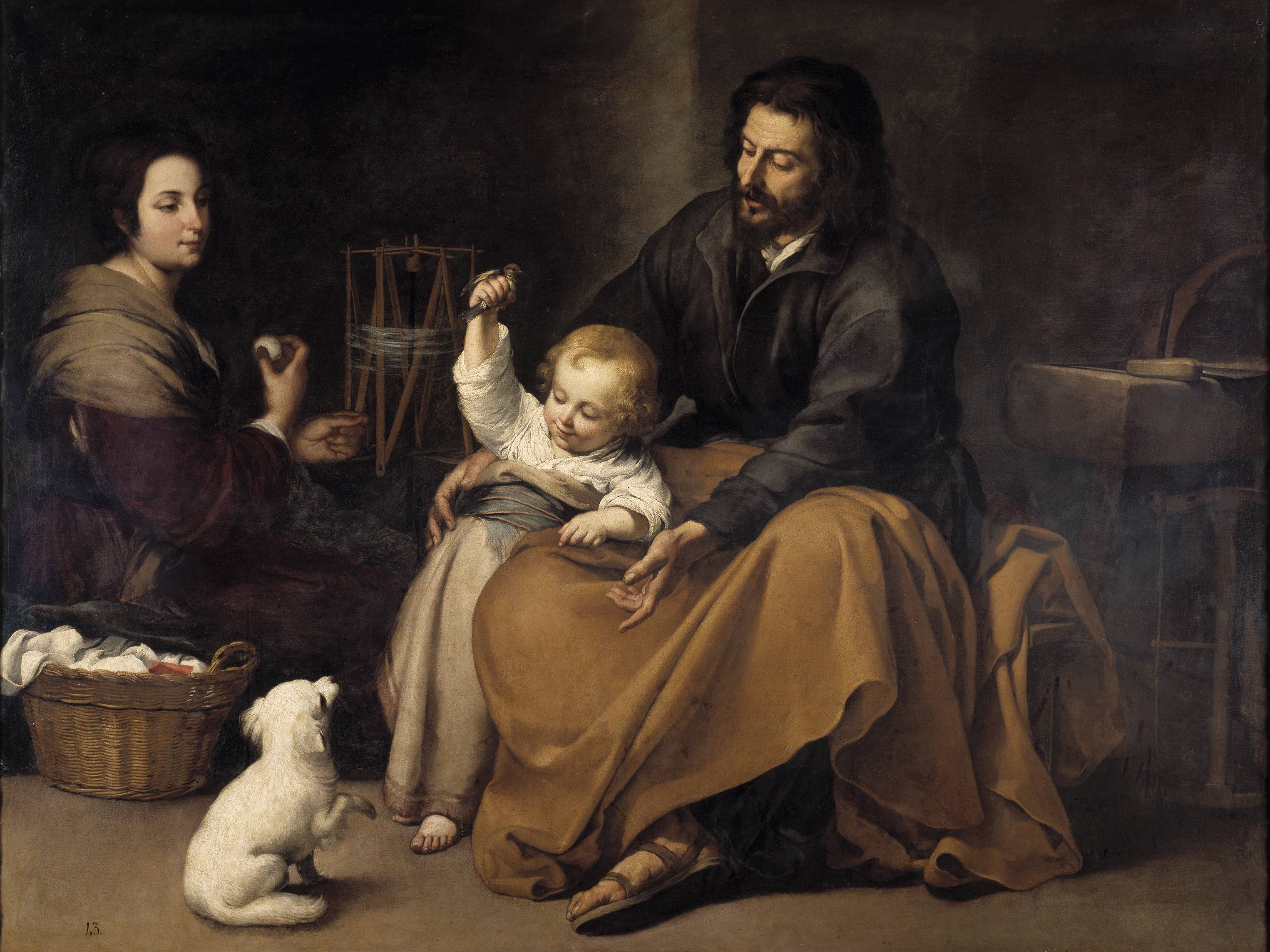
La Sagrada Familia del pajarito, de Murillo (ca. 1650), pintura barroca española.

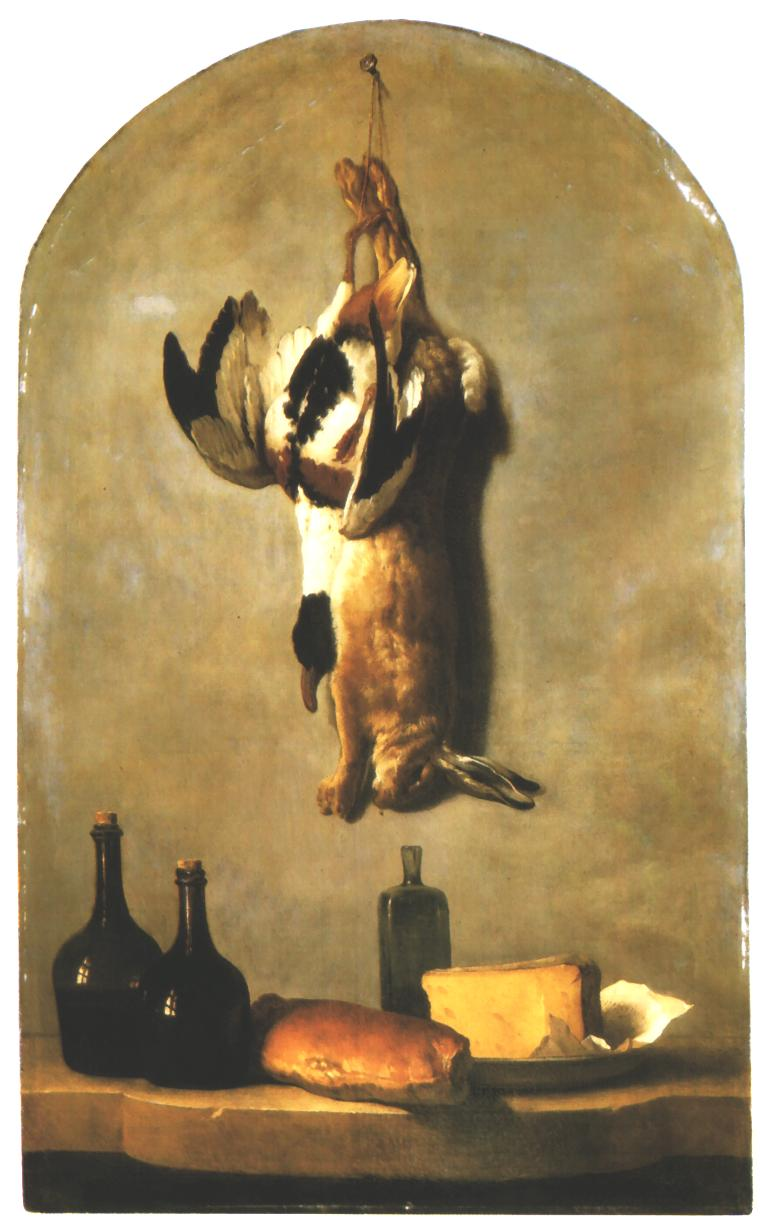
Naturaleza muerta con liebre, pato, botellas, pan y quesos, de Jean-Baptiste Oudry (1742). Bodegón francés (los estilos de la época son el Rococó y el Neoclasicismo).

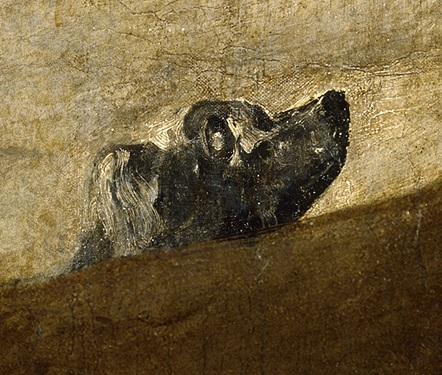
Detalle de Perro semihundido, una de las pinturas negras de Goya (ca. 1820). Inicio de la pintura contemporánea.

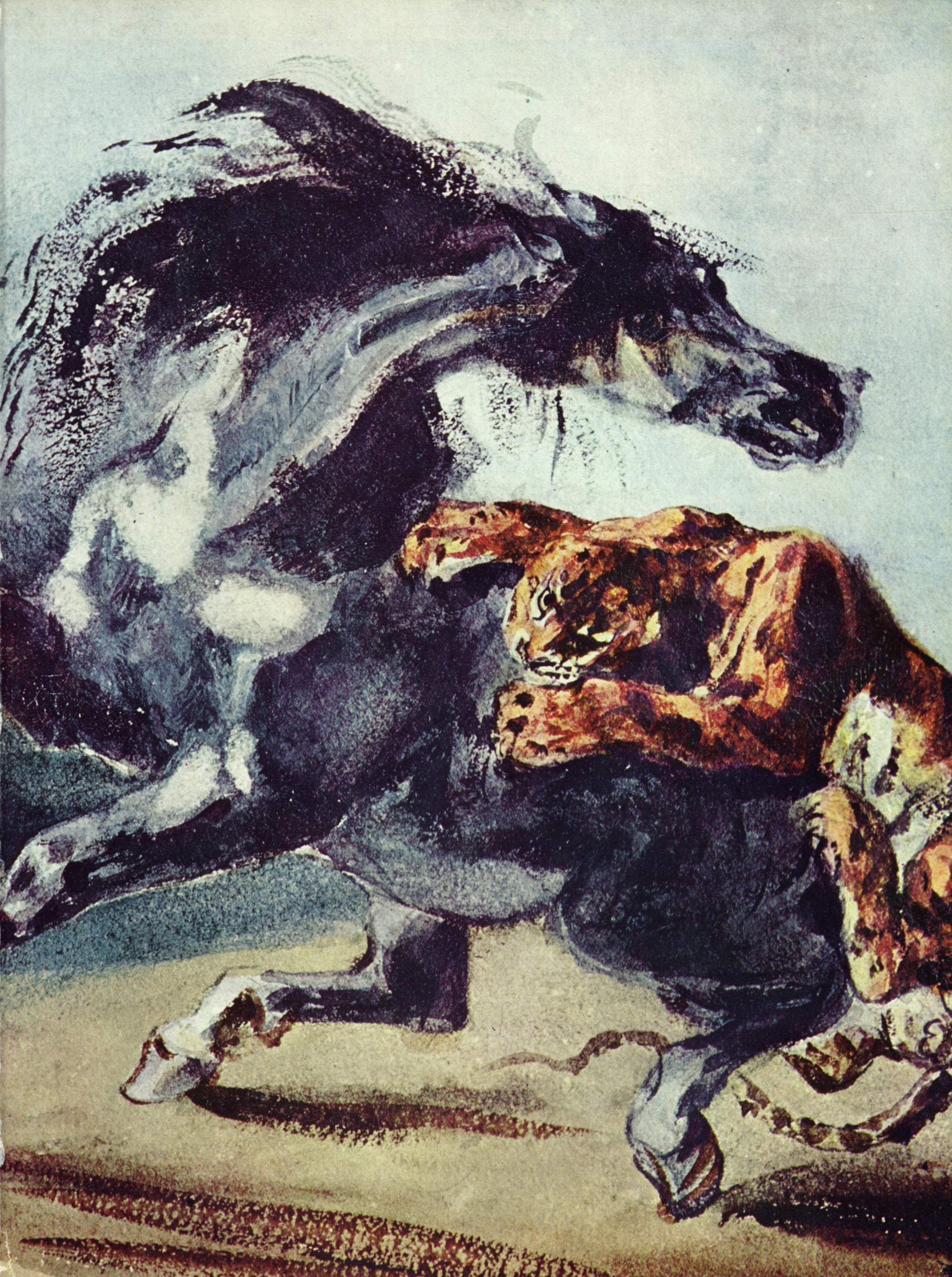
Tigre y caballo, de Eugène Delacroix (1825-1828). Pintura del romanticismo.

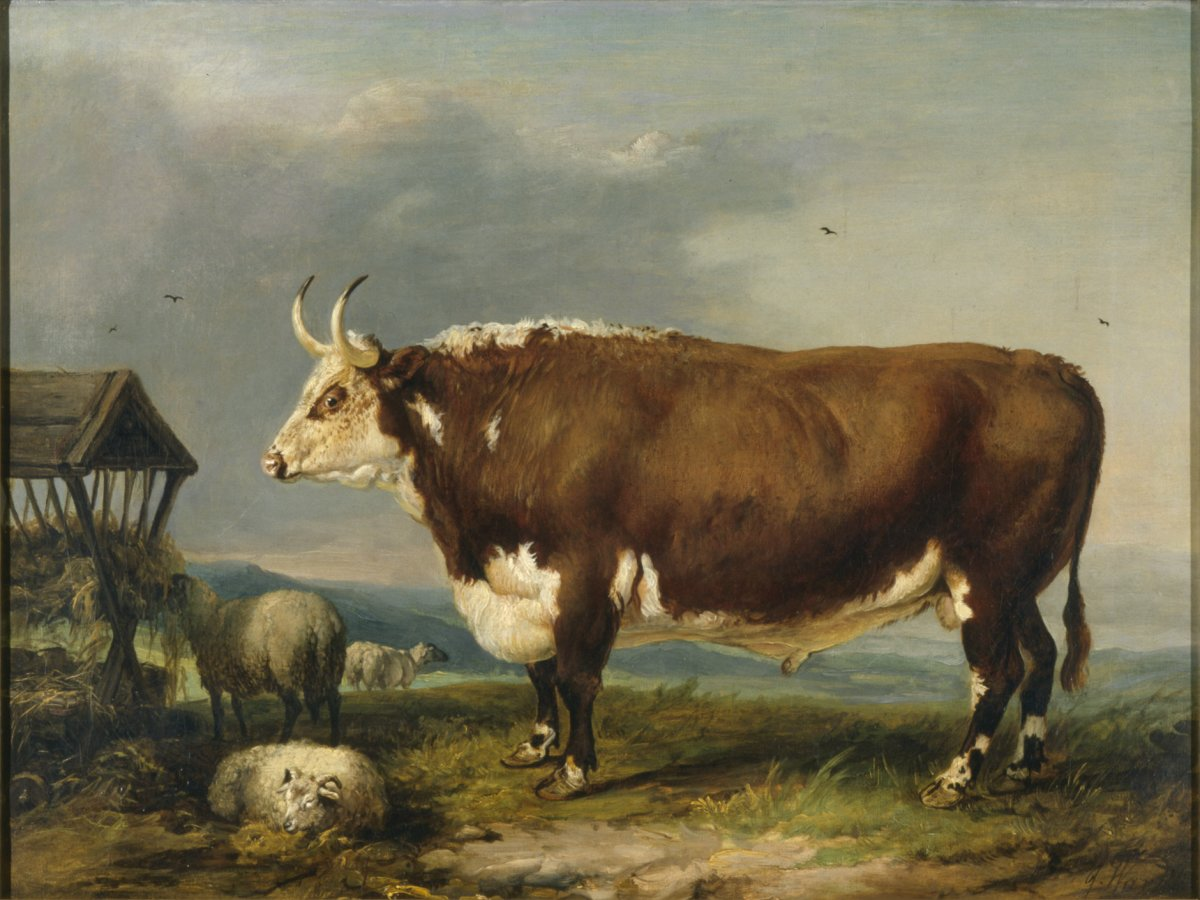
Toro de raza Hereford, de James Ward (mediados del).

La animalística o arte animalista es la representación artística de animales. La pintura animalista y la escultura animalista son géneros artísticos de la pintura y la escultura respectivamente; así como también lo son, en su orden, la joyería animalista y la fotografía animalista de la joyería y la fotografía.
En la jerarquía de géneros la pintura animalista y la escultura animalista se les supone un valor inferior a la representación de la figura humana, y se relaciona con la representación del paisaje y los bodegones.
No debe confundirse la animalística con el animalismo, una ideología (la defensa de lo que denominan derechos de los animales —no debe confundirse, a su vez, con el bestialismo o zoofilia—); ni con la animalidad (la condición del animal por contraposición a la del ser humano —humanidad—). Tampoco debe confundirse con la utilización de la piel, pluma y otras partes del cuerpo de los animales para reproducir su apariencia en vida, lo que da origen a objetos artísticos, en la actividad denominada taxidermia.
Los animales domésticos y las especies cinegéticas han sido las más representadas en el arte; siendo la principal el caballo: entre las principales manifestaciones del arte equino están el retrato ecuestre, la pintura de caza y otros subgéneros de la pintura de historia. No debe confundirse el arte equino con el arte ecuestre o equitación.
También hay numerosas representaciones de animales fantásticos, compuestos con partes de distintos animales, o de animales y seres humanos (teriomorfismo); bien míticos (Pegaso, centauros, sirenas, Lamassu, Quetzalcoatl, esfinges, quimeras, grifos, dragones) o simplemente imaginarios (El Bosco).
La utilización de los animales como tema artístico puede tratarlos como figura única (la Vaca de Mirón, el Rinoceronte de Durero, el caballo Whistlejacket de Stubbs, el Perro semihundido de Goya o la Cabra de Picasso), figura central entre otras (el toro en las múltiples representaciones de El rapto de Europa, el corcel dorado de la orfebrería parisina, el caballo de La caída de San Pablo camino de Damasco de Caravaggio), o como figuras secundarias (en pareja —la mula y el buey de las múltiples representaciones de la Natividad, el perro y el pájaro en La Sagrada Familia del pajarito de Murillo—, en solitario —símbolos iconográficos de muchos dioses y santos, el perro de Las Meninas de Velázquez—, o en grupos más numerosos —rebaños de los frescos egipcios y de la Anunciación a los pastores, grupos de caballos en la pintura de batallas—).
Además de las piezas artísticas concebidas por sus autores como obras terminadas, se han conservado algunos extraordinarios ejemplos de apuntes, bocetos y estudios de animales (Pisanello, Leonardo da Vinci, Durero).
Además de la animalística en las artes plásticas hay una literatura animalística protagonizada por animales, en la que, además del género de la fábula, sobresalen algunas obras de muy distintos géneros y de todas las épocas (El asno de oro —Apuleyo—, Viaje a occidente —Wu Cheng'en—, Calila e Dimna, Roman de Renart, El coloquio de los perros —Cervantes—, Moby-Dick —Melville, en la que el animal es más bien una obsesión que una presencia real—, El libro de la selva —Kipling—, ¡Adiós, Cordera! —Clarín—, Colmillo Blanco —Jack London—, Platero y yo —Juan Ramón Jiménez—, Rebelión en la granja —Orwell, una distopía crítica con el estalinismo—, Equus —Peter Shaffer—, etc.)
También hay un cine animalístico (Born Free, El oso, Free Willy, Gorilas en la niebla, Parque Jurásico, etc.) especialmente importante en animación (Bambi, La dama y el vagabundo, 101 dálmatas, El rey león, The Land Before Time, Chicken Run, Antz, A Bug's Life, Ice Age, etc.); al que hay que añadir el cine puramente documental sobre la naturaleza (documentales de naturaleza: El mundo del silencio, El hombre y la Tierra, Planeta Viviente, Le Peuple migrateur), para el que la filmación de animales es parte esencial, como lo es también en los géneros fotográficos correspondiente (fotografía animalística, fotografía de la vida salvaje, fotografía subacuática). Algunas memorables escenas de películas de cualquier género se centran en algún animal (por ejemplo, el caballo en el puente de Octubre de Eisenstein, imitado por Costa Gavras en Desaparecido).

## Historia del arte animalista

### Prehistoria y culturas primitivas

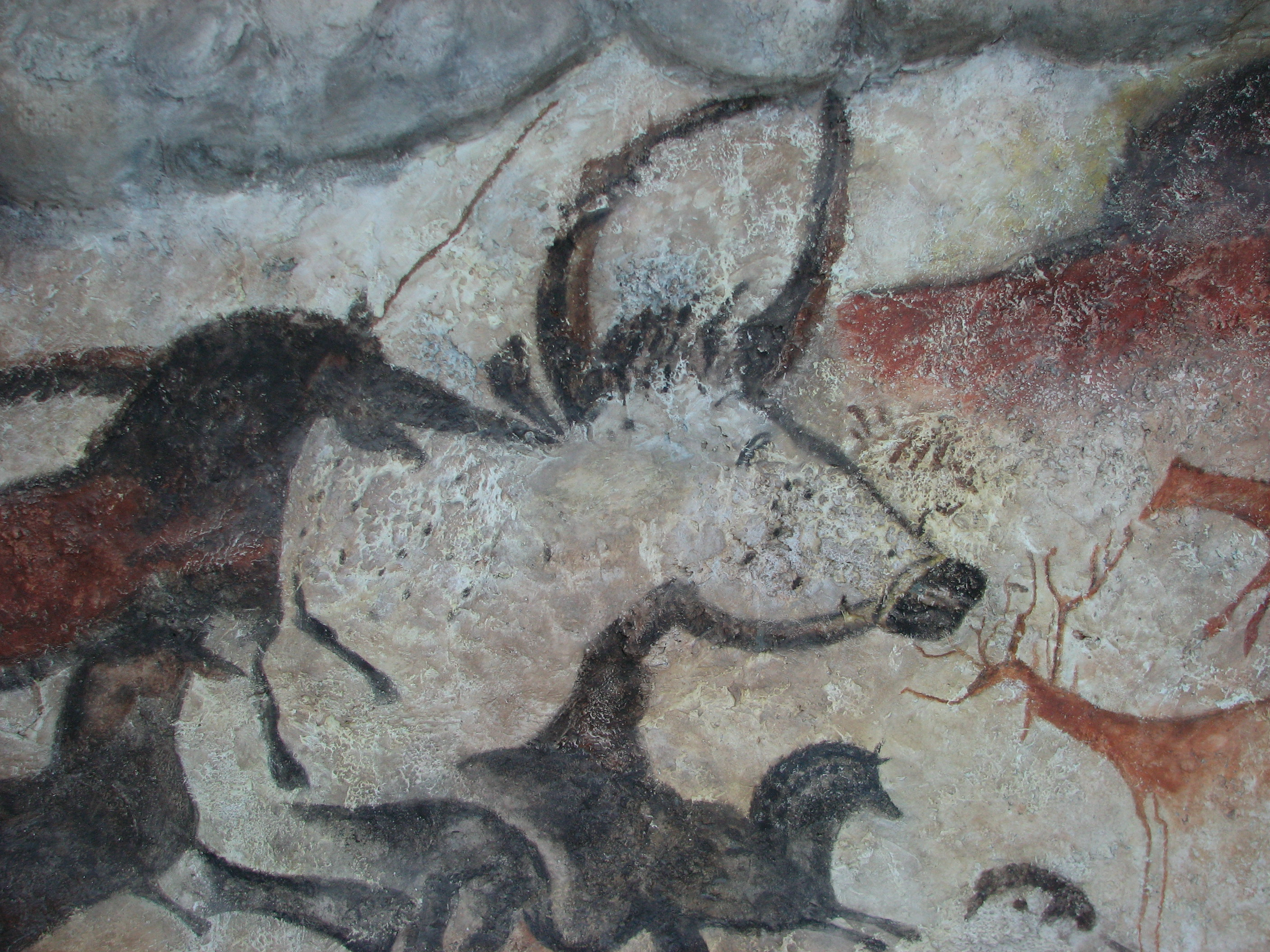
Cueva de Lascaux (paleolítico), arte francocantábrico.
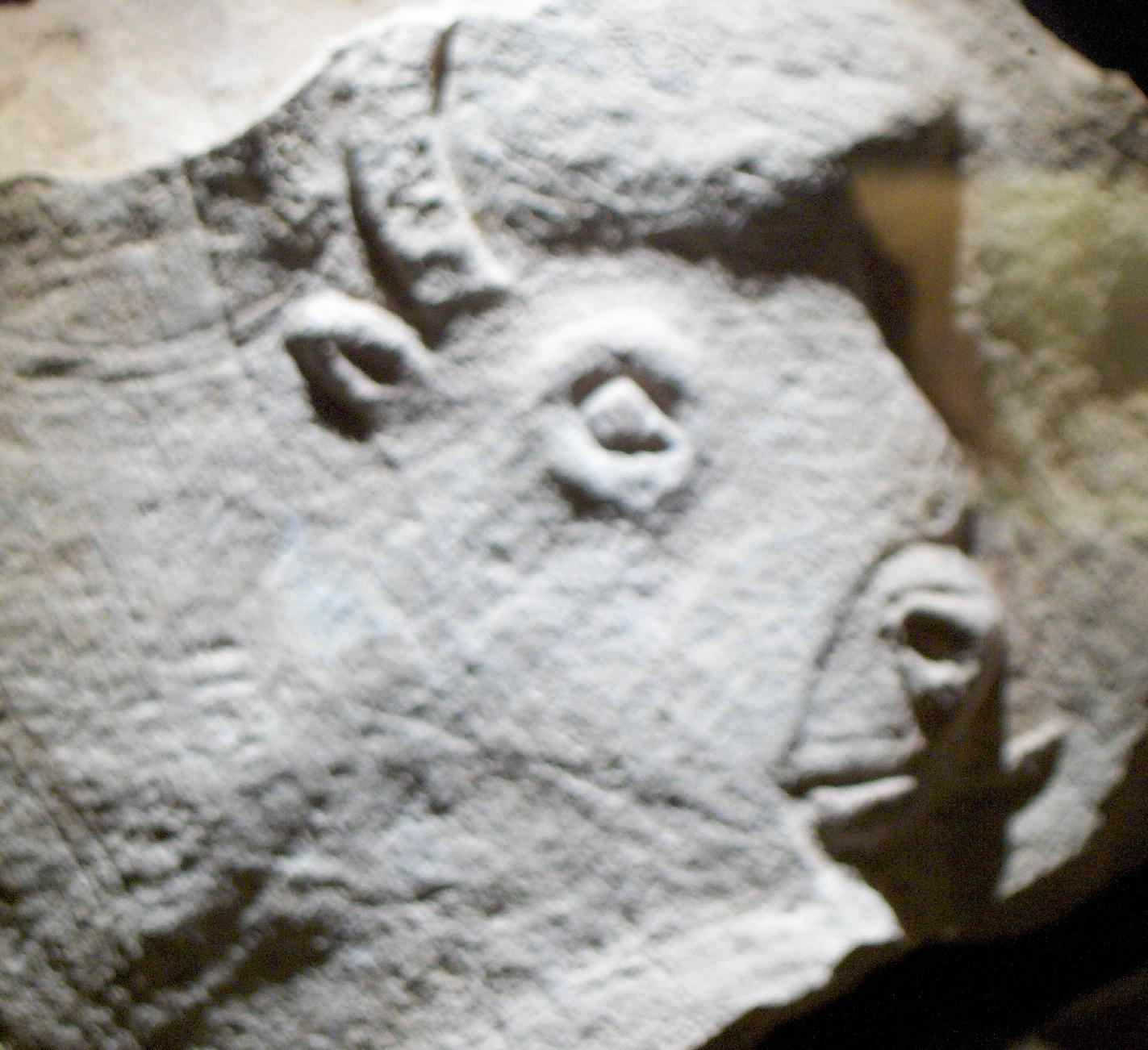
Roca de Sers (paleolítico), arte francocantábrico.

El animalístico es el tema artístico más antiguo de la historia del arte, remontándose a las primeras representaciones del arte rupestre y del arte mobiliar paleolítico.

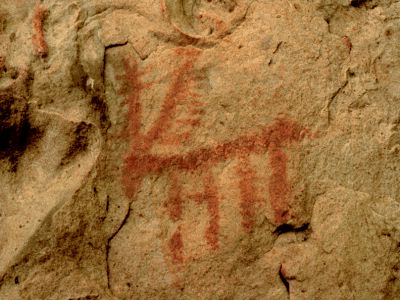
Ciervo de la Cueva de Bacinete (neolítico) arte rupestre del extremo sur de la península ibérica.
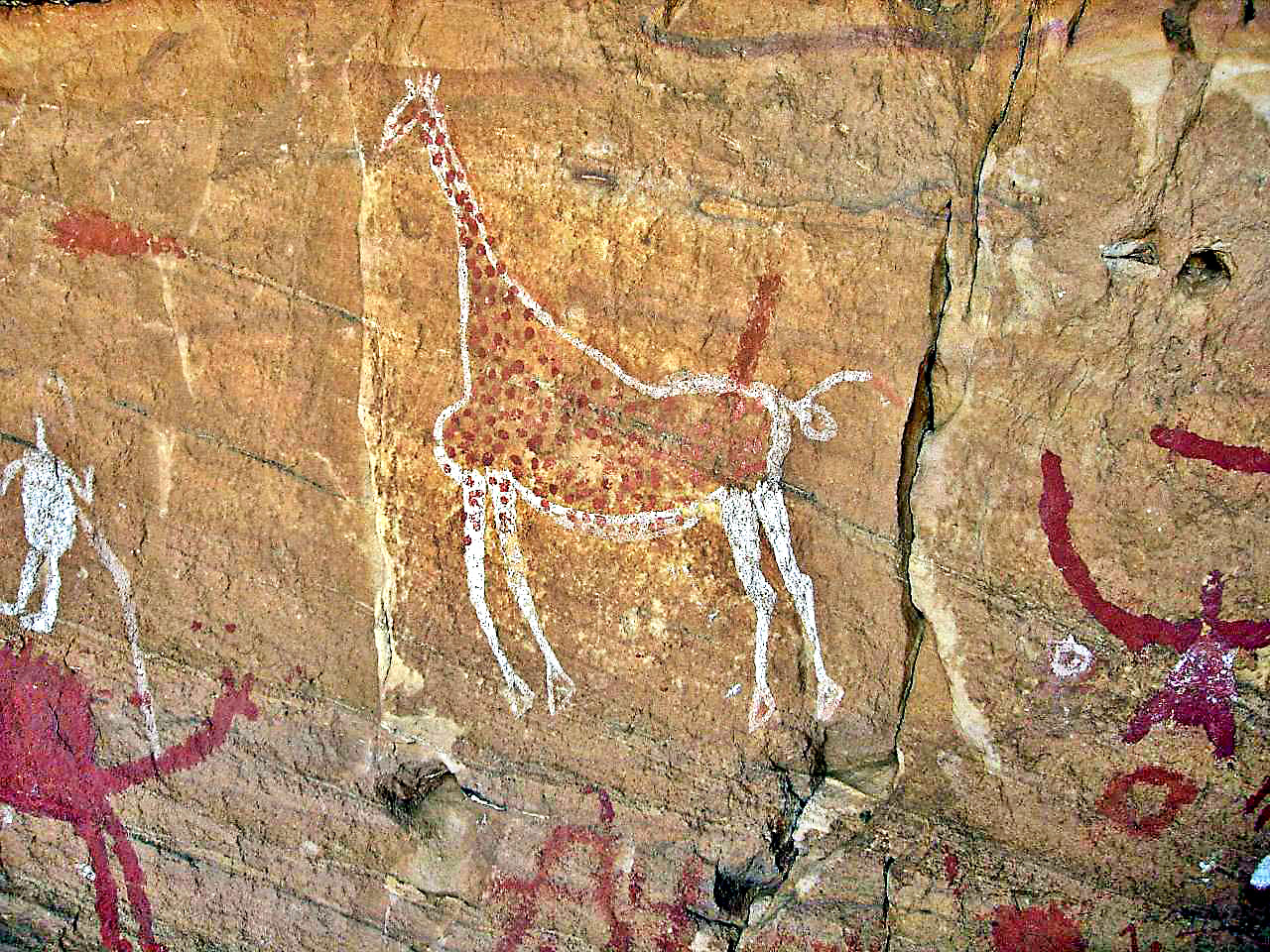
Jirafa en Tadrart Acacus (antes de la desecación del Sáhara) pintura rupestre africana.
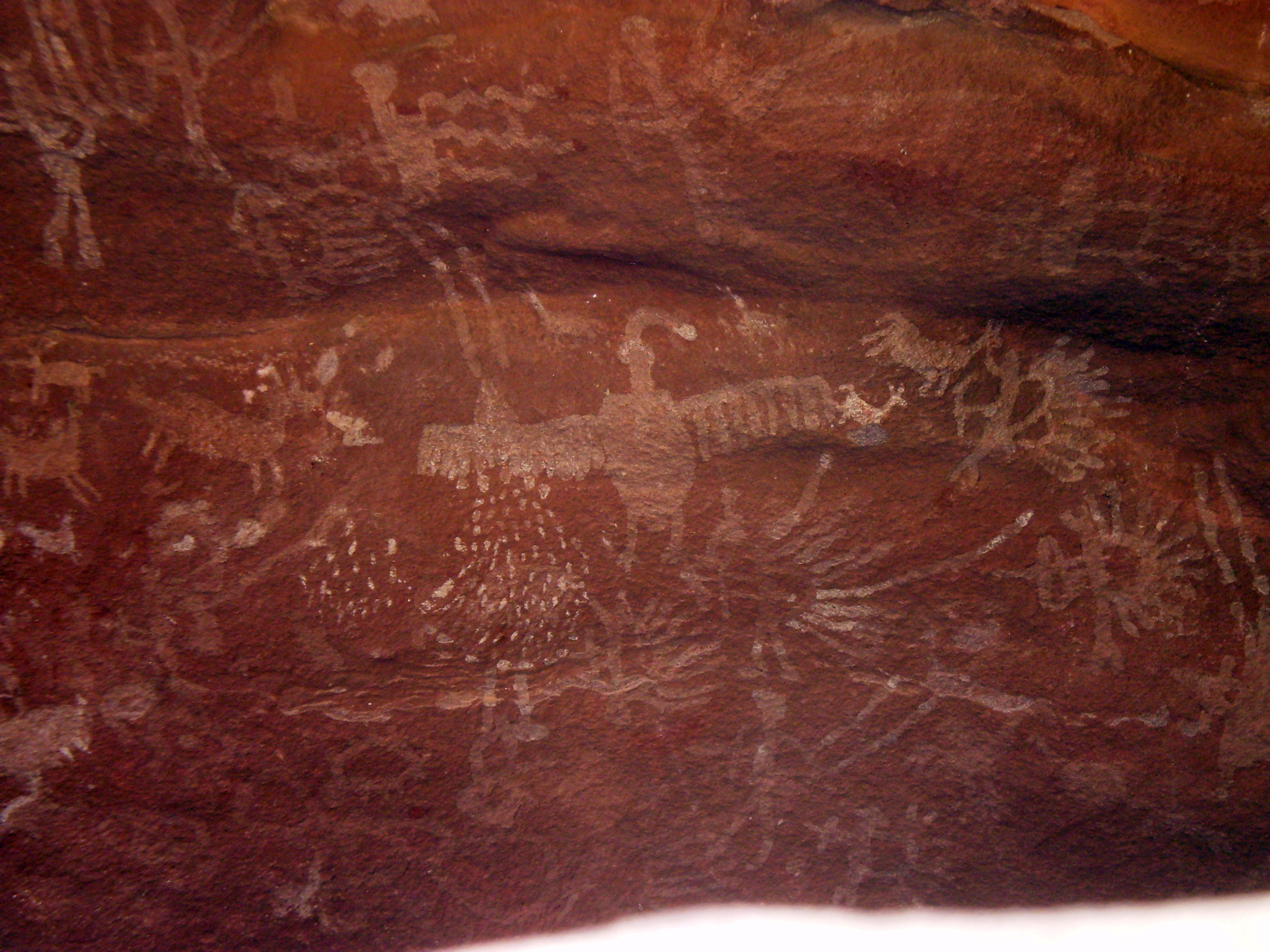
Diversos animales pintados en Cerro Colorado (datación imprecisa), paleolítico americano.

El hallazgo de los bisontes de la Cueva de Altamira por Marcelino Sanz de Sautuola (inicialmente ridiculizado hasta la confirmación por los franceses de un hallazgo similar en la Cueva de Lascaux), inició el estudio de estas manifestaciones primitivas del arte, que influyeron incluso en la concepción artística de los movimientos artísticos de finales del XIX y comienzos del XX. Las diferencias estilísticas permitieron diferenciar las pinturas de la zona franco-cantábrica de las del arte rupestre levantino o arte esquemático ibérico. Los hallazgos posteriores en la zona del Sáhara mostraron la evidencia de un clima radicalmente distinto, que permitía la existencia de la fauna de grandes herbívoros reproducida en sus pinturas (jirafas, hipopótamos). En otros continentes se hallaron pinturas muy similares, incluso formando parte de la cultura de los aborígenes australianos y otras de las denominadas culturas primitivas, lo que permitió una más amplia integración en los análisis de la antropología cultural de las hipótesis sobre la motivación de estas representaciones animalísticas como propiciatorias de la caza o de la fertilidad (André Leroi-Gourhan).

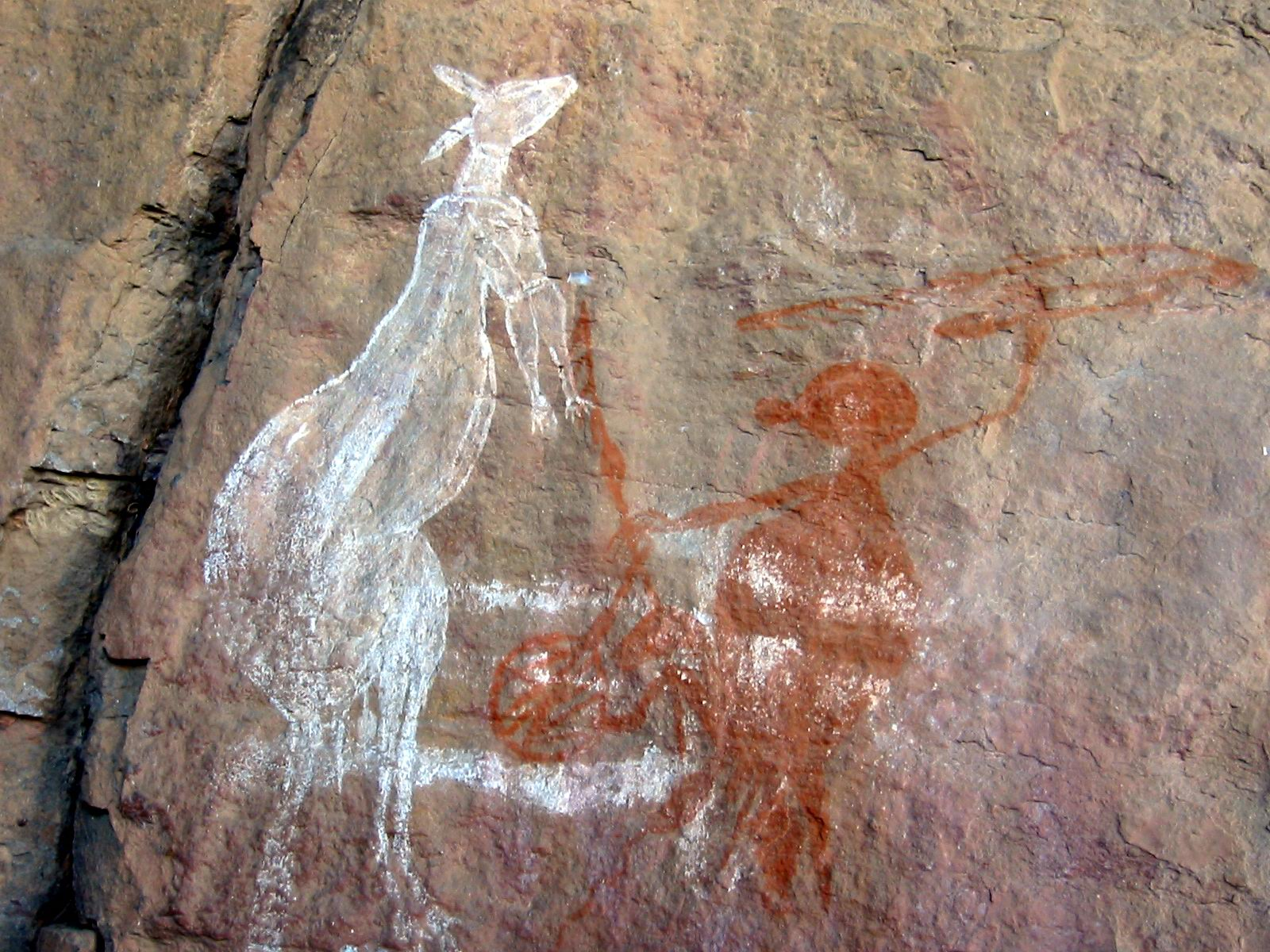
Canguro y cazador en el Anbangbang Rock Shelter, Kakadu (datación imprecisa), arte aborigen de Australia.
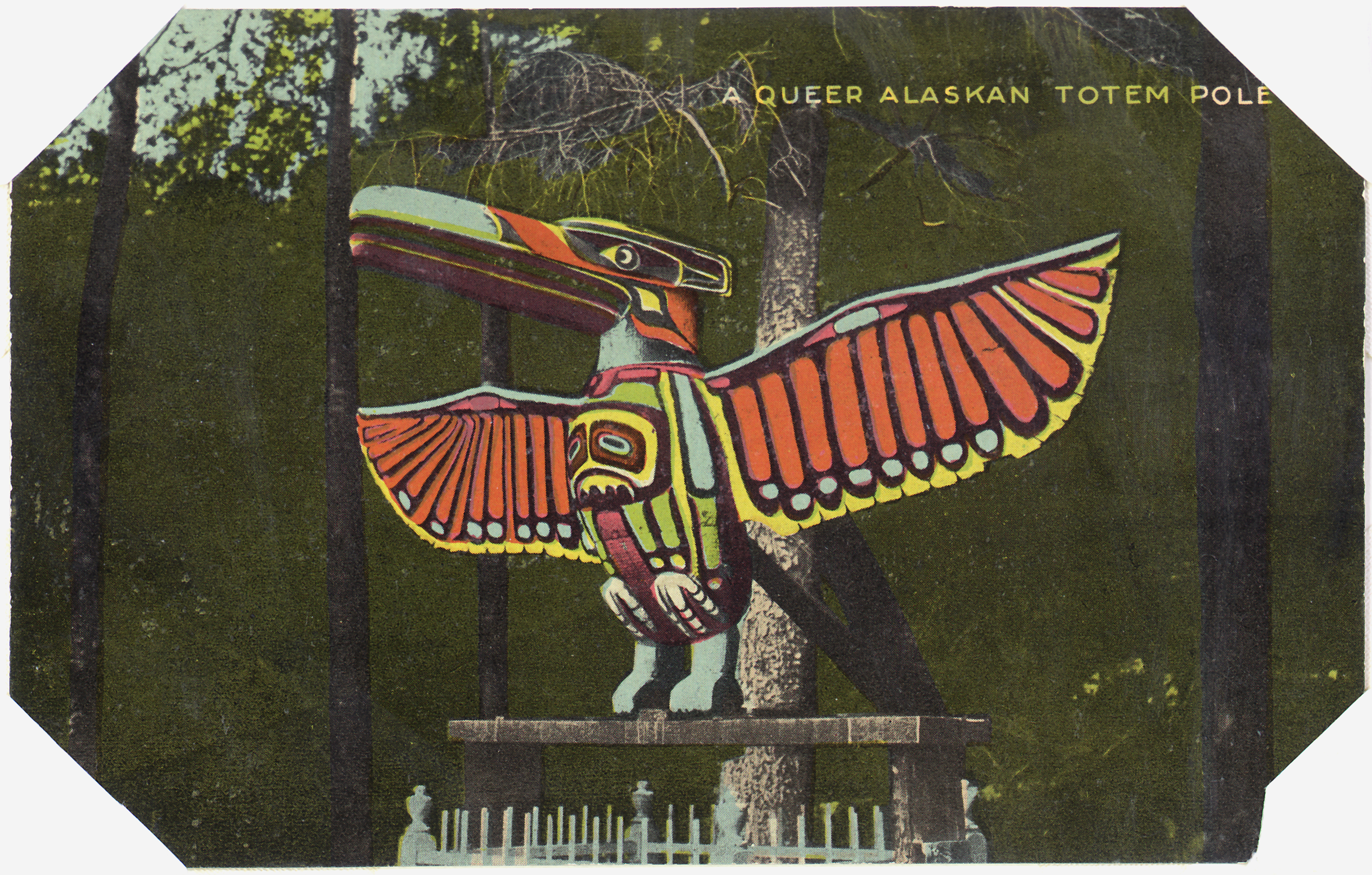
Tótem en Alaska (ca. 1900), arte amerindio norteamericano.
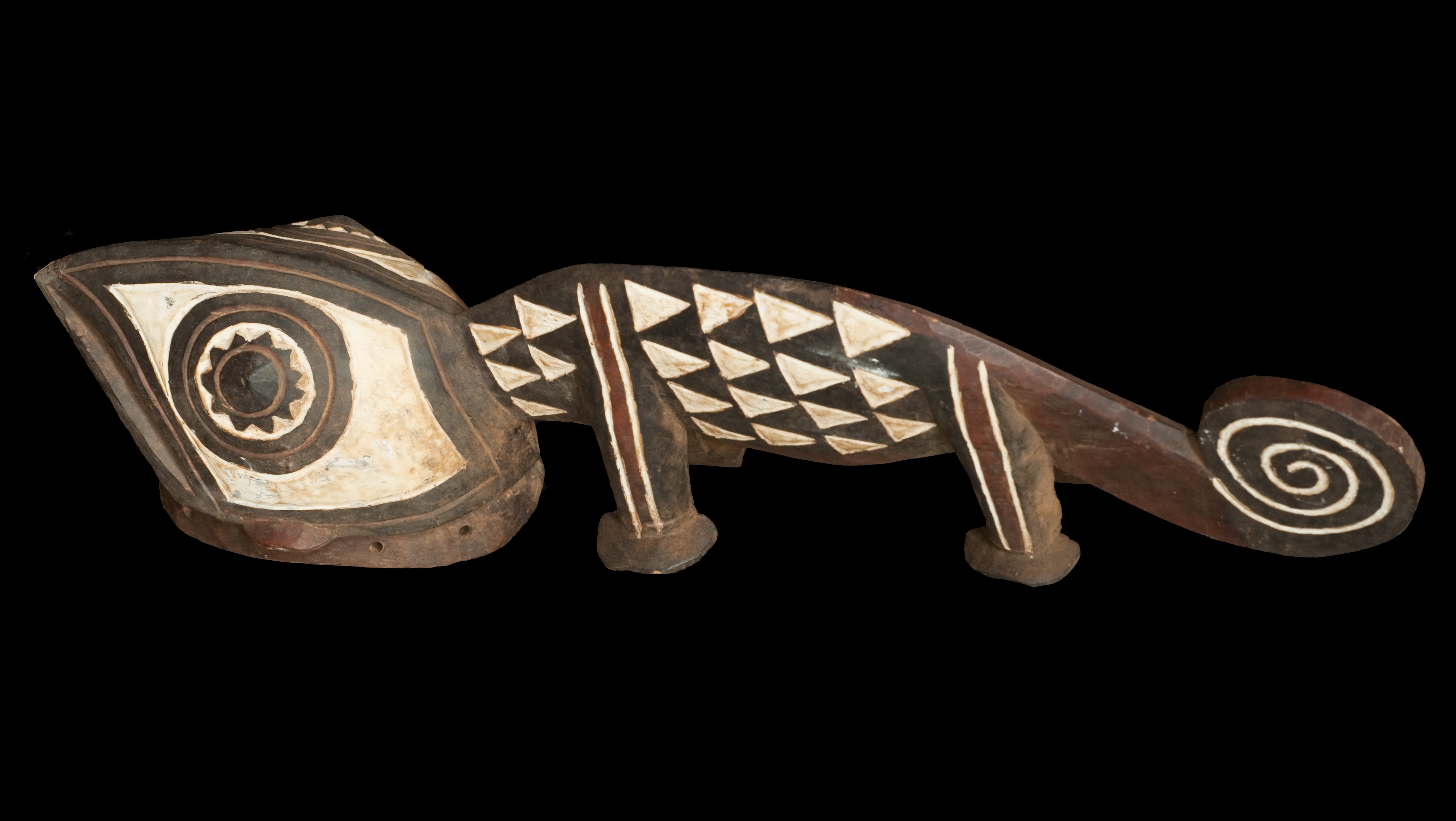
Máscara con forma de camaleón utilizada en Burkina Faso (datación imprecisa), arte africano.
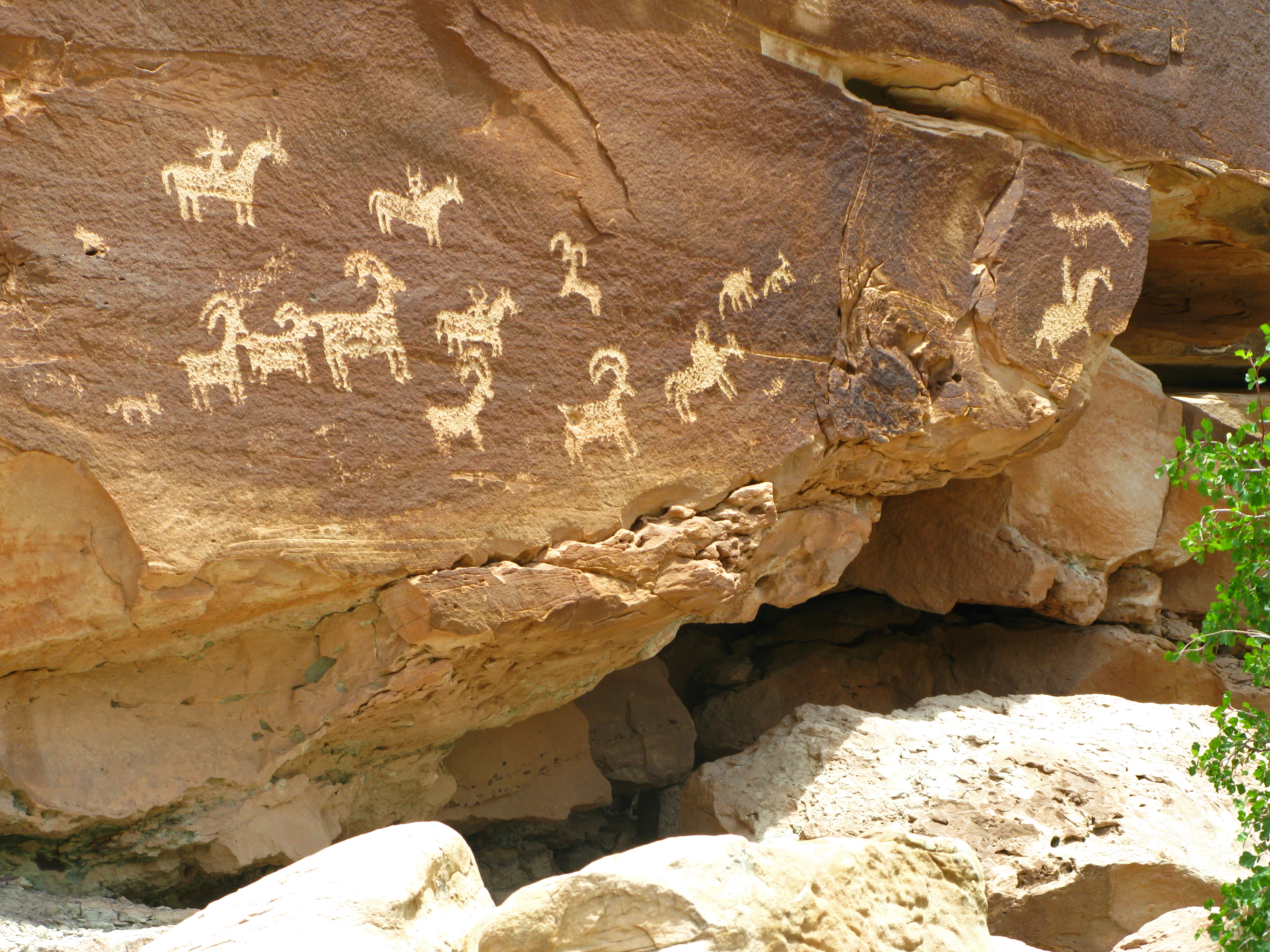
Animales y jinetes en unas pinturas rupestres de la tribu Ute (siglos XVII a  XIX).

### Próximo Oriente y culturas mediterráneas antiguas
Representaciones de animales son también frecuentes en el arte de las civilizaciones que se desarrollaron en el Próximo Oriente Antiguo desde el nacimiento de la historia en Sumeria y el Antiguo Egipto. Para el periodo que precede al arte clásico grecorromano, se ha señalado el significativo hecho de que las artes figurativas de la mayor parte de estas civilizaciones (con las significativas excepciones del arte minoico y el arte etrusco) tuvieron en la representación de las figuras humanas rígidas convenciones (frontalidad, rigidez, hieratismo), mientras que las representaciones animalísticas gozaron de una mayor libertad, llegando a un extraordinario realismo en la escultura asiria (escenas de caza conservadas en el Museo Británico). En contraste, el denominado estilo orientalizante (extendido por distintas zonas de la cuenca del Mediterráneo en la primera mitad del primer milenio) se caracterizó por una gran estilización y fantasía, también en las representaciones animalísticas. En todas las civilizaciones de la región, incluso en el extremo del mediterráneo occidental (escultura ibérica) se ha detectado la influencia de la difusión cultural de formas originadas en las civilizaciones del mediterráneo oriental, tanto de los denominados pueblos colonizadores (griegos y fenicios), como de otros no presentes in situ, como los hititas.

#### Egipto

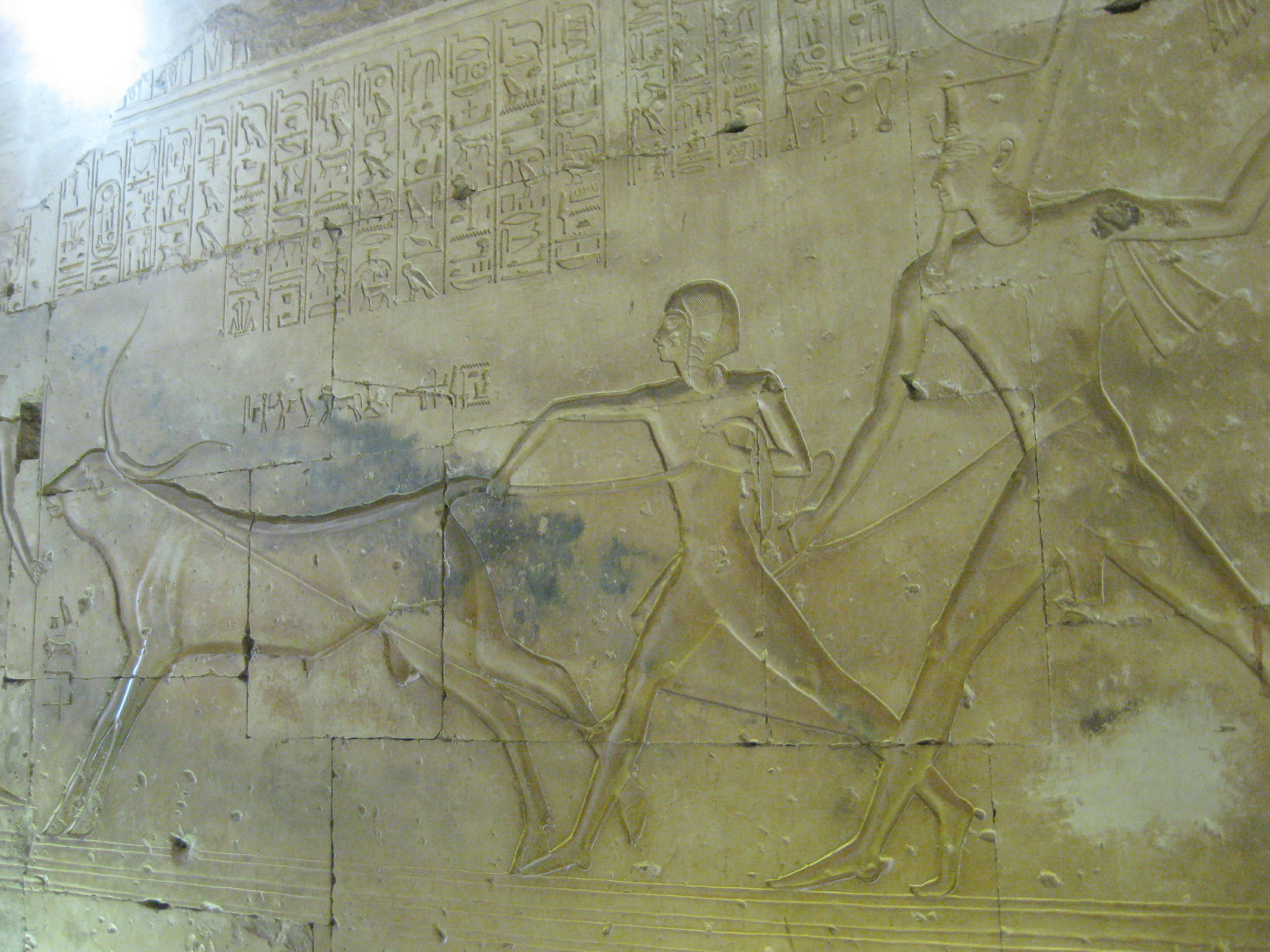
Bajorrelieve egipcio, templo de Abidos.
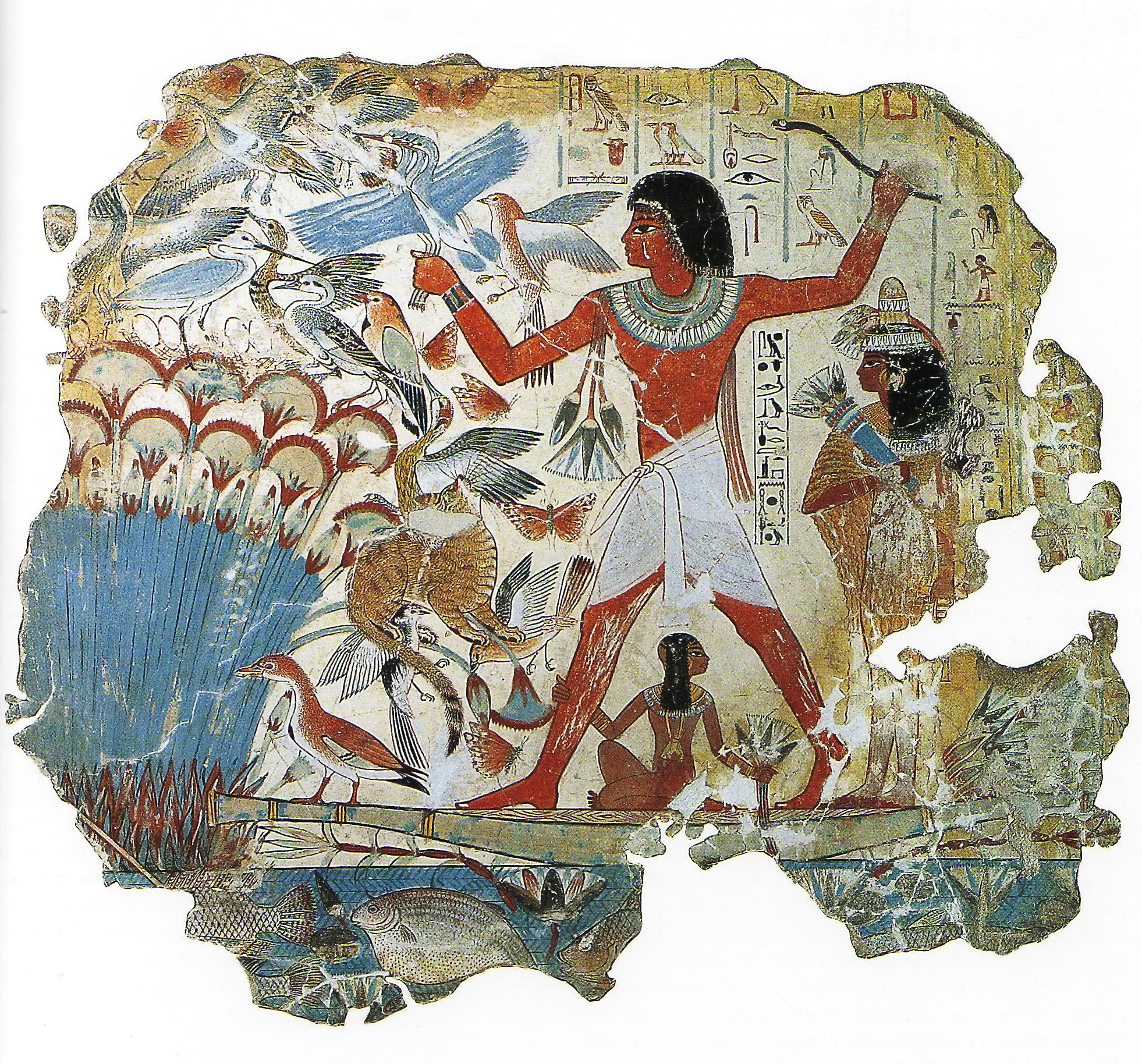
Nebamun cazando aves en un estanque (ca. 1500 a. C.)
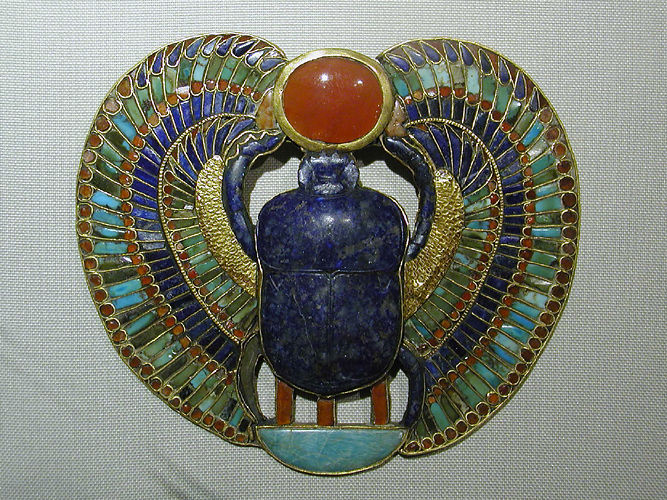
Escarabeo, joya-amuleto que representa a Jepri, el escarabajo solar; proveniente de la tumba de Tutankamón (ca. 1325 a. C.), orfebrería egipcia.
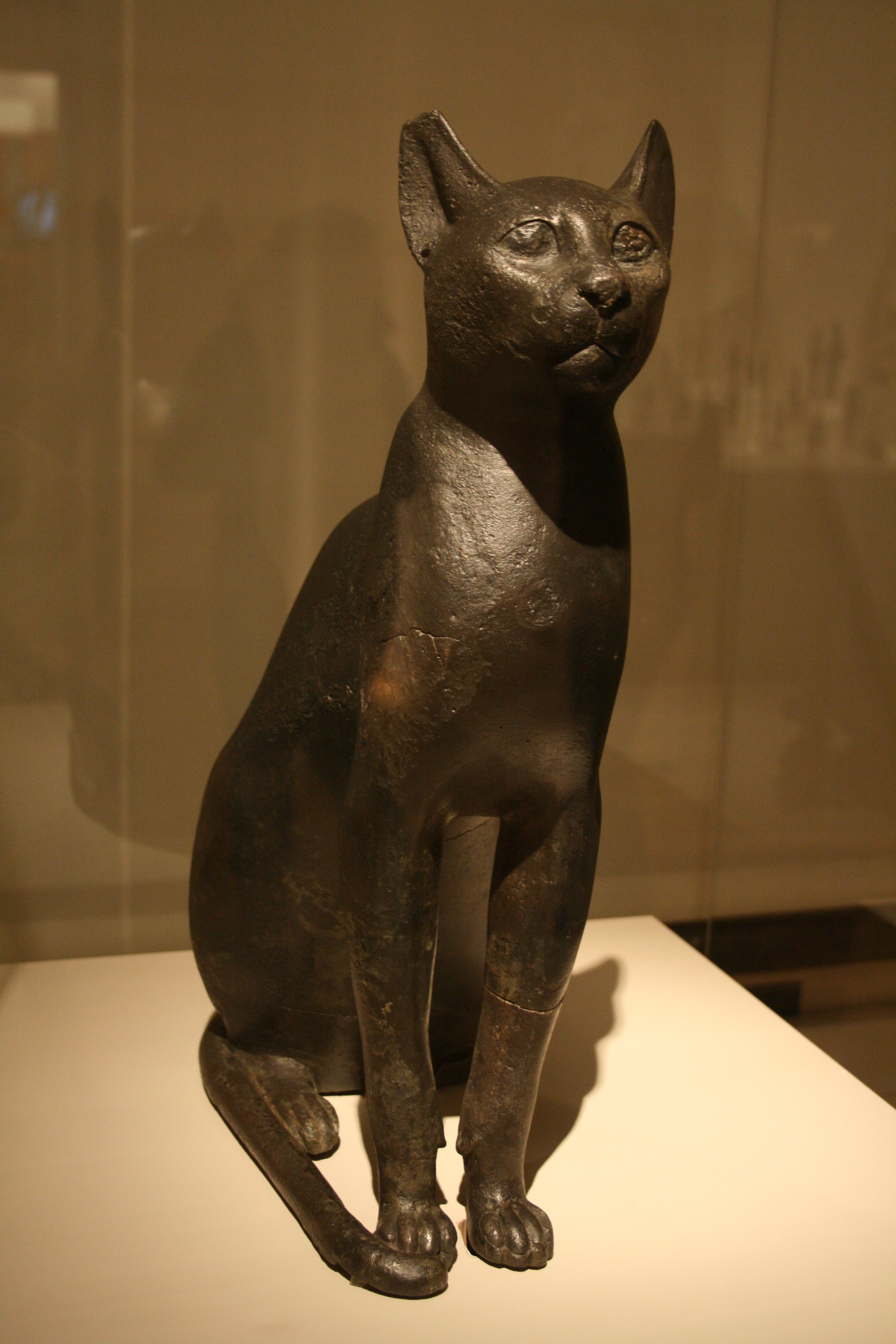
Gato de bronce, escultura egipcia.

En las artes figurativas egipcias la representación de animales era muy frecuente, al ser parte esencial de la iconografía de sus dioses (halcones, ibis, serpientes, cocodrilos, chacales, gatos, bueyes, etc.), así como de la escritura jeroglífica. Provenientes de los rituales de momificación, se conservan en los enterramientos habitualmente los cuatro vasos canopos, tres de los cuales reproducían cabezas de animales (mono, halcón y chacal).

#### Arte minoico y micénico

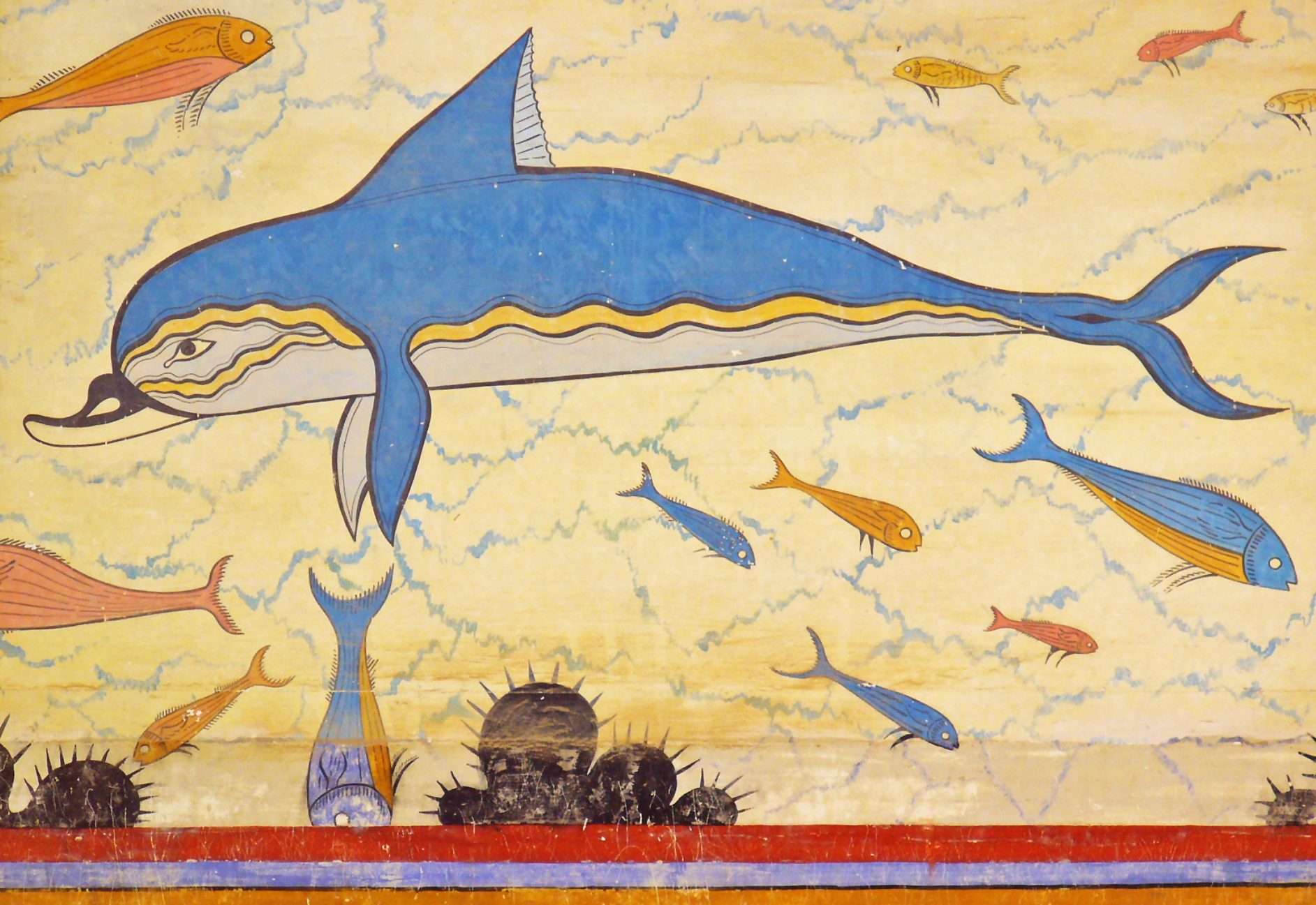
Delfín y otros animales marinos en un fresco del Palacio de Cnosos, pintura minoica.
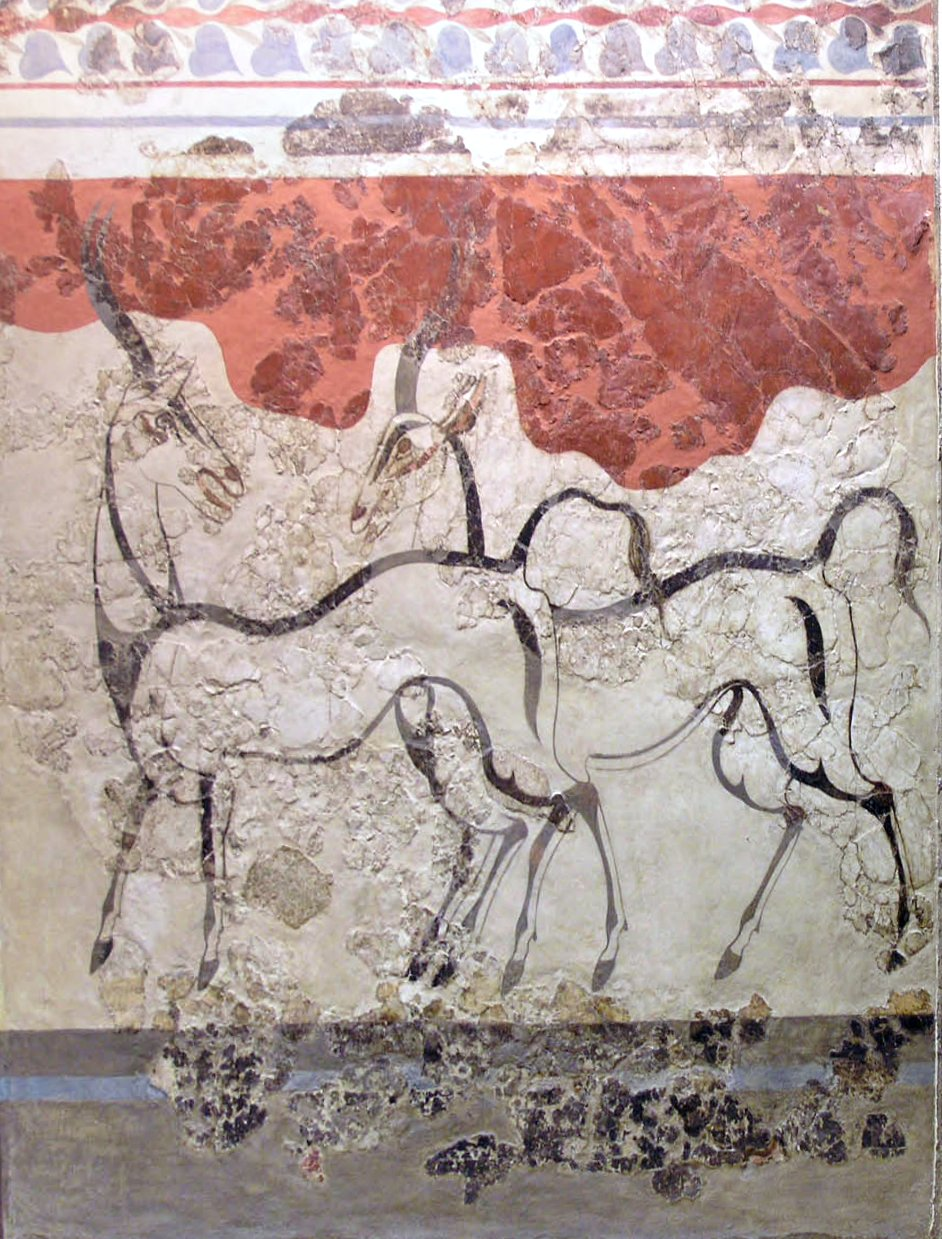
Antílopes en un fresco procedente de Acrotiri, pintura minoica.
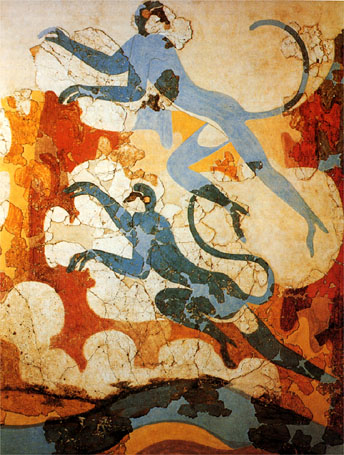
Monos azules procedentes de Acrotiri.
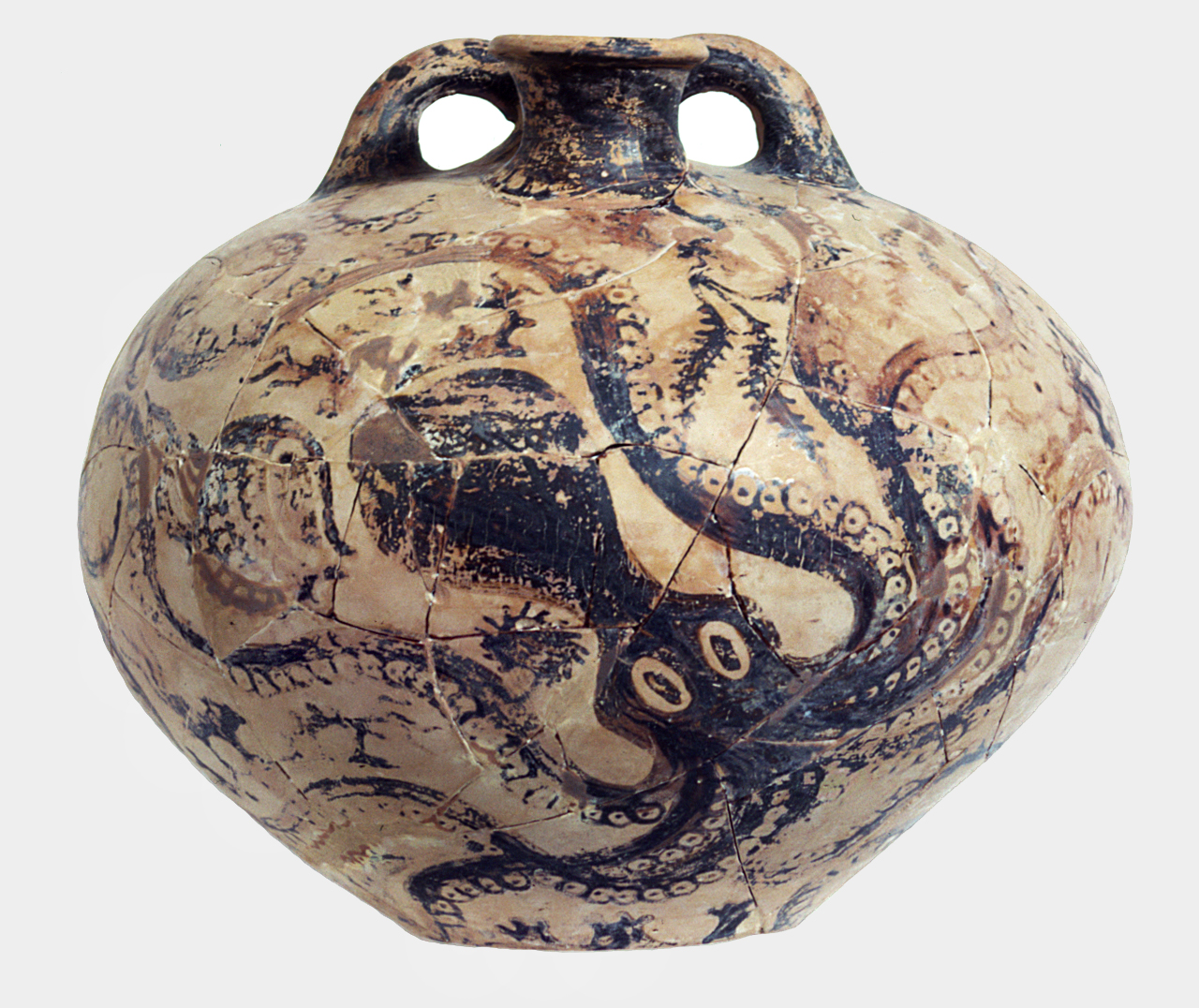
Pulpo representado en una cerámica minoica.

La pintura minoica (los frescos de los palacios cretenses y la decoración de la cerámica) tiene en los temas animalísticos uno de sus principales motivos. En la Casa de los frescos del Palacio de Cnosos se halló un notabilísimo Pájaro azul (ca. 1450), restaurado por Émile Gillieron (hijo), que fue identificado por el arqueólogo Arthur Evans (1928) como una carraca europea.

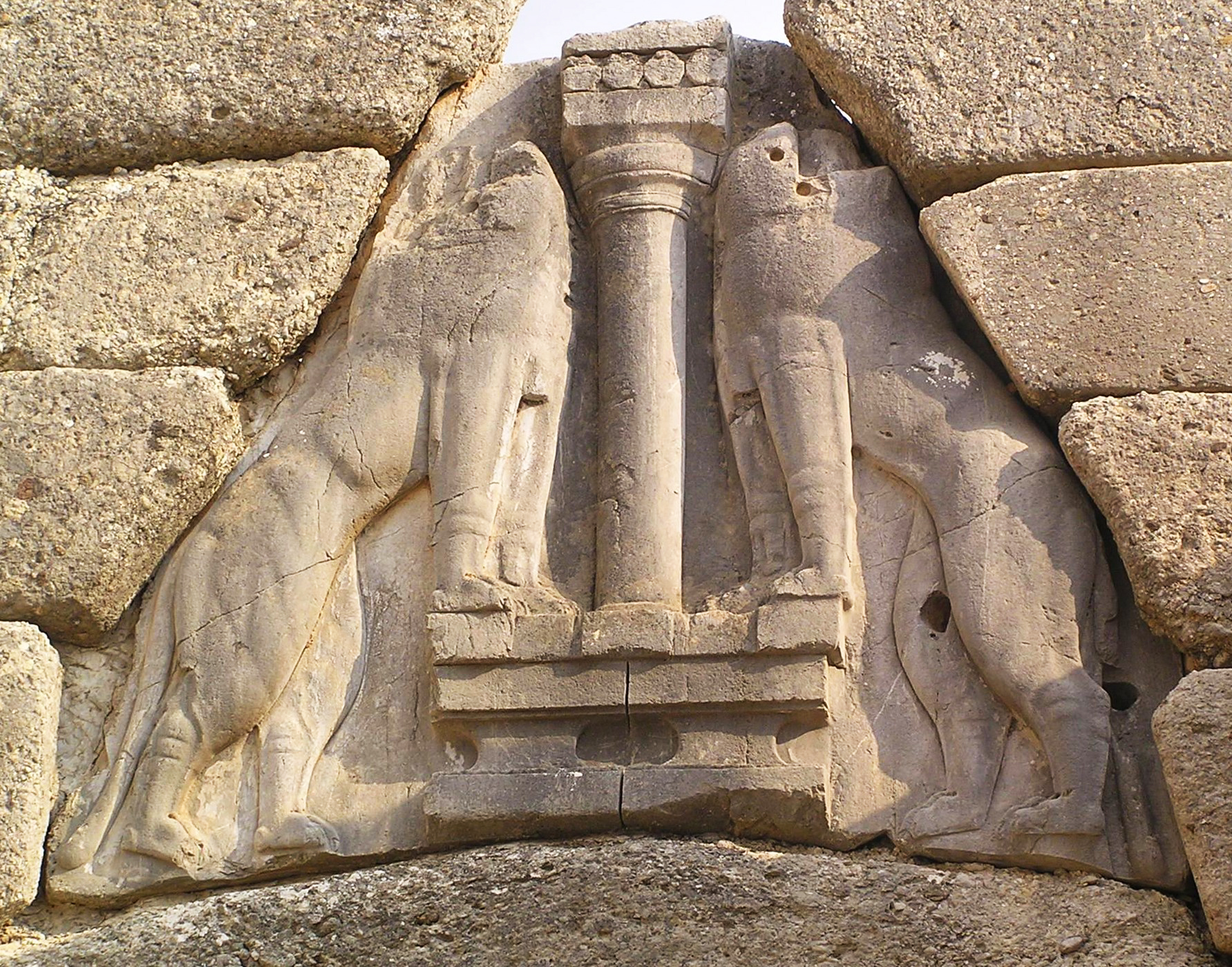
Puerta de los Leones de Micenas.
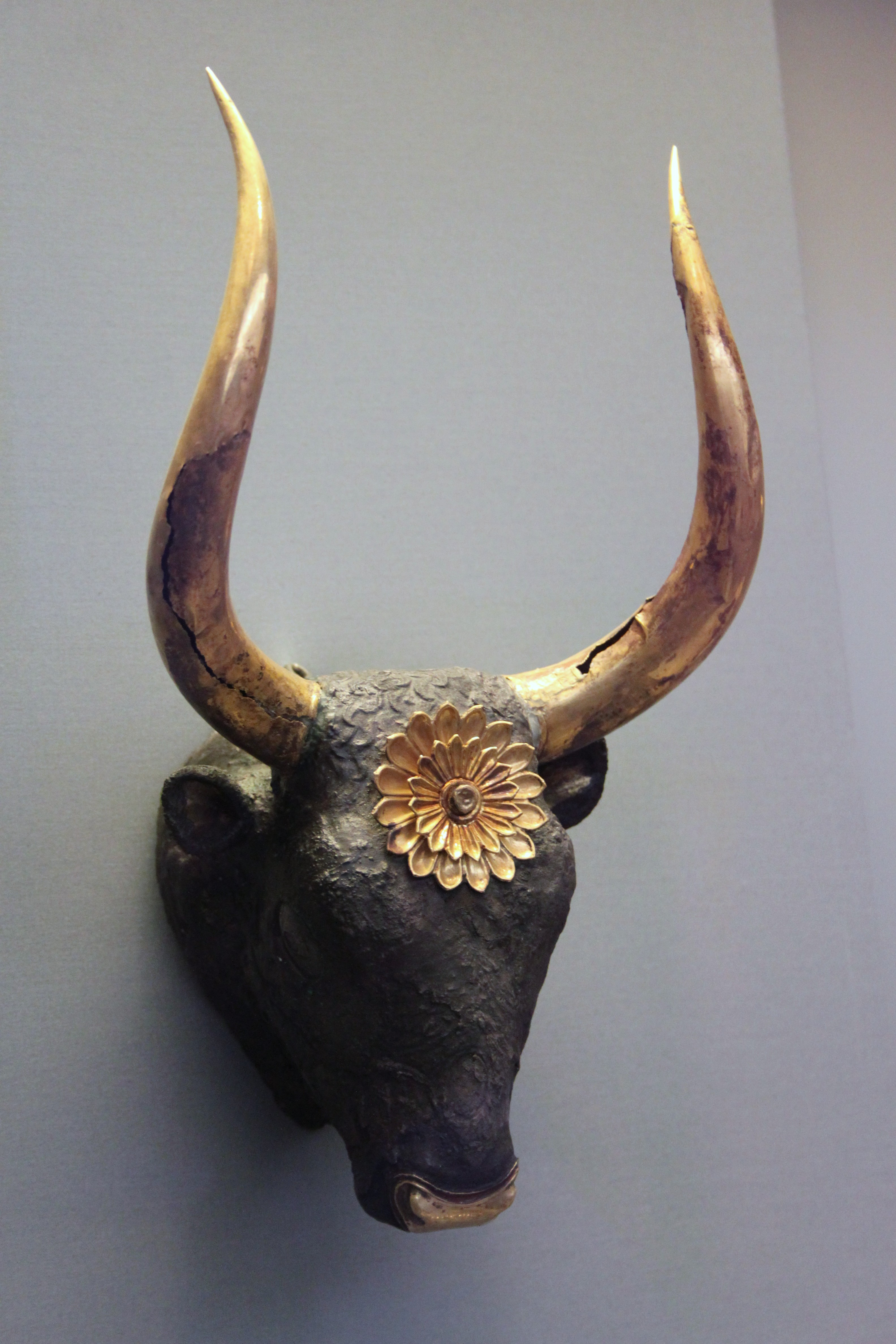
Ritón micénico con forma de cabeza de toro.

El arte micénico de carácter animalístico fue más marcadamente escultórico (Puerta de los Leones de Micenas).

#### Mesopotamia y Persia
En la amplia zona denominada historiográficamente Creciente Fértil, donde se dio la Revolución neolítica, el arte animalístico tuvo un amplio desarrollo una vez iniciadas las primeras civilizaciones urbanas, que se convirtieron en imperios. En los palacios babilónicos, asirios y persas fue muy común la utilización de animales en la decoración, tanto mueble como incorporada a la arquitectura, como las figuras mitológicas que mezclaban rasgos de distintos animales, a veces con rostro humano, como los que protegían las puertas (Lammasu, Kirubi).

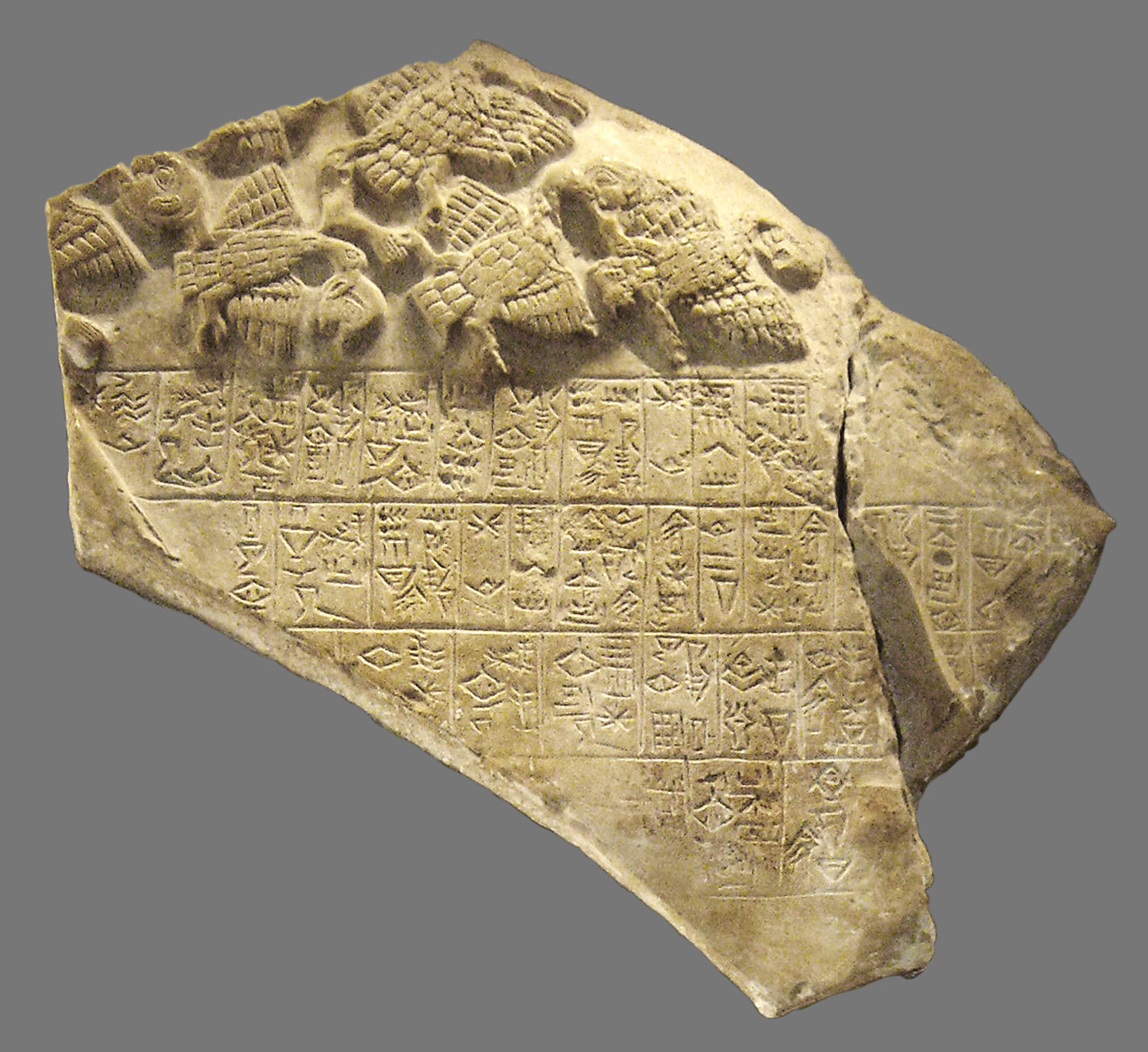
Los buitres de la llamada Estela de los buitres (ca. 2450 a. C.), escultura sumeria.
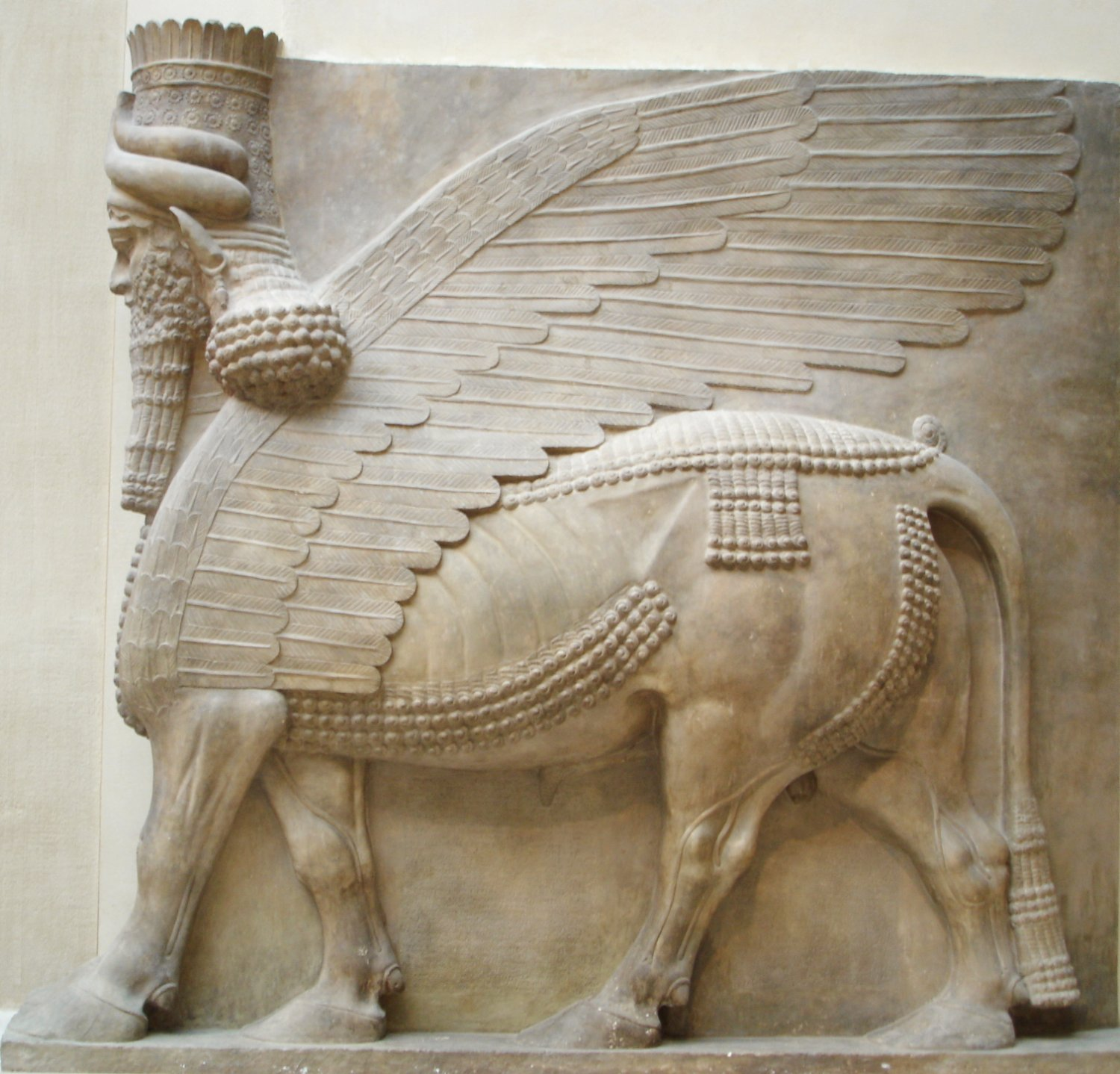
Lamasu del palacio de Sargón II en Khorsabad (ca. 713 a. C.)
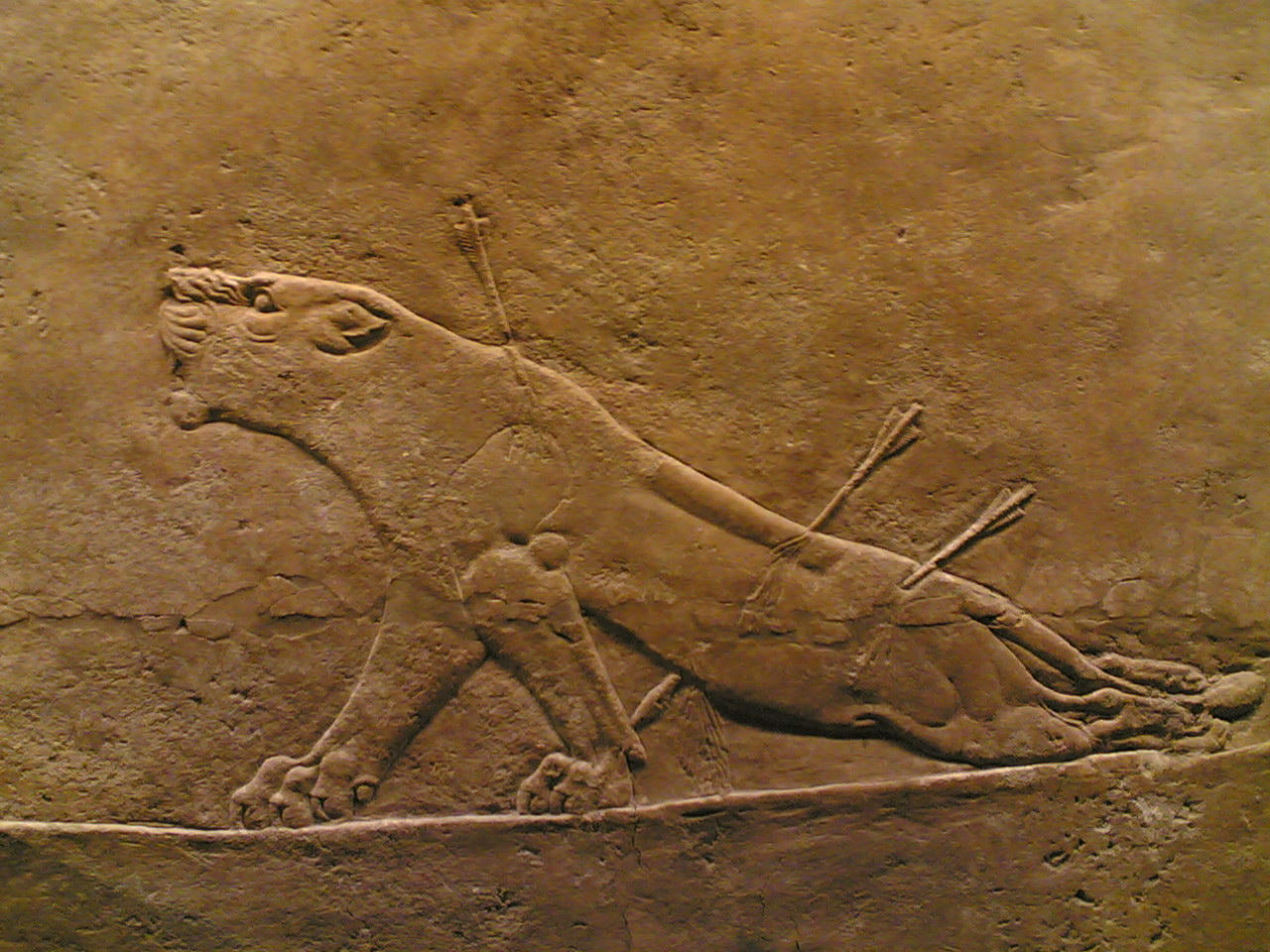
Leona herida de la cacería de Asurbanipal, Nínive (siglo VII antes de Cristo), escultura asiria.
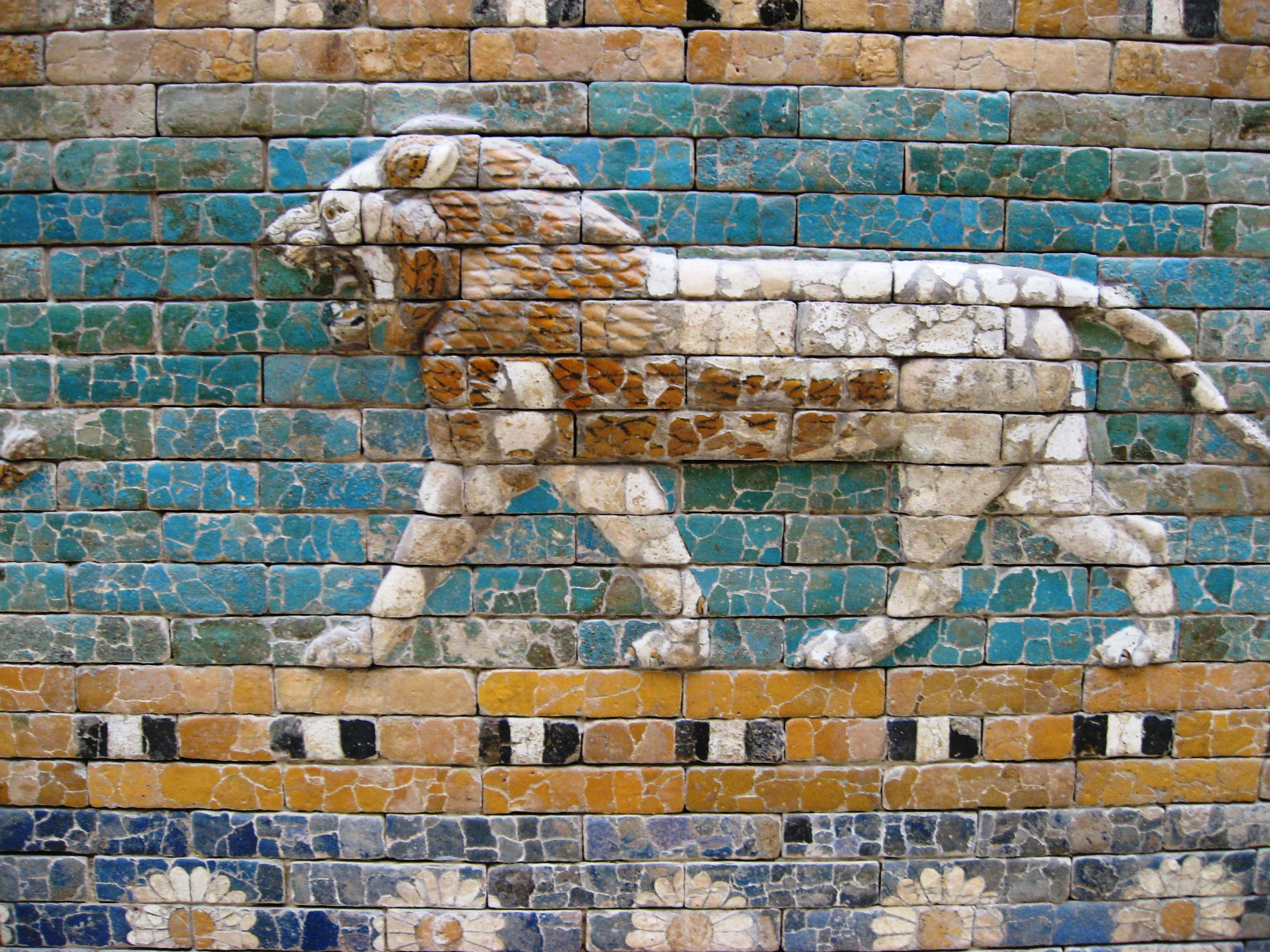
León de cerámica vidriada en relieve. Puerta de Ishtar (Babilonia, 575 antes de Cristo).

El arte persa fue especialmente dado a las representaciones animalísticas, desde sus más remotos precedentes en el Luristán de la Edad de Bronce y hasta el imperio aqueménida.

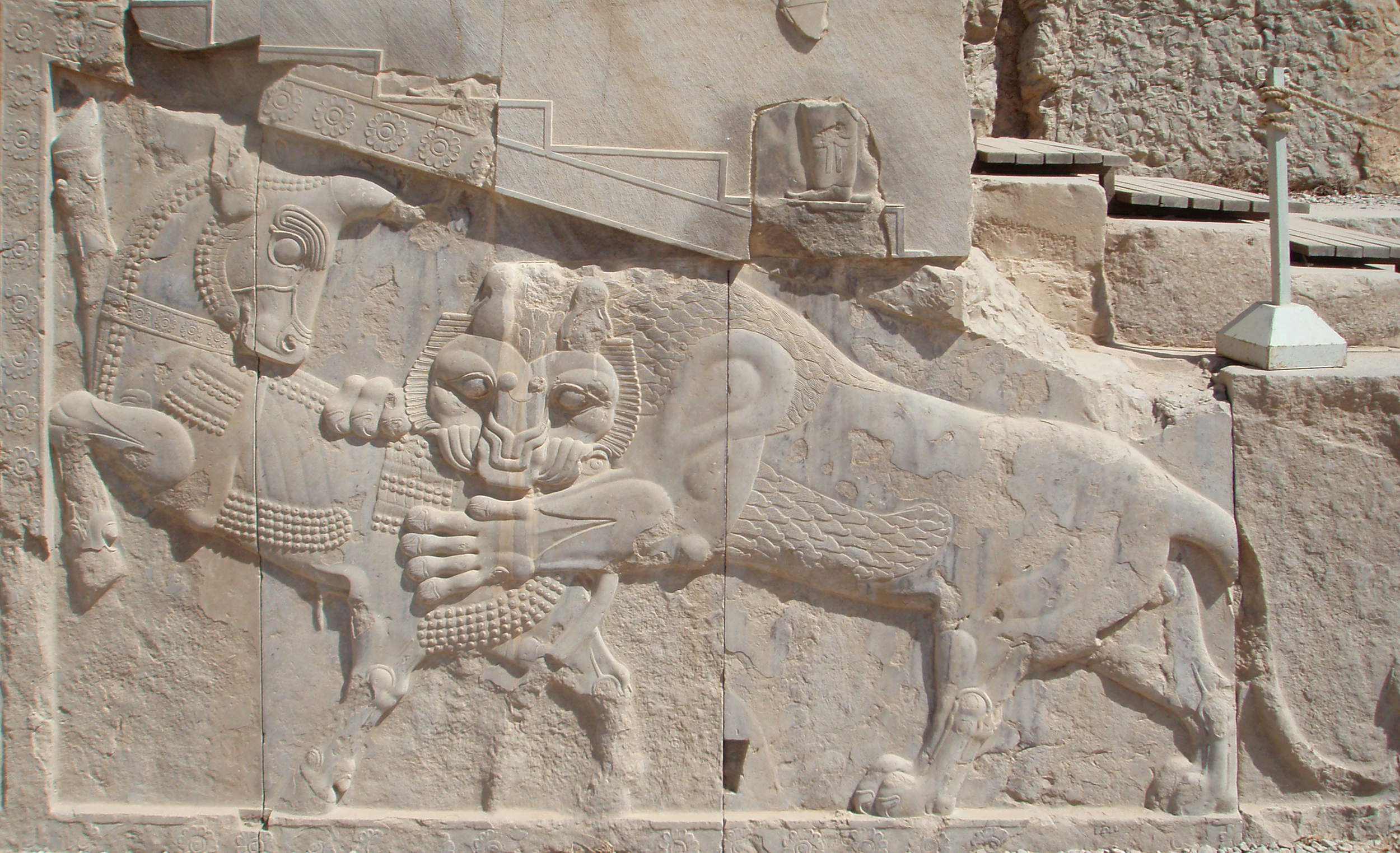
Relieve persa que representa el noruz (representación zoroastriana del equinoccio, momento en que sol -león- equilibra con su poder el de la tierra -toro-), Palacio de Persépolis (ca. 500 a. C.)
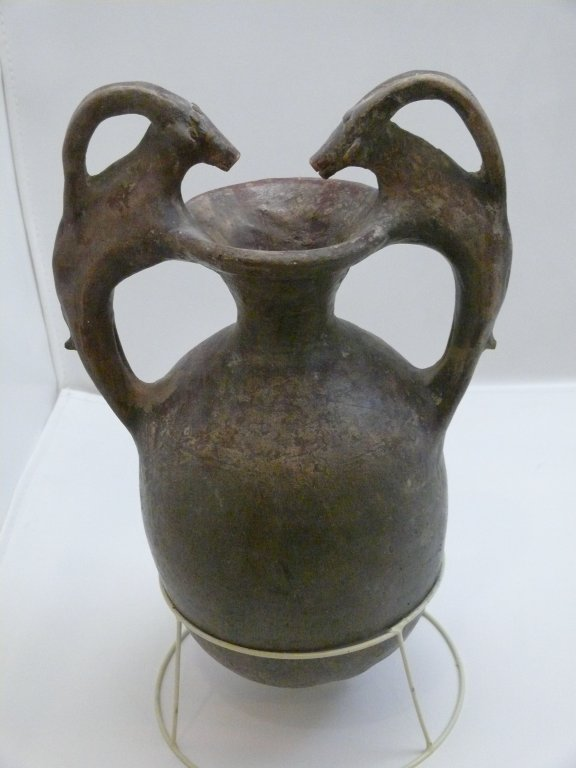
Vasija aqueménida procedente de Persépolis.
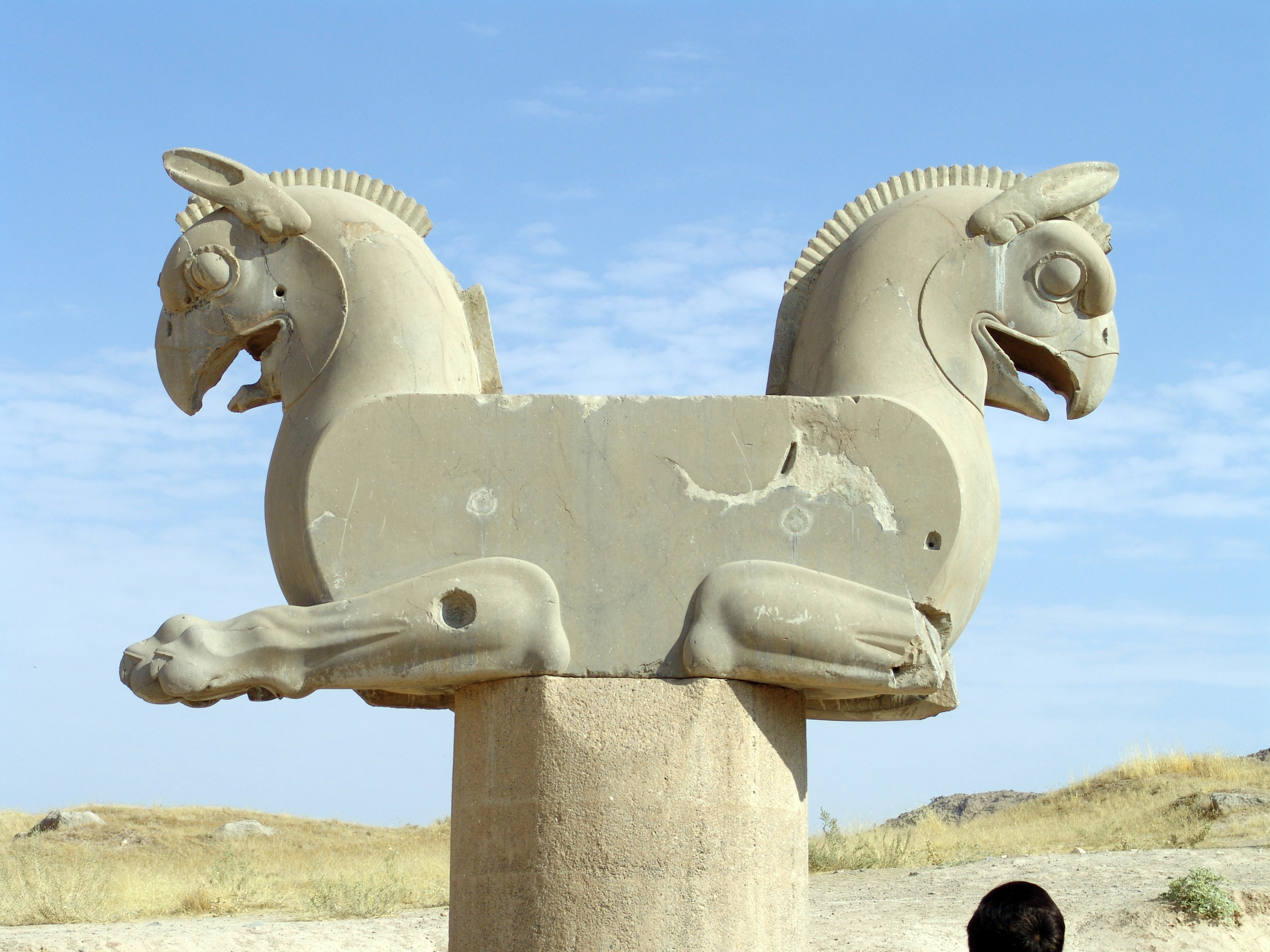
Capitel zoomorfo doble, Apadana de Persépolis.
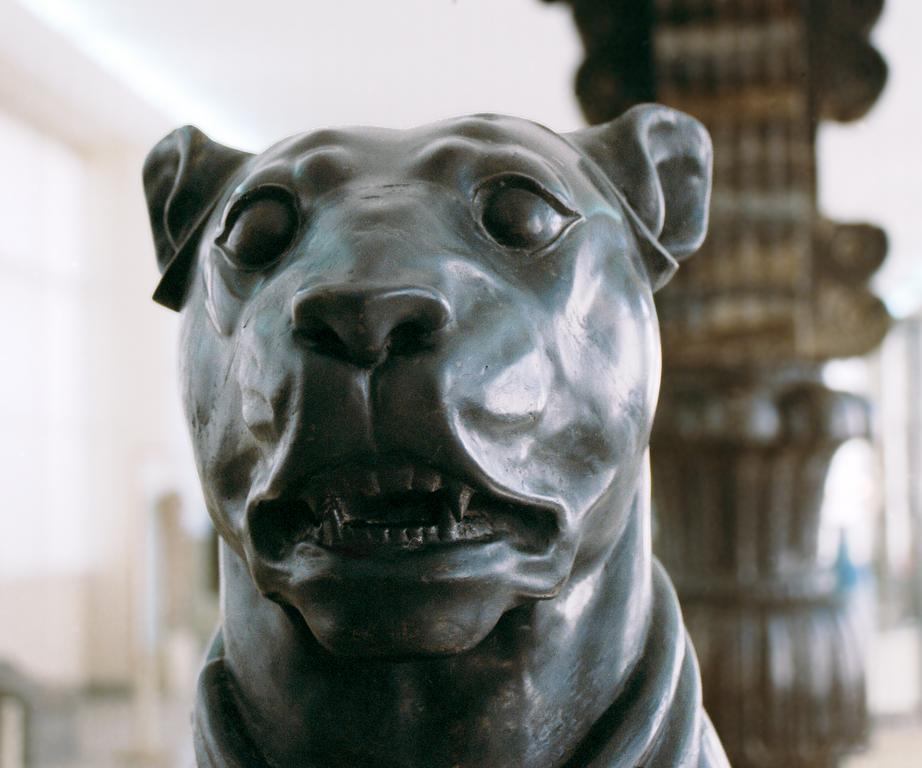
Cabeza de perro, procedente de la torre de la Apadana de Persépolis.

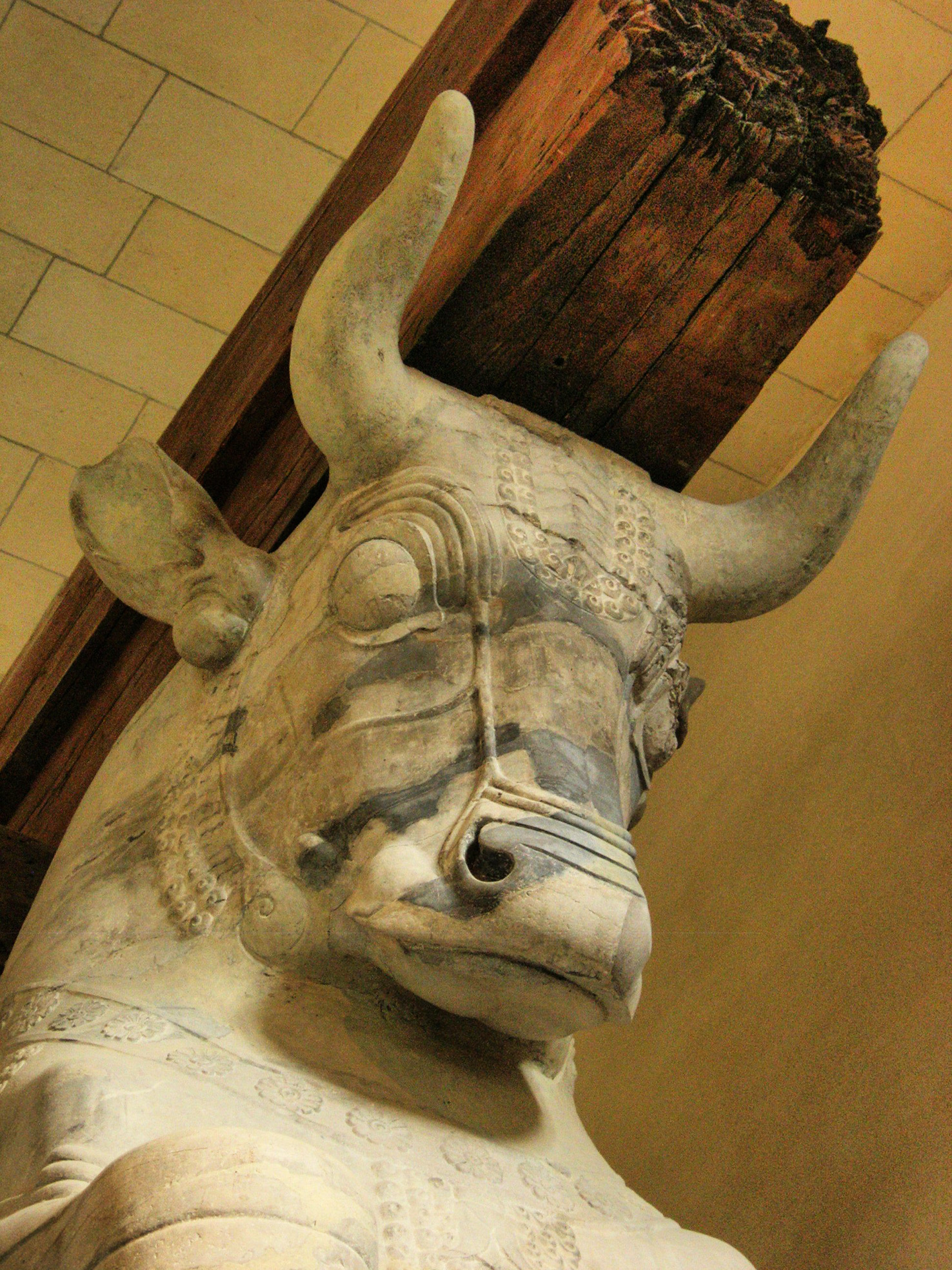
Cabeza de toro, capitel zoomorfo doble de la Apadana del palacio de Darío en Susa (510 a. C.)
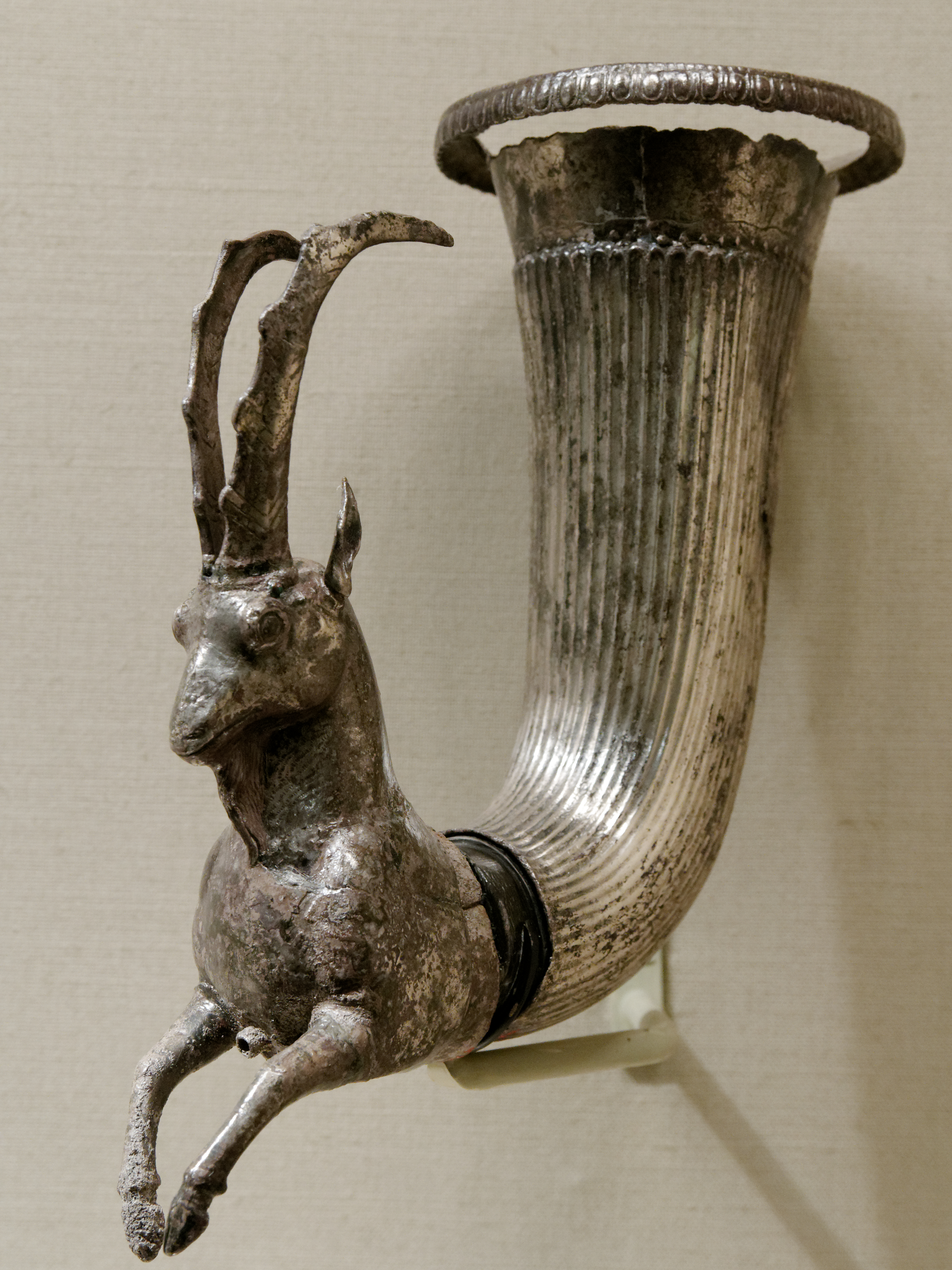
Ritón aqueménida con forma de íbice.
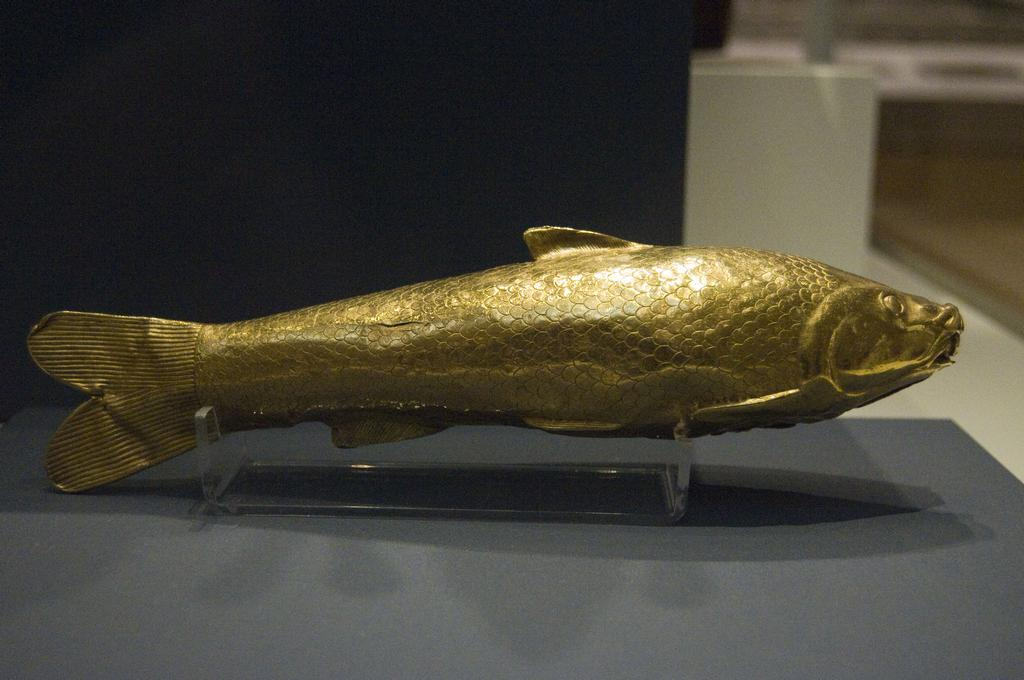
Vasija aqueménida de oro con forma de pez. Tesoro del Oxus.

#### Israel
La prohibición religiosa en el judaísmo (aniconismo judaico) de la representación de animales limitó de forma radical a las artes plásticas del antiguo Israel.

No te harás ninguna escultura y ninguna imagen de lo que hay arriba, en el cielo, o abajo, en la tierra, o debajo de la tierra, en las aguas.
No te postrarás ante ellas, ni les rendirás culto.
Del computado como primero de los Diez Mandamientos, Éxodo 20:4-5.

En el propio texto bíblico se refiere la existencia de estatuas de ídolos con formas animales o teriomorfizadas (Moloch, becerro de oro, Nehustan o Nejustán -serpiente de bronce-), y en la detallada descripción del Arca de la Alianza se describe una pareja de querubines enfrentados, que extendían sus alas hasta casi tocarse.

(...) y en sus dos extremos forjarás a martillo dos querubines de oro macizo.

El primer querubín estará en un extremo y el segundo en el otro, y los harás de tal manera que formen una sola pieza con la tapa.
Ellos tendrán las alas extendidas hacia arriba, cubriendo con ellas la tapa; y estarán uno frente a otro, con sus rostros vueltos hacia ella.
Éxodo, 25:18-20.

[Aarón] recibió el oro, lo trabajó con el cincel e hizo un ternero de metal fundido.
(...)
[Moisés] tomó el ternero que habían hecho, lo quemó y lo trituró hasta pulverizarlo. Luego esparció el polvo sobre el agua, y se la hizo beber a los israelitas.
Éxodo, 32:4 y 32:20.

Moisés hizo una serpiente de bronce y la puso sobre un asta. Y cuando alguien era mordido por una serpiente, miraba hacia la serpiente de bronce y quedaba curado.
Números, 21:9.

[Ezequías] Hizo desaparecer los lugares altos, rompió las piedras conmemorativas, taló el poste sagrado e hizo pedazos la serpiente de bronce que había hecho Moisés, porque hasta esos días los israelitas le quemaban incienso; se la llamaba Nejustán.
II Reyes, 18:4.

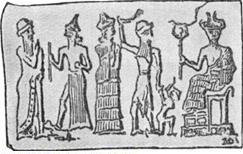
Impresión de un sello cilíndrico babilónico con la escena de un sacrificio a Moloch.
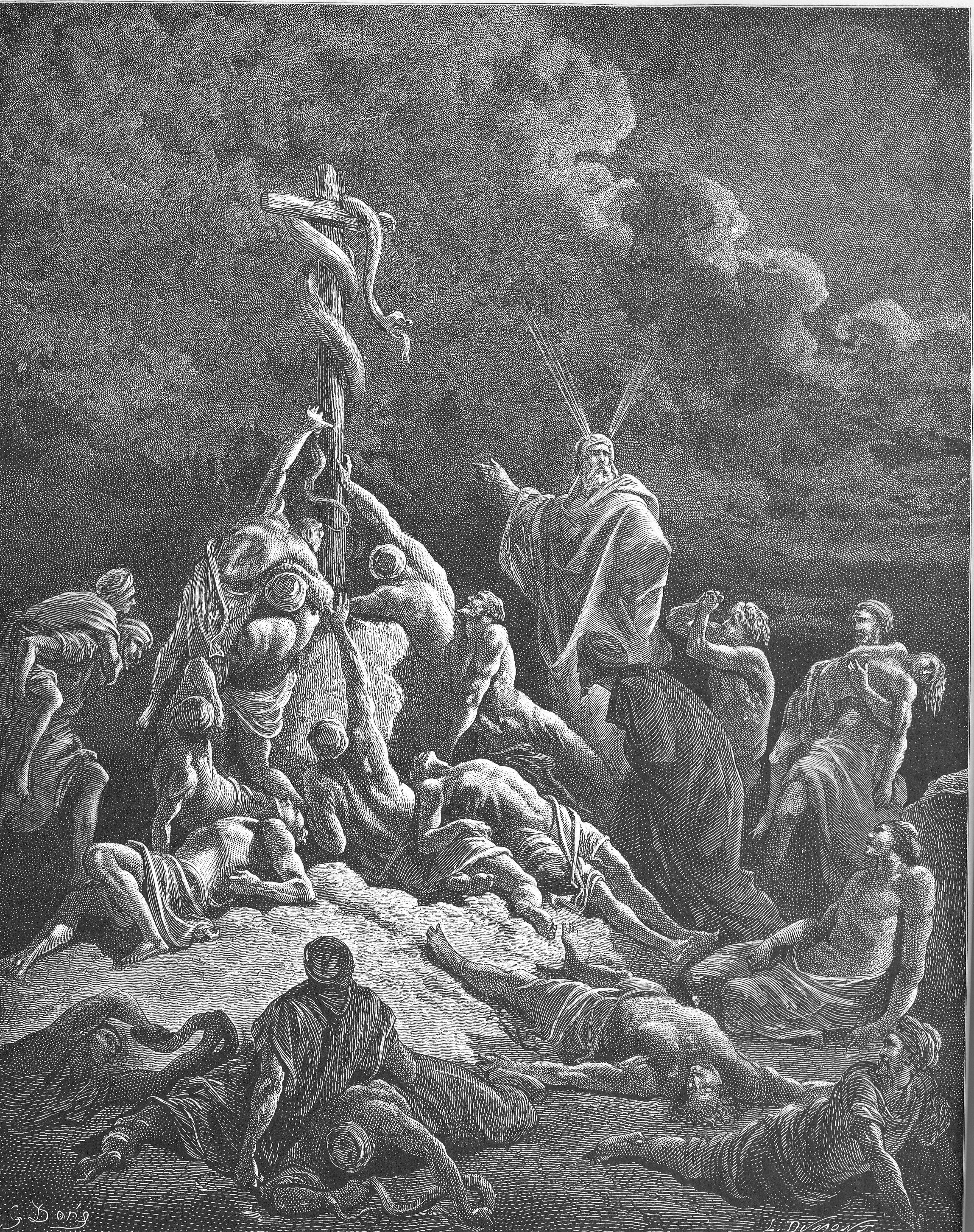
Ilustración de Gustavo Doré para la escena bíblica de la serpiente de bronce.

#### Civilización púnica: Fenicia y Cartago
La temática animal y el zoomorfismo es usual en peines de marfil y otros pequeños objetos de la civilización fenicia (reales como leones, ciervos o antílopes, o fantásticos como grifos o esfinges). Cartago perpetuó la influencia de esta civilización en el Mediterráneo Occidental entre los siglos VI y III a. C.

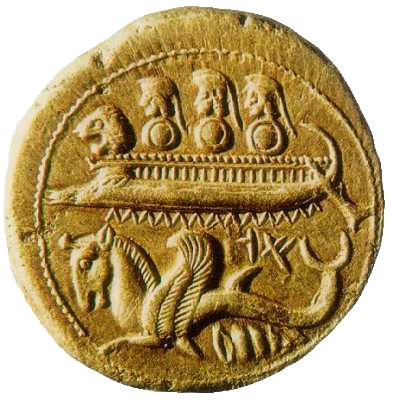
Moneda fenicia, que representa un barco con un espolón en forma de cabeza de león y un animal fantástico.

#### Península ibérica
Los pueblos prerromanos de la península ibérica se vieron sometidos a un cruce de influencias culturales de distinta procedencia: el arte griego y el arte fenicio de los pueblos colonizadores del Mediterráneo oriental y el arte celta del ámbito cultural centroeuropeo; a lo que se sumó su propia dinámica interna. Fueron especialmente importantes la escultura zoomorfa y los motivos animalísticos en la numismática.

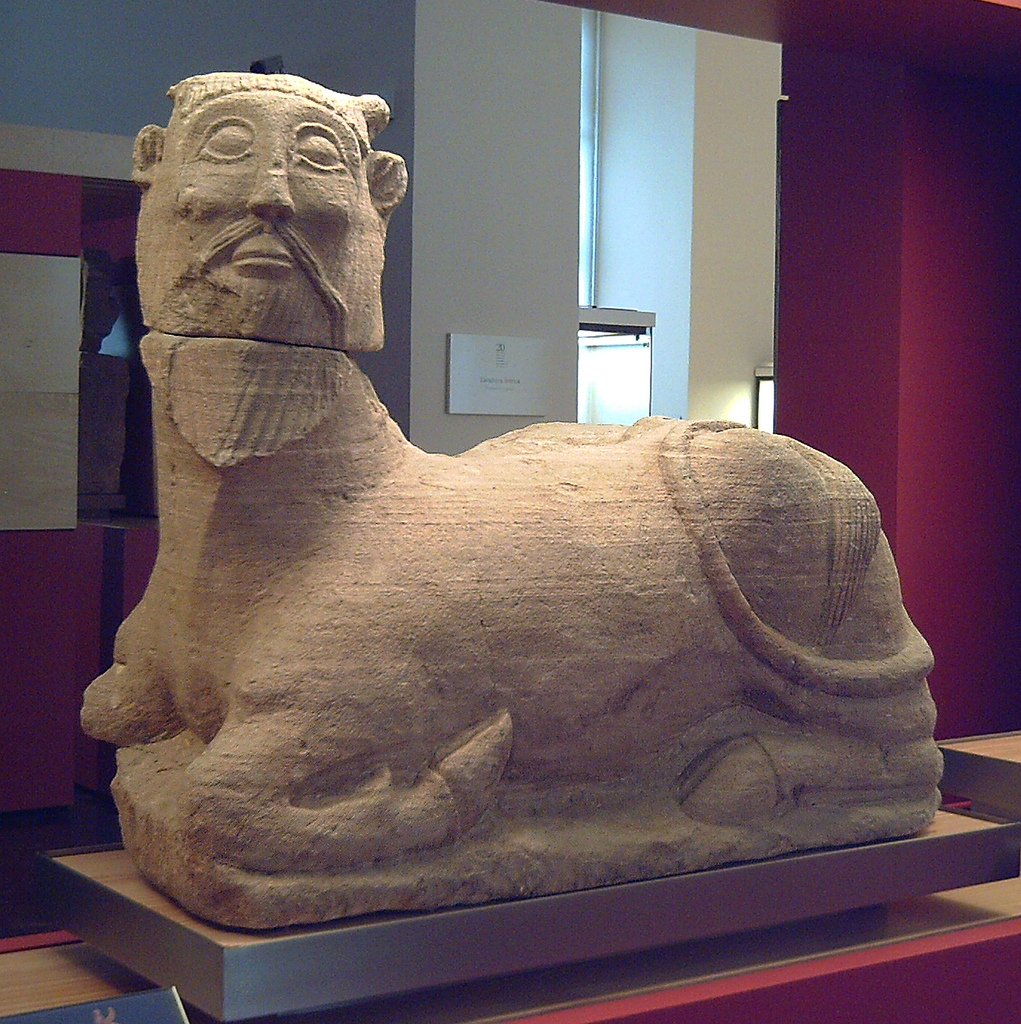
Bicha de Balazote, escultura ibérica (siglo V a. C.)
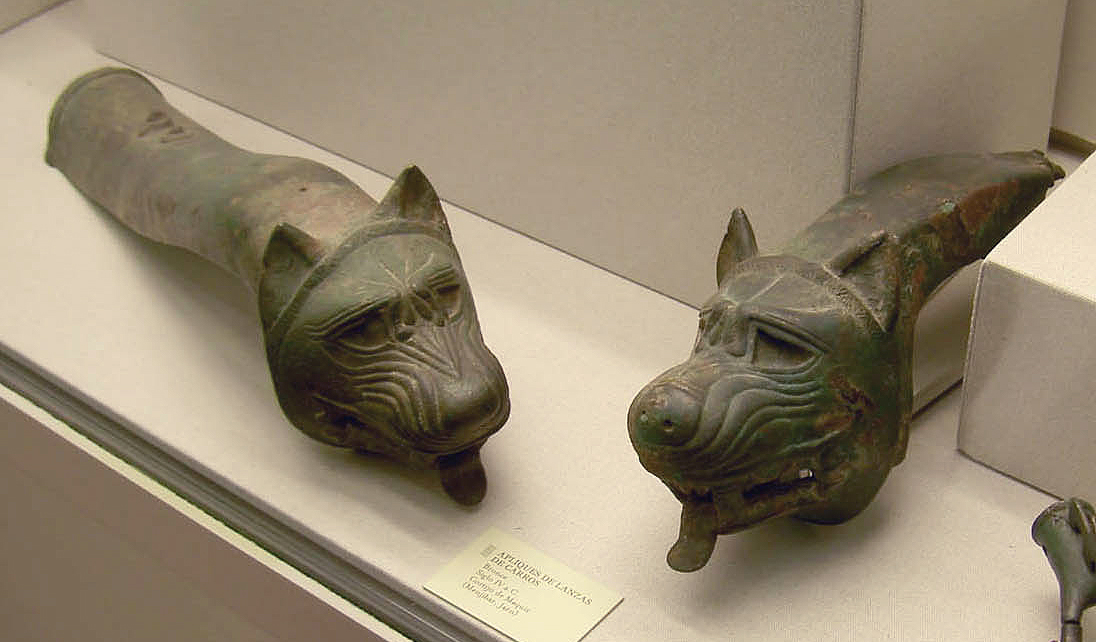
Bronces de Maquiz, apliques zoomorfos para lanzas de carros (siglo IV a. C.)
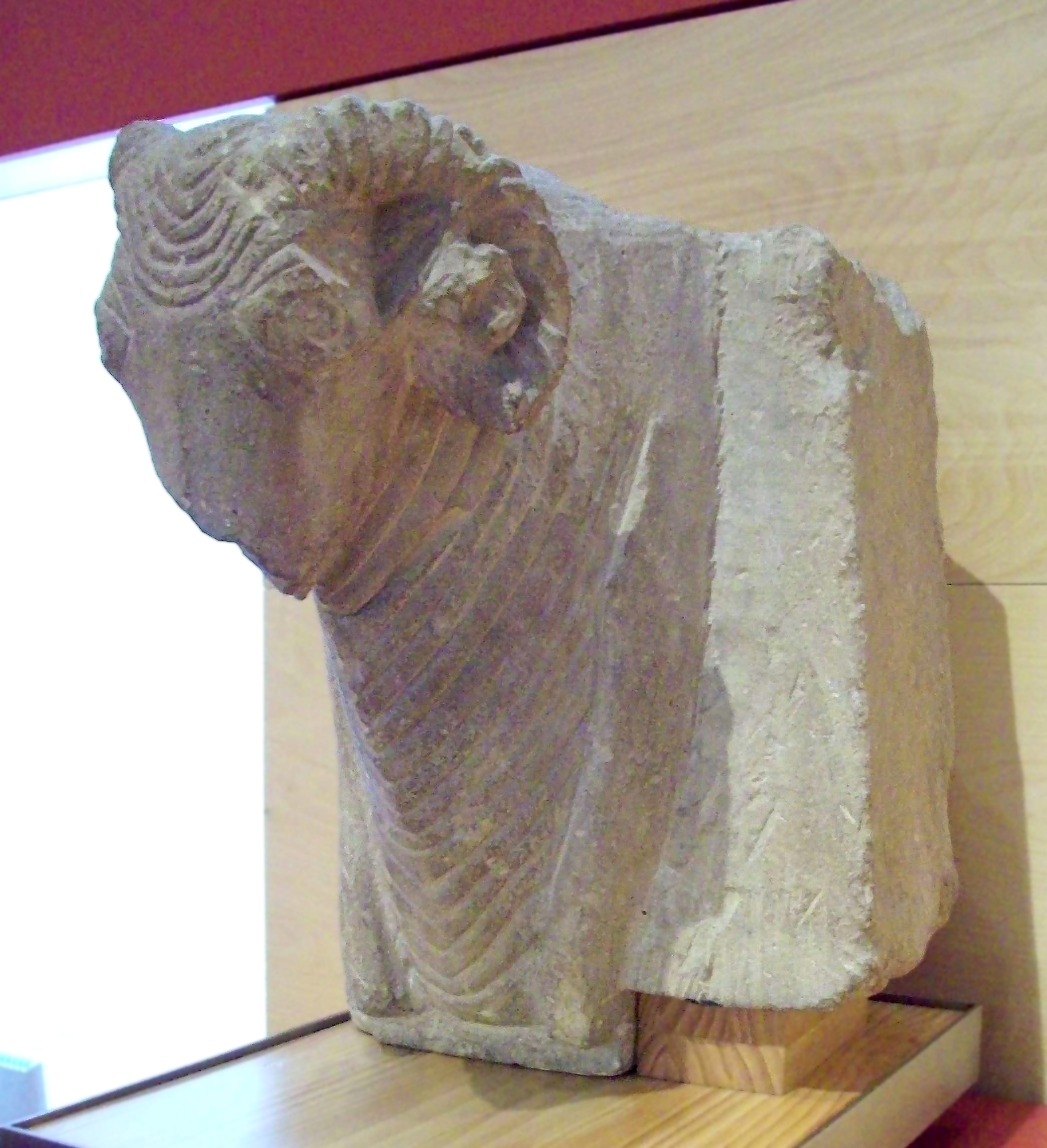
Prótomo ibero, una de las esculturas de Osuna (Urso).
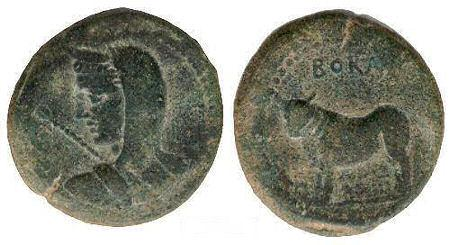
Moneda de Bora, con la representación de una vaca.
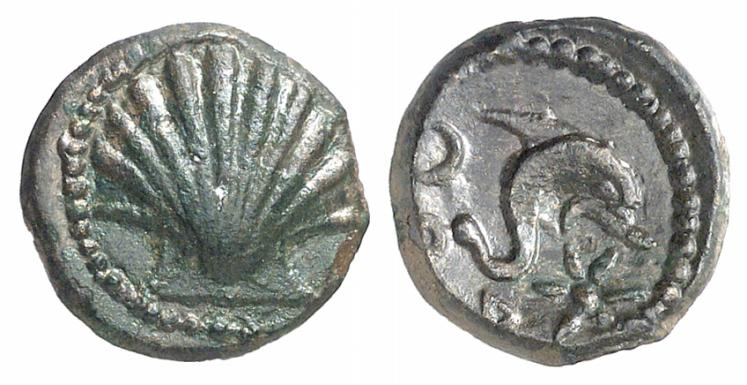
Moneda de Sagunto, con la representación de un delfín.
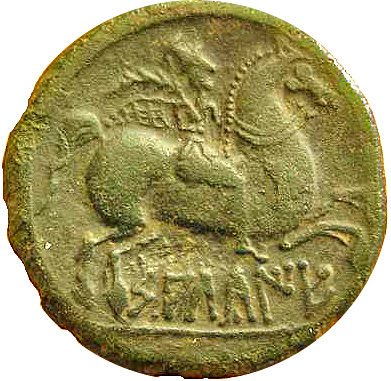
Moneda sedetana, con la representación de un jinete montado en un caballo.

Con el nombre de verracos se conocen las representaciones animalísticas de grandes dimensiones talladas en piedra, de debatida interpretación, que se encuentran en la zona occidental de la Meseta.

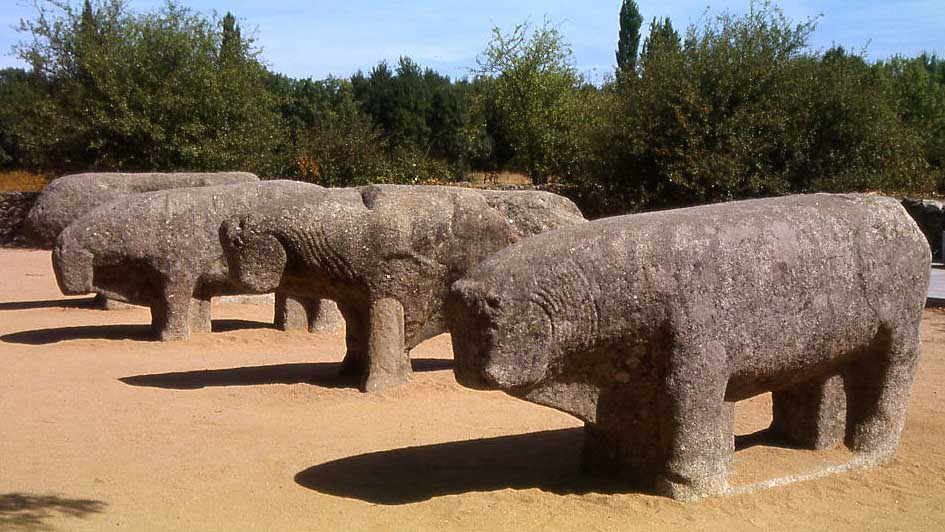
Toros de Guisando, arte prerromano del centro de la península ibérica (siglo II a. C.)

#### Galia y Europa céltica
La civilización céltica, extendida por Centroeuropa, llegó hasta la península ibérica y las islas británicas. Uno de los animales más importantes era el jabalí, que se representaba en estandartes similares a la águilas romanas.

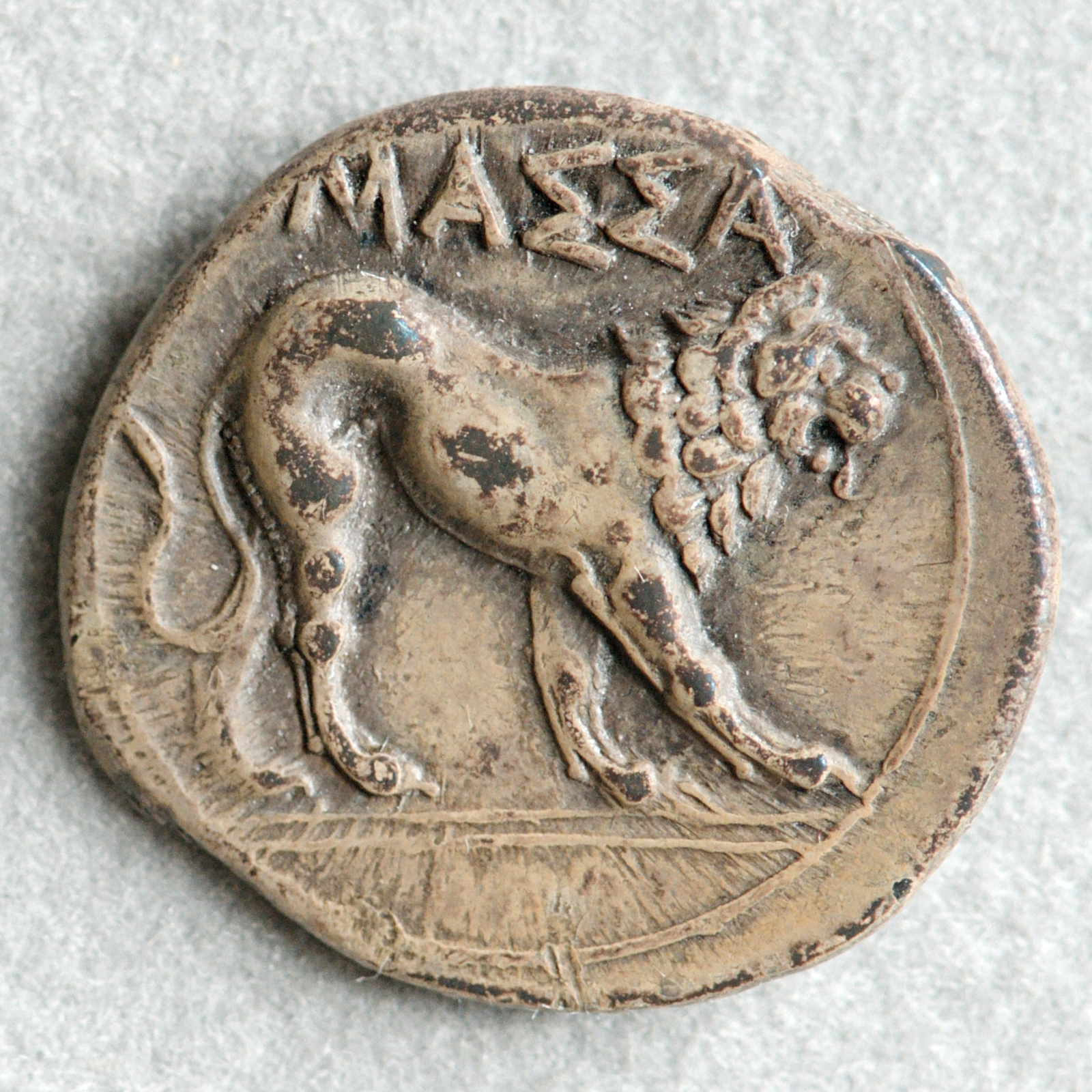
Moneda de Marsella, con la representación de un león (siglo IV a. C.)
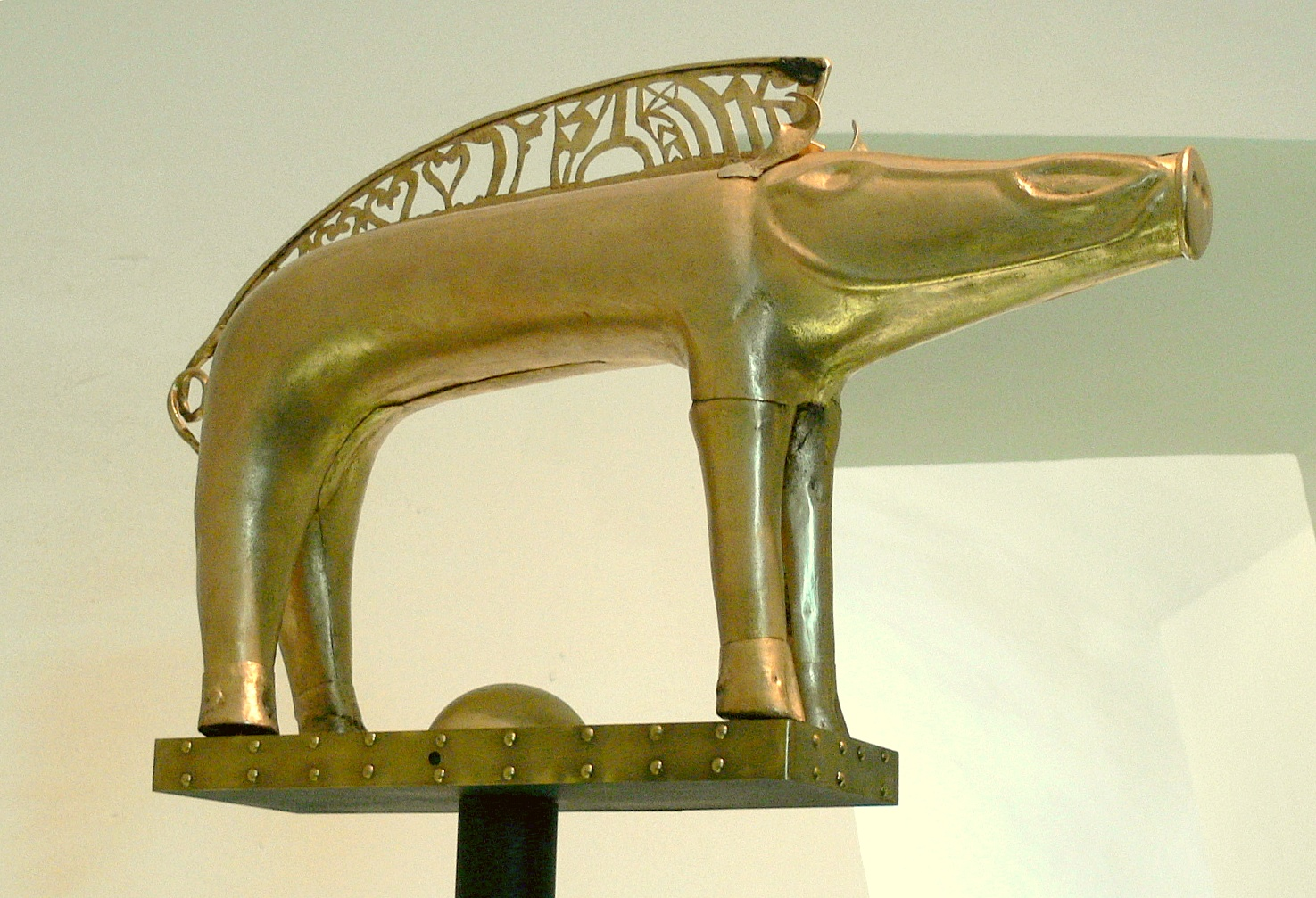
Reproducción de un estandarte en forma de jabalí, proveniente de Soulac-sur-Mer, usado por los galos pre-romanos (siglo I a. C.)

#### Arte etrusco
Los bronces zoomorfos son característicos de la escultura etrusca, a la que se ha atribuido un carácter funerario apotropaico (protección a la entrada de las necrópolis), así como de los elementos decorativos de calderos y otros útiles. La pintura etrusca se desarrolló en los frescos de las tumbas con gran realismo, y hay algunas representaciones animalísticas.

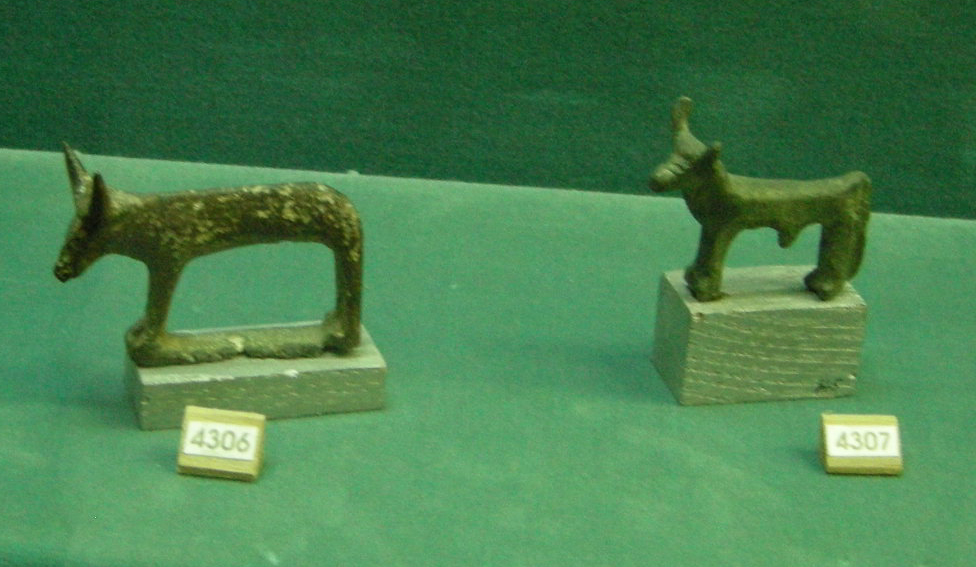
Bronces zoomorfos etruscos (siglo VII a. C.)
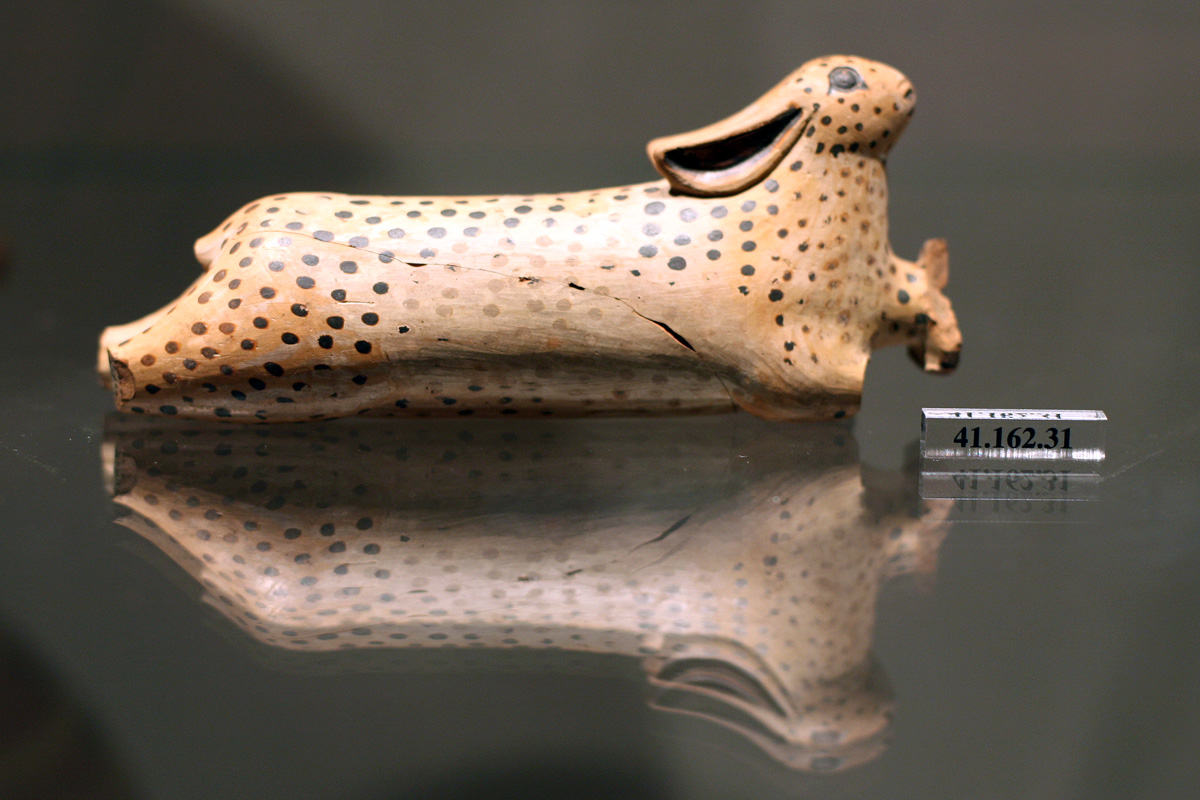
Aríbalo etrusco en forma de liebre.
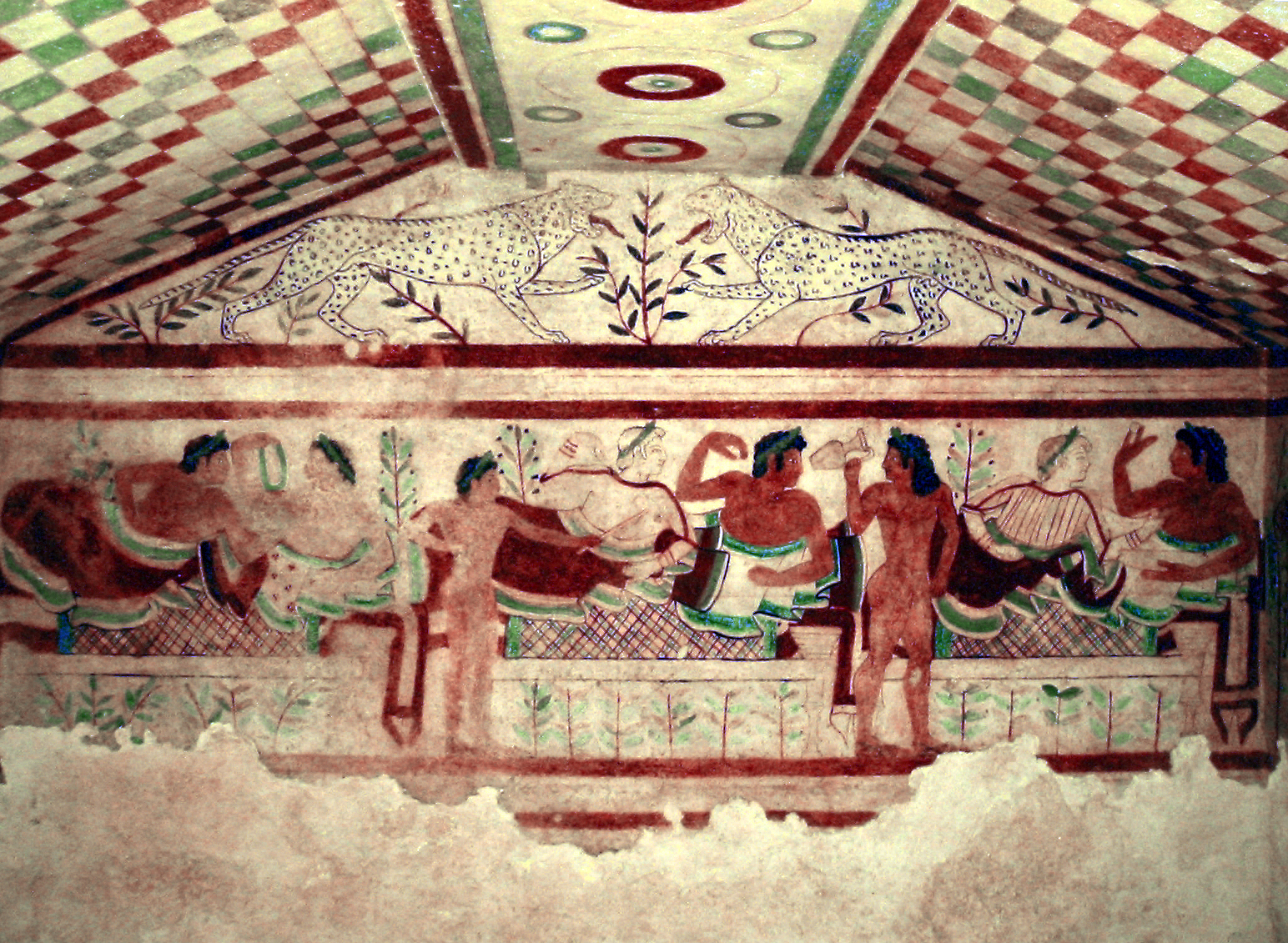
Tumba de los leopardos, pintura etrusca (siglo V a. C.)
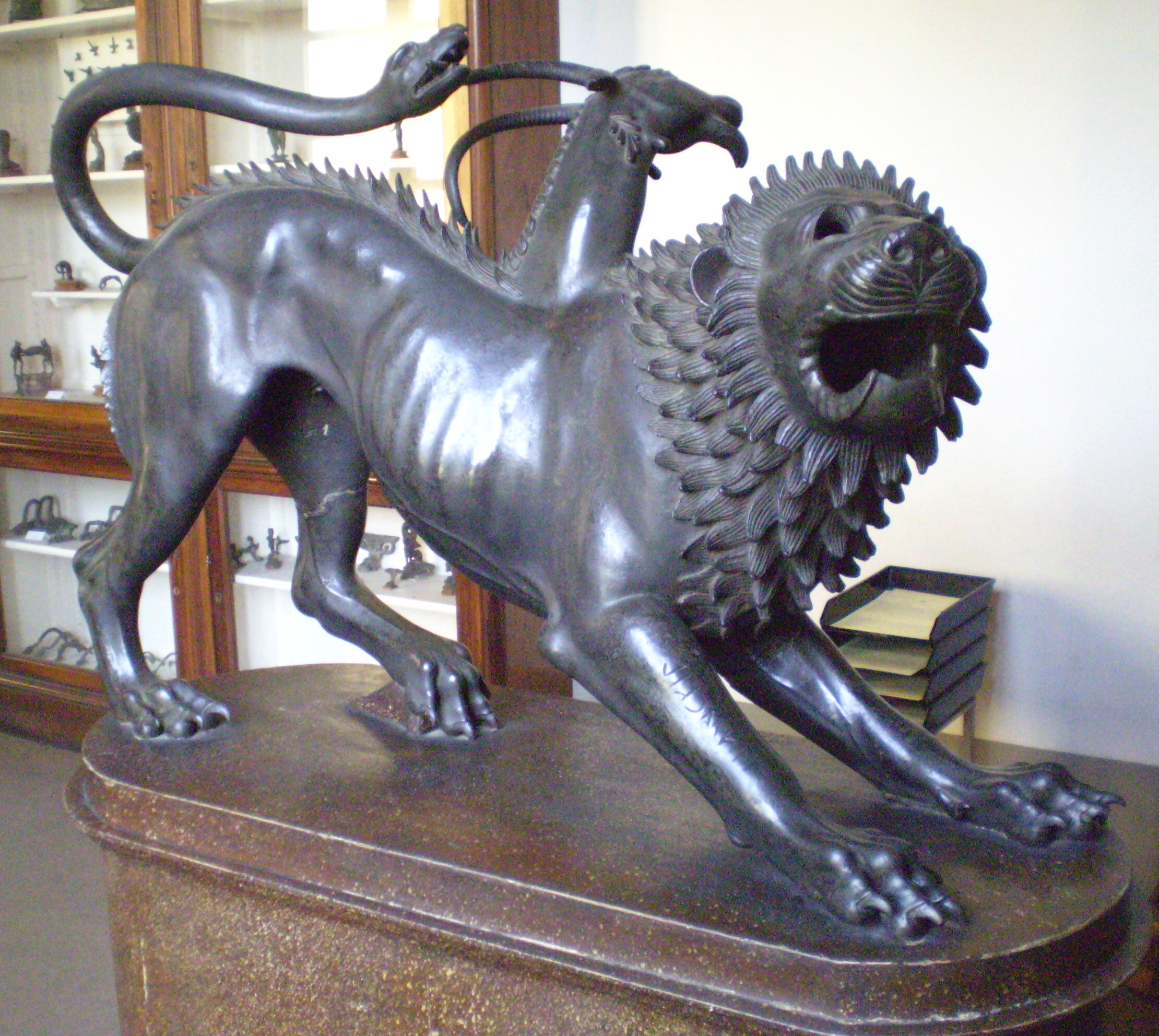
Quimera de Arezzo, bronce etrusco.

#### Grecia y Roma

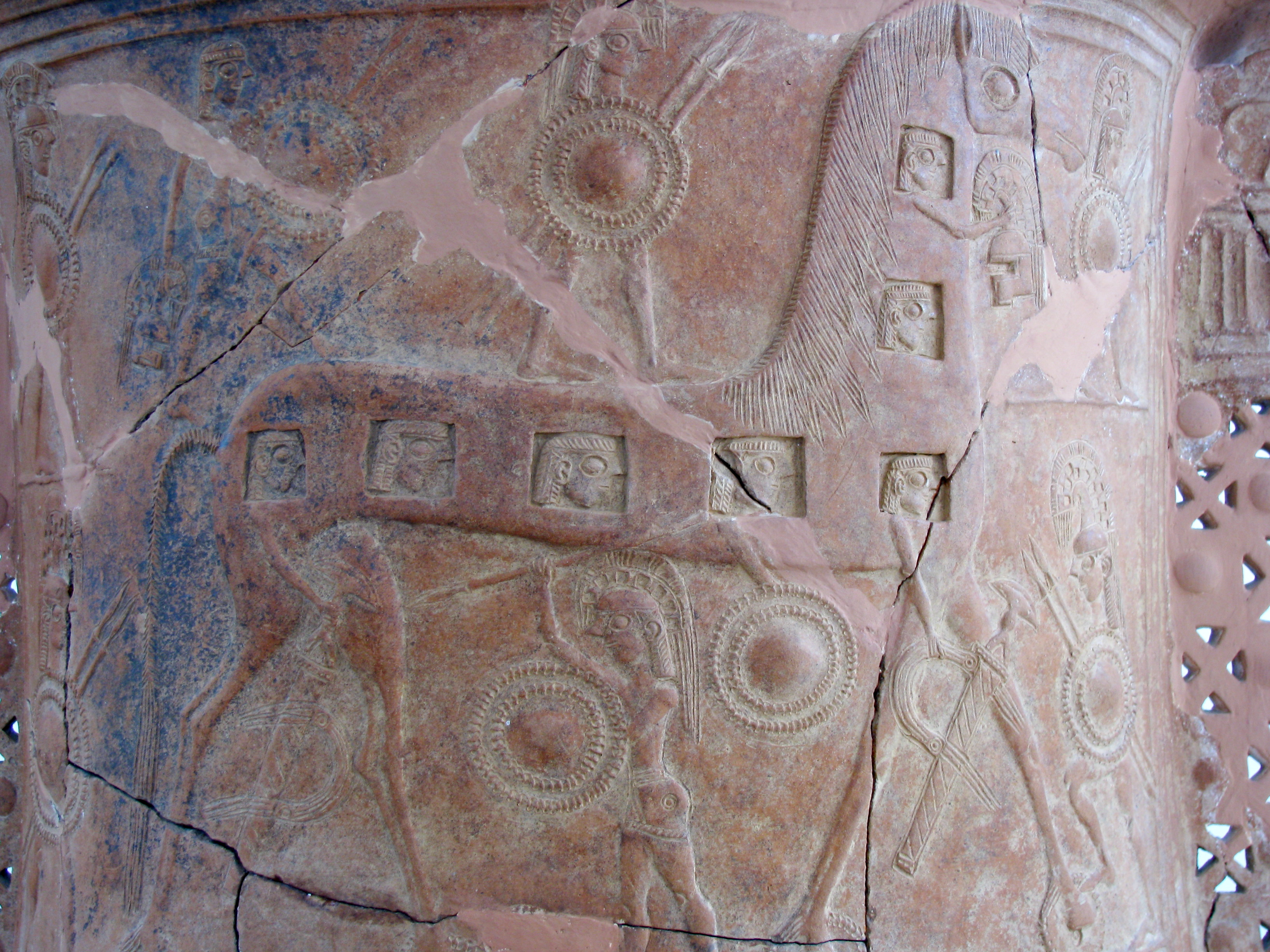
Vaso de Mikonos, que contiene la primera representación conocida del caballo de Troya (ca. 670 a. C.)
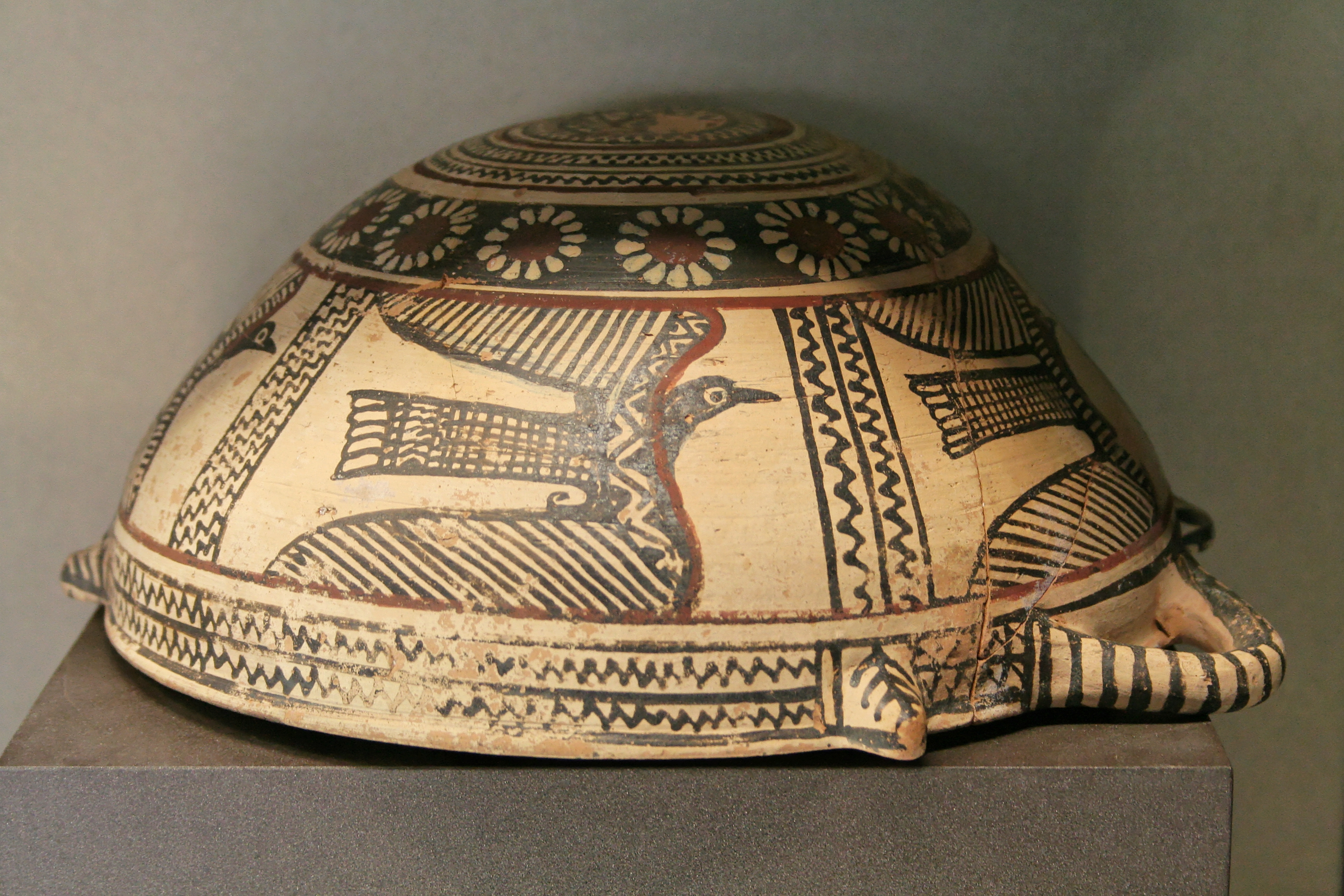
Taza de los pájaros, cerámica de Tebas (ca. 550 a. C.), estilo orientalizante.
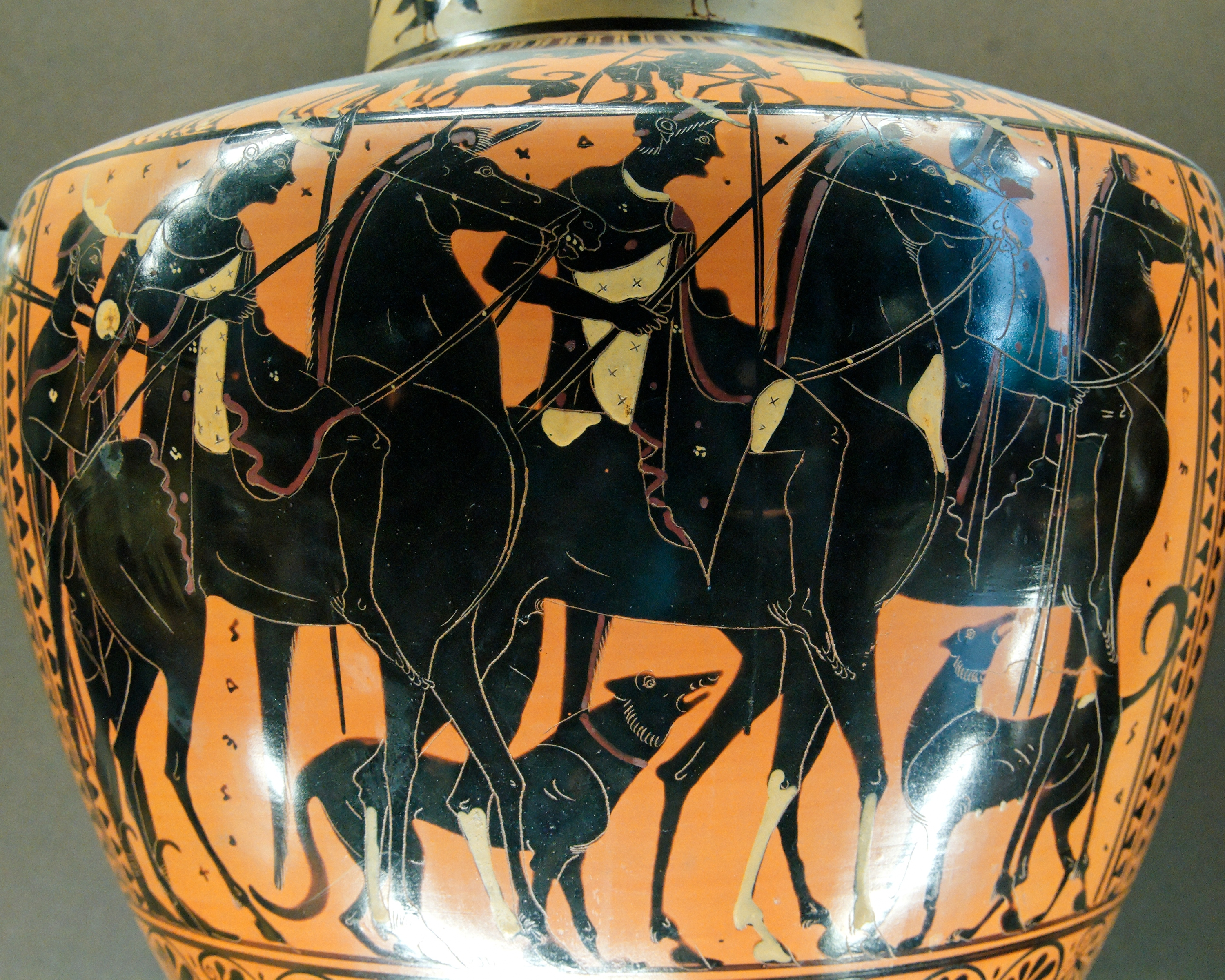
Jinetes y perros en una cerámica de figuras negras (ca. 500 a. C.).
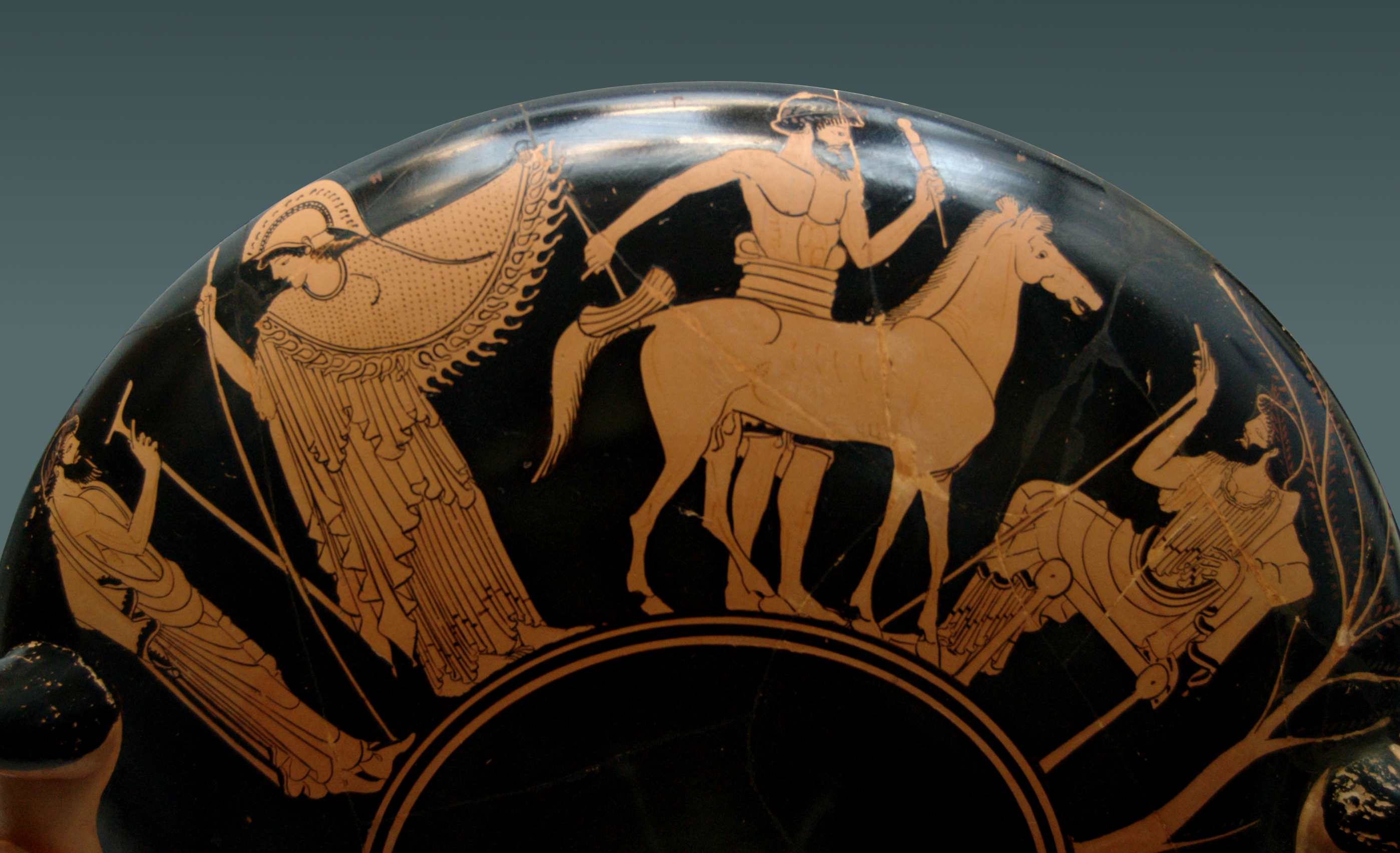
Atenea, como patrona de las artes, visita el taller de un escultor que talla un caballo en mármol (también se ha interpretado como Epeo de Focea construyendo el caballo de Troya). Kílix ático de figuras rojas (ca. 480 a. C.).
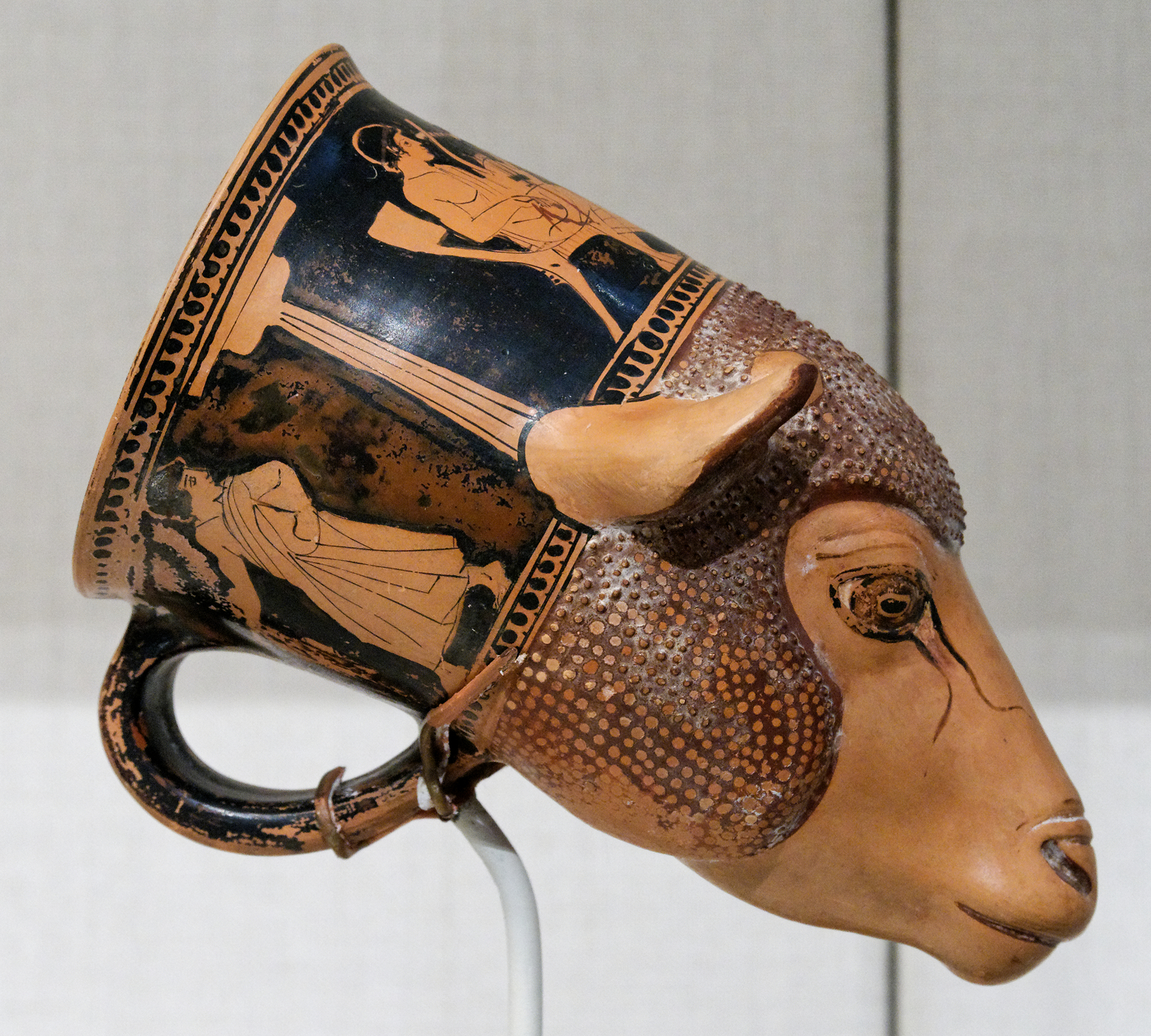
Rhyton ático con forma de cabeza de oveja, atribuido al llamado pintor de Londres (ca. 460 a. C.).

En la escultura griega, a pesar de ser la figura humana el tema predilecto, no faltaron representaciones de animales, especialmente de caballos, como los de bronce que acompañaban al Auriga de Delfos (sólo se conservan fragmentos) o los tallados en mármol de la Acrópolis, obra de Fidias (los caballos de Helios del frontón y los de la cabalgata del friso —mármoles Elgin—). Parte de anatomía equina tenían las representaciones de centauros. Los sátiros se representaban con parte de la anatomía de las cabras. Otras bestias quiméricas se formaban por adición de partes de animales reales, como la Esfinge o Pegaso. En cuanto a animales reales fueron muy frecuentes los leones, como los de la Terraza de los Leones en el Santuario de Apolo en Delos (siglo VII a. C.) y los que aparecen en distintos ciclos mitológicos: el león de Nemea que venció Heracles, o el que ayuda a los dioses en la gigantomaquia.

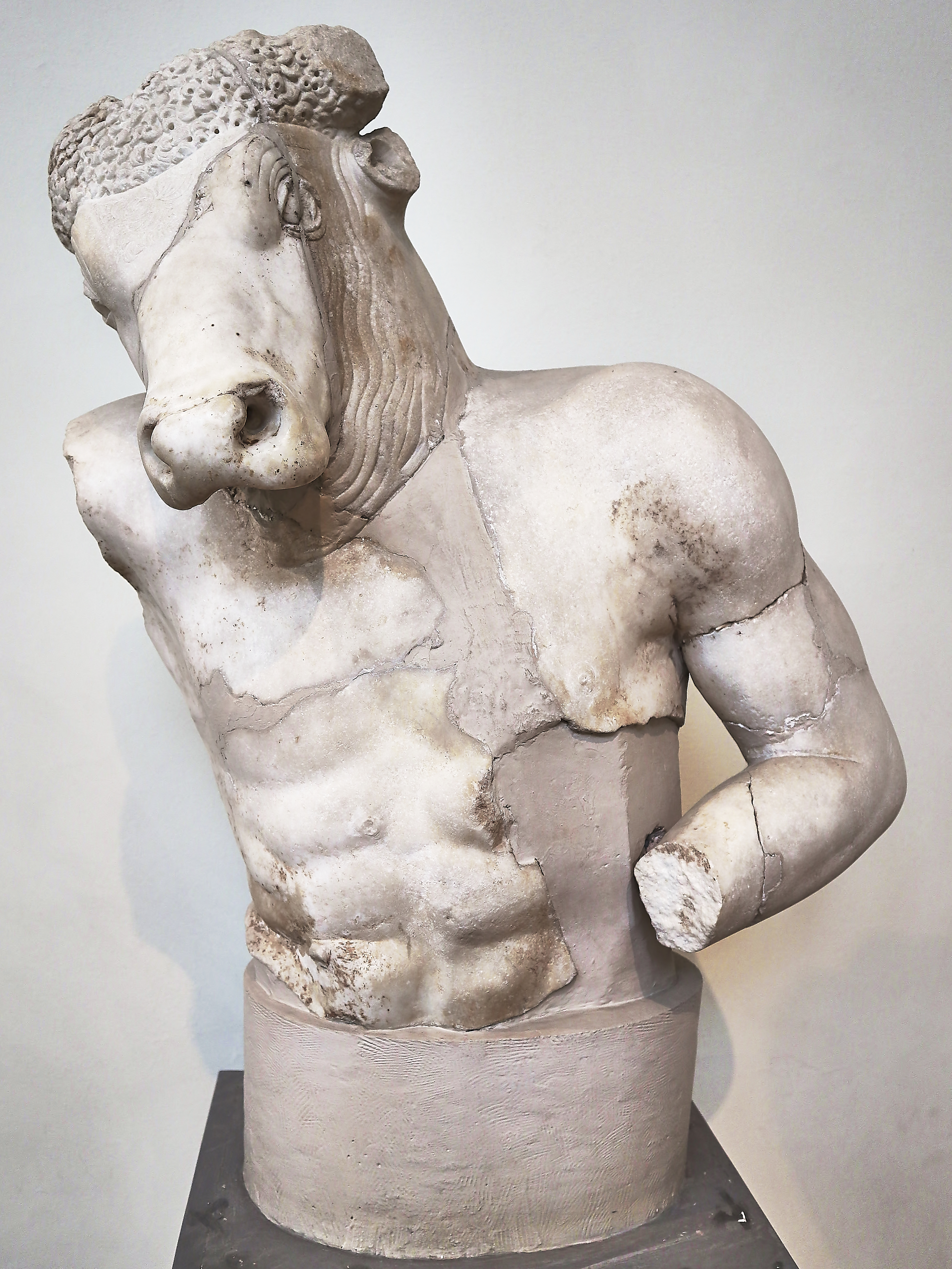
Cabeza del Minotauro de Mirón.
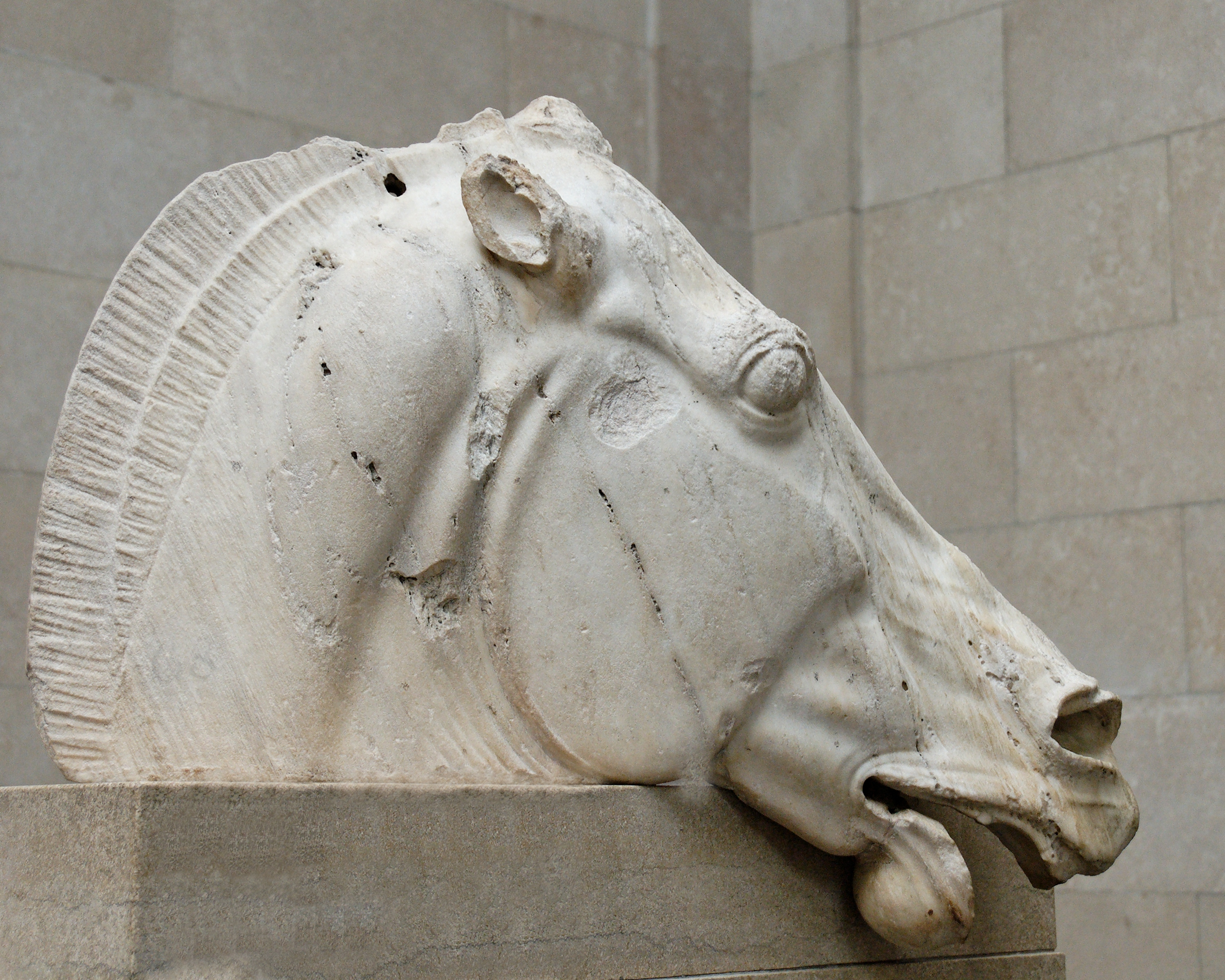
Uno de los caballos de Helios, en el frontón este del Partenón, de Fidias (ca. 440 a. C.)
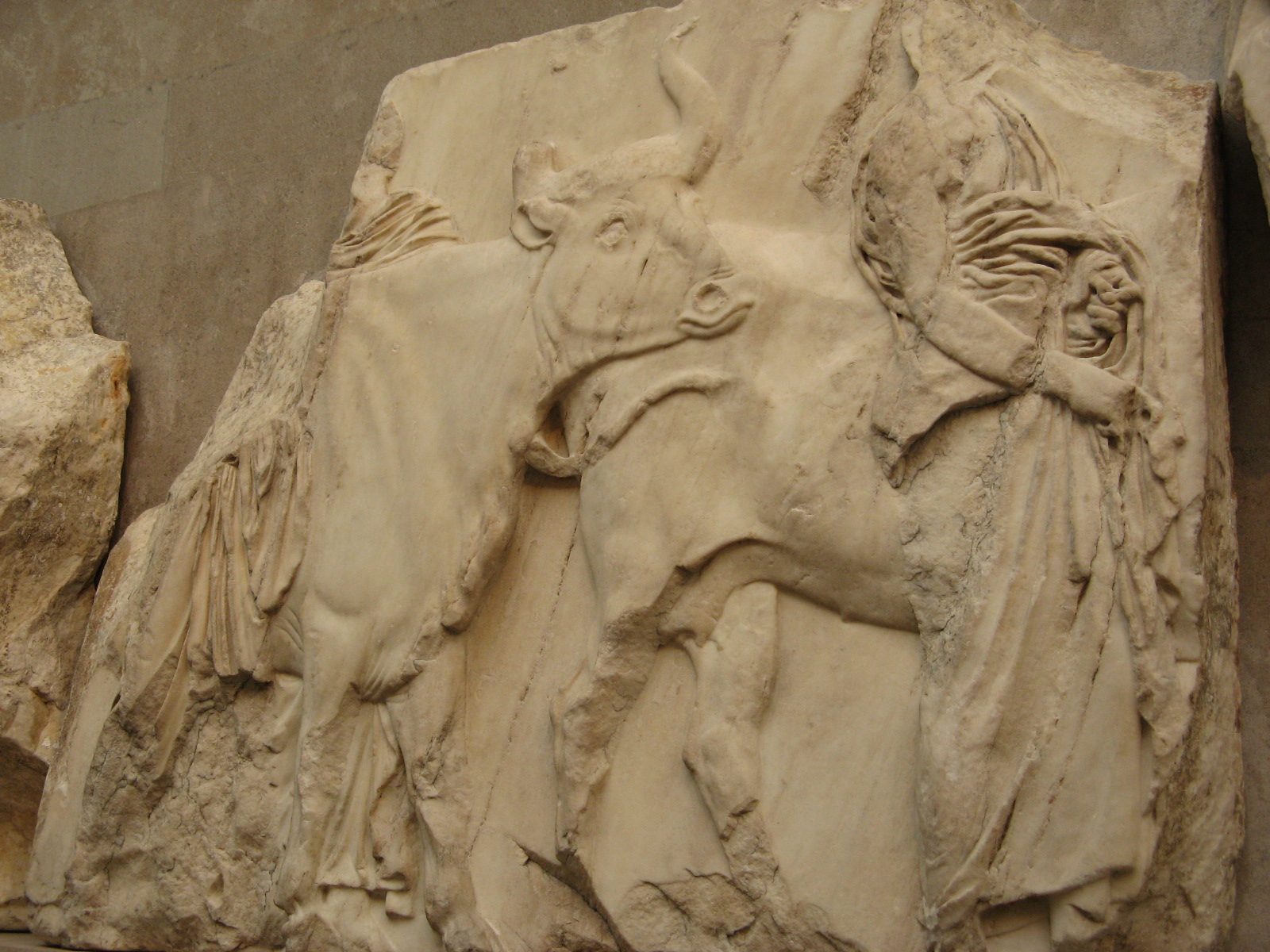
Toros en una procesión sacrificial del friso sur del Partenón.
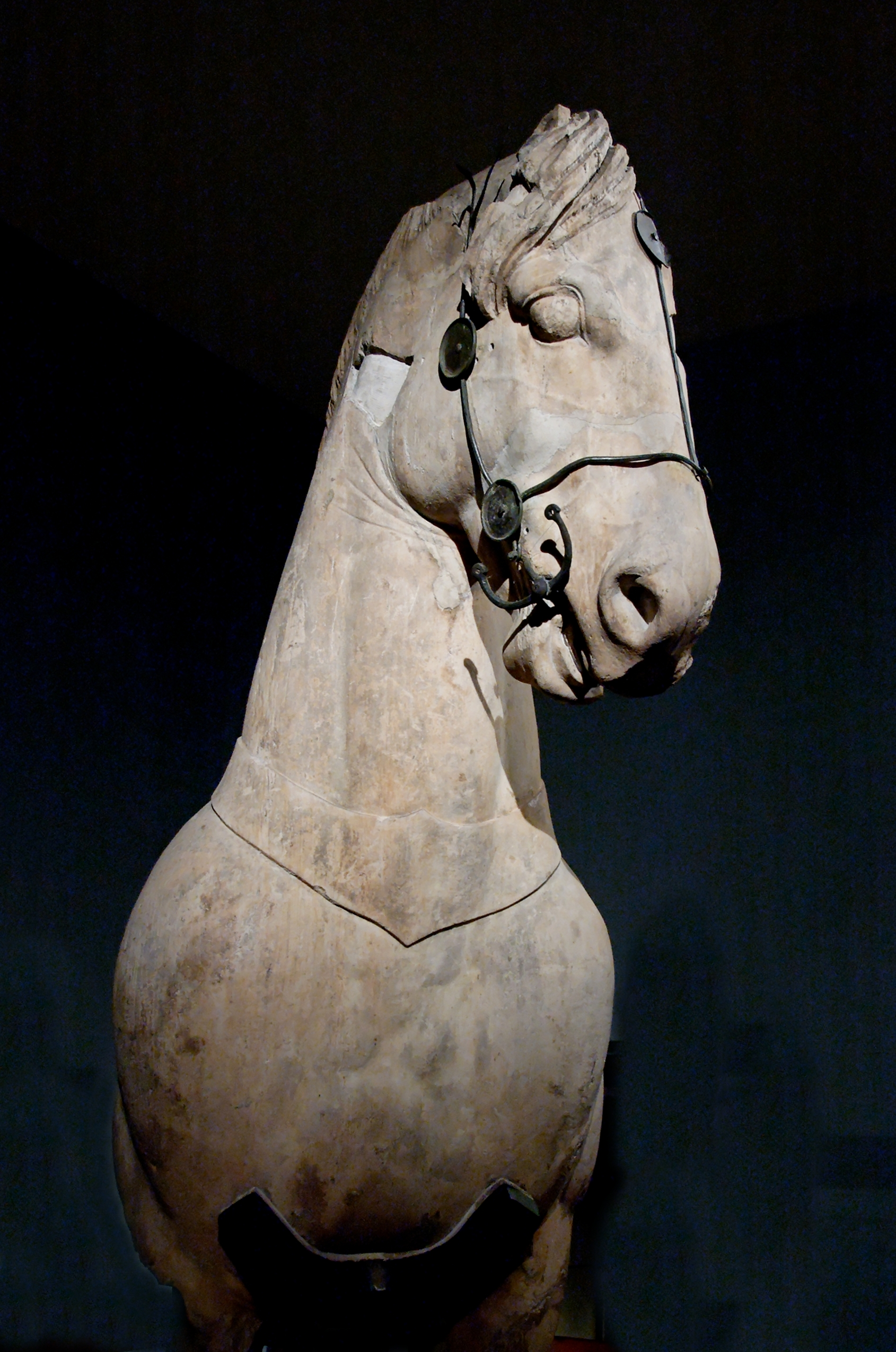
Fragmento de uno de los caballos de la cuadriga que coronaba el Mausoleo de Halicarnaso (ca. 350 a. C.)

Para los antiguos, el mayor escultor animalista fue Mirón, especialmente por una vaca de bronce que se hallaba en el Ágora de Atenas y que no se ha conservado, pero que dejó testimonios literarios muy elogiosos que la comparaban a la verosimilitud atribuida a la de madera que habría construido Dédalo, el mítico fundador del arte escultórica, para Pasífae, de cuyo artificio nació el Minotauro:

Hanc tamen implevit, vacca deceptus acerna, dux gregis
Burlado con vaca de acebuche, el macho de la vacada
Ovidio, Ars amatoria 1, 235-326..

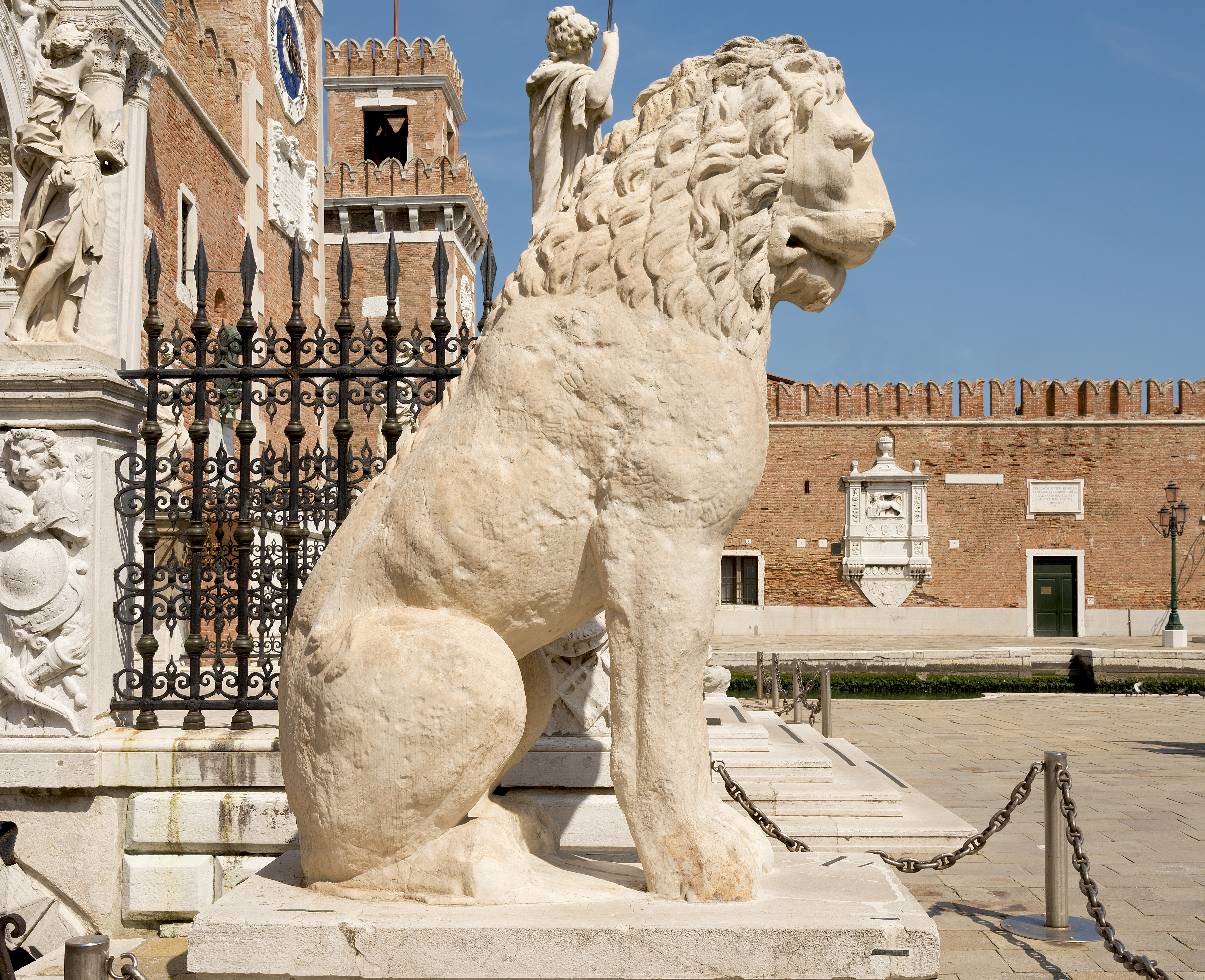
León del Arsenal de Venecia, el llamado de El Pireo.
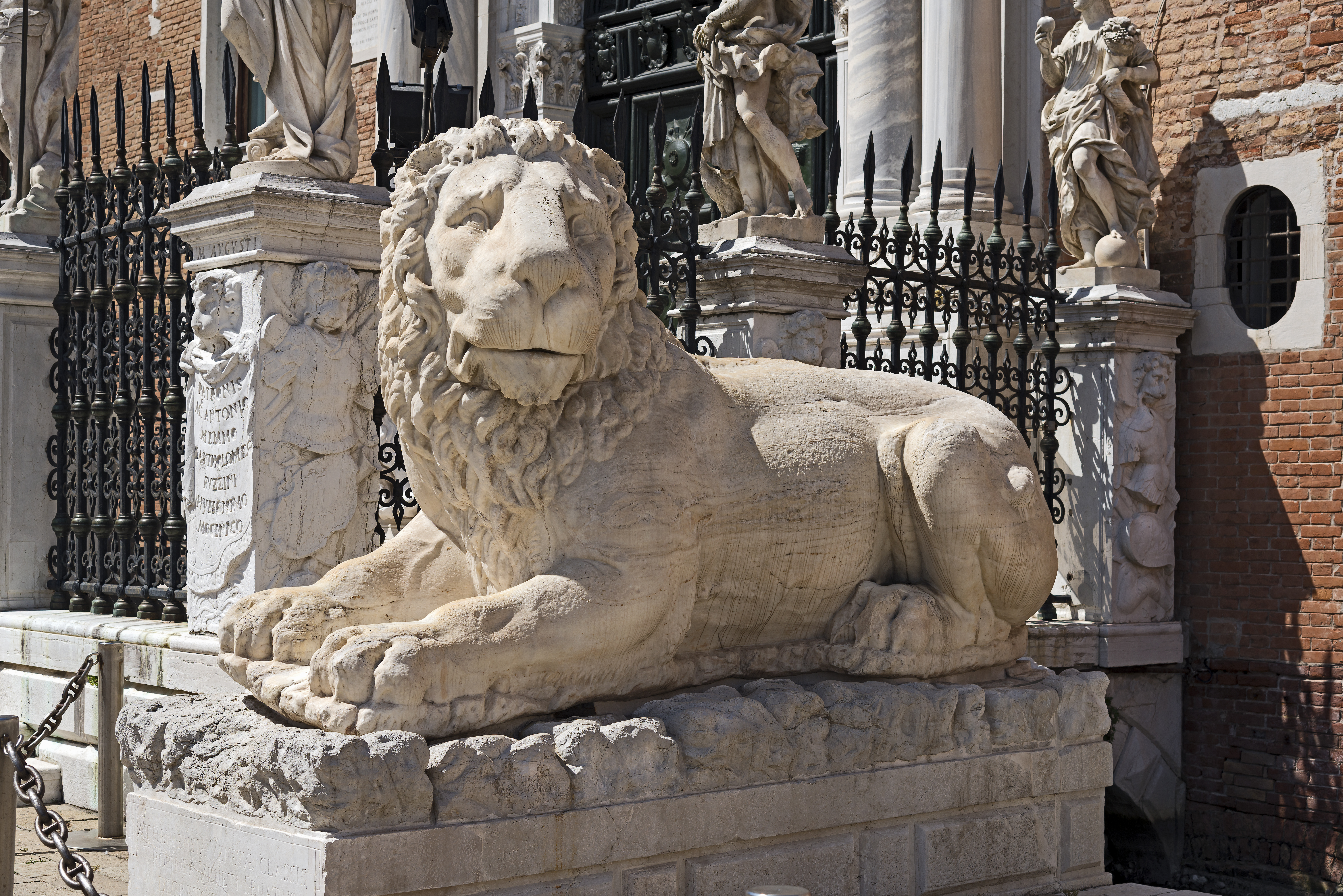
León del Arsenal de Venecia, el llamado de Lepsina.
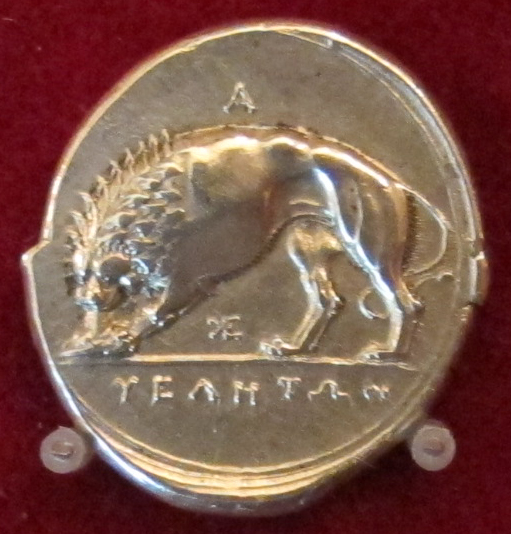
León comiendo una presa en una moneda de Velia (siglo IV a. C.)

El estudio y el conocimiento de la naturaleza animal no interesaron a los artistas de la antigua Grecia menos que a sus sabios. Hubo artistas que desearon destacar especialmente en la reproducción de animales: Cálamis en la de caballos, y Nicias en la de perros. Y la vaca de Mirón es más célebre que sus demás obras, y muchos poetas, cuyas obras se han conservado, la cantaron. También fue célebre un perro de este artista, lo mismo que una ternera de Menecmo. Encontramos que los artistas antiguos tomaron como modelos vivos a animales salvajes, y Pasiteles reprodujo un león vivo que tuvo delante.

De leones y caballos se han conservado hermosas piezas, ya sean obras aisladas, en relieves o en monedas y piedras grabadas. El gran león sentado y de tamaño superior al natural que se alzaba en el puerto ateniense de El Pireo y que hoy se halla a la entrada del Arsenal de Venecia puede contarse merecidamente entre las principales obras de arte, y el león del Palacio Barberini, también de tamaño superior al natural, que fue arrancado de un sepulcro, nos muestra al rey de las bestias en toda su terrible majestad. ¡Qué hermosos son también los leones dibujados y acuñados en monedas de la ciudad de Velia!
Johann Joachim Winckelmann, Historia del arte de la Antigüedad (1764).

En otros pasajes, Winckelmann indica que los artistas modernos han sobrepasado a los antiguos en las representaciones animalísticas y paisajísticas; y pone como ejemplo de fallos en la observación del movimiento a los caballos del hipódromo de Constantinopla (conservados en San Marcos de Venecia), el de Marco Aurelio y los de los Dióscuros de Monte Cavallo.

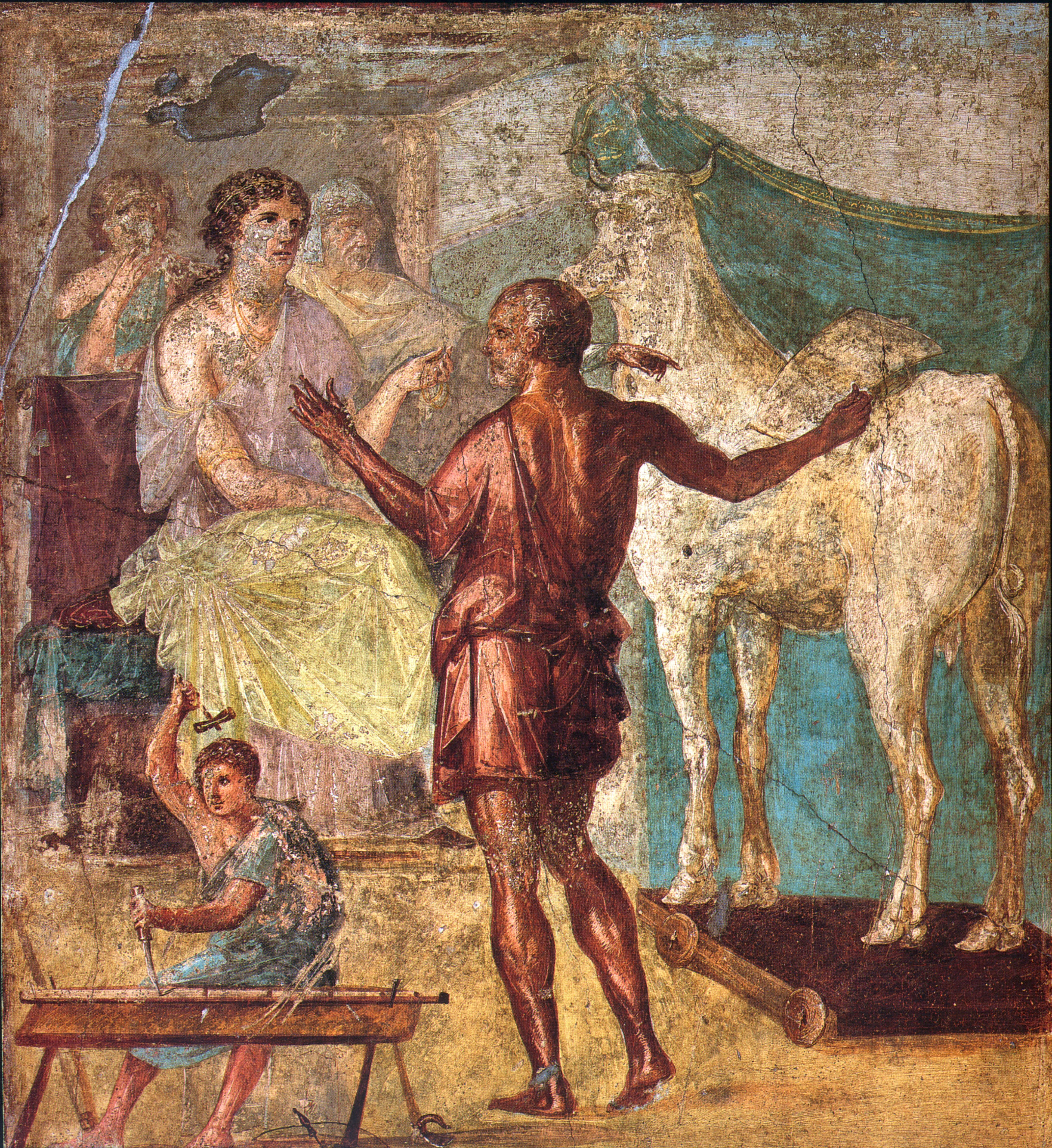
Dédalo, Pasífae y la vaca de madera, en un fresco pompeyano de la Casa de los Vettii (62 a. C.)
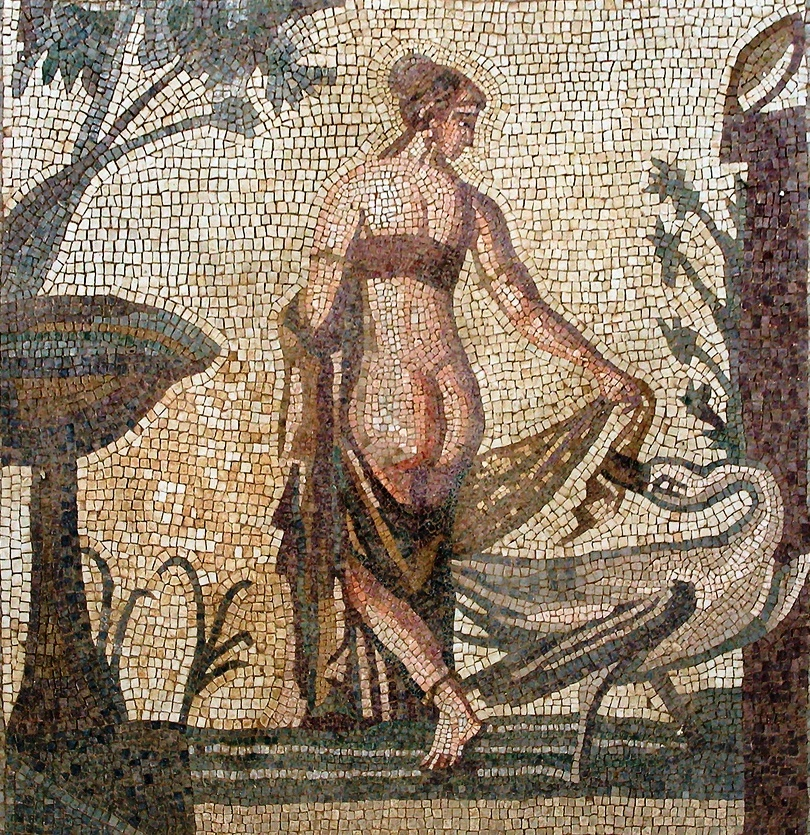
Leda y el cisne, en un mosaico romano (siglo III).
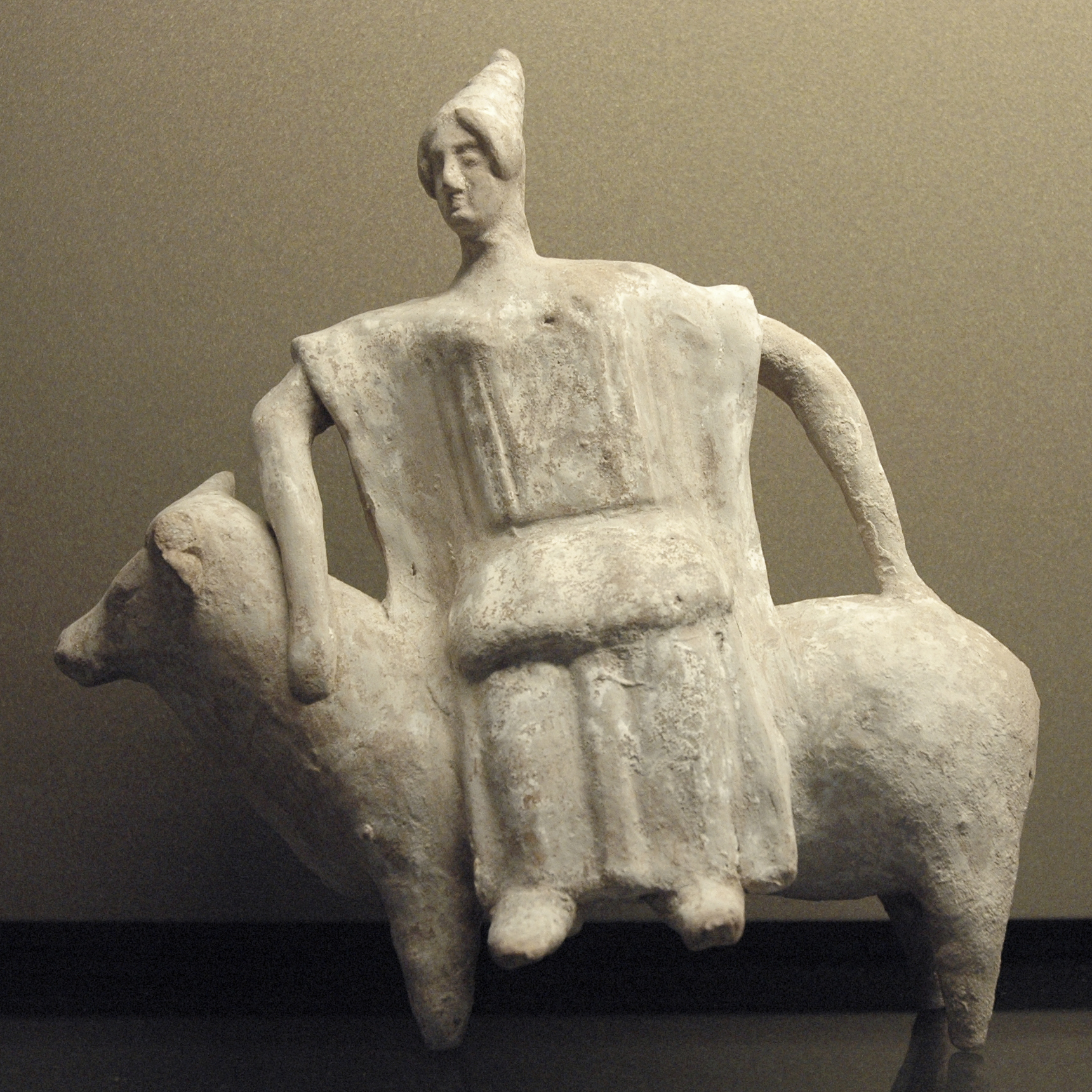
El rapto de Europa, en una terracota beocia (ca. 450 a. C.)
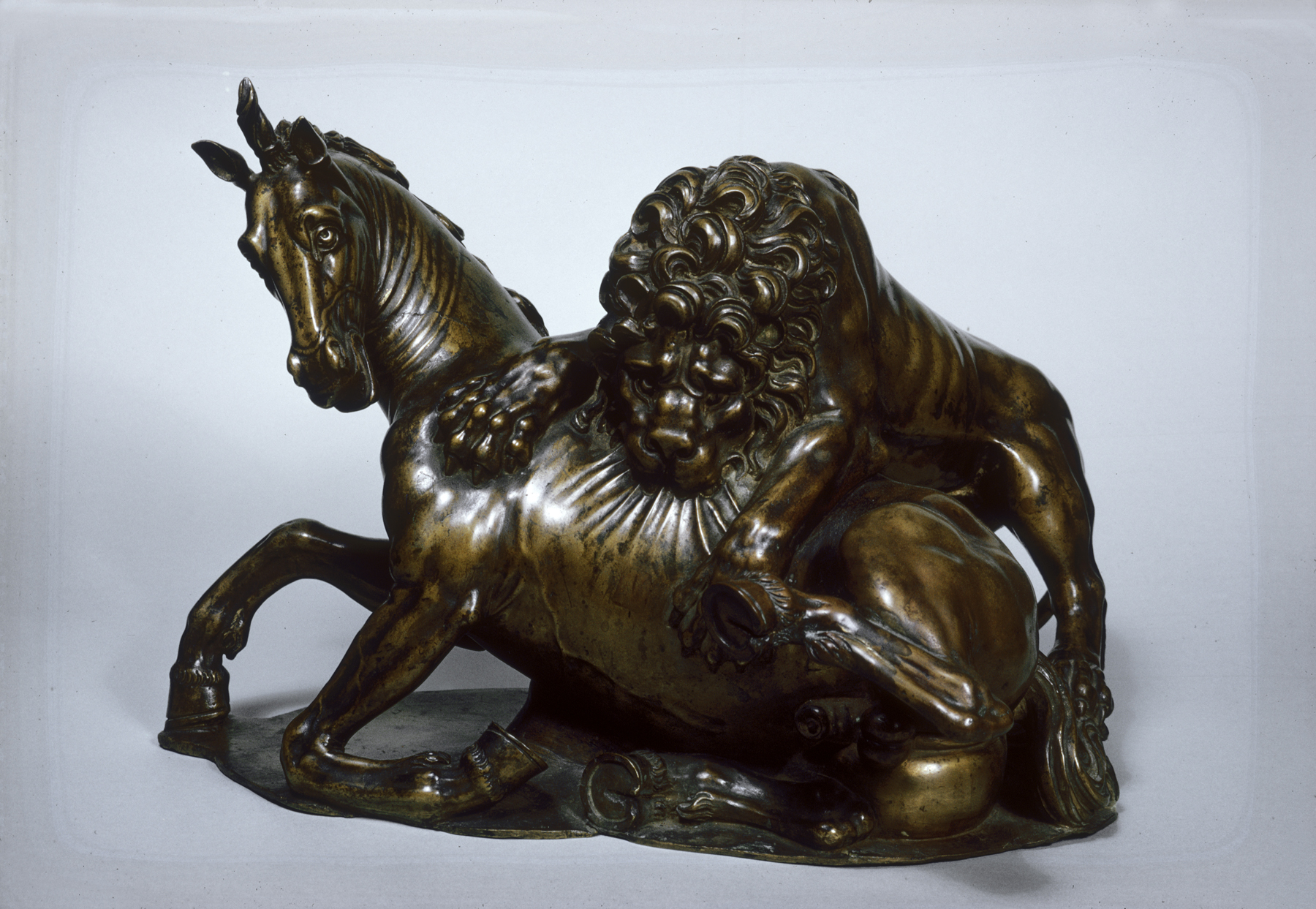
León atacando a un caballo (recreación renacentista de un grupo escultórico antiguo conservado en el Palazzo dei Conservatori de Roma, Giambologna, ca. 1589).

Las metamorfosis de Zeus (en toro para raptar a Europa, en cisne para seducir a Leda) obligaron a la representación animalística a los artistas plásticos grecorromanos (y, siglos más tarde, a los recreadores de escenas mitológicas de la Edad Moderna).

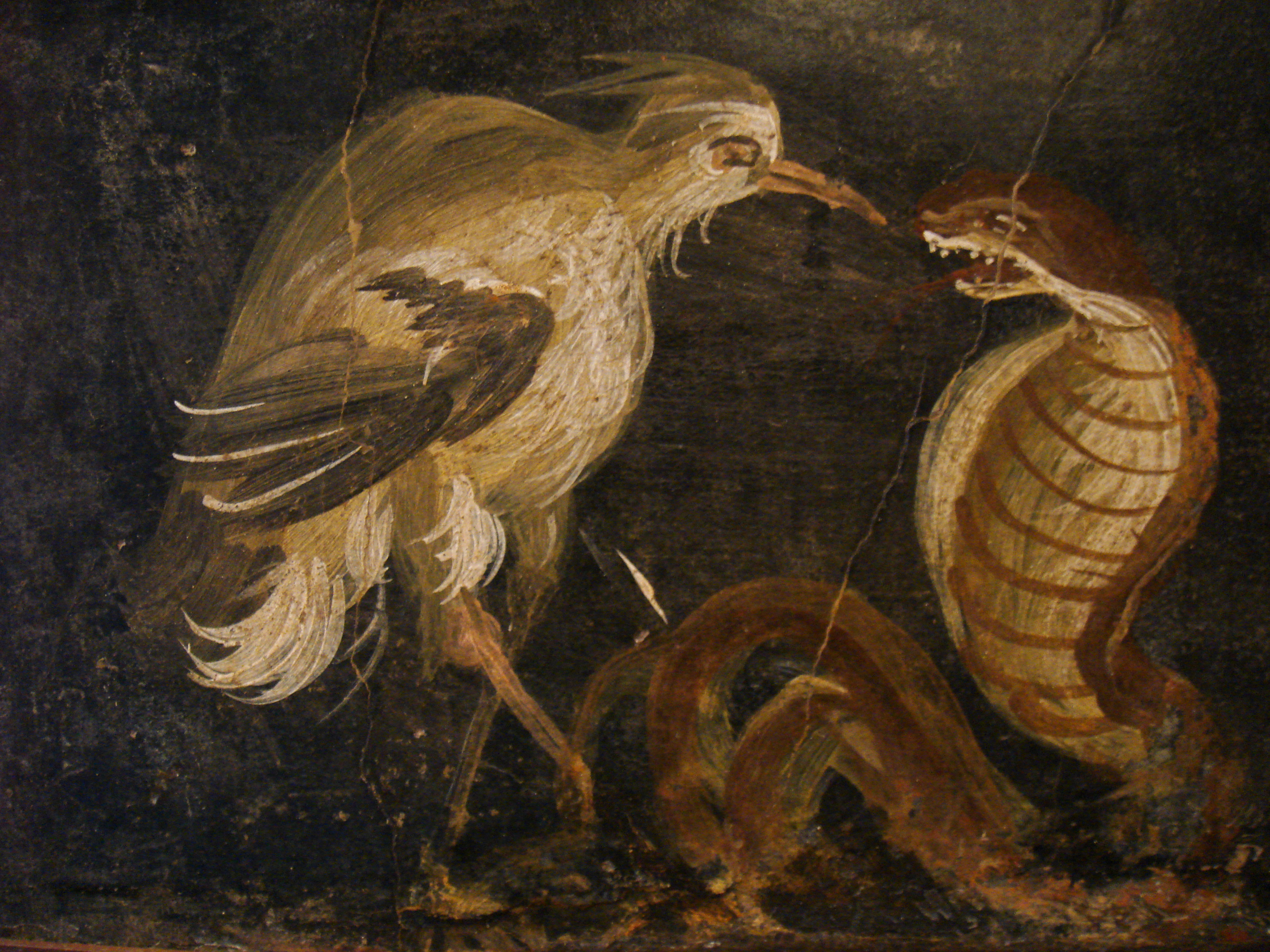
Garza y cobra, fresco pompeyano (45-79 después de Cristo).
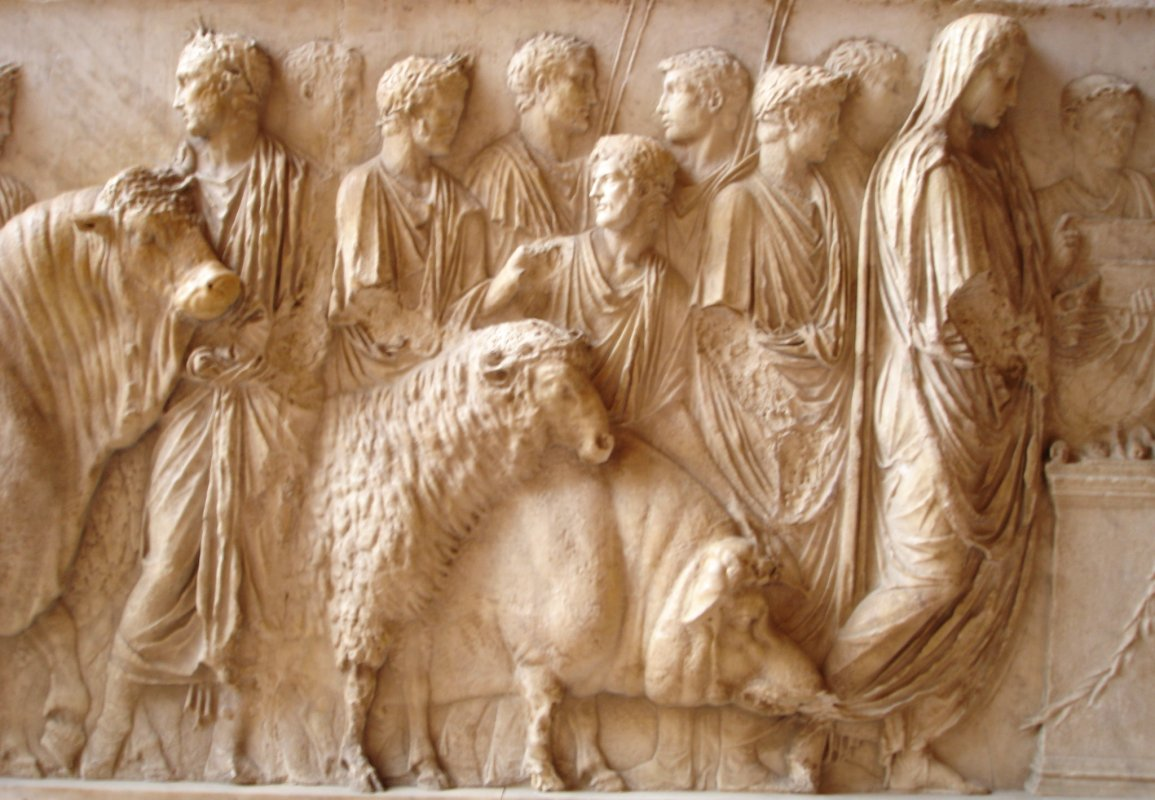
Suovetaurilia, sacrificio romano de un cerdo, una oveja y un toro (siglo I).
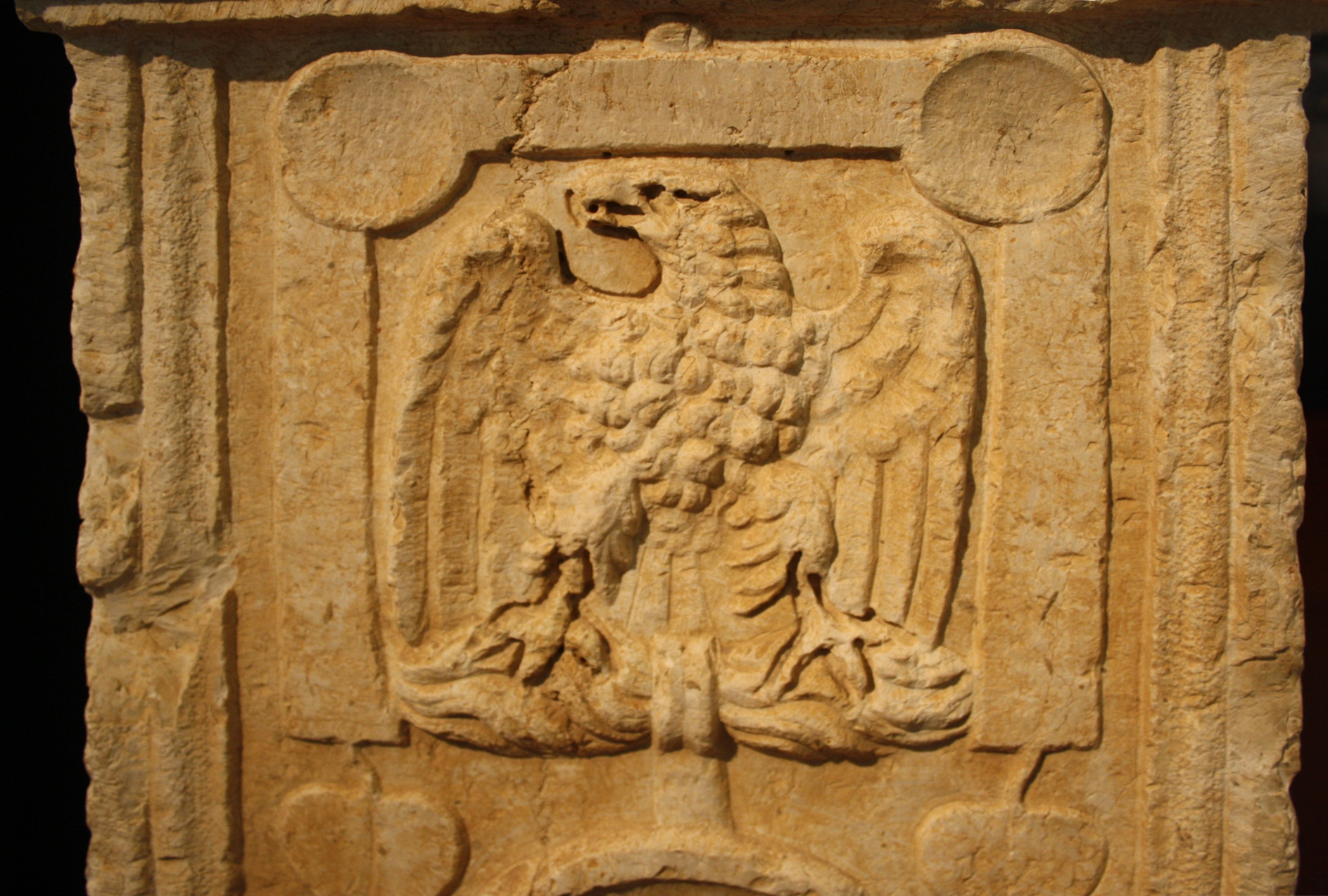
Águila romana en el cipo funerario de un soldado (siglo II).
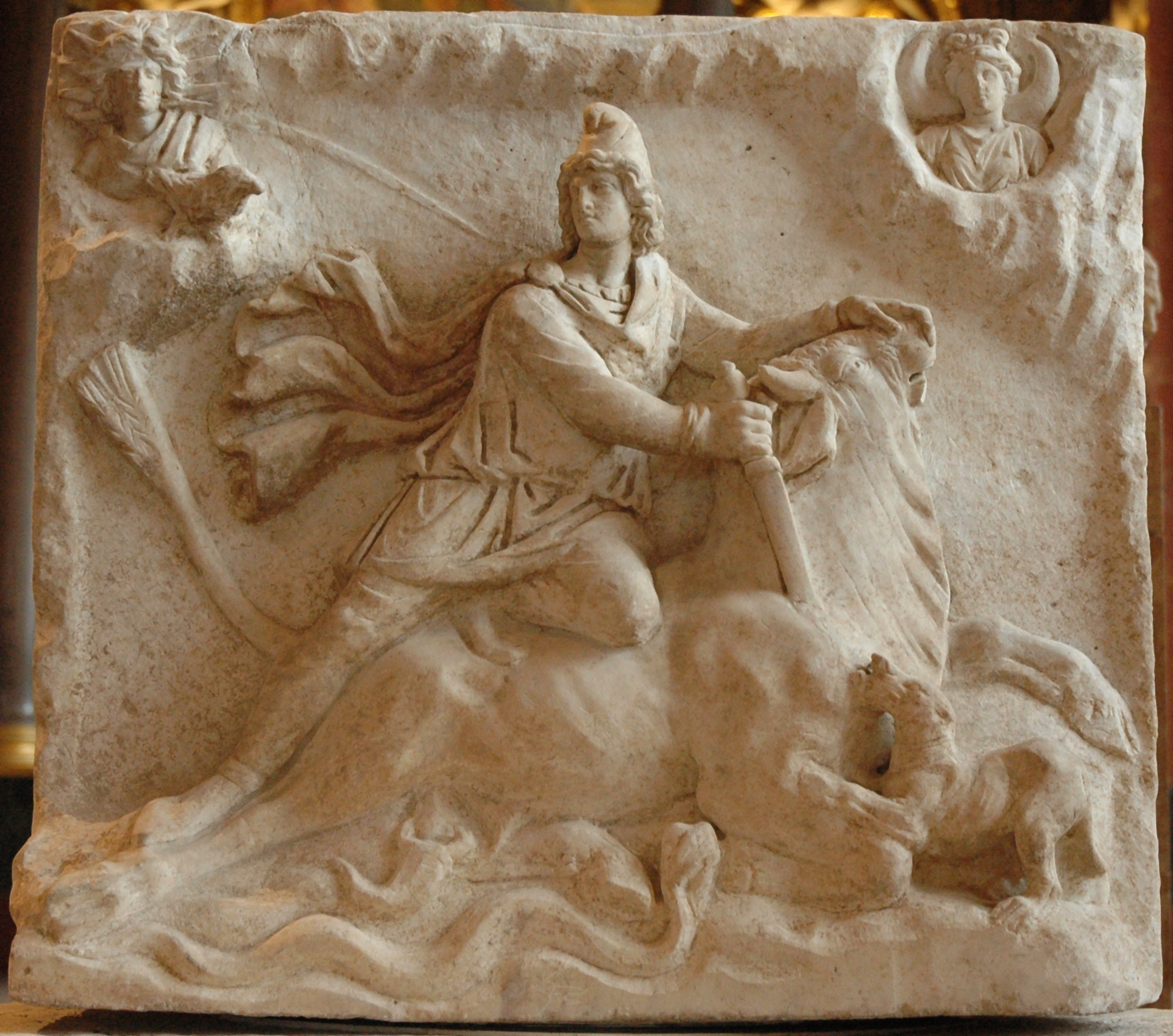
Tauroctonía, sacrificio de un toro a Mitra (siglo II o III).
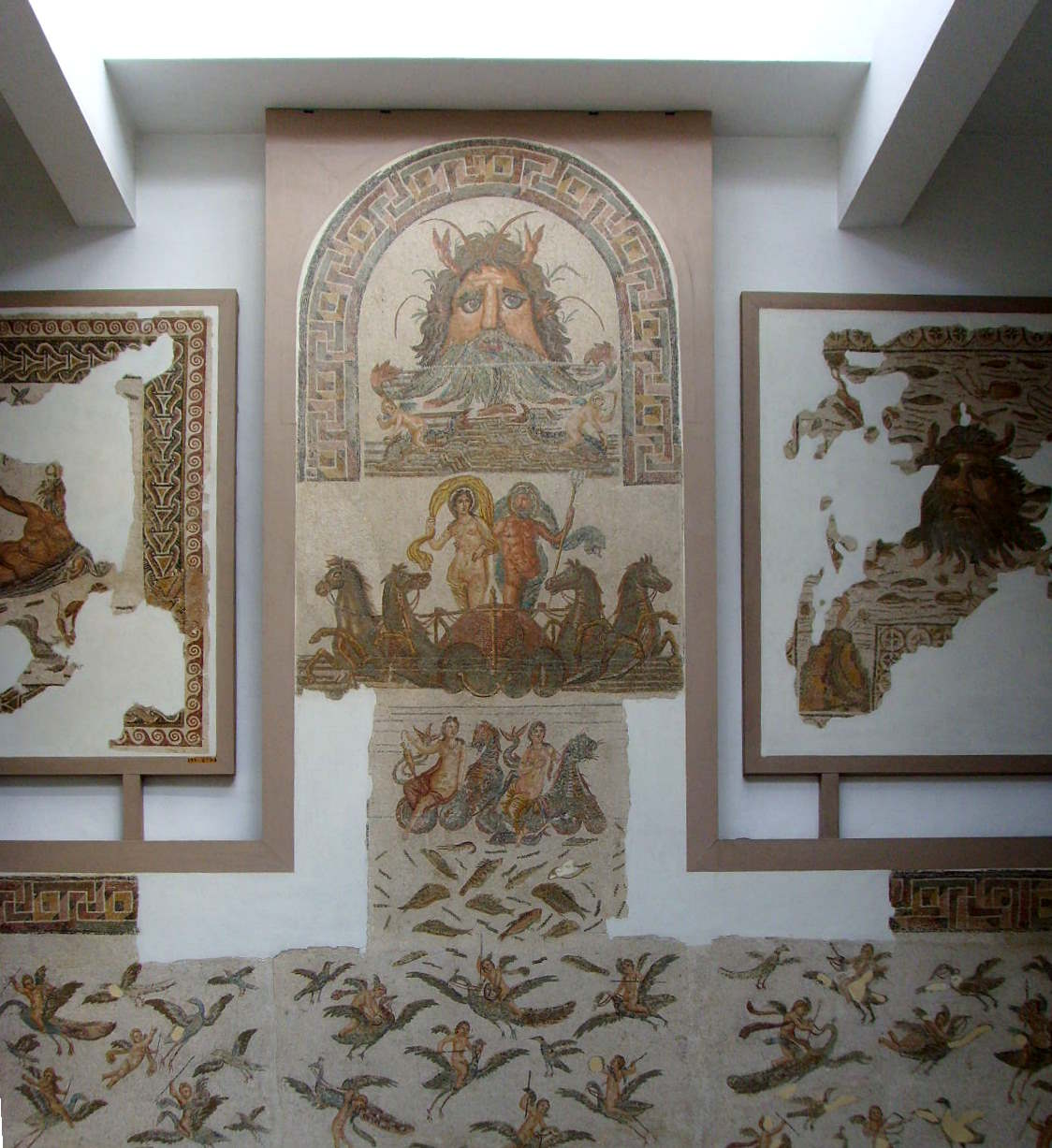
Mosaico del Triunfo de Neptuno, Bardo (Túnez).
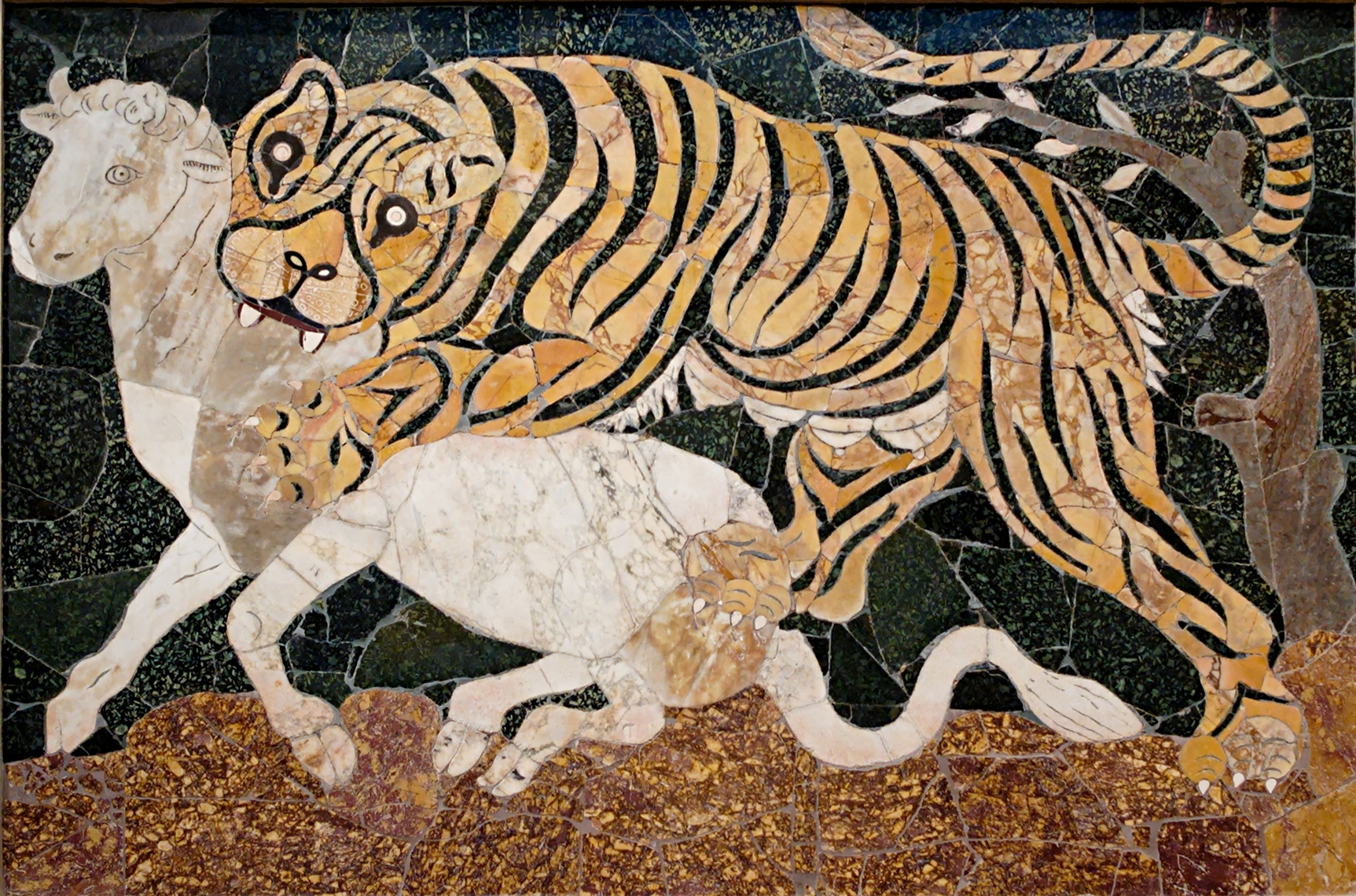
Tigre atacando a un toro. Opus sectile de la basílica de Junio Baso (siglo IV).

Para Roma, la Luperca (la loba que alimentó a Rómulo y Remo) y el águila que portaba como estandarte el aquilifer de cada unidad militar, estaban entre los más importantes motivos animalísticos. Otros se utilizaron incluso de elementos arquitectónicos, como los bucráneos.
Temas con representaciones animalísticas muy demandados por la clientela de los decoradores de villae eran los calendarios agrícolas, las escenas de caza o las venatio (lucha de gladiadores con toda clase de animales —en algunos casos como método de ejecución—) y las competiciones hípicas del circo. Las representaciones del mito de Orfeo, especialmente de la escena en la que calma a los animales con su música, o de los trabajos de Hércules (varios con animales) aparecen abundantemente en el mosaico romano.

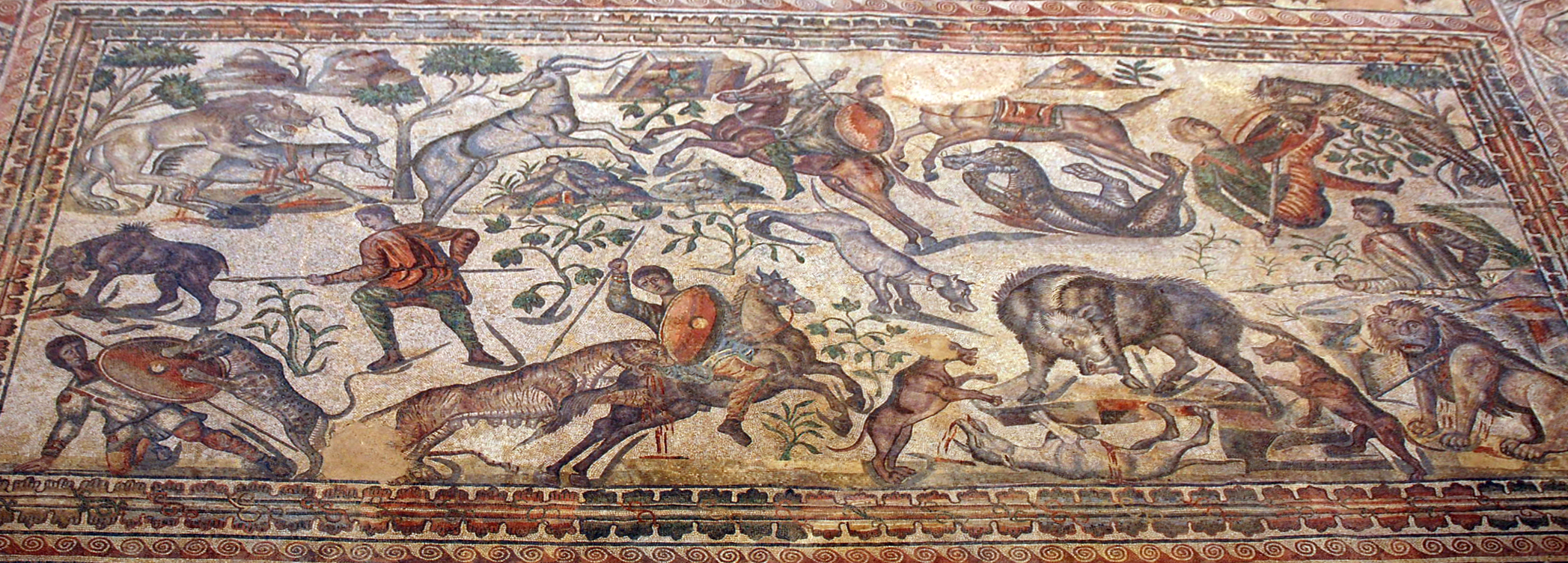
Mosaico, Villa de La Olmeda.
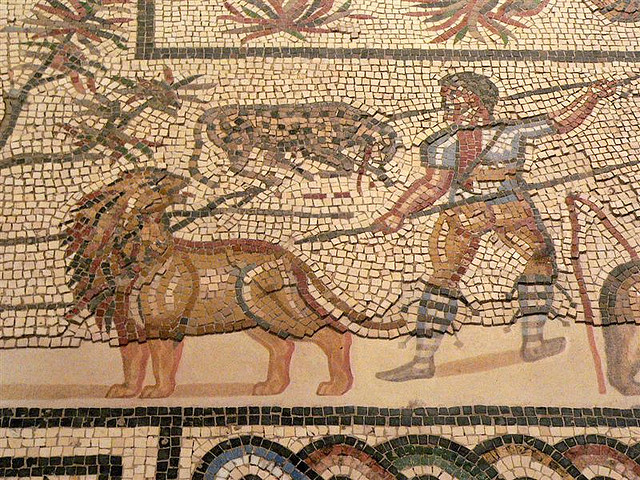
Mosaico, Villalaure.
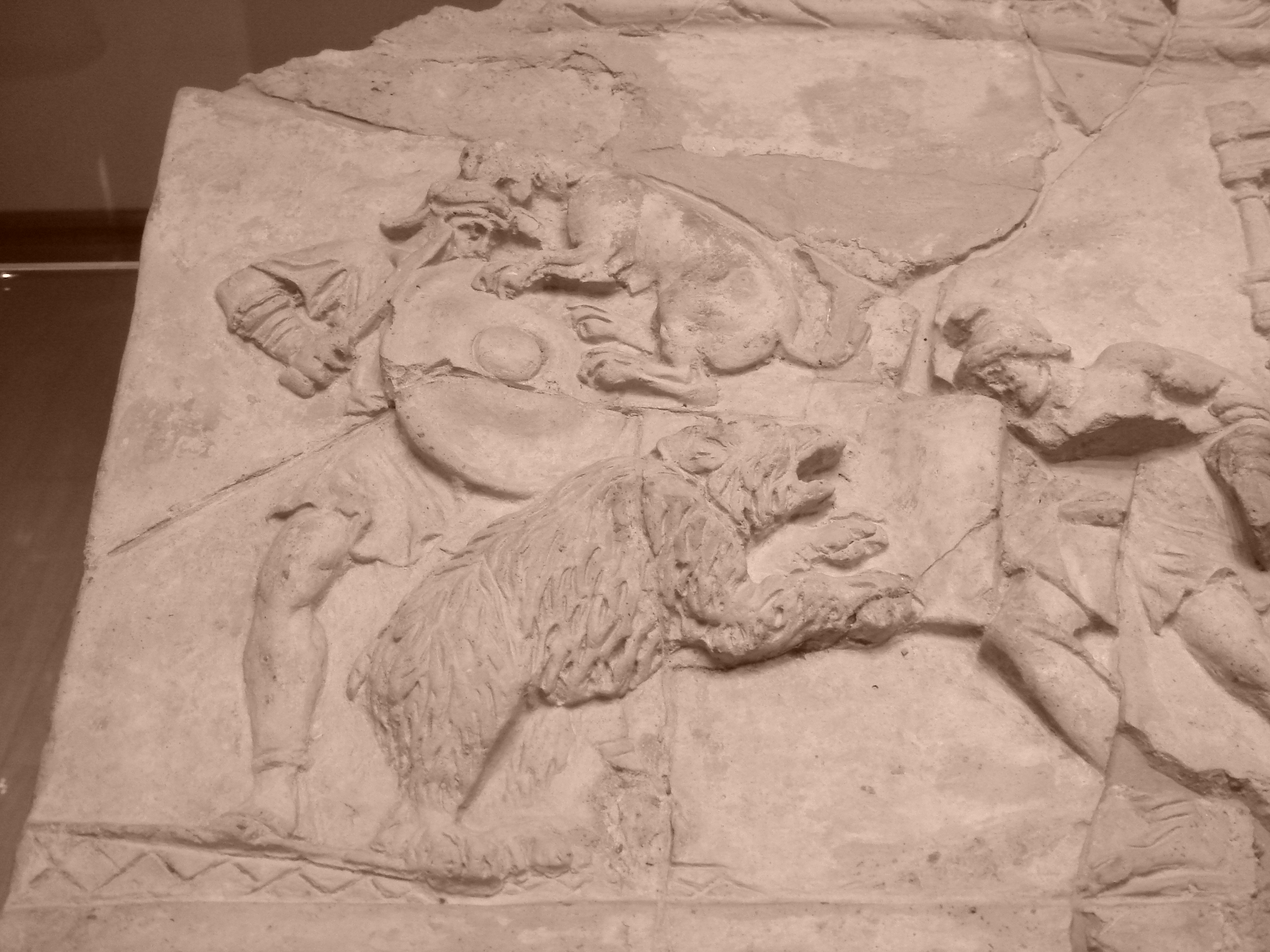
Terracota, Milán.
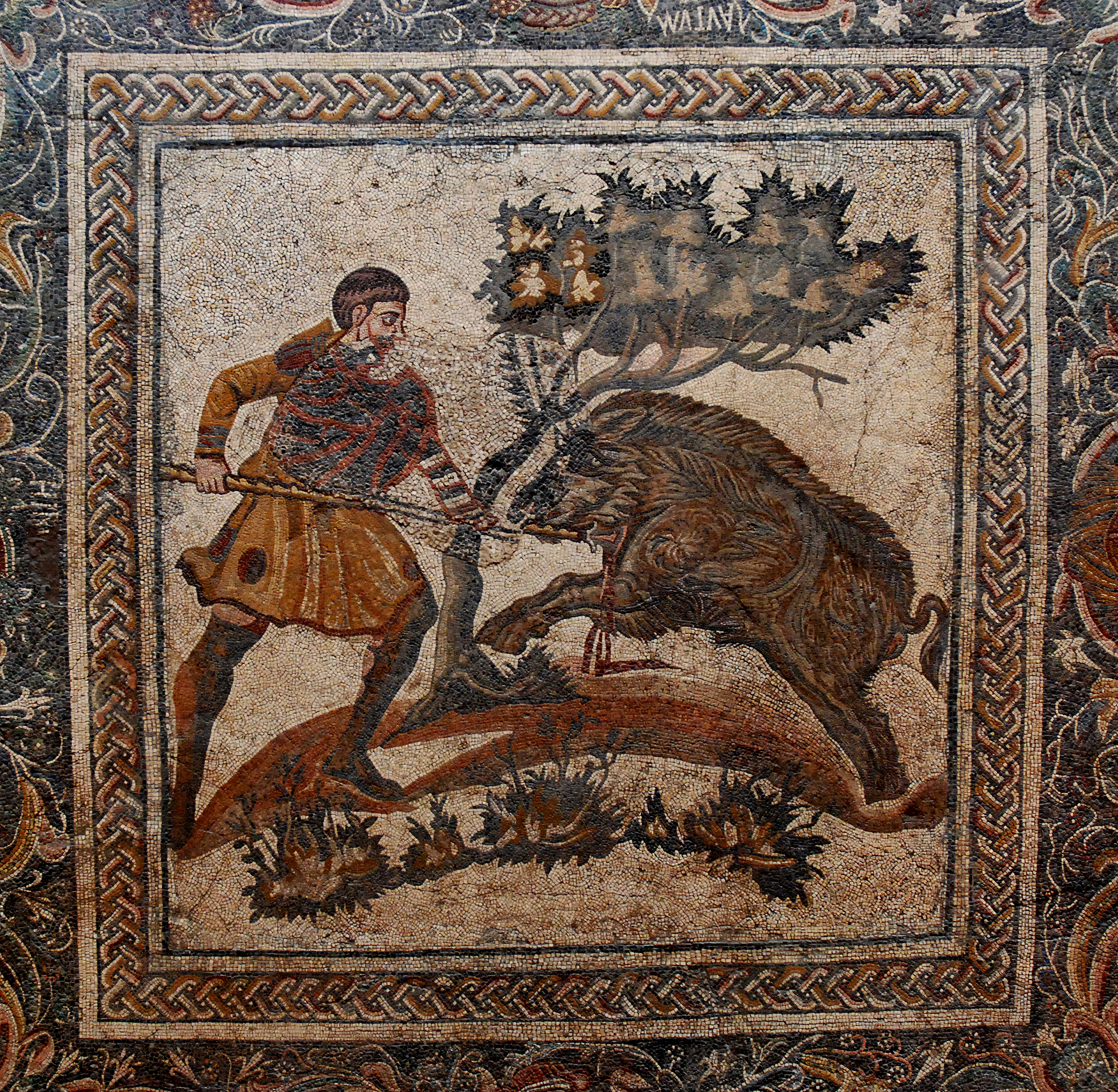
Mosaico, Villa de la Dehesa de las Tiendas, Mérida.

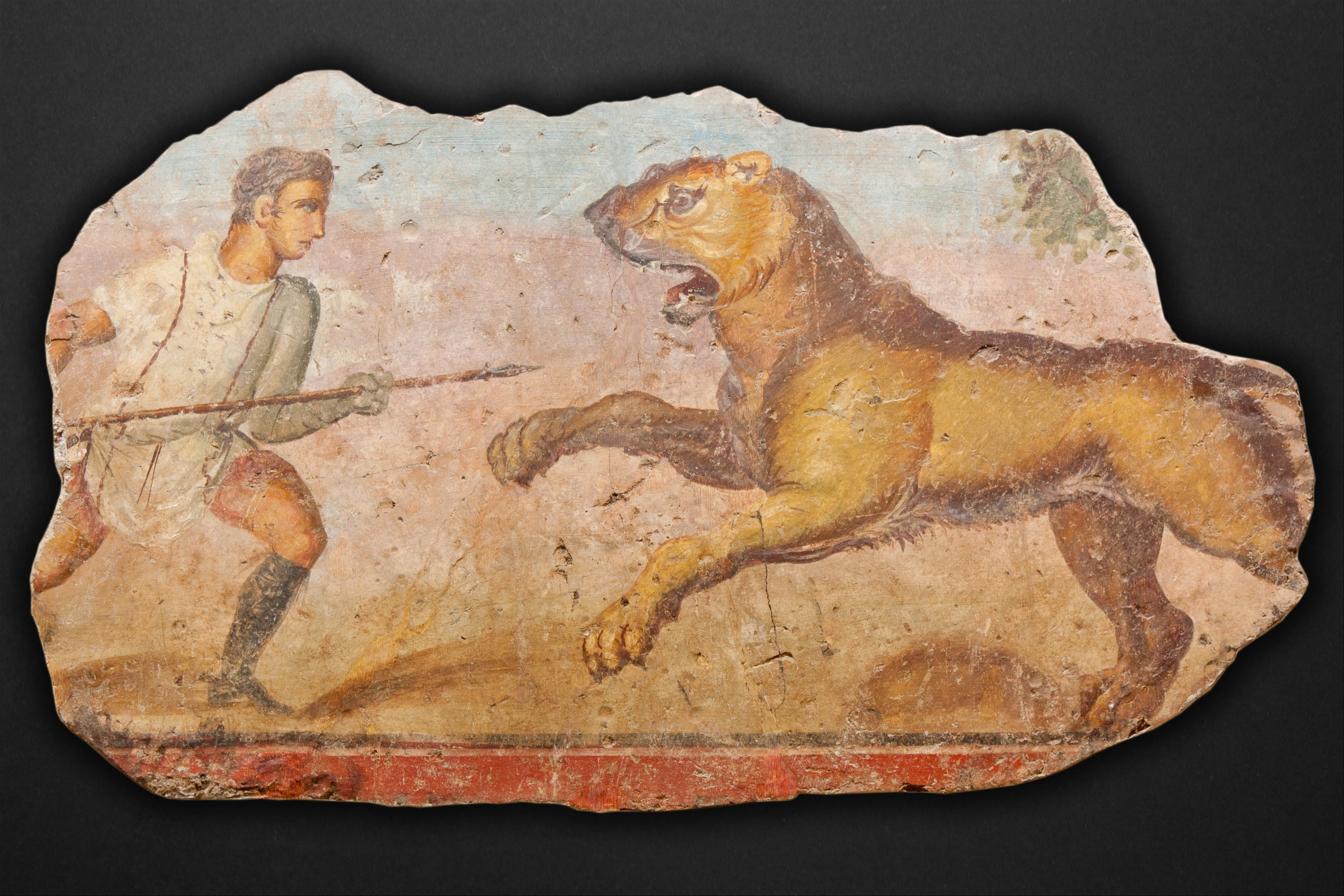
Fresco, Mérida.
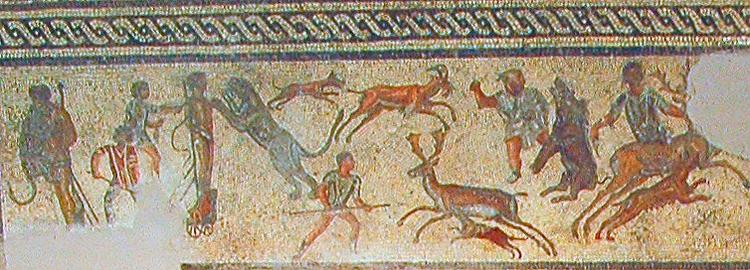
Mosaico de Zliten.
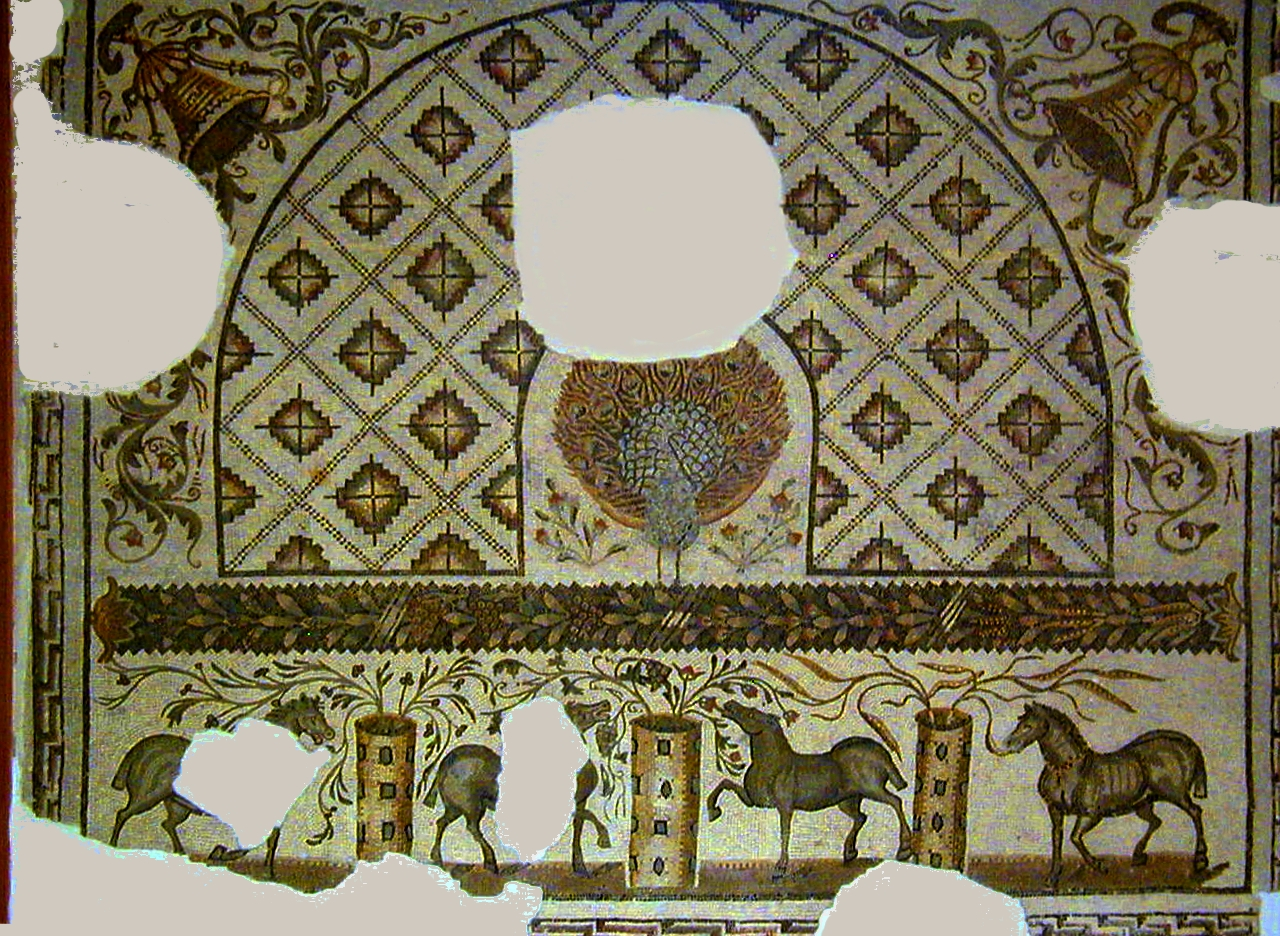
Caballos de las cuatro facciones del circo, Bardo (Túnez)
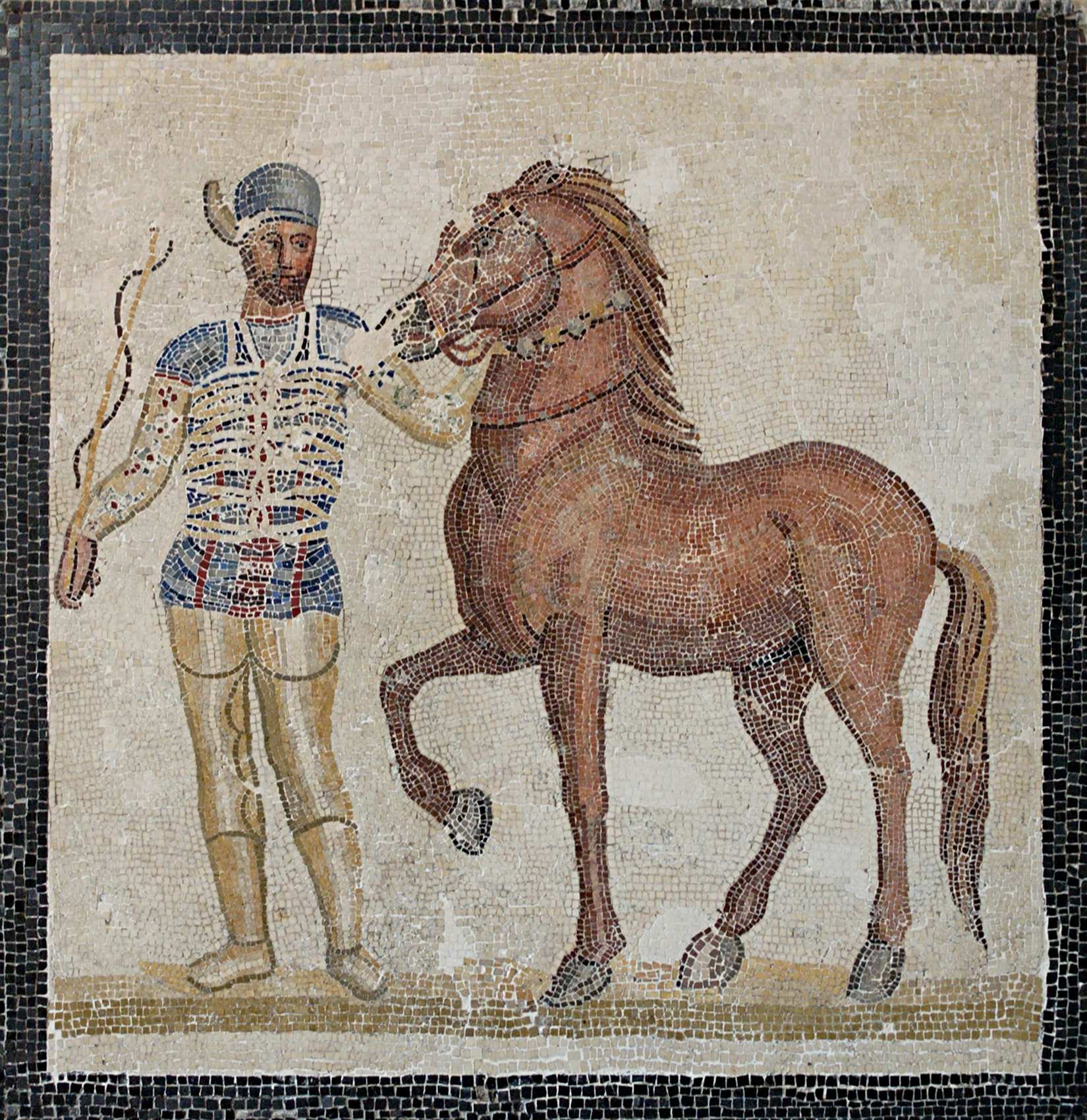
Auriga de la facción azul, Villa de los Severos (Baccano, cercanías de Roma).

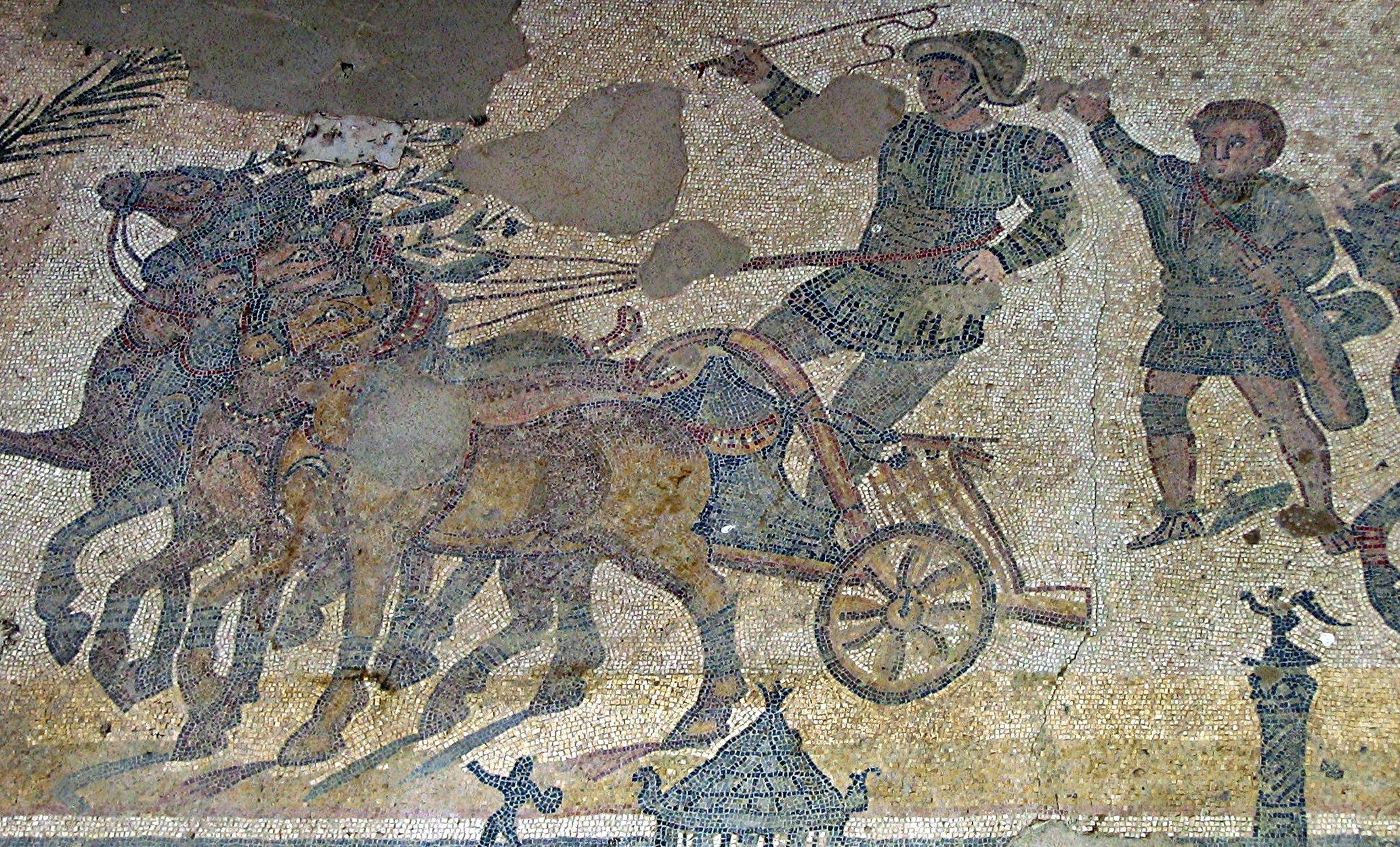
Cuadriga, Villa del Casale (Sicilia).
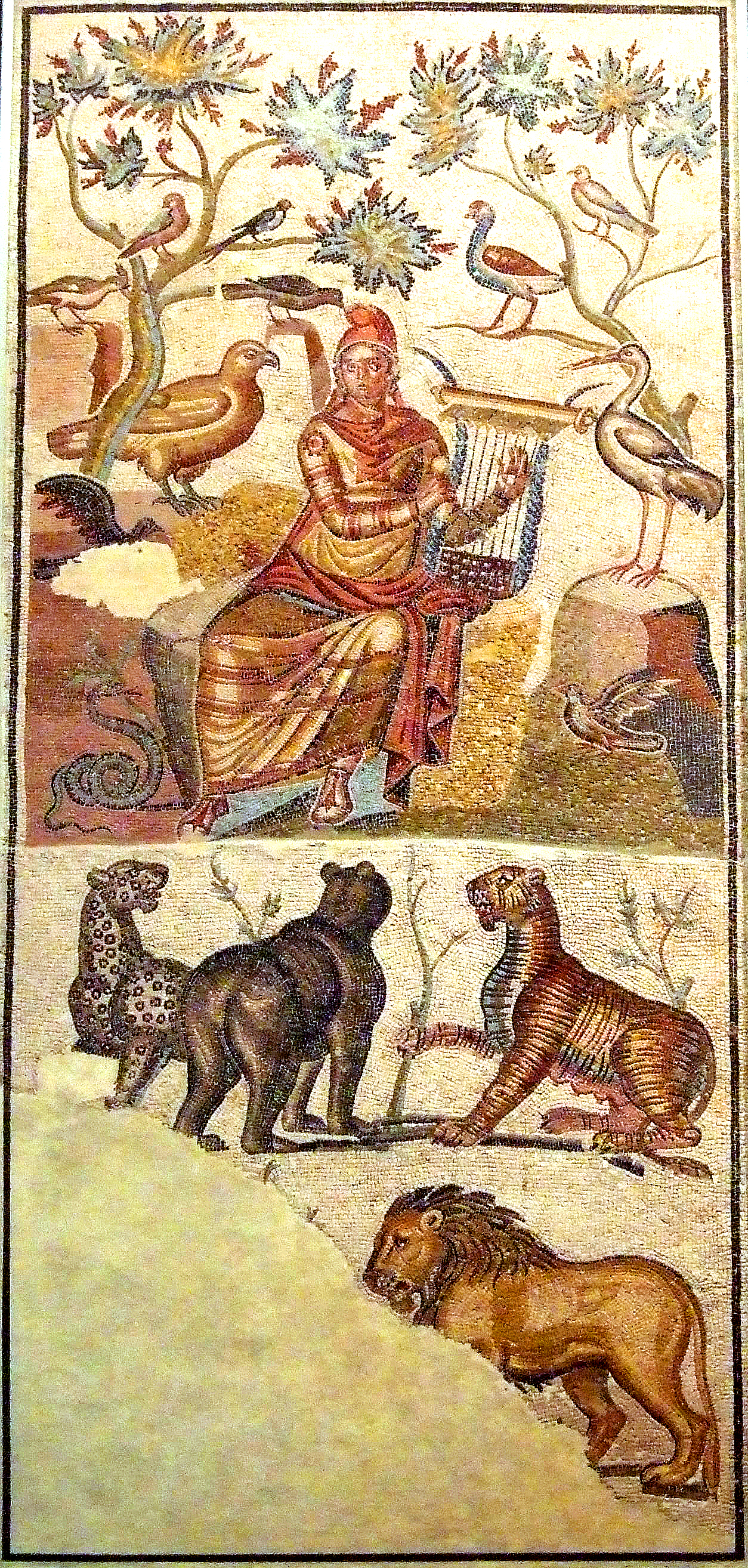
Mosaico de la llamada Casa de Orfeo, Zaragoza (ca. 200).
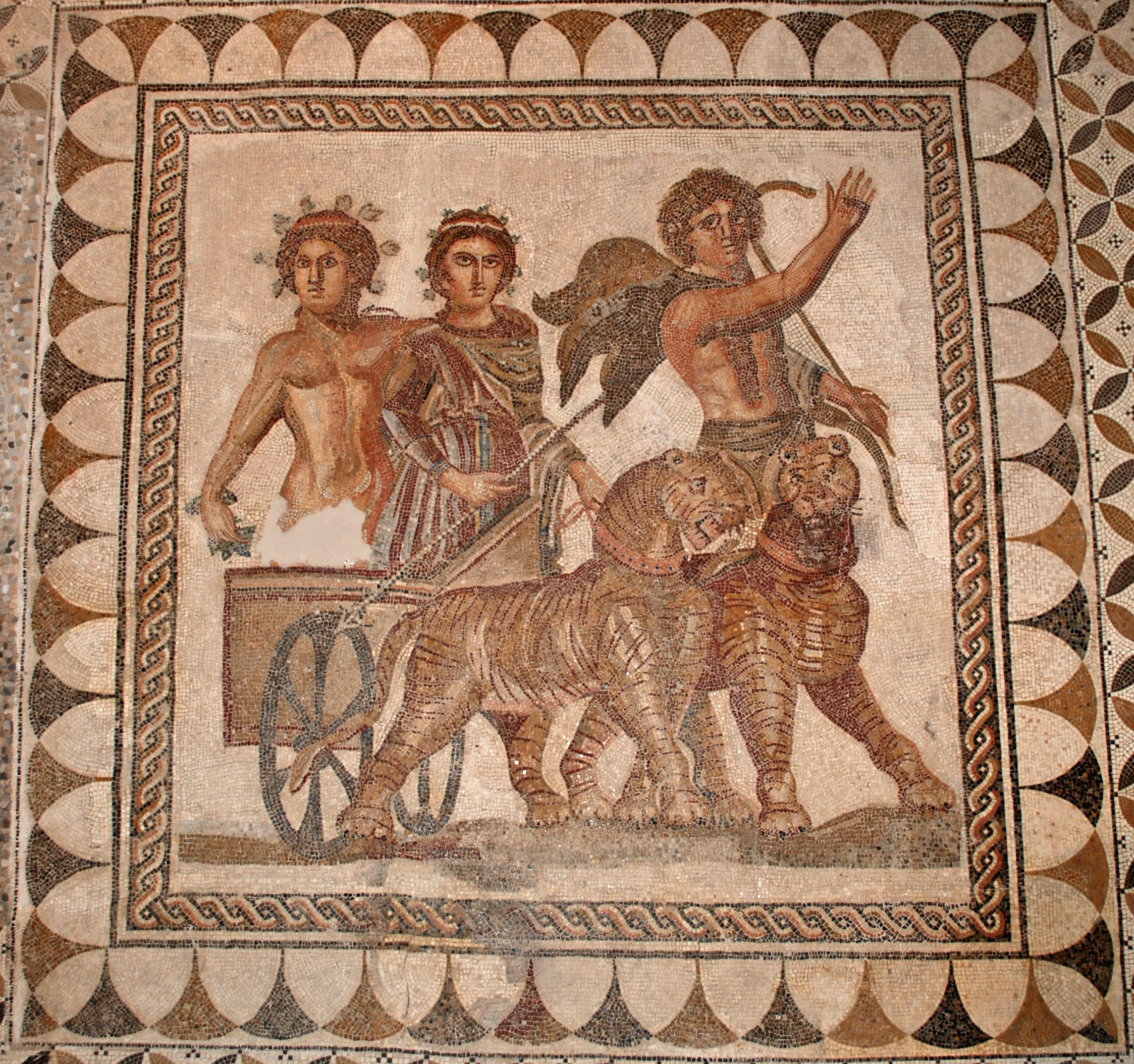
El carro de Baco tirado por leopardos, Mosaico de Baco, Écija.

Las cuadrigas de las escenas de triunfo fueron de característica representación, tanto en relieve como en bulto redondo, en los arcos de triunfo. Los relieves han sobrevivido, pero las cuadrigas de bronce que coronaban los arcos fueron reutilizados como material de fundición a lo largo del tiempo.

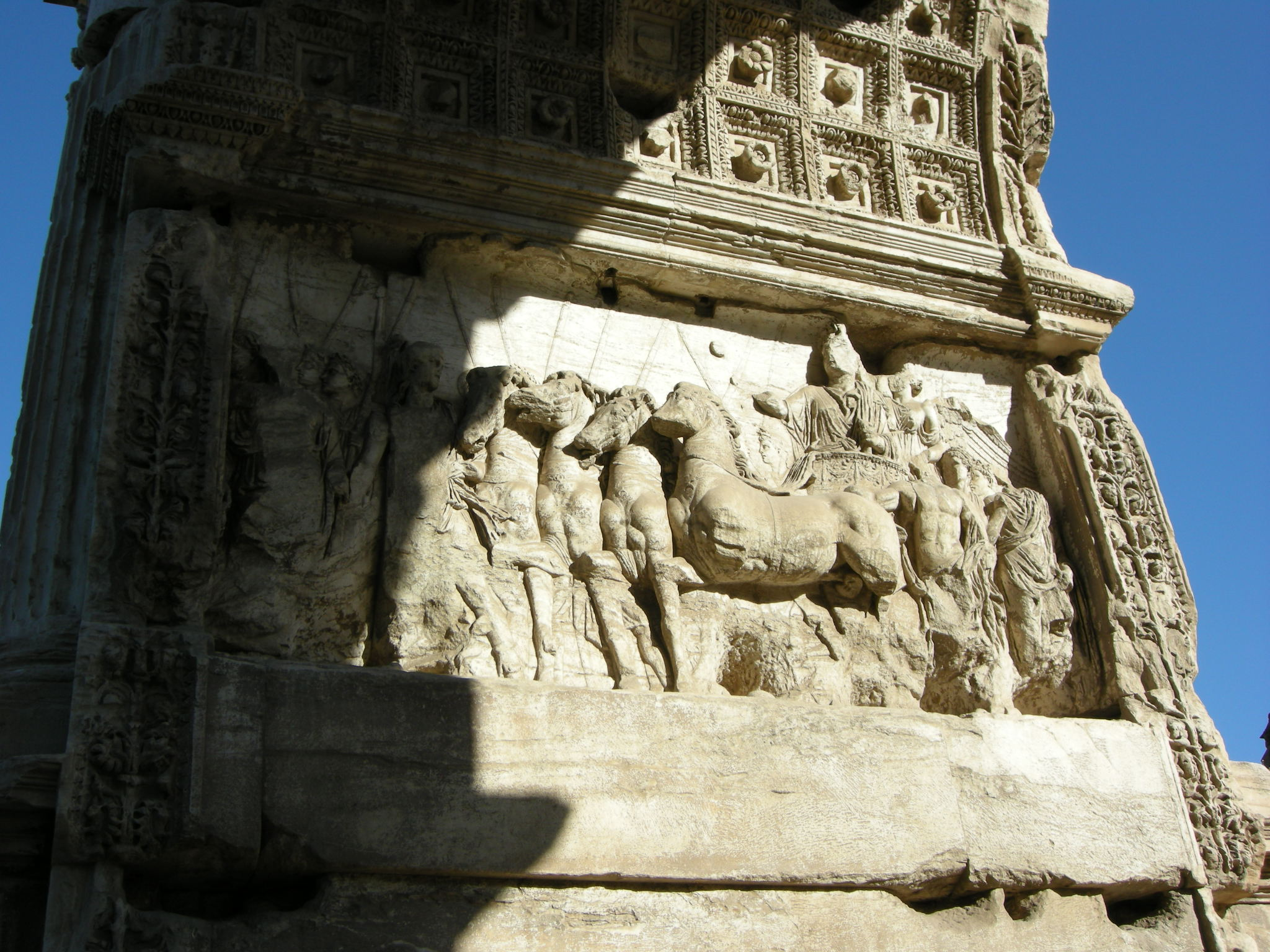
Triunfo de Tito.
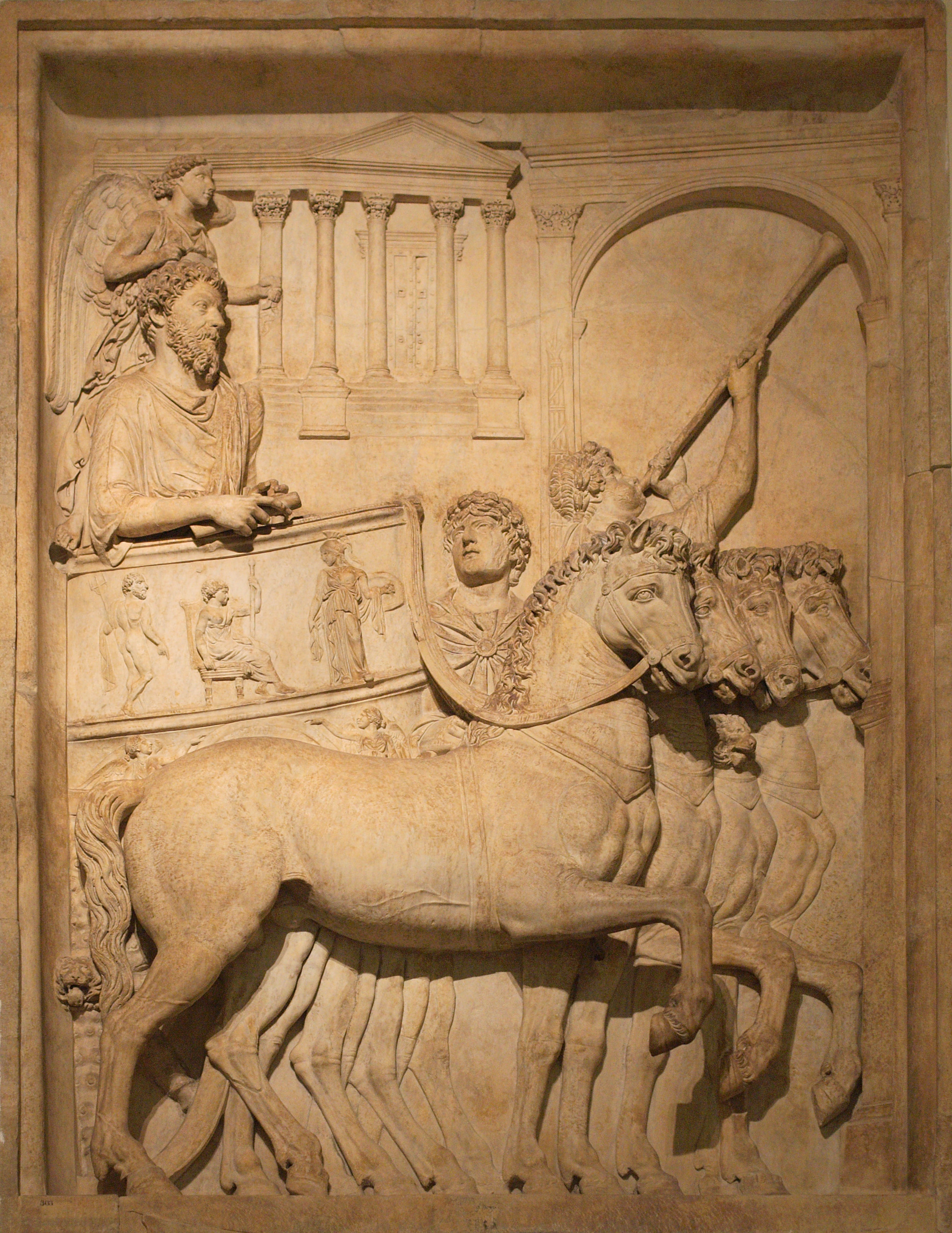
Triunfo de Marco Aurelio.

No se ha podido determinar con certeza si una de las más importantes obras animalísticas de la Antigüedad, el Toro Farnese, que se encontró en las termas de Caracalla, es romana o helenística.

### Civilizaciones orientales

#### Civilización indostánica
Las representaciones animalísticas son muy importantes en el arte de la India, dado el aspecto animal de algunos de los más importantes dioses del panteón hinduista (Hánuman —mono—, Ganesha —elefante—). La figura de un león remata los pilares de Asoka, y es incluso actualmente un símbolo de la India. Las ilustraciones del Panchatantra (un texto fabulístico muy divulgado por el mundo musulmán y cristiano medieval —Calila y Dimna—) incluyen leones, zorros, conejos, elefantes, etc.

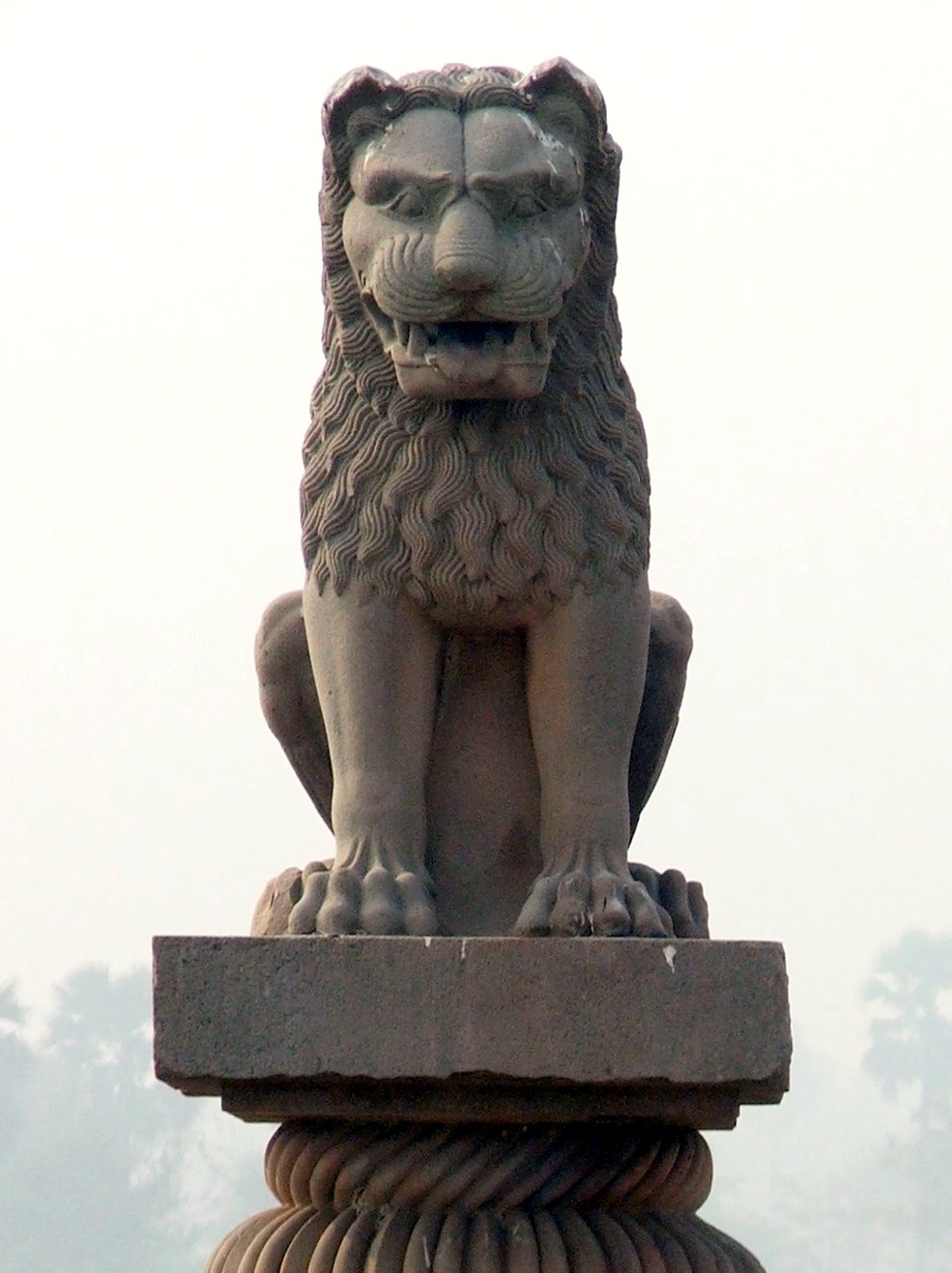
León de Asoka (ca. 250 a. C.)
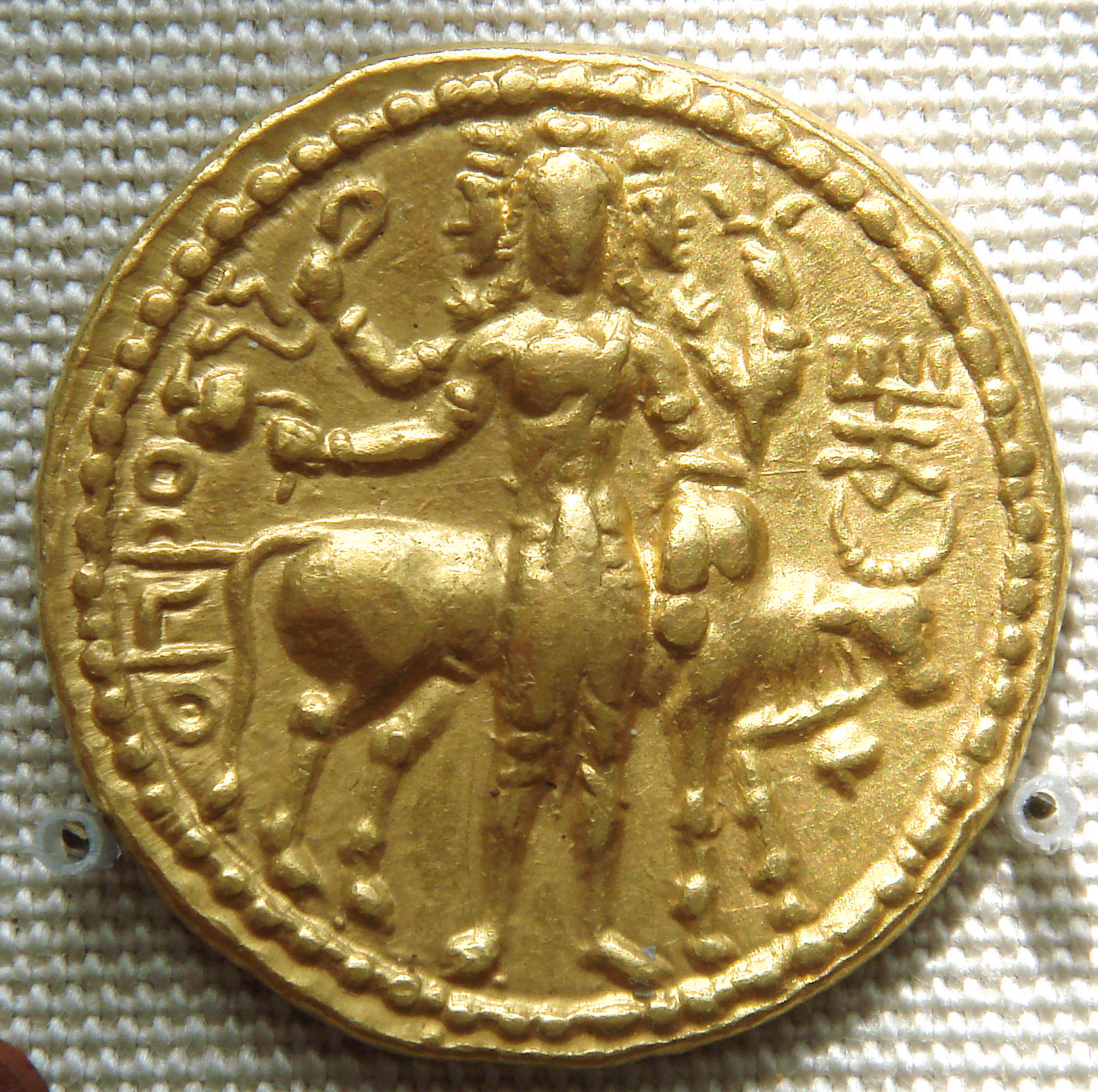
Moneda del Imperio kushán, que representa a Shiva y una vaca (siglo II).
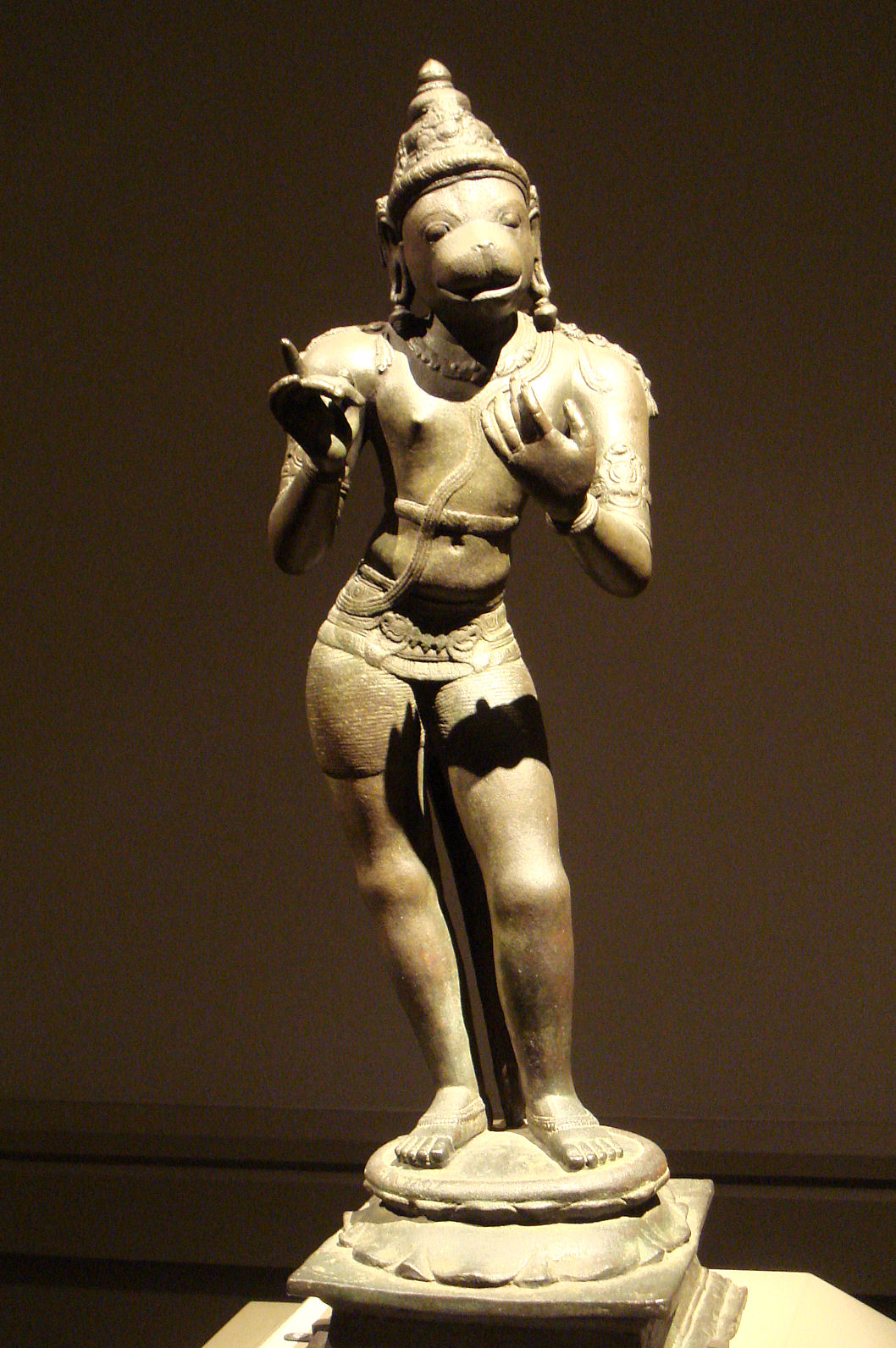
Escultura de Hánuman (siglo XI).
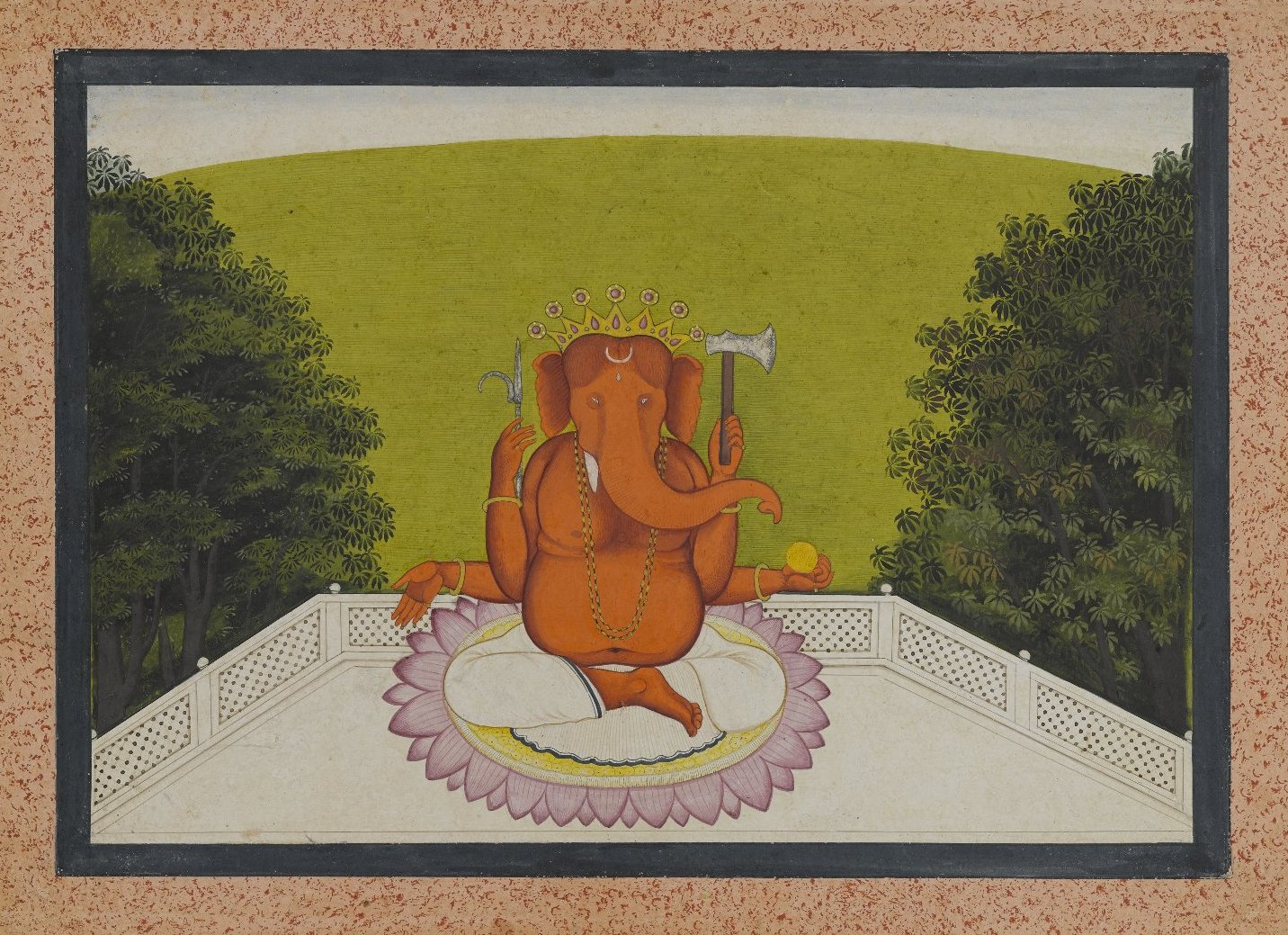
Pintura de Ganesha (siglo XVIII).
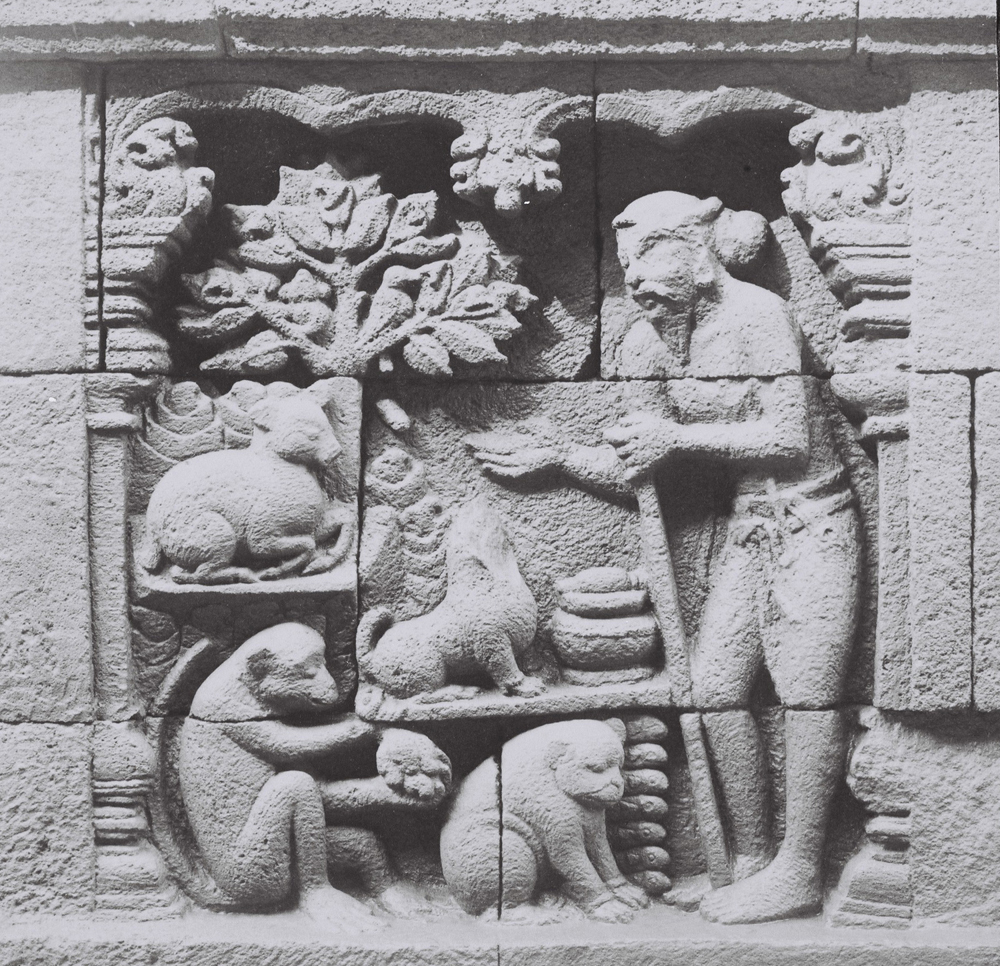
Relieve de Borobudur (ca. 800).
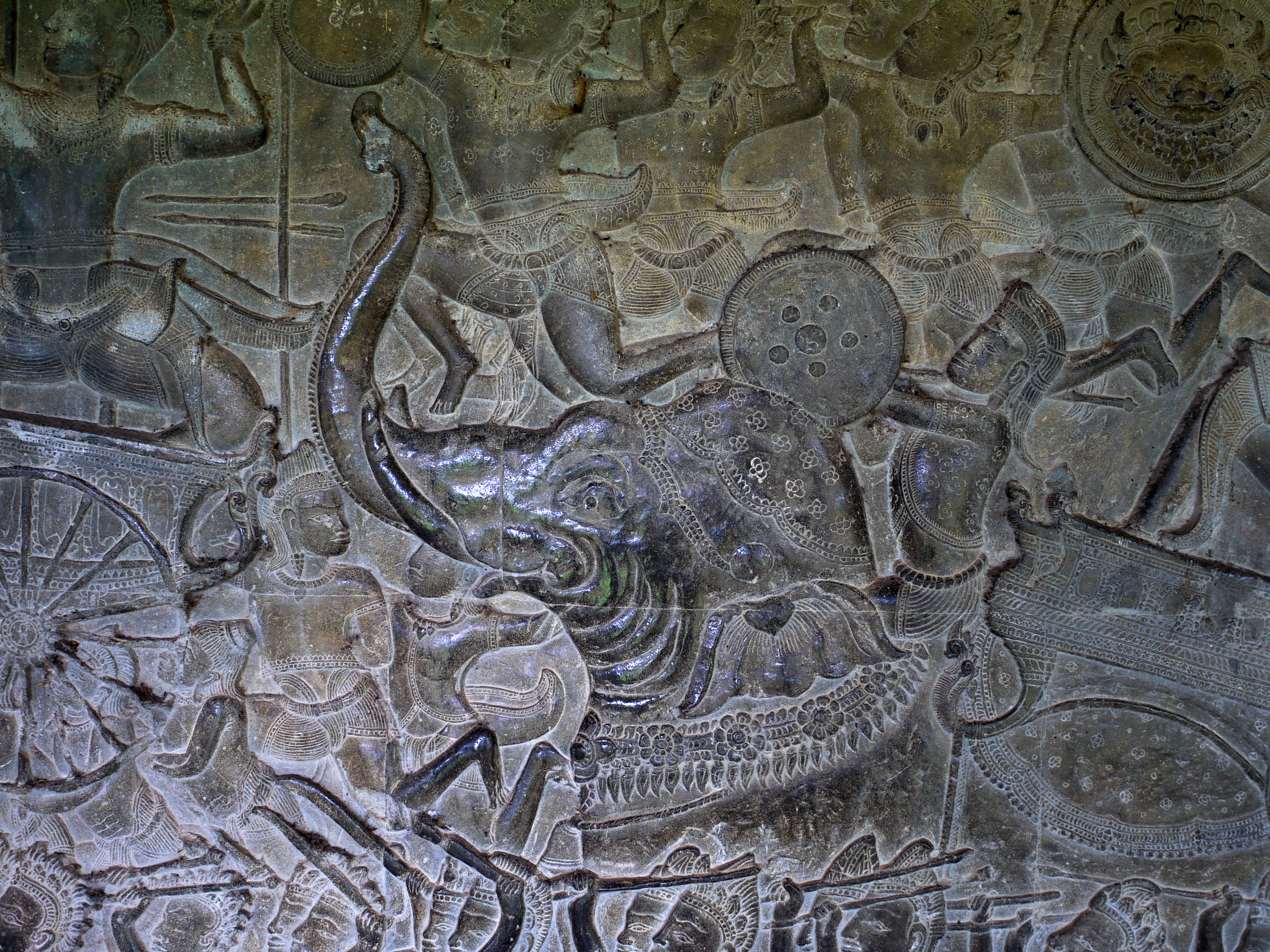
Elefante de guerra representado en Angkor Wat.

#### China y Japón
El arte figurativo chino y japonés tiene representaciones animalísticas, tanto de animales mitológicos (especialmente el dragón) como reales.

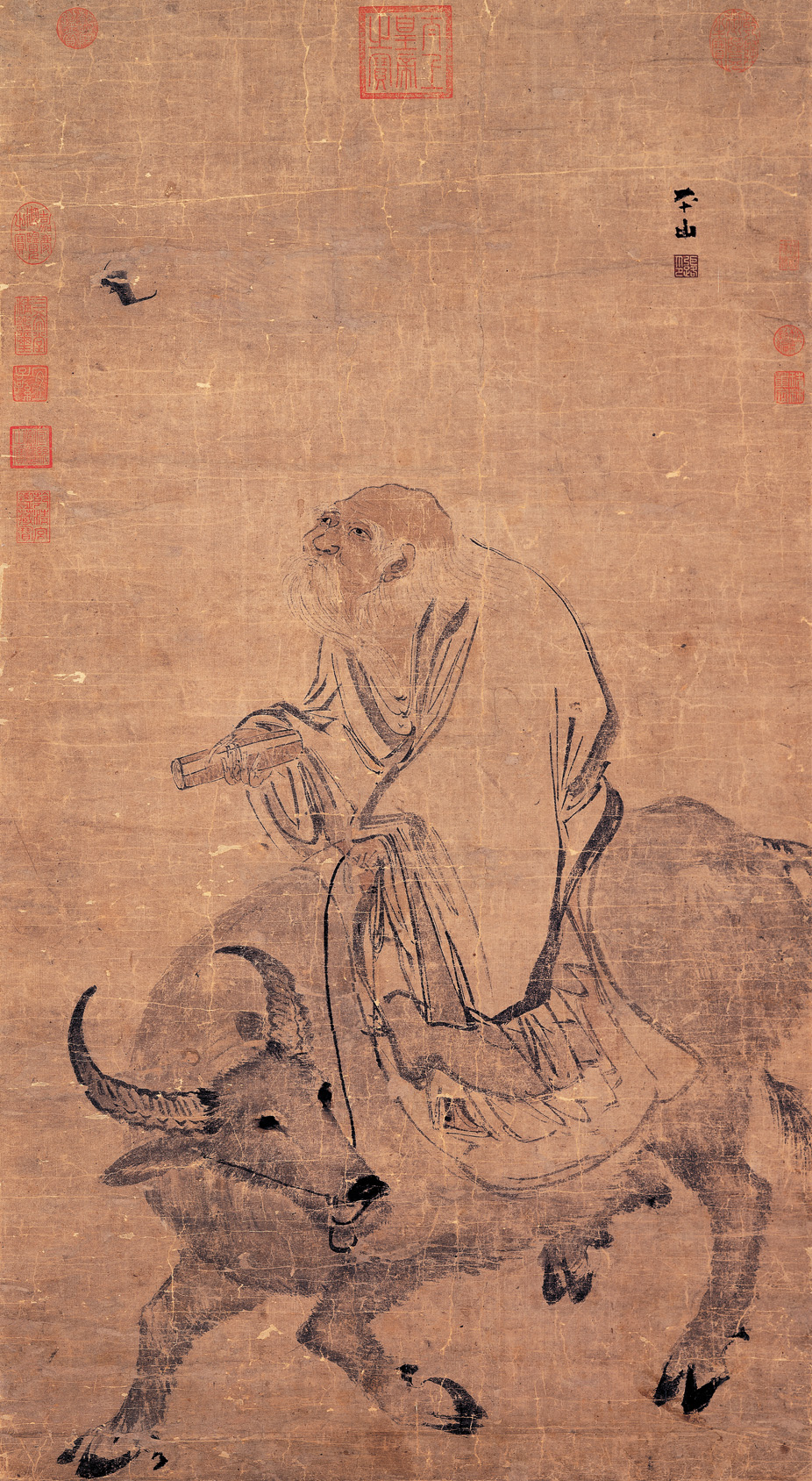
Lao-Tse montando un buey, de Zhang Lu (ca. 1500).
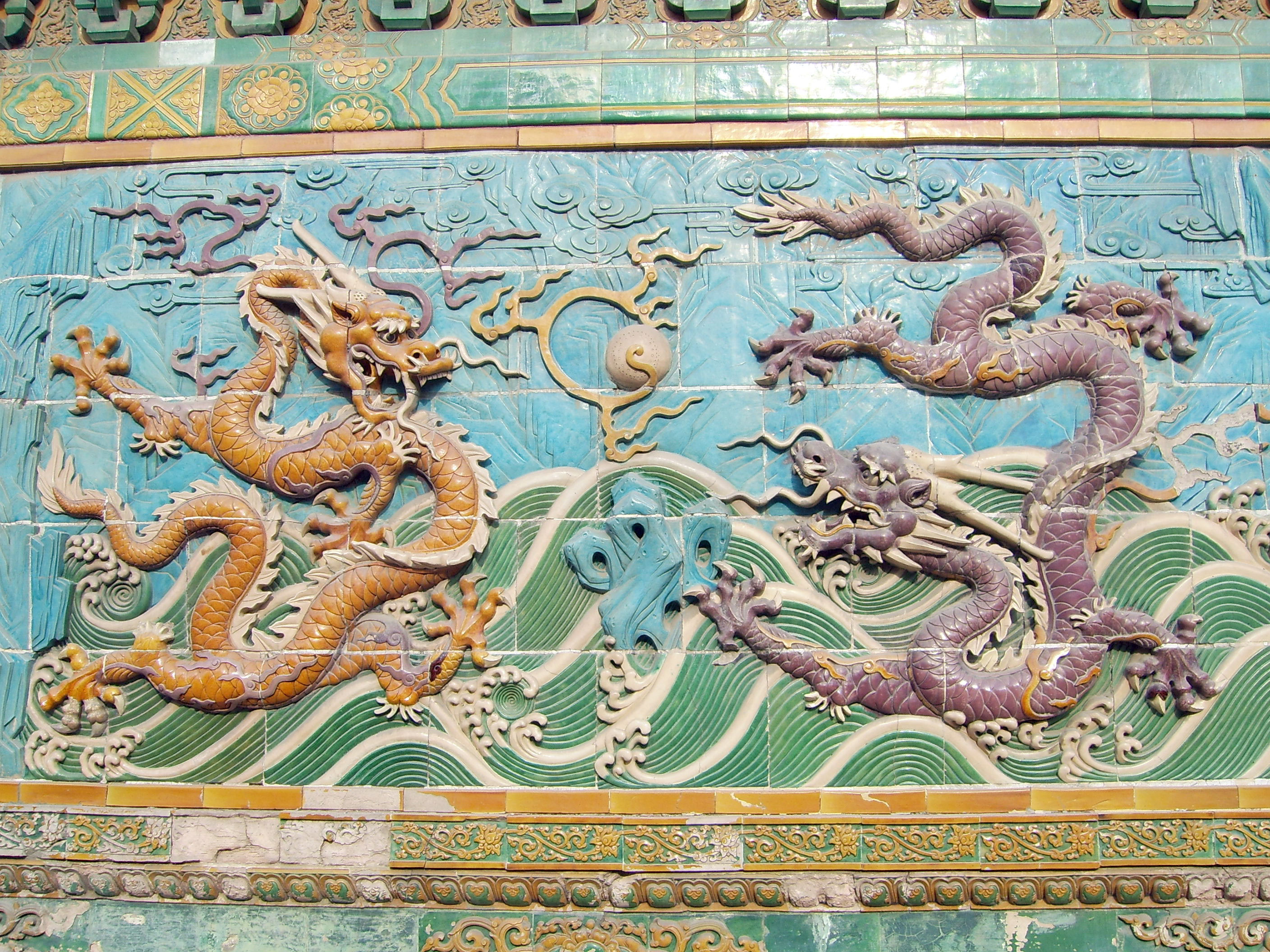
Muro de los Nueve Dragones, propio de los palacios imperiales chinos.
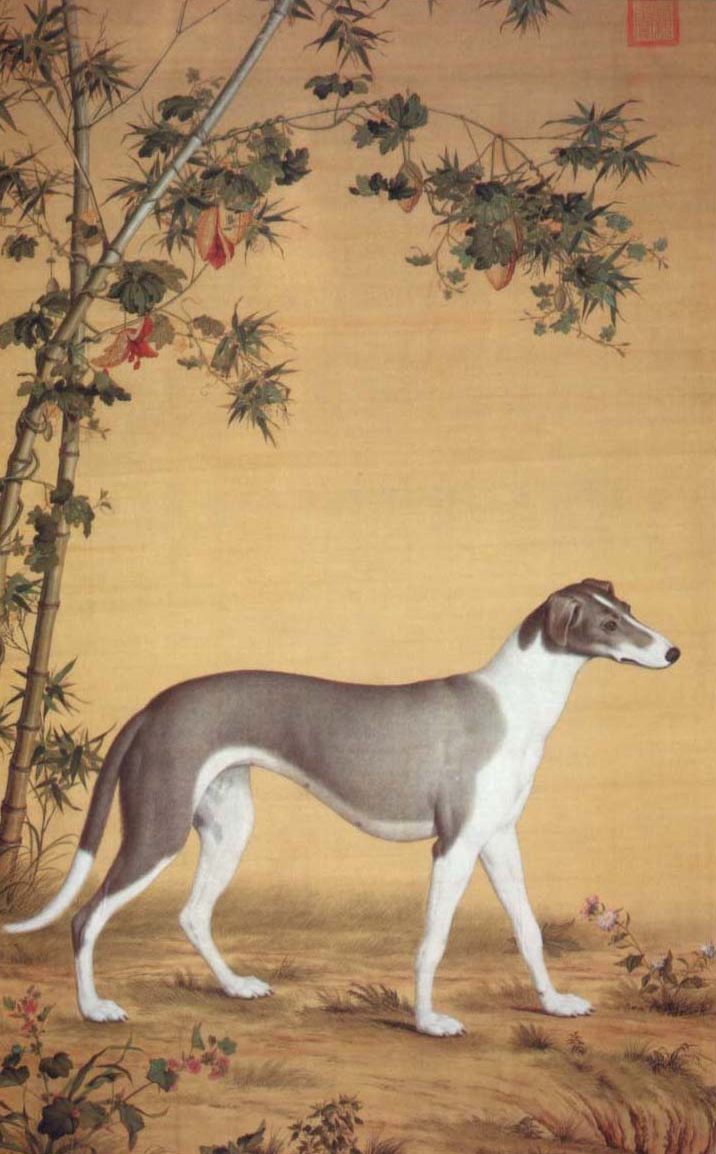
Perro y bambú, pintura china de la dinastía Qing.
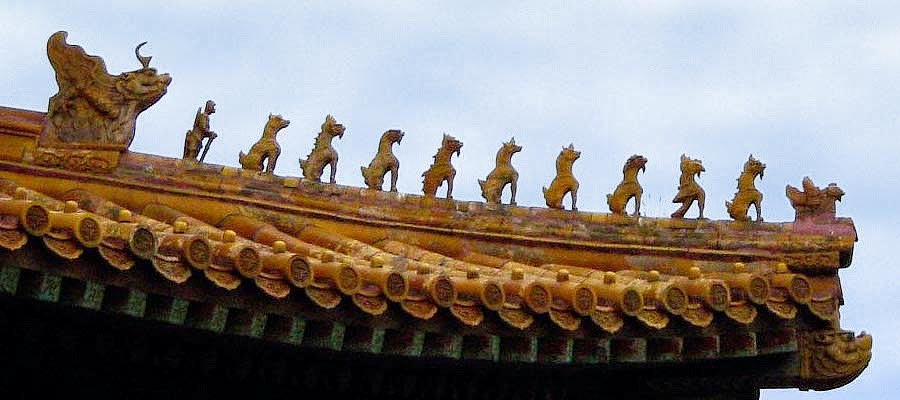
Decoración imperial de tejados, jerárquicamente codificada. Ésta es la de mayor nivel, que representa a un ave montada por una figura humana, nueve "bestias" y un dragón.
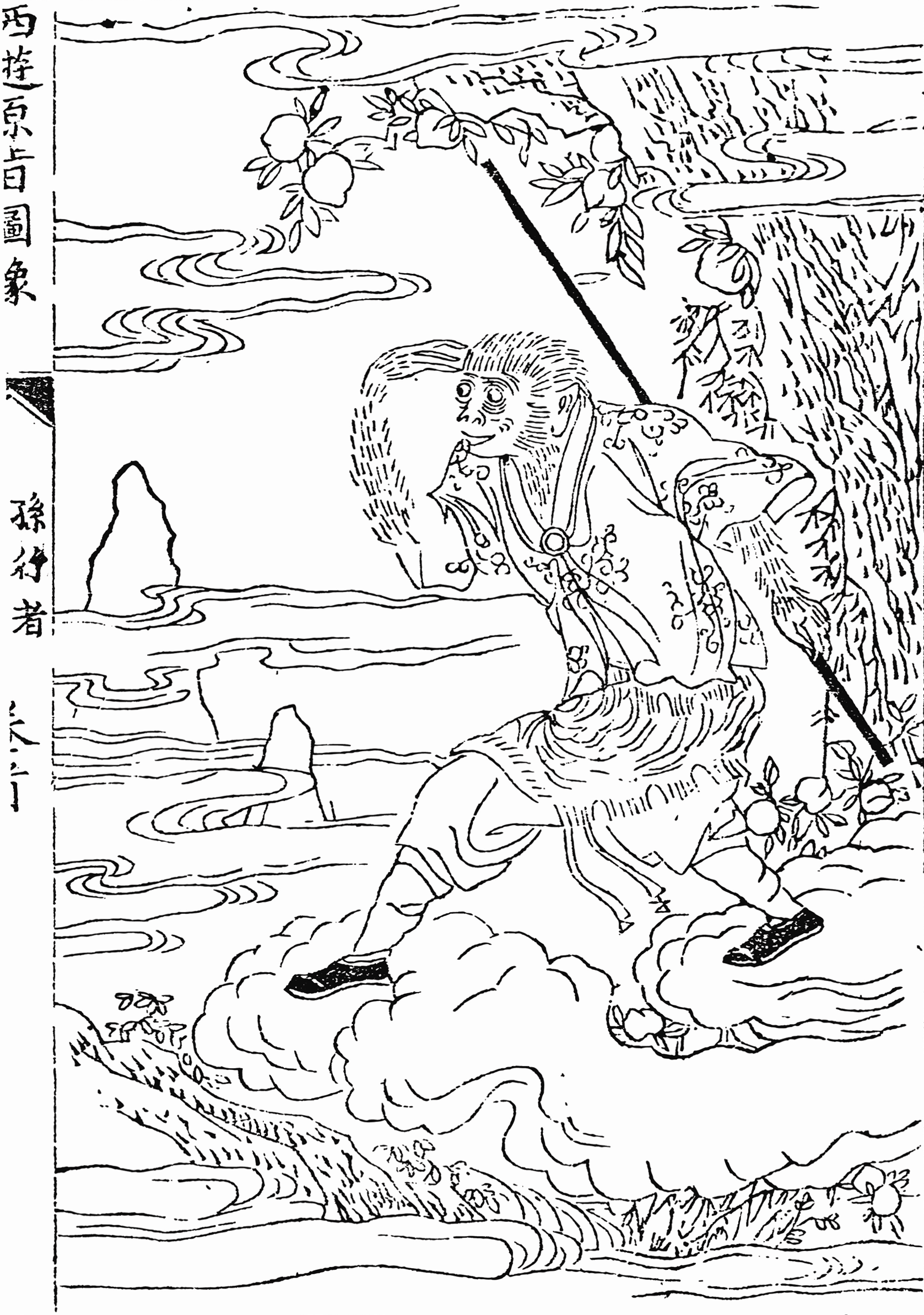
El rey-mono Sun Wukong en una ilustración del libro Viaje a Occidente (siglo XV).

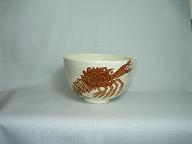
Cuenco de cerámica japonesa decorado con la representación de una langosta.
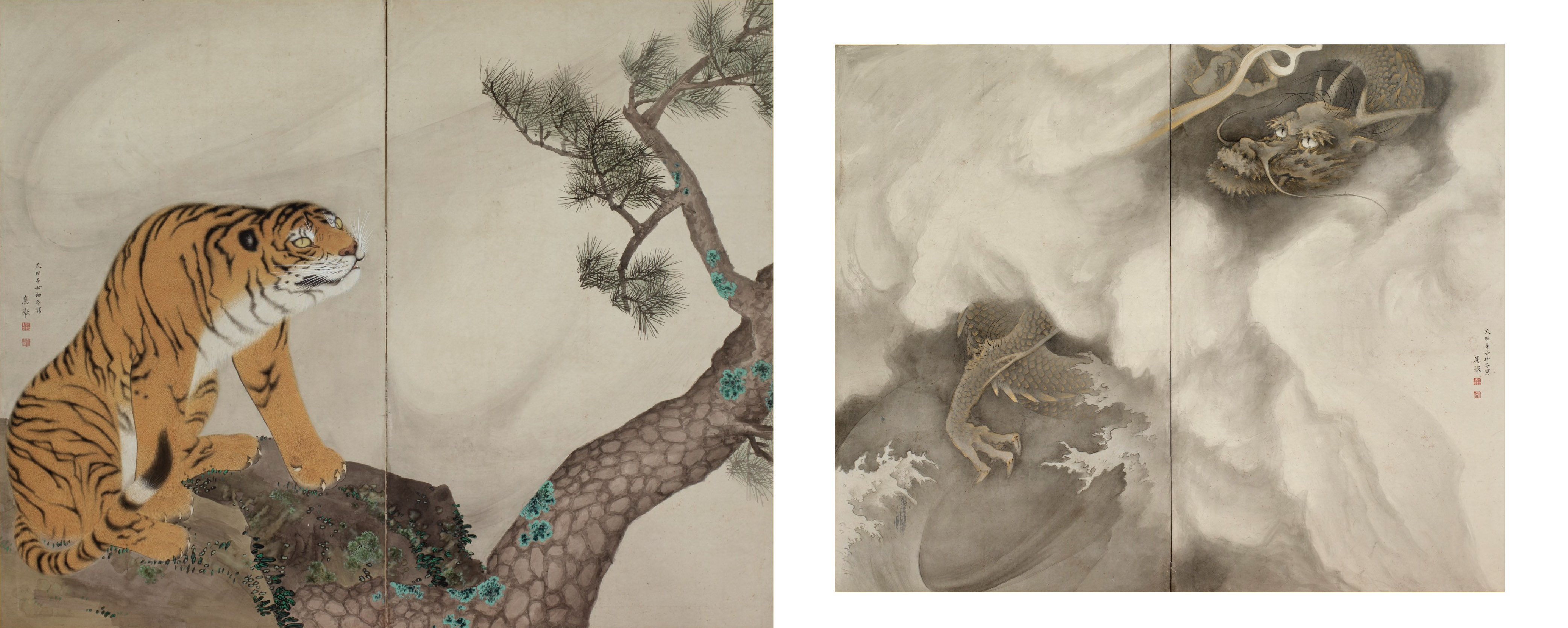
Tigre y dragón, biombo de dos pantallas de Maruyama Ōkyo (1781).
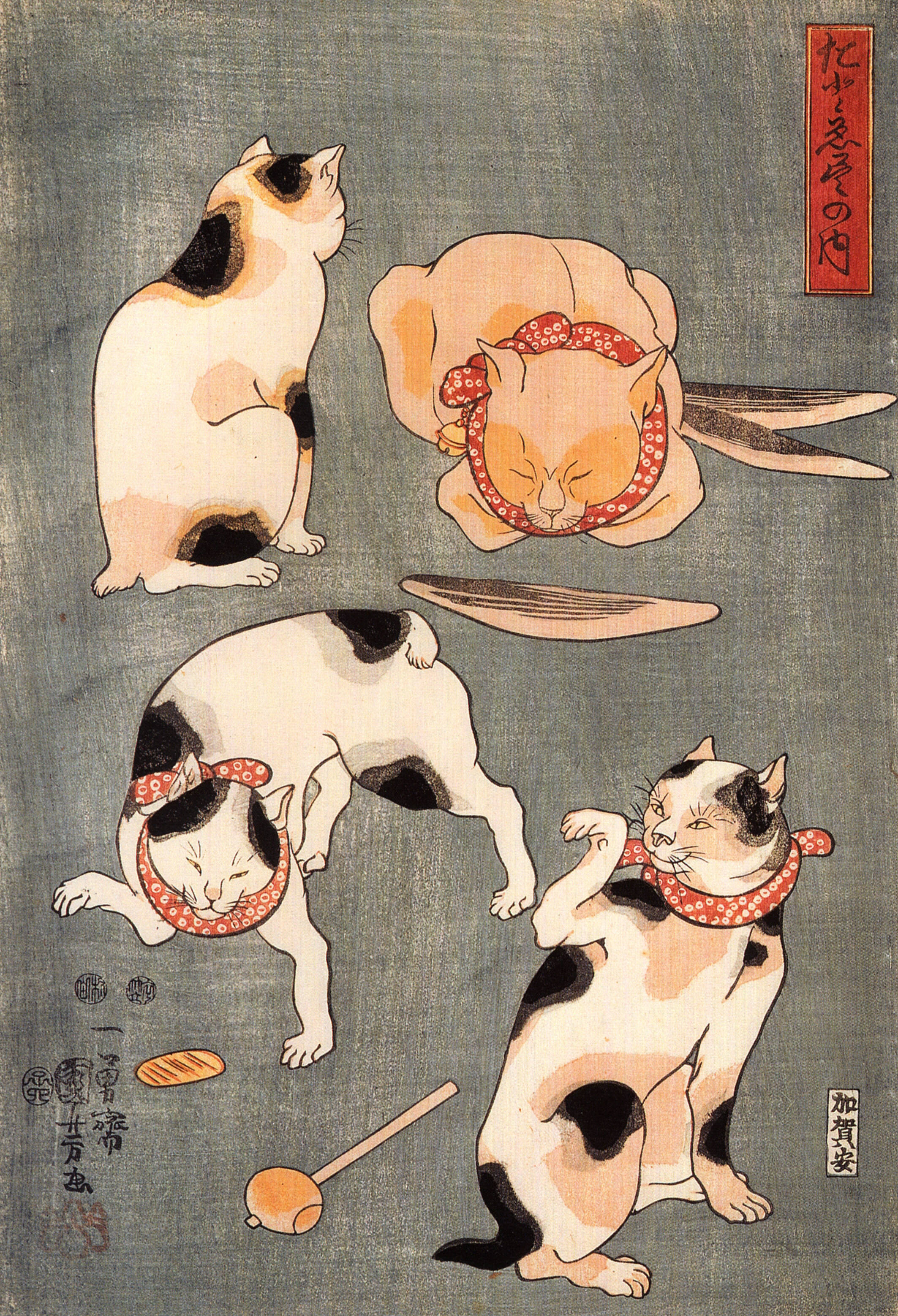
Cuatro gatos en diferentes posiciones, de Kuniyoshi Utagawa (primera mitad del siglo XIX), pintura japonesa.
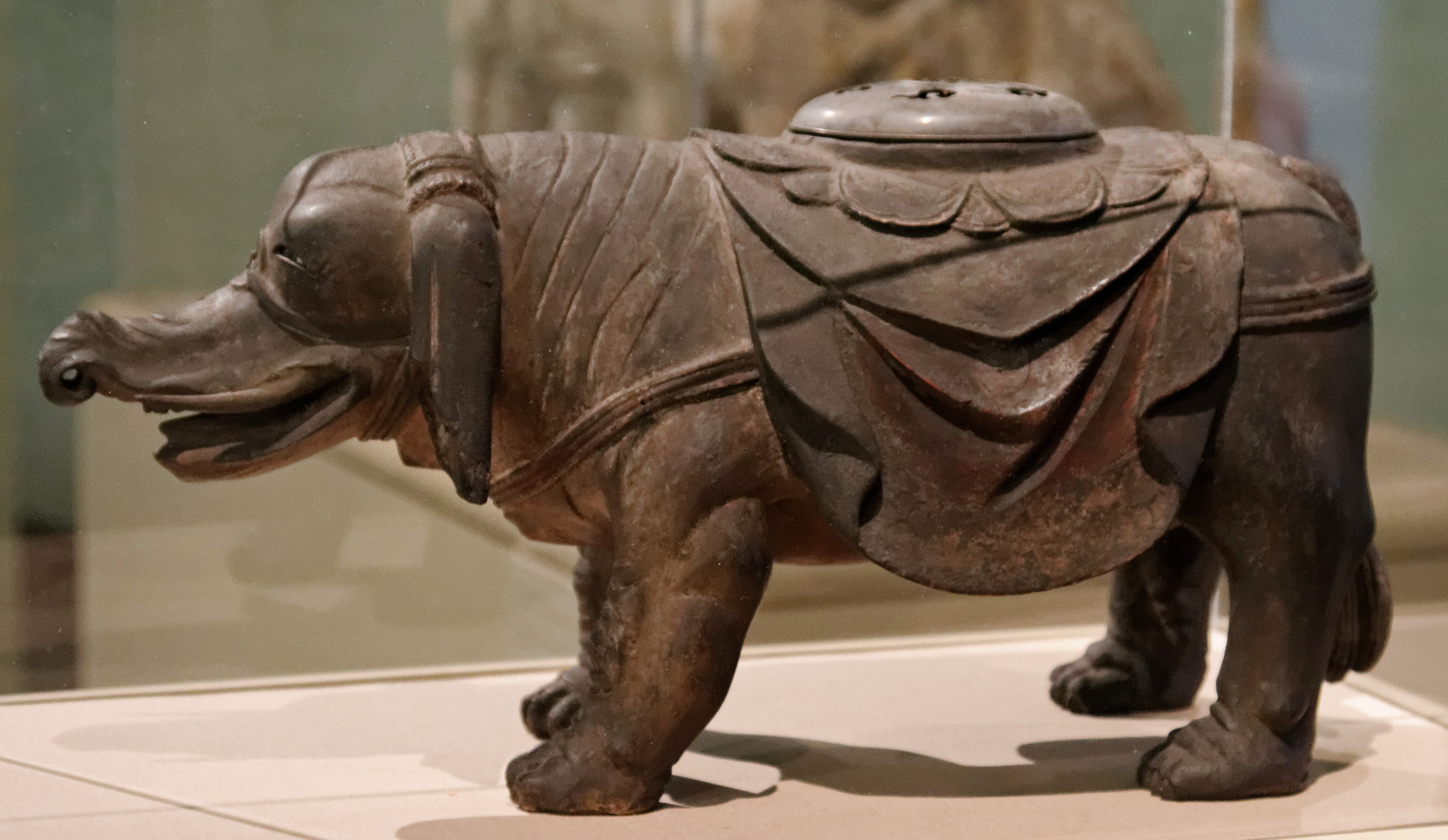
Talla en madera de un elefante. Periodo Kamakura (ca. 1250).
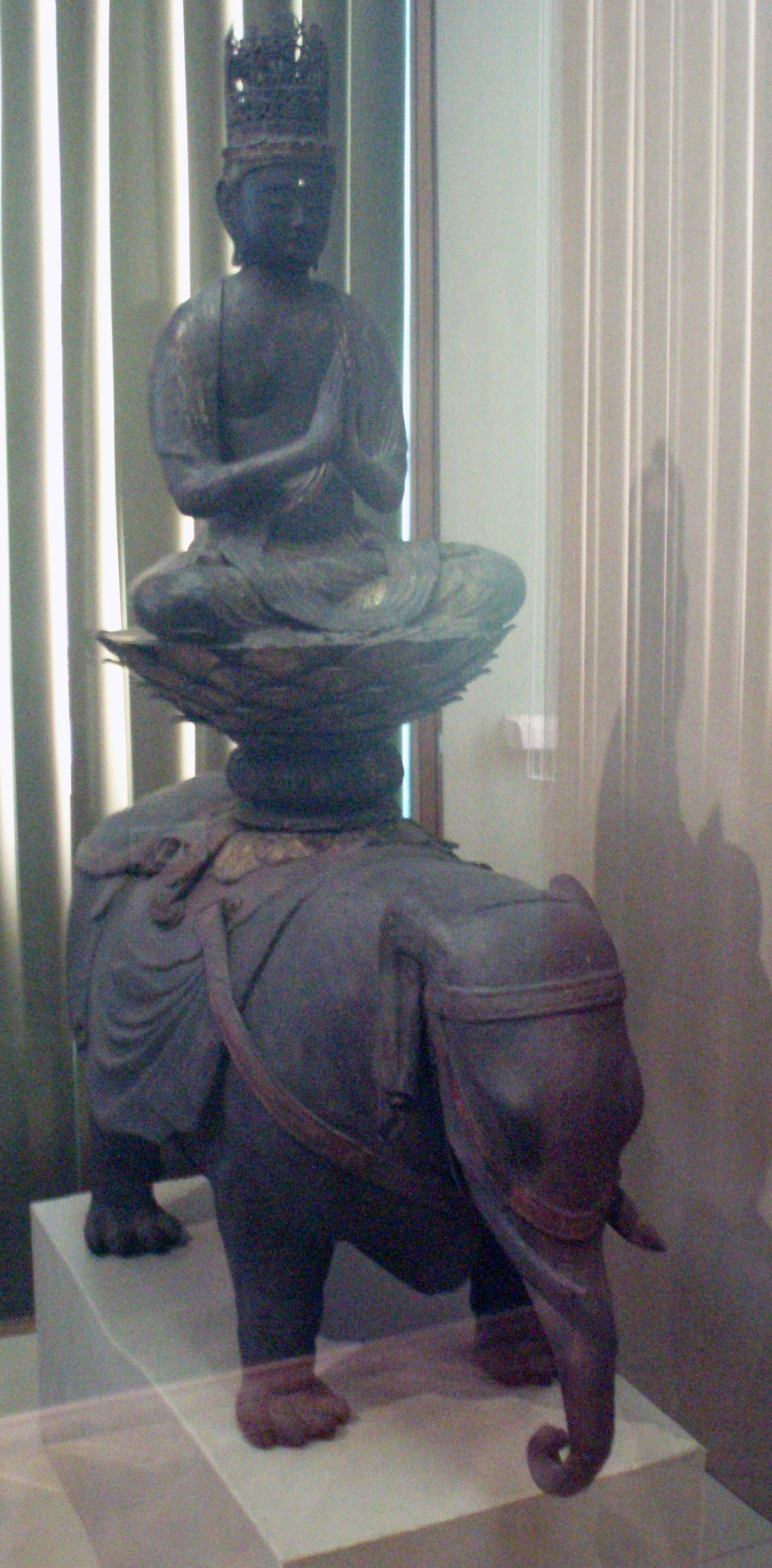
Buda sobre un elefante. Periodo Heian.

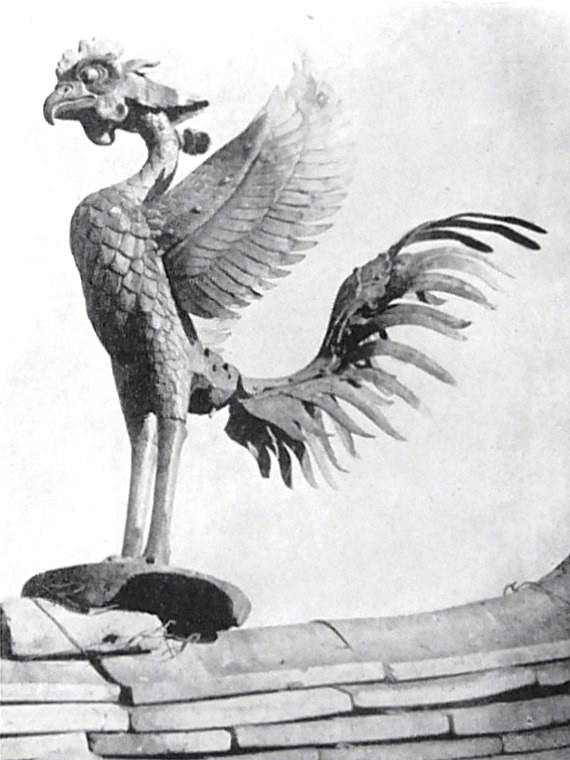
Escultura de bronce del tejado de Byōdō-in, Uji, Kyoto. Periodo Heian (ca. 1053).
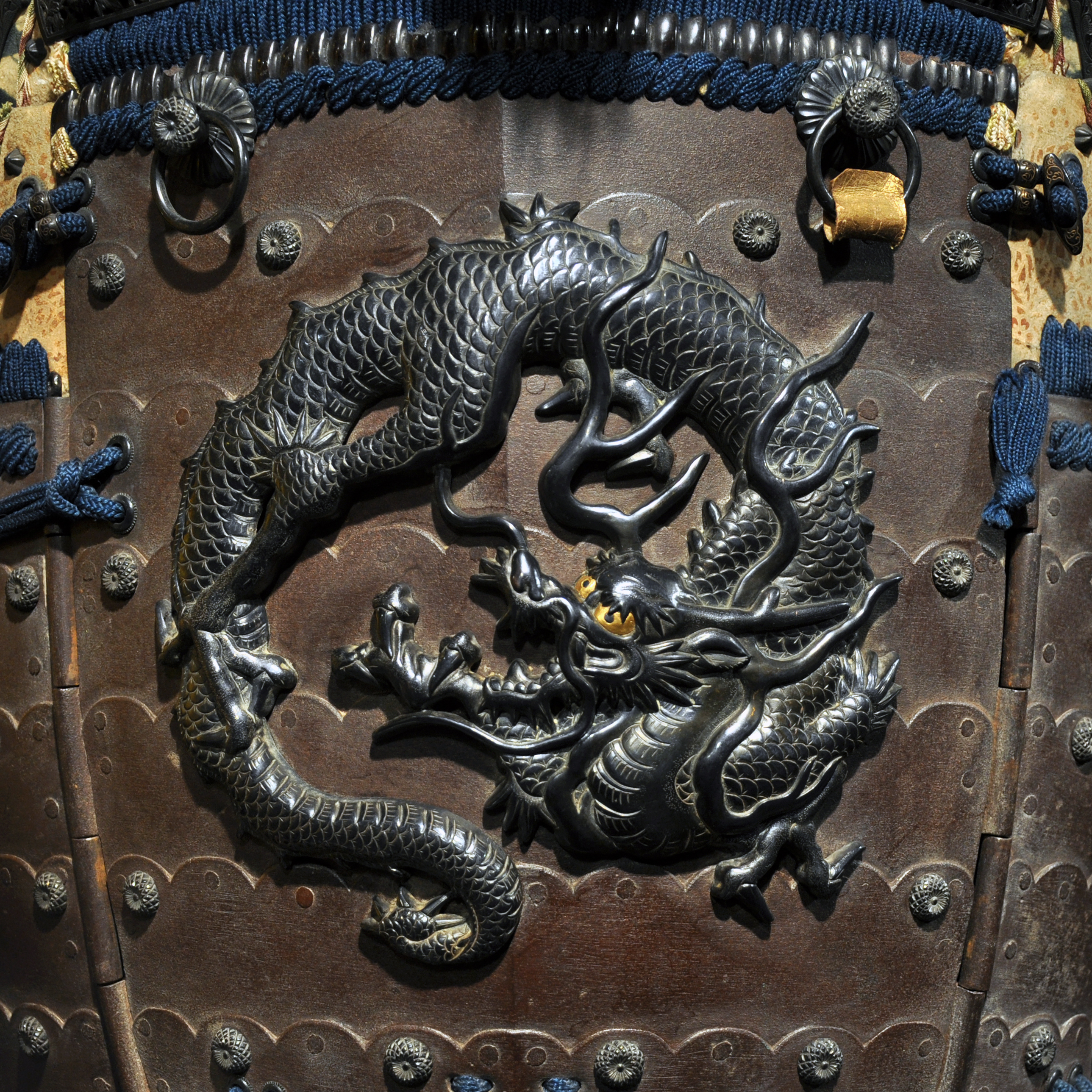
Armadura de samurái con un dragón en relieve. Periodo Edo (siglo XVIII).
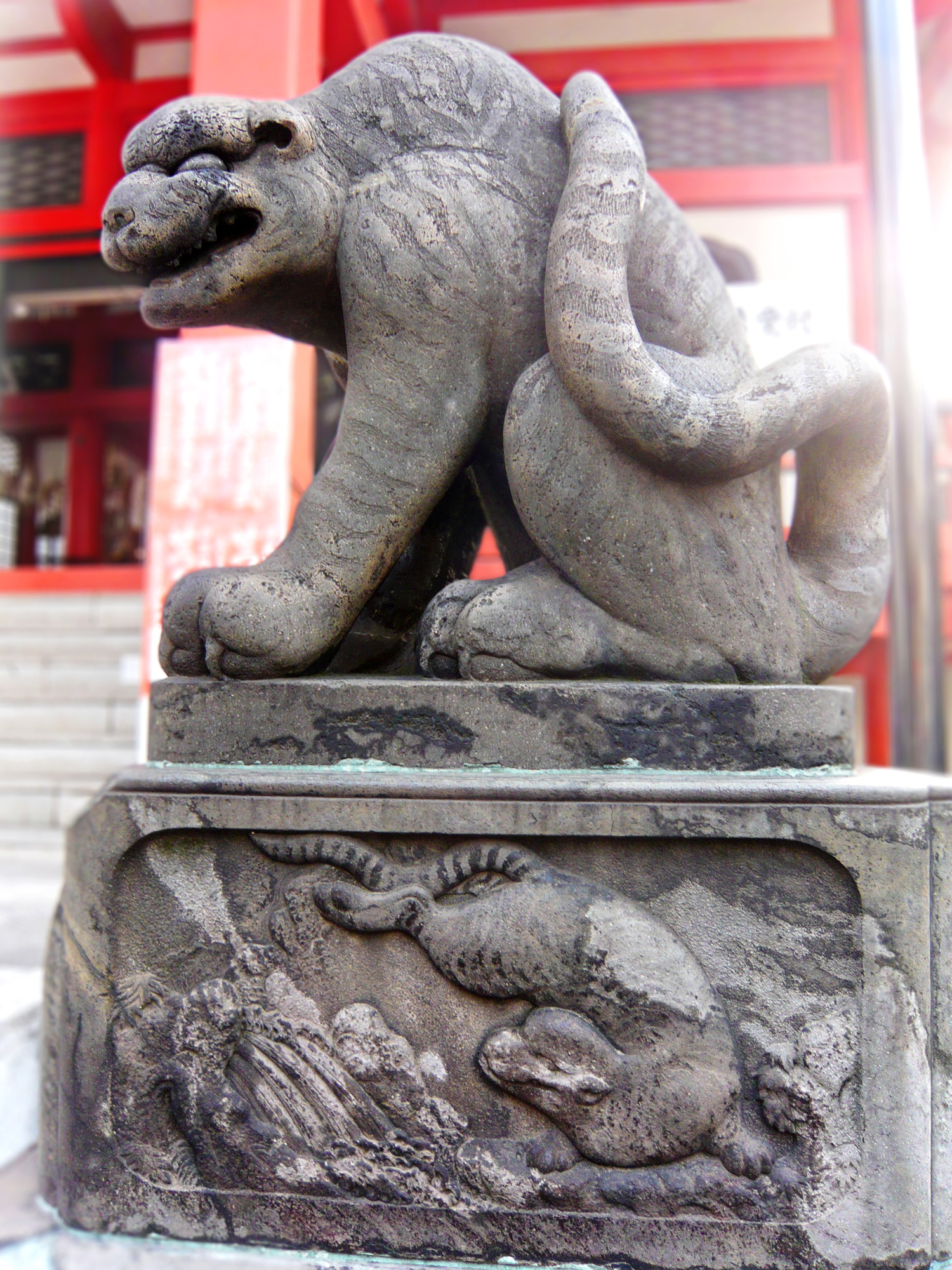
Koma-tora, tigre guardián de las puertas (en bulto redondo sobre el pedestal y en relieve en el pedestal). Templo Zenkokuji, Kagurazaka, Shinjuku, Tokyo. Periodo Edo.
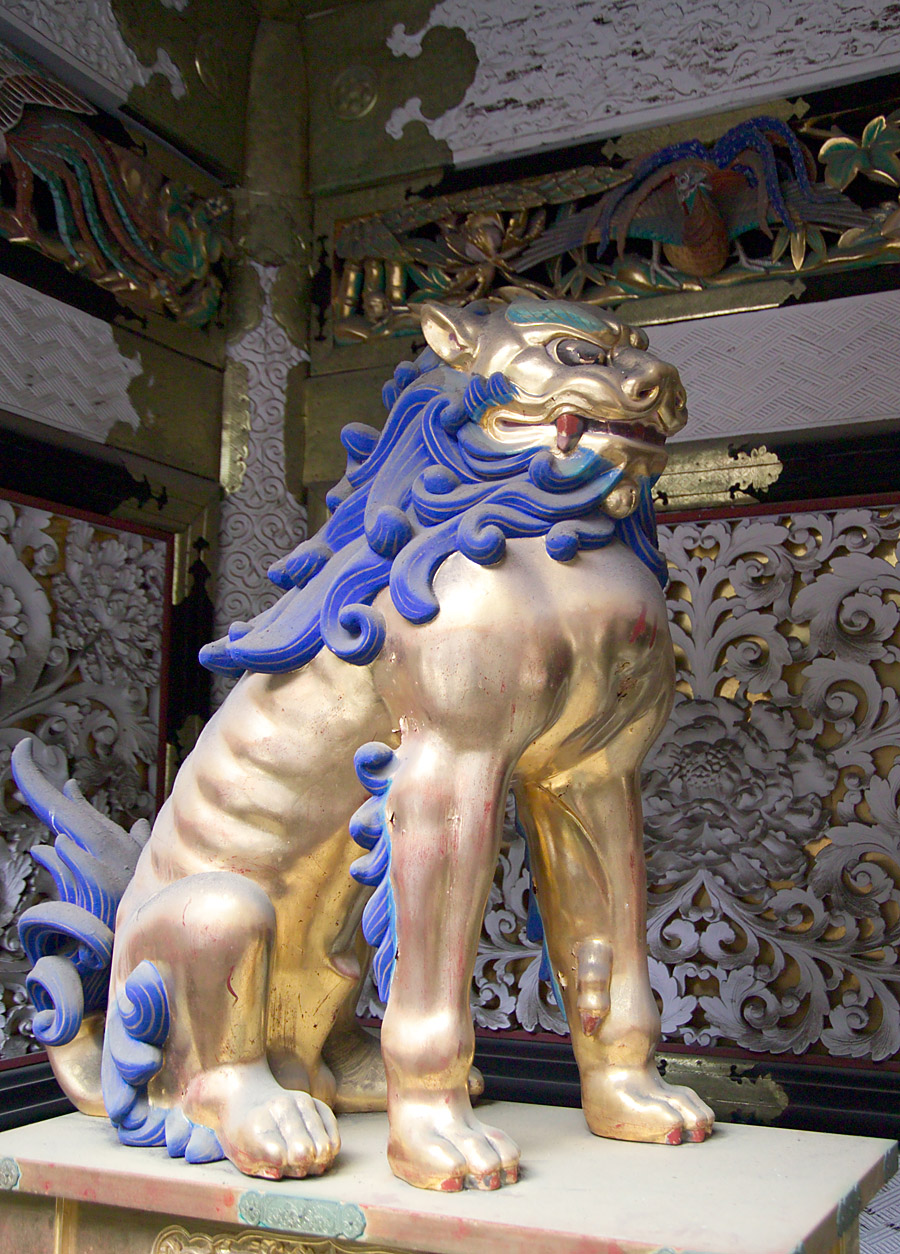
Komainu, león guardián de las puertas (madera policromada). Templo Yomeimon, Toshogu, Nikko, Tochigi. Periodo Edo.

#### Otras cultura eurasiáticas
Desde Europa Oriental hasta Siberia, pasando por las estepas de Asia Central, un conjunto numeroso y enigmático de pueblos (tracios, escitas, partos, cimerios, hunos, pueblos túrquicos, etc.), compartían a grandes rasgos una forma de vida nómada basada en la ganadería y la monta del caballo; lo que hizo de las representaciones animalísticas una parte central de sus artes figurativas, con una gran abundancia de joyas zoomorfas; hasta tal punto que se habla de un estilo animal.

Placa de oro escita (siglo IV a. C.)
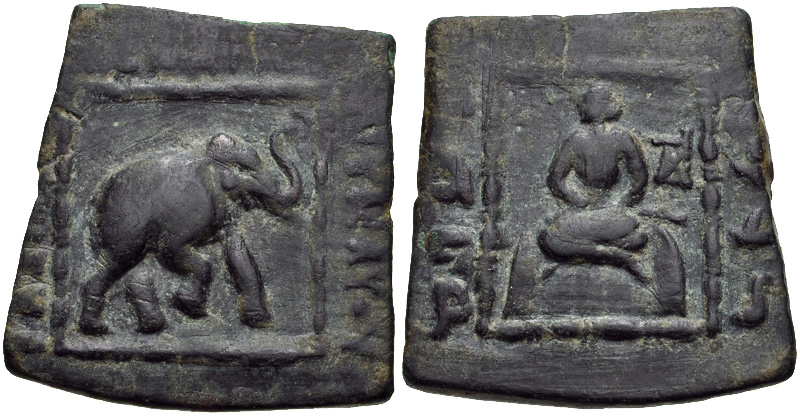
Moneda del rey indoescita Maues, con un elefante en el reverso.
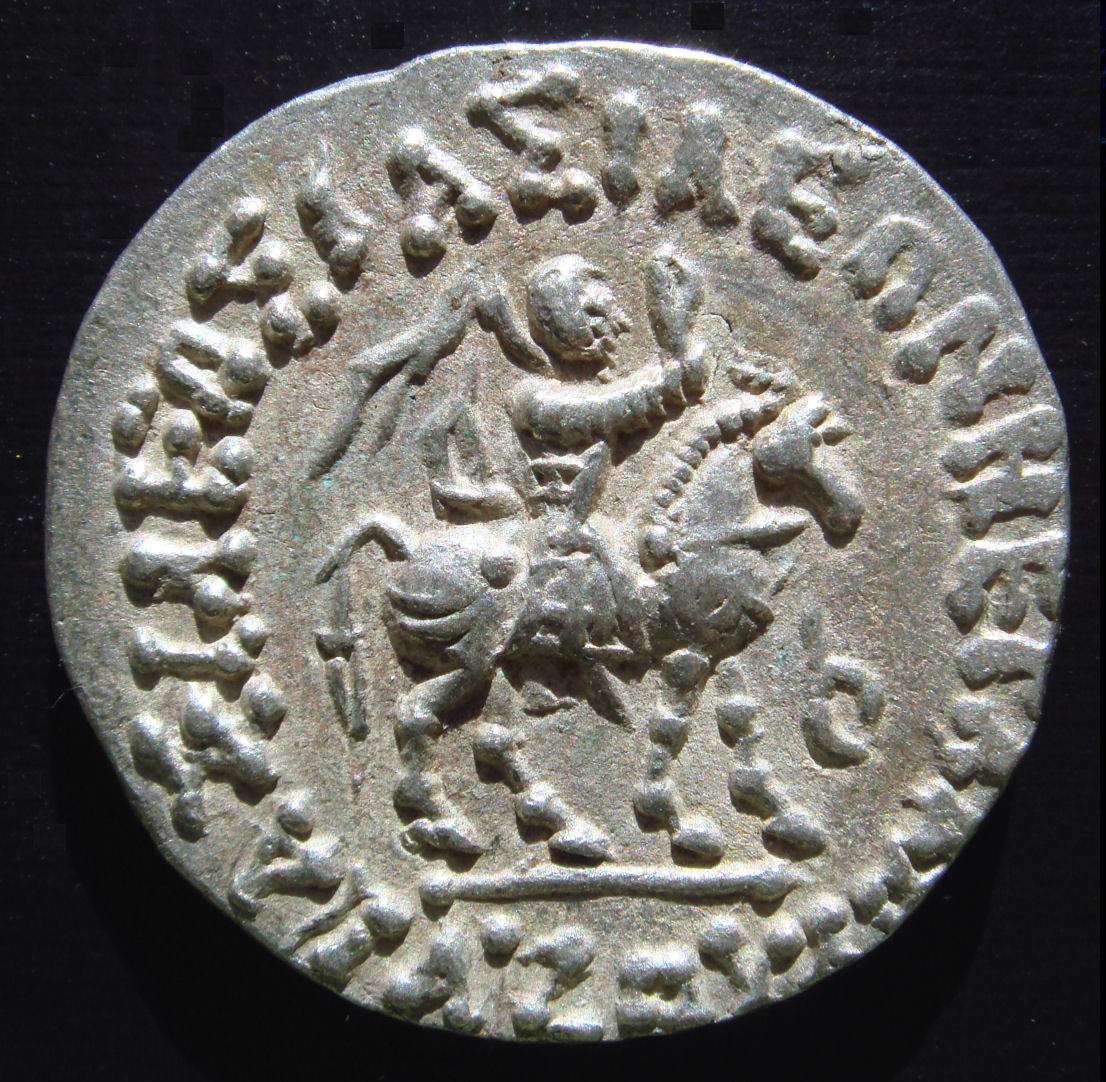
Moneda de Azes II, que se representa montado a caballo.

### Civilizaciones americanas precolombinas
Las culturas precolombinas desarrollaron artes figurativos que incluyen todo tipo de representaciones animalísticas, especialmente en escultura, orfebrería y cerámica.

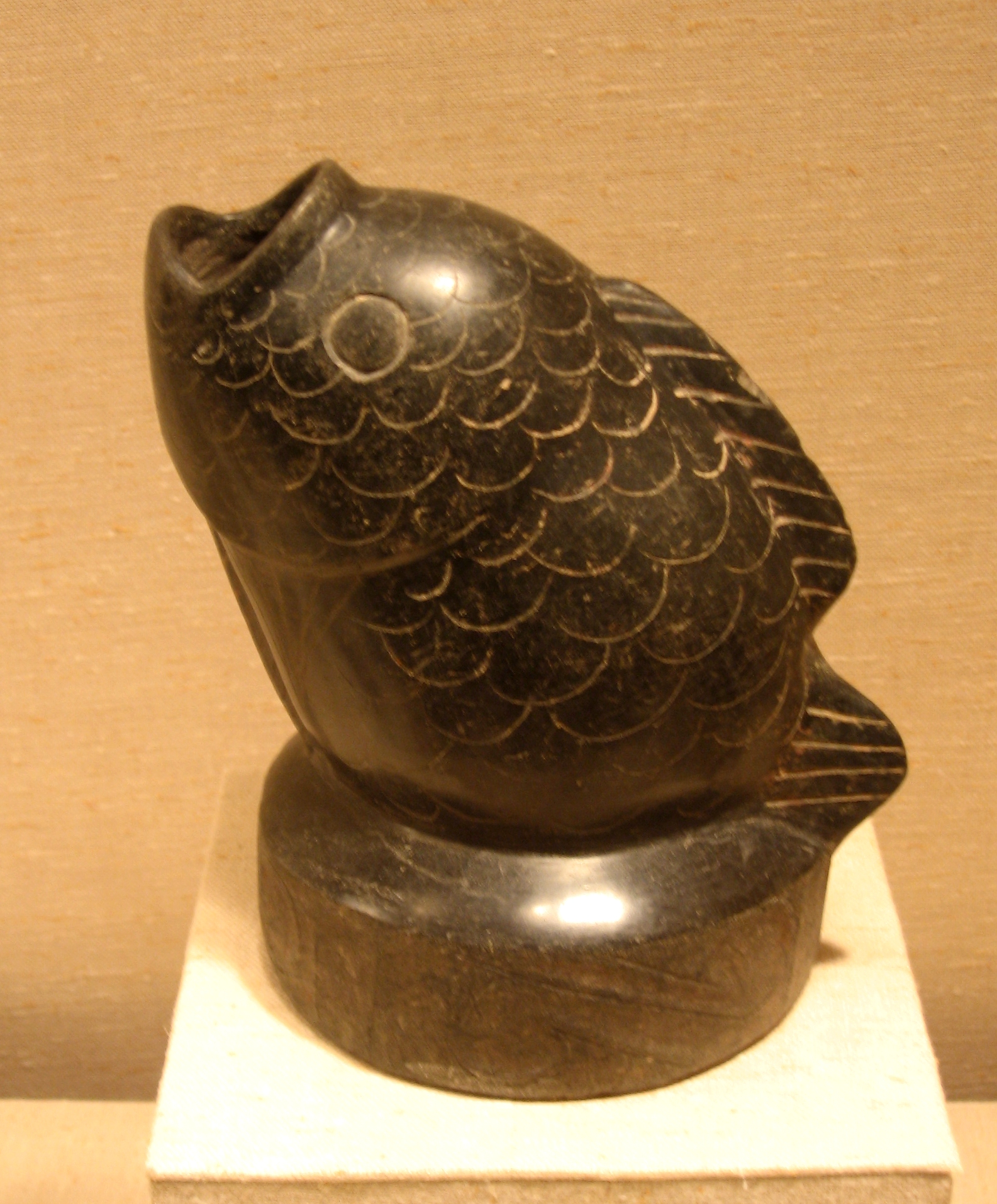
Vaso cerámico con forma de pez, cultura olmeca (siglos XII al IX a. C.)
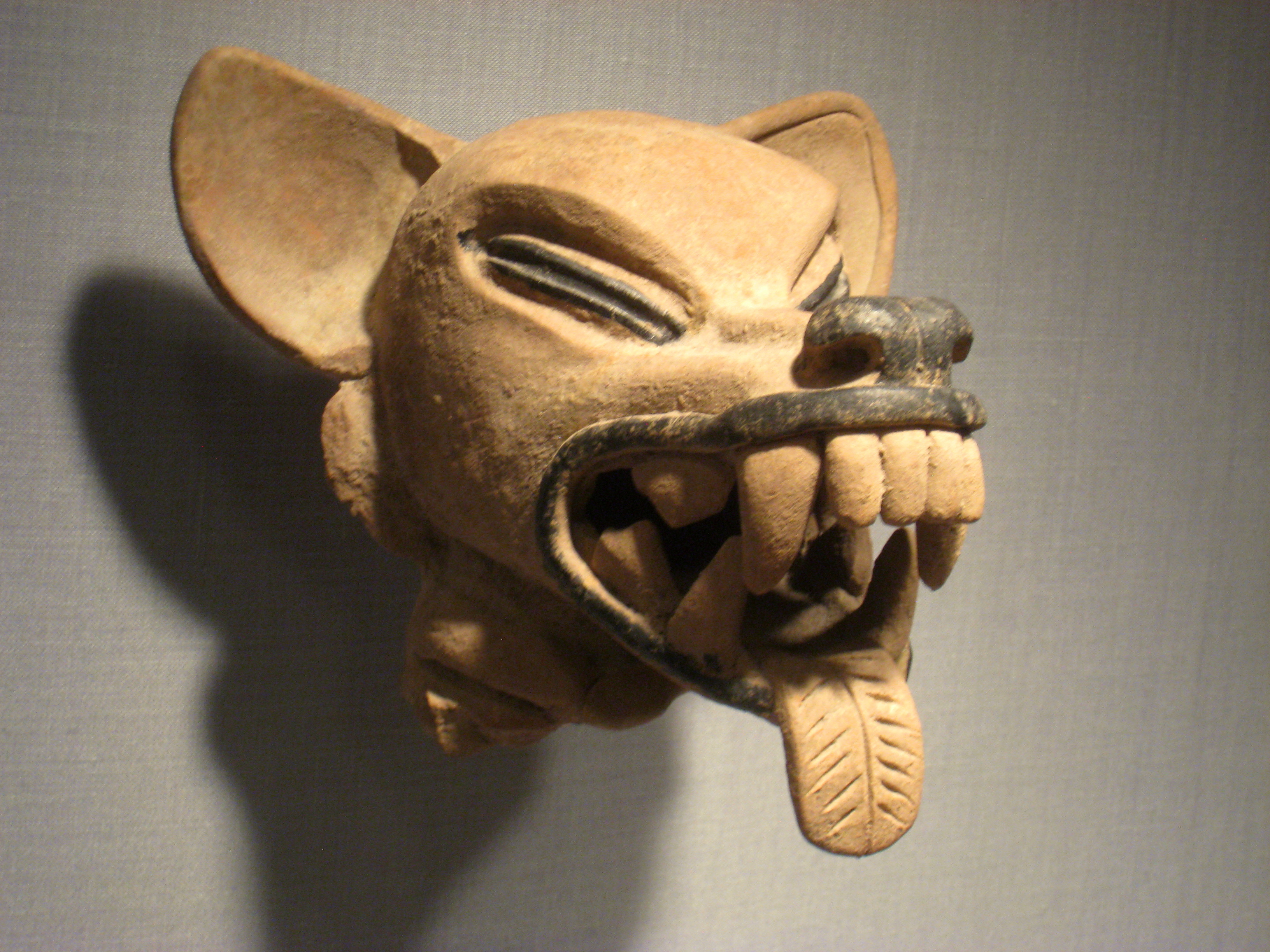
Cabeza de animal, cultura Remojadas (siglos IV al VI).
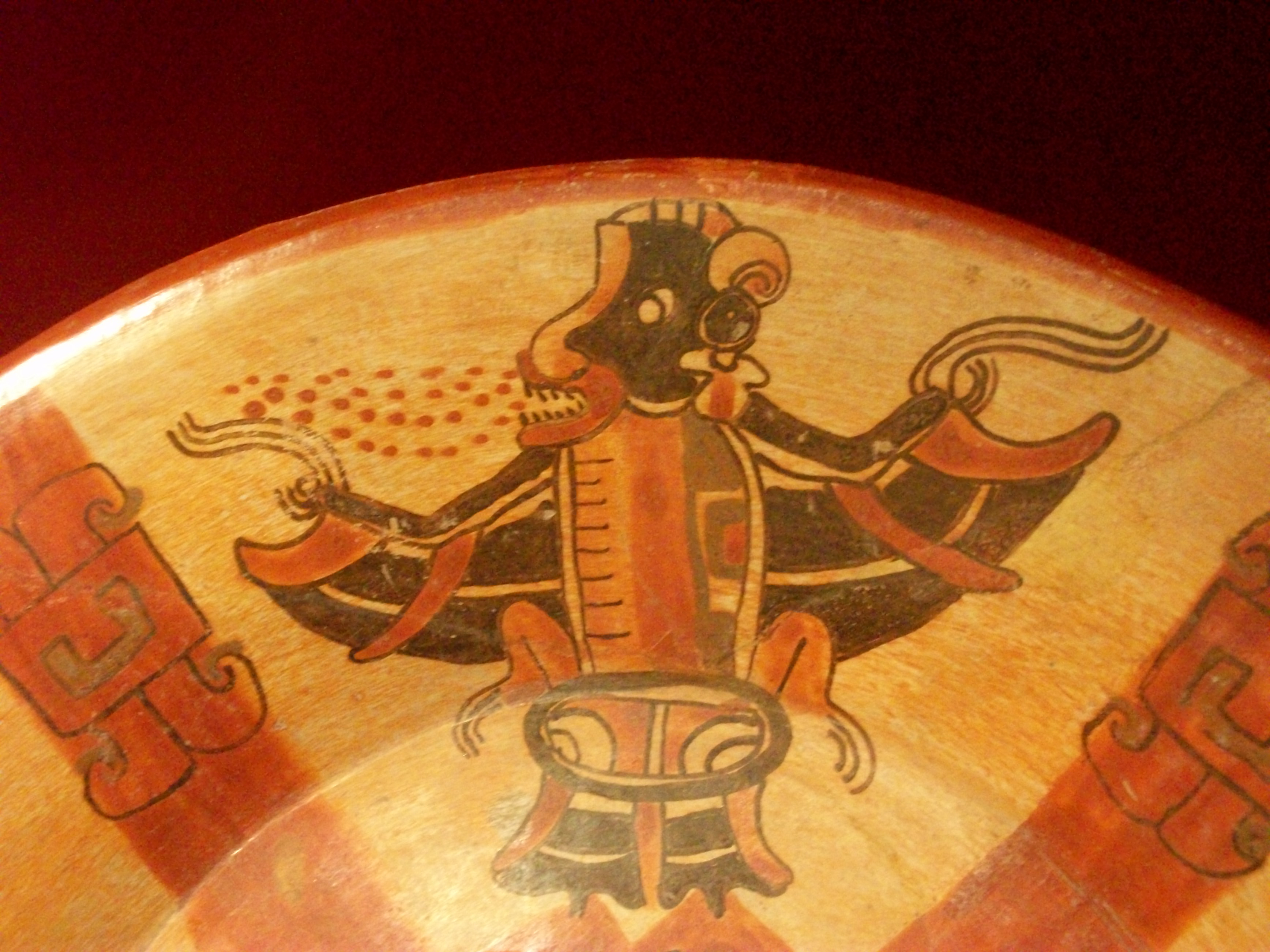
Murciélago en un plato decorado del periodo clásico, procedente de Campeche (320 a 987 d. C.), cerámica maya.
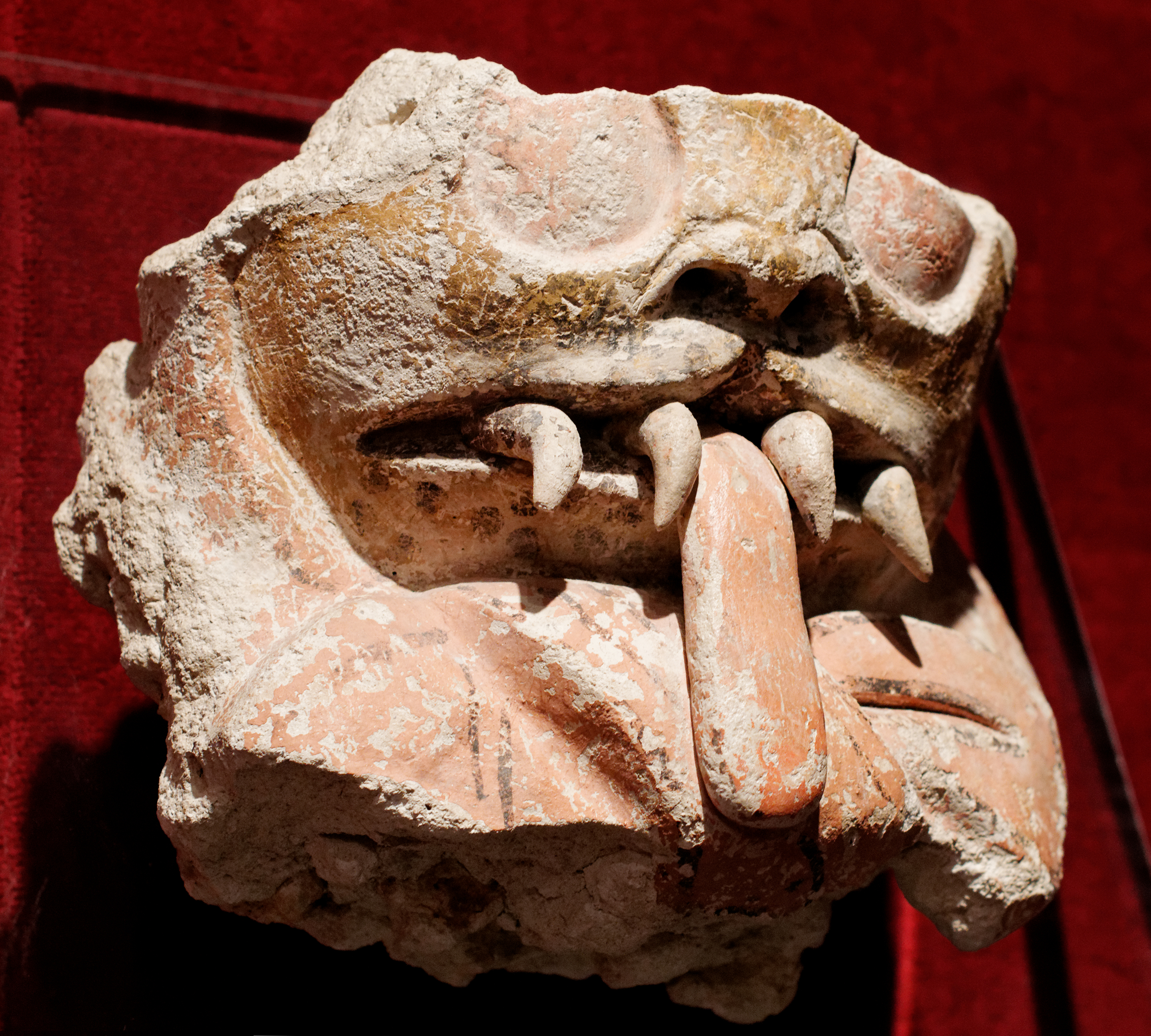
Cabeza de jaguar del periodo clásico final, procedente del Río Bec (550 a 950), escultura maya.

El símbolo totémico de los aztecas (que se representa actualmente en la bandera de México) era un águila que come una serpiente sobre un nopal. Muy difundida estuvo la iconografía de serpiente emplumada, con el nombre azteca de Quetzalcoatl o el maya de Kukulkán.

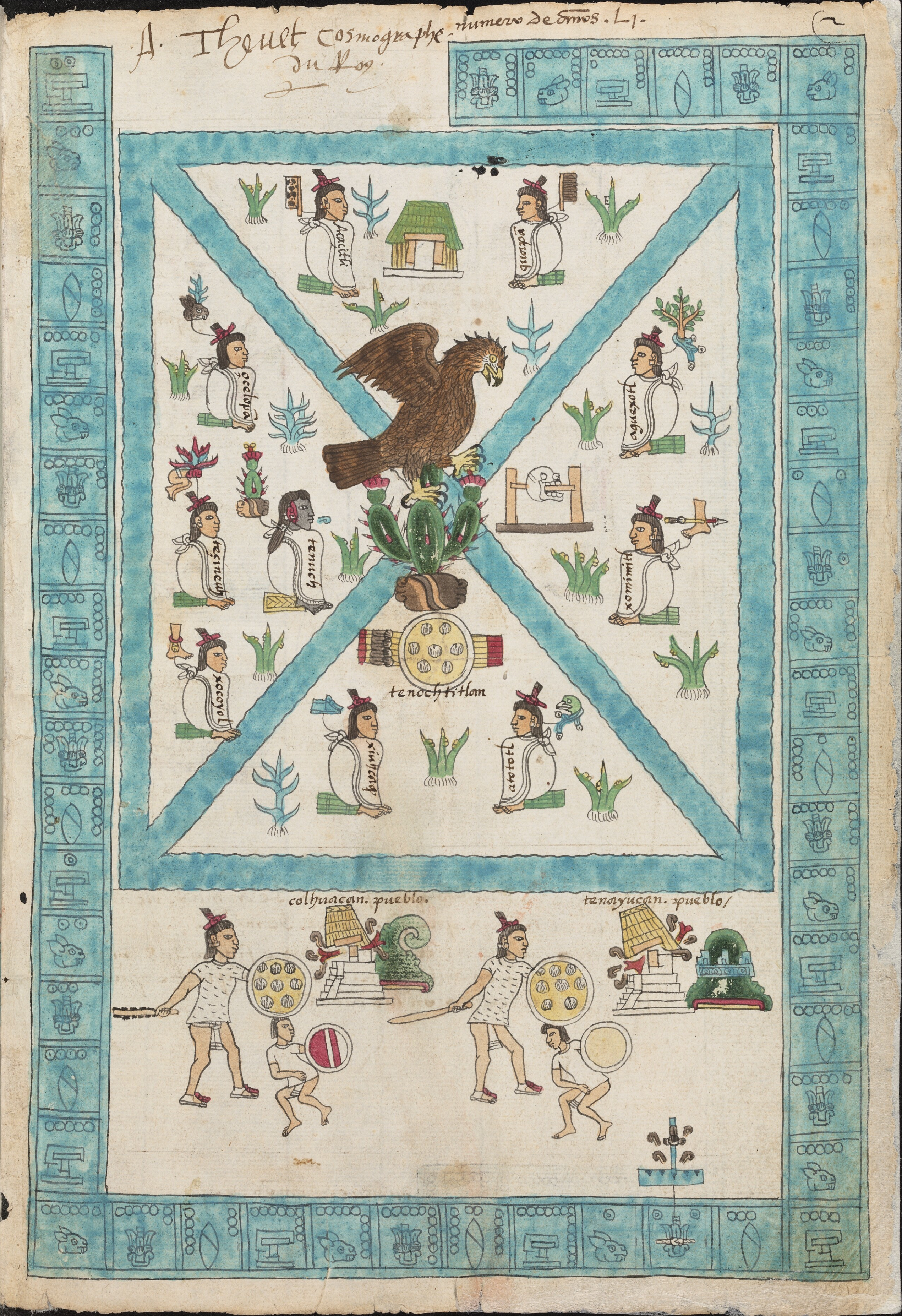
Símbolo de Tenochtitlán representado en el Códice Mendoza.
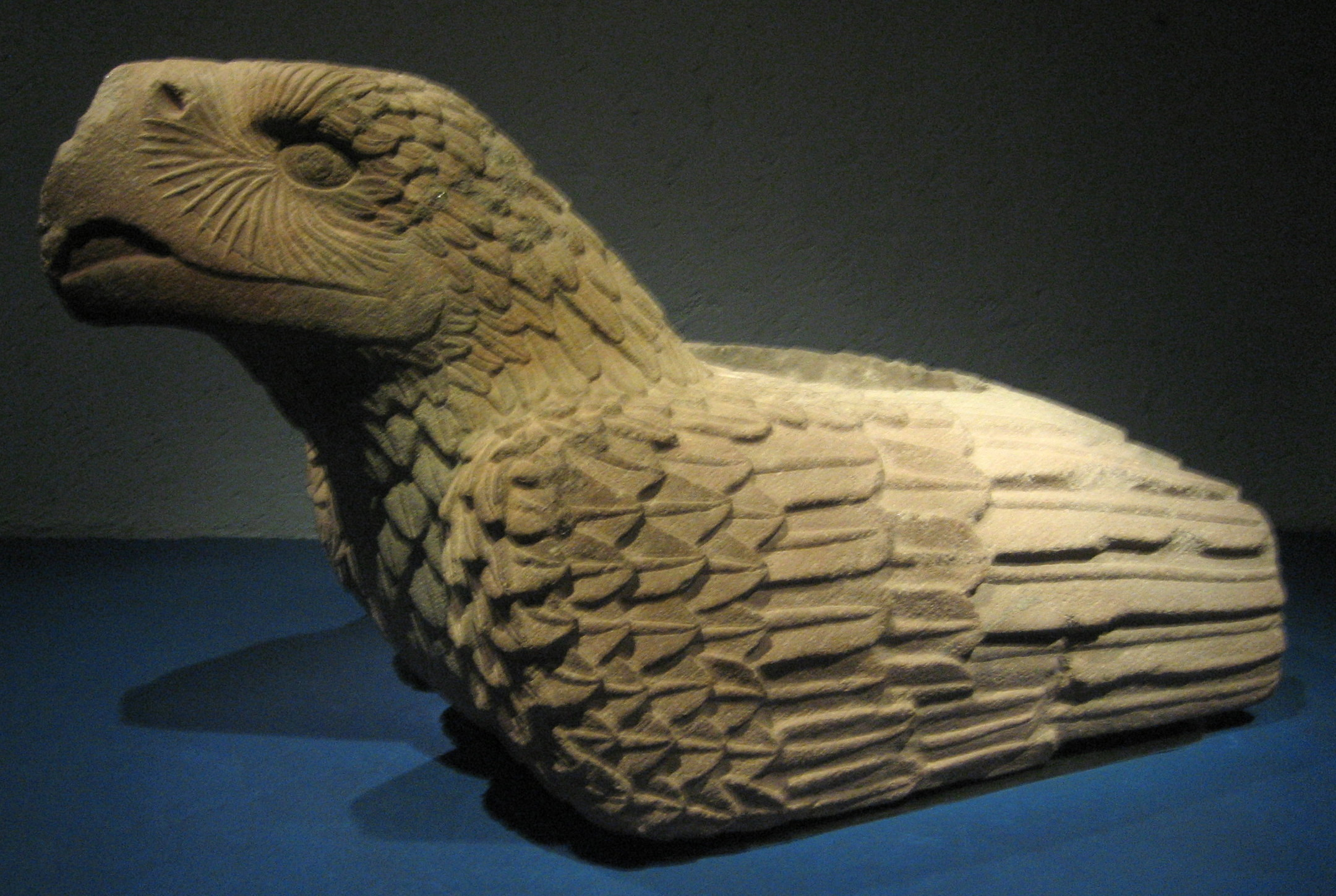
Cuauhxicalli en forma de águila.
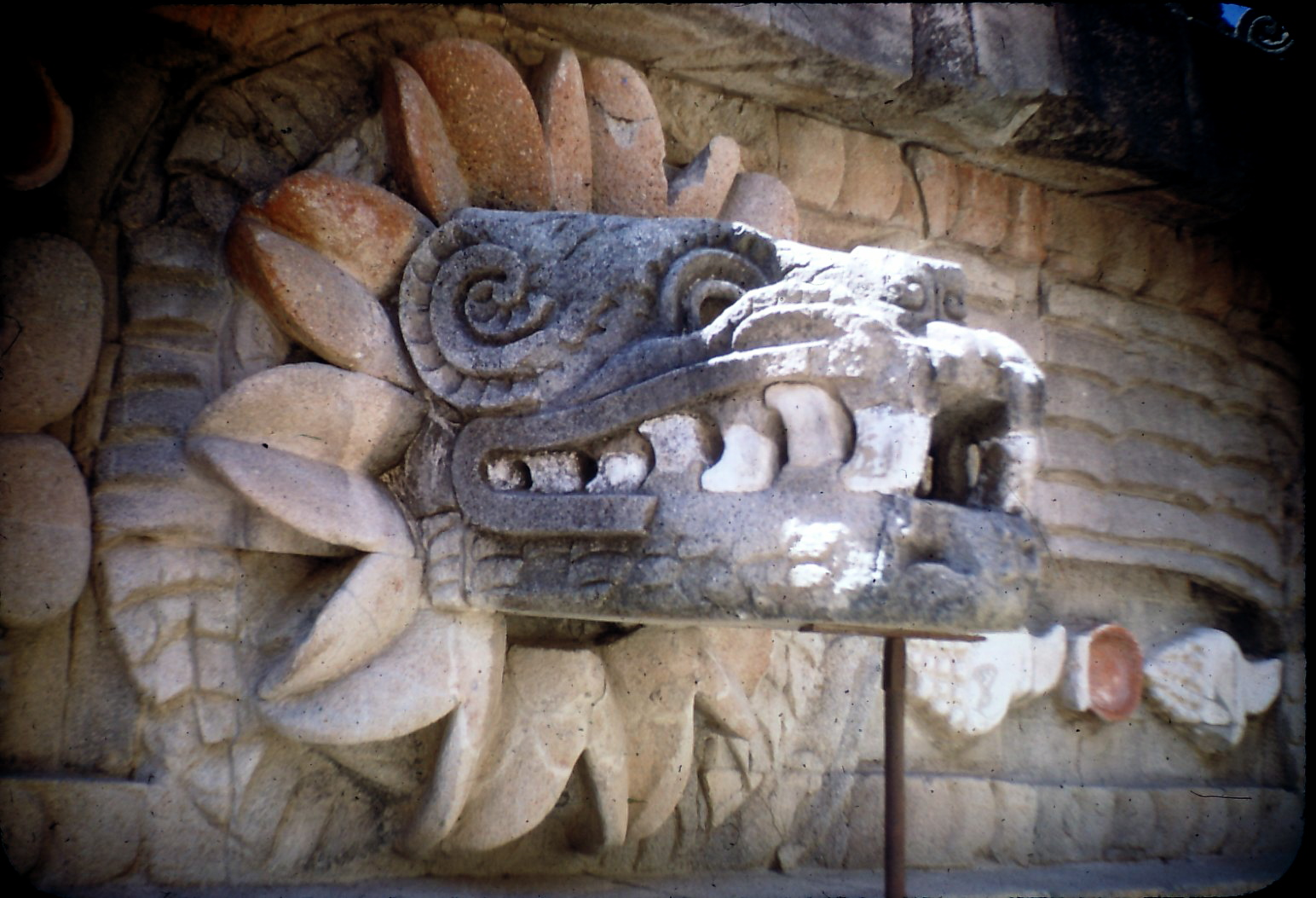
Quetzalcoatl en el Templo Mayor de Tenochtitlán.
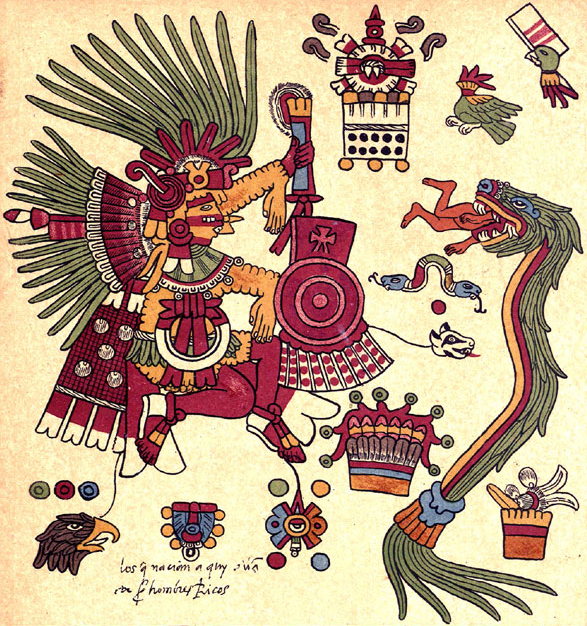
Kukulkán en el Codex Borbonicus.

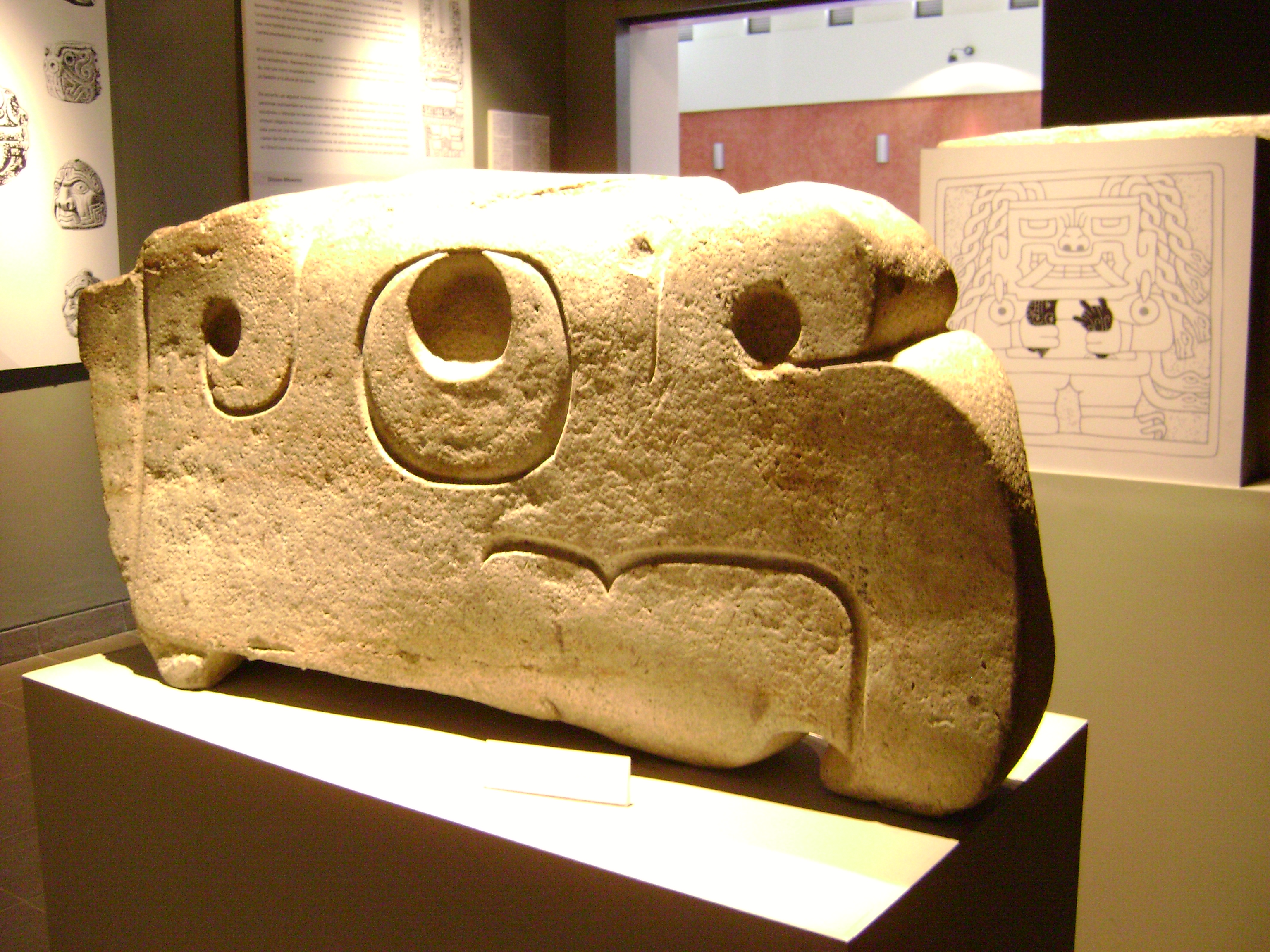
Cabeza de cóndor, cultura Chavín (siglo XII a III a. C.)
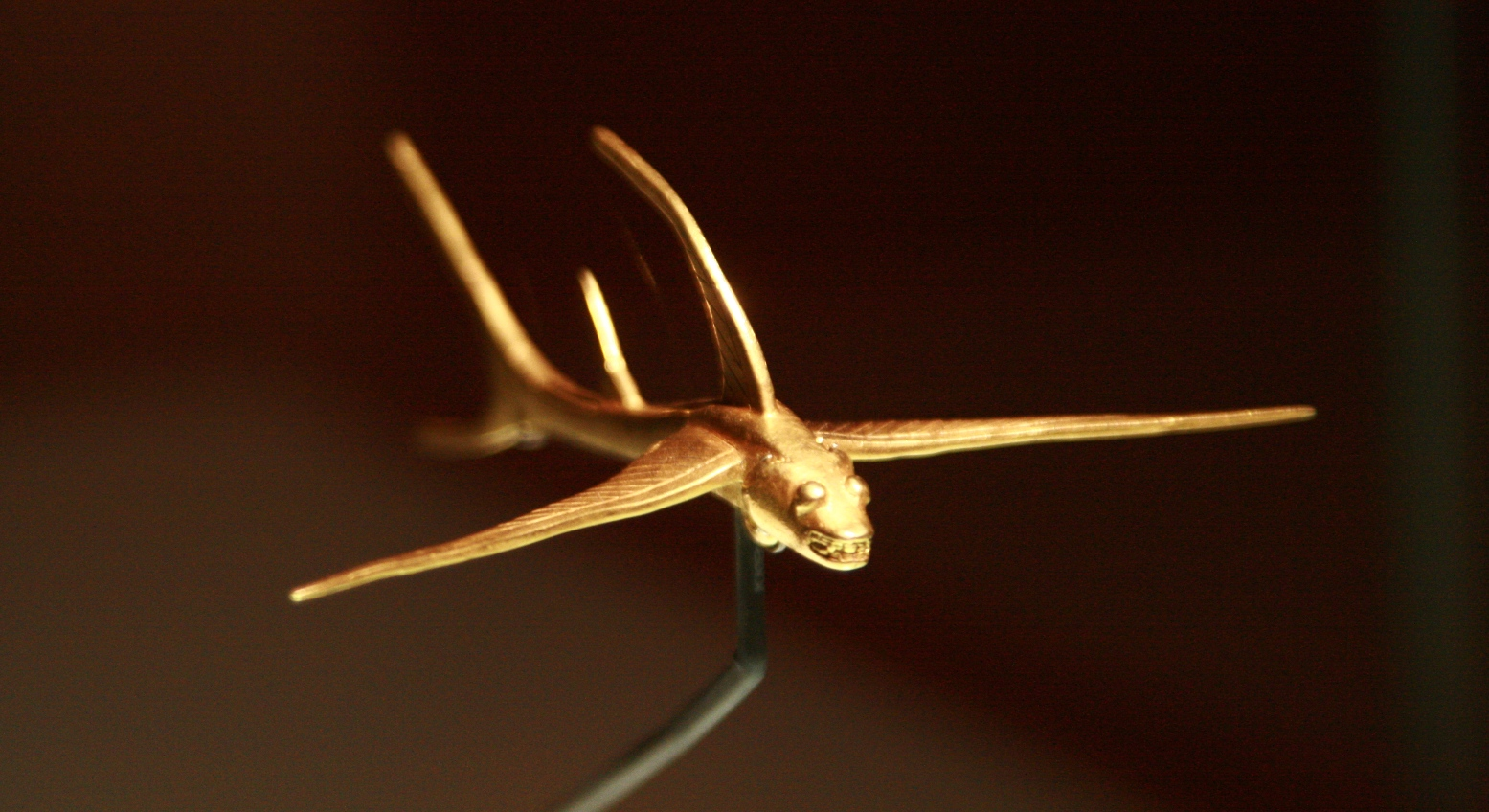
Pez de oro procedente del cultura San Agustín (siglos I al IX).
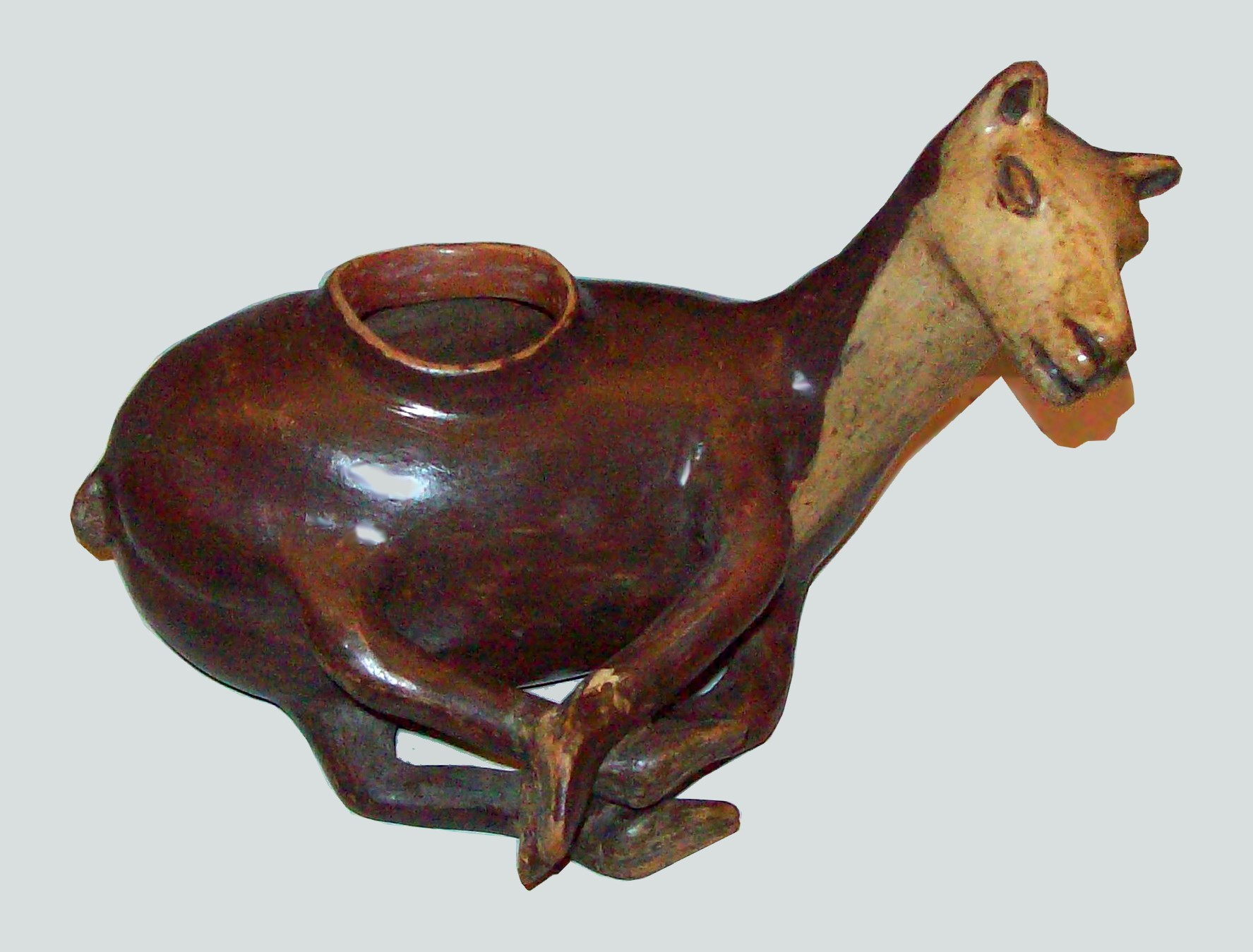
Vasija de cerámica con forma de llama, cultura chimú.
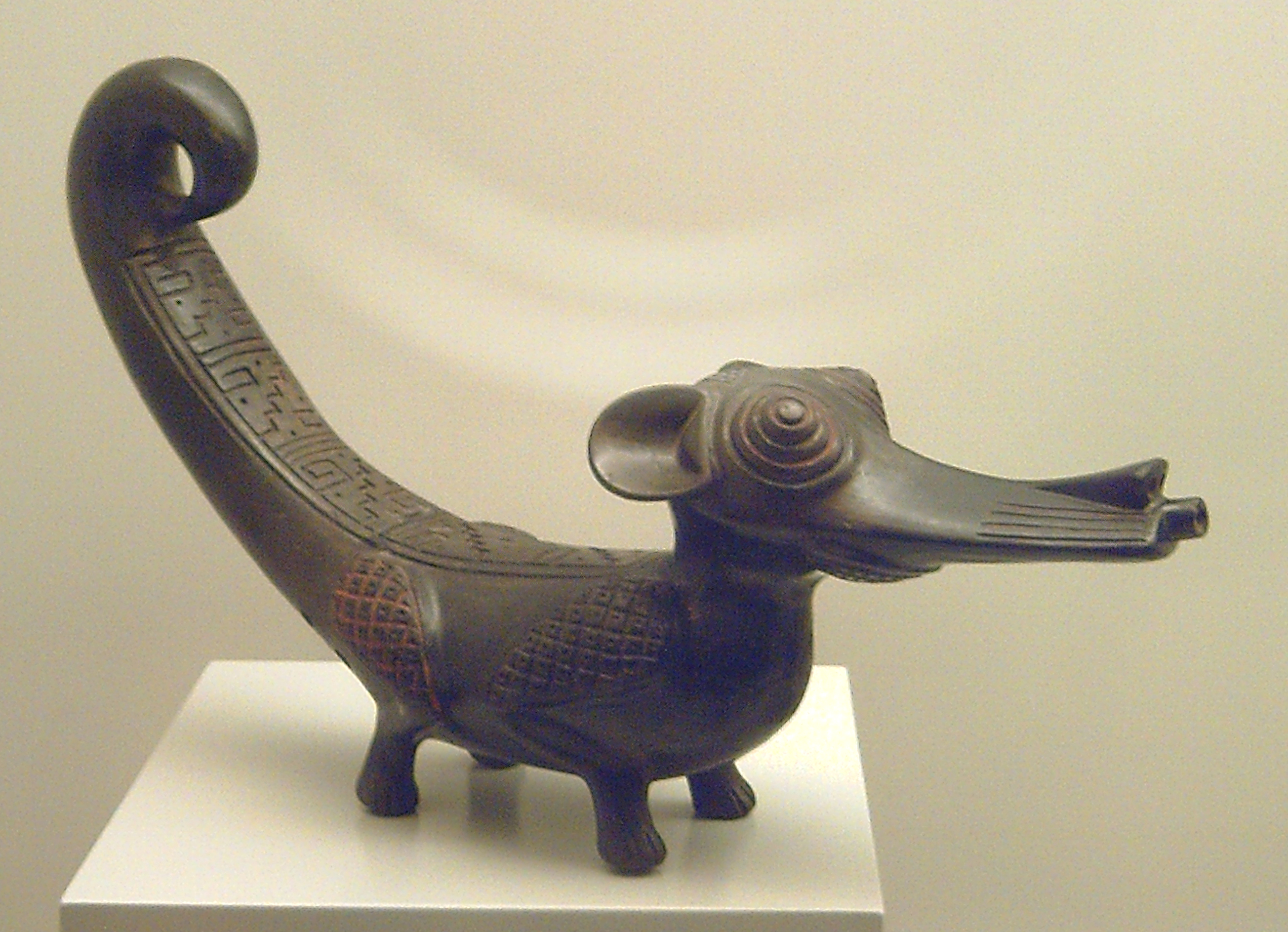
Recipiente cerámico con forma de animal (identificado como caimán o como coatí) procedente de Cuzco, cultura chimú-inca (siglo XV).

Las líneas de Nazca son un excepcional ejemplo de geoglifos animalísticos (araña, mono, colibrí, etc.)

### Edad Media

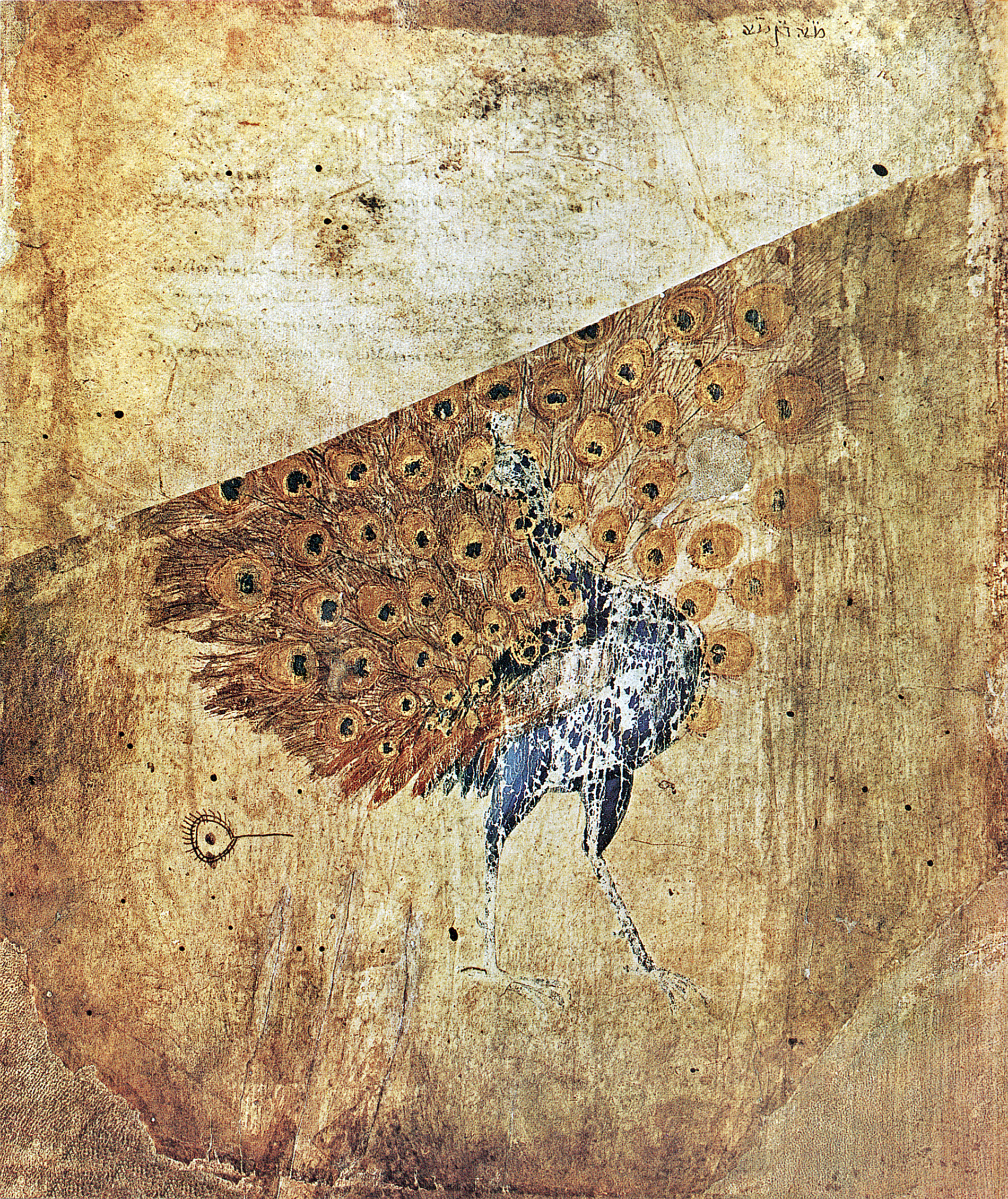
Pavo, ilustración del Dioscórides de Viena (antes del 512).
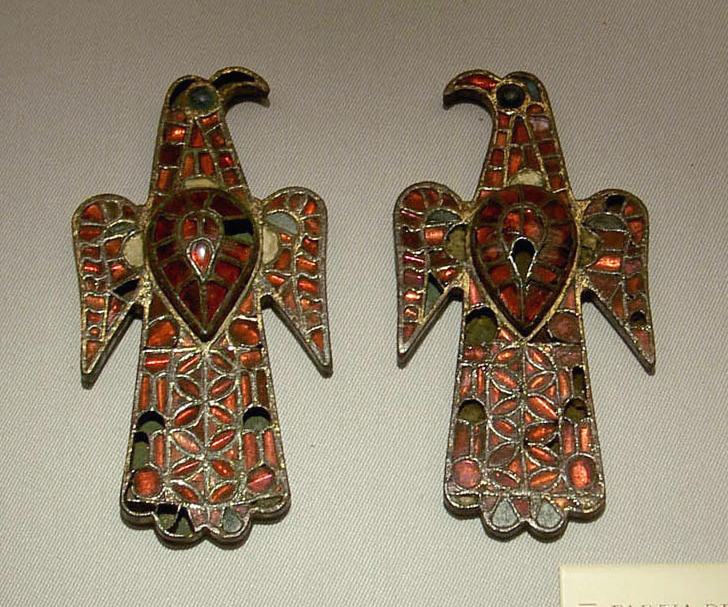
Fíbulas aquiliformes de Alovera, orfebrería visigoda (siglo VI).
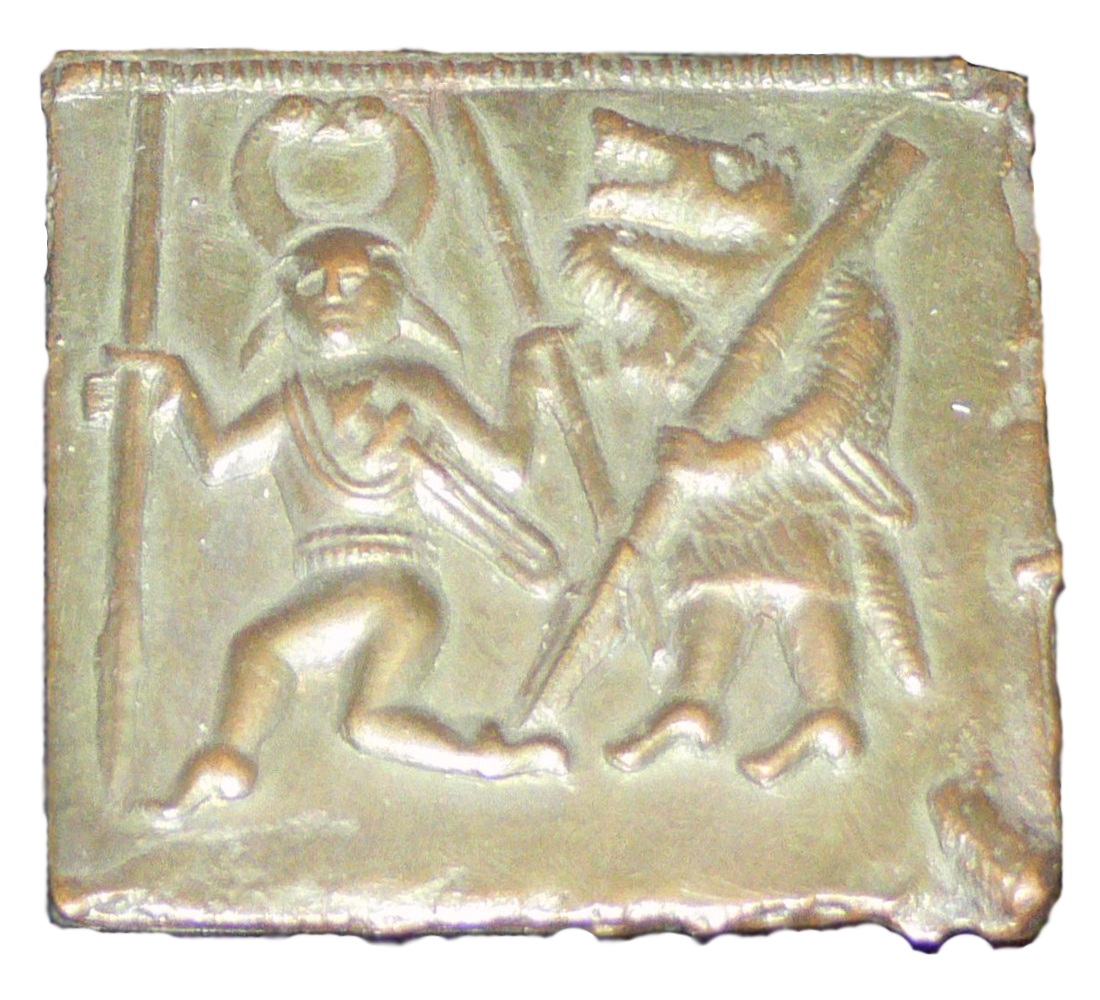
Tierkieger (siglo VI).
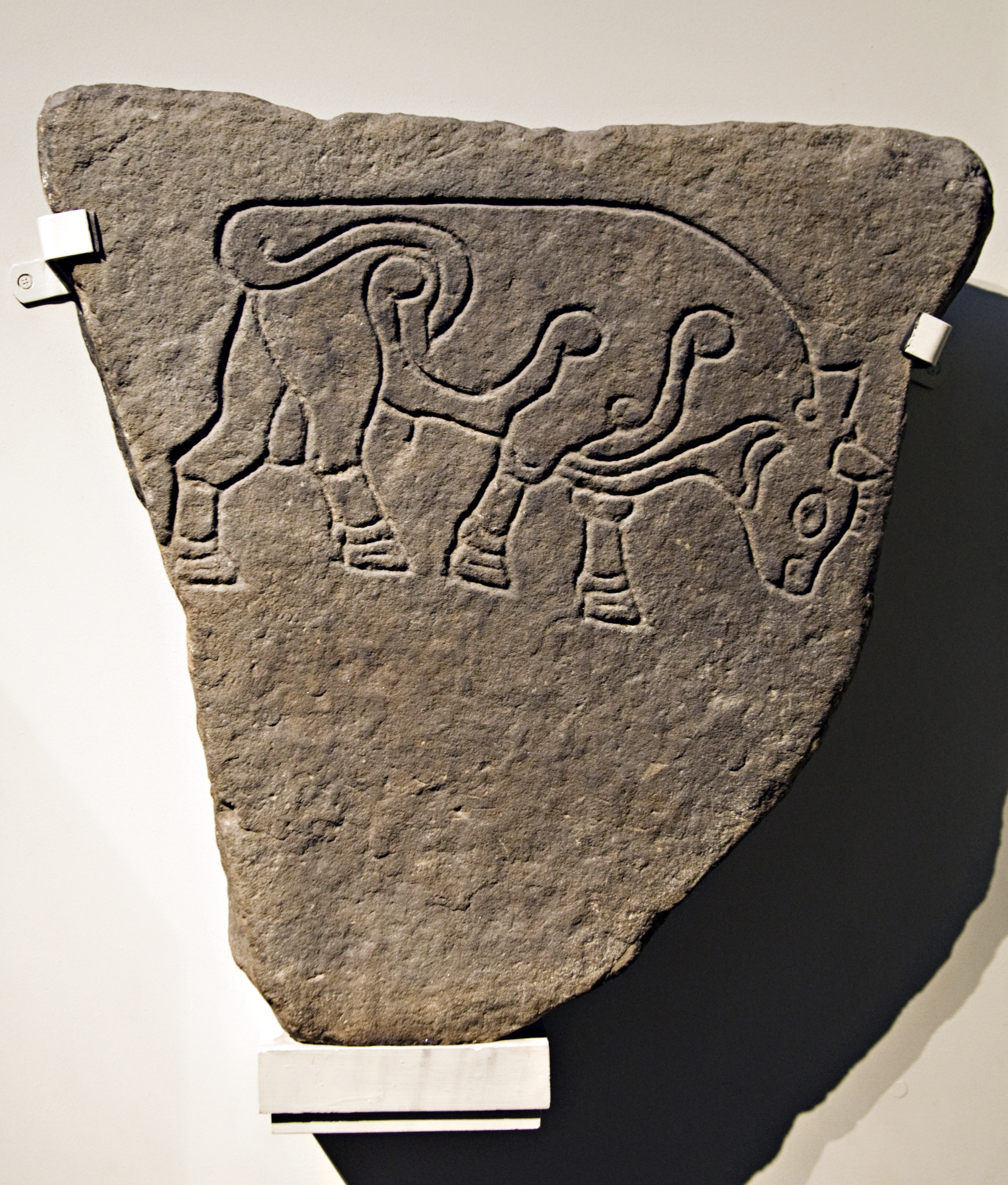
Toro Burghead, cultura celto-picta (siglo VII).
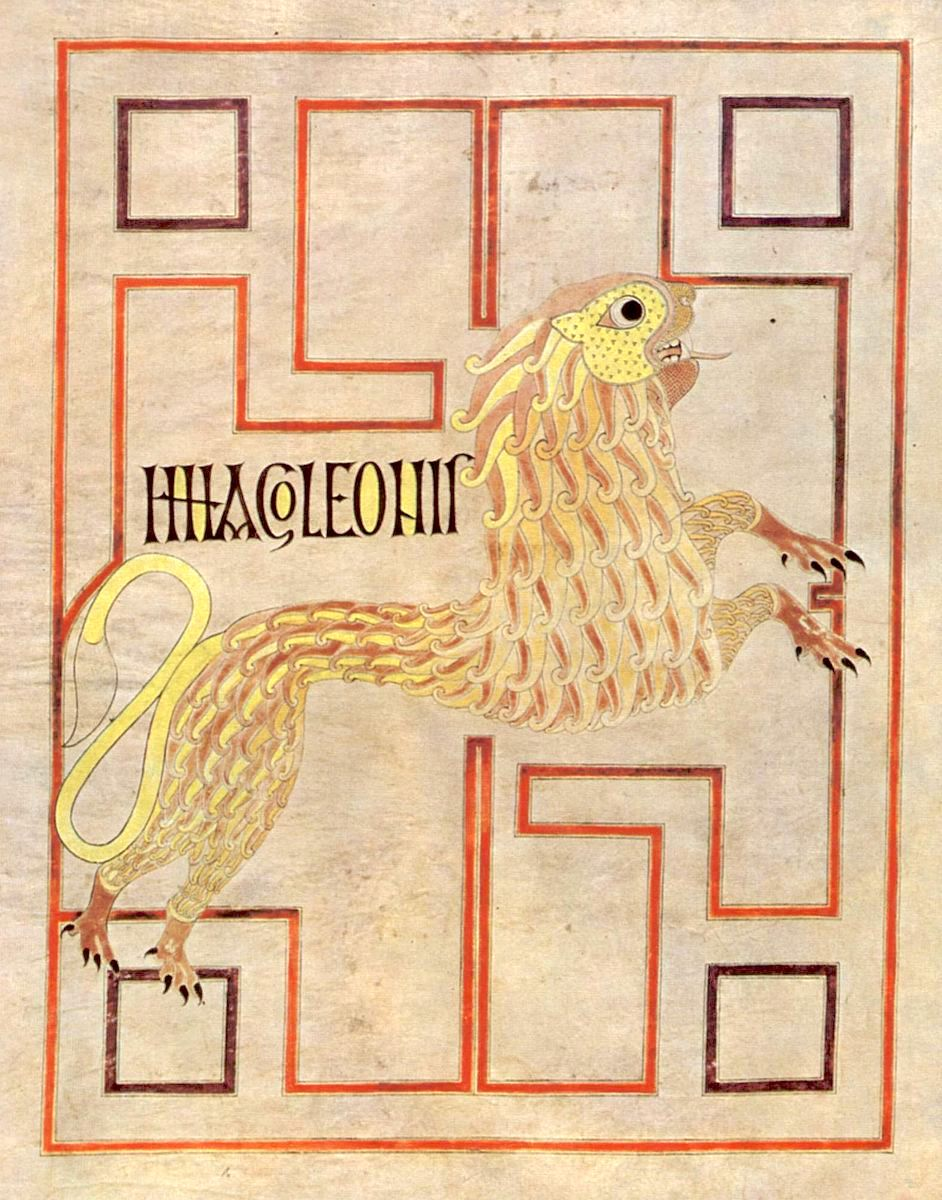
León de San Marcos en el Evangeliario de Echternach, arte hiberno-sajón (ca. 690).
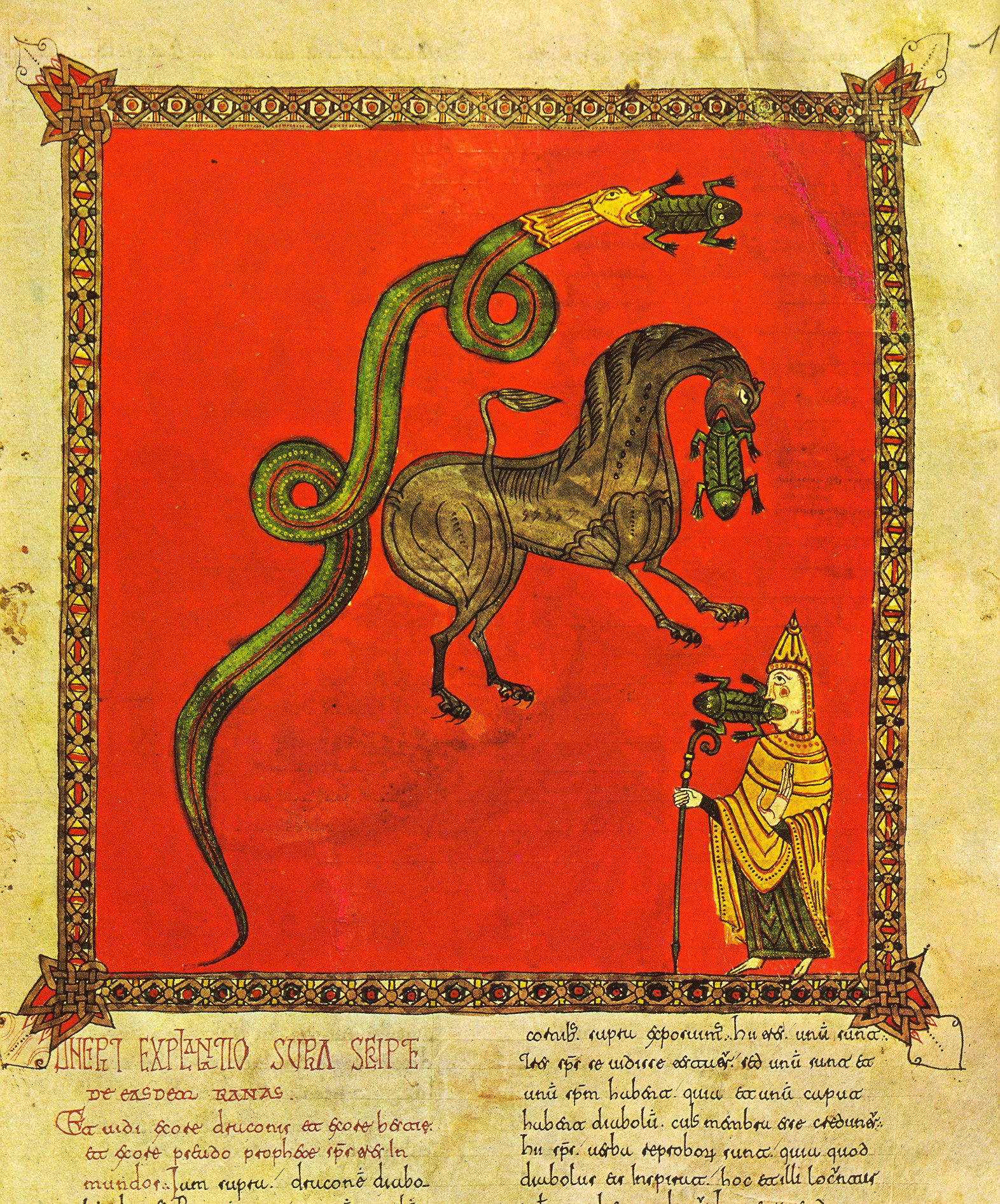
Las ranas del Apocalipsis en el Beato de Osma (ca. 1086), uno de los ejemplares de los Comentarios al Apocalipsis de Beato de Liébana.

La época de las invasiones produjo una retracción de la cultura urbana clásica, y la ruralización de Occidente, sometido a las invasiones. Las representaciones animalísticas fueron habituales en el arte de los pueblos germánicos, principalmente mobiliar (el tierstil o estilo animal germánico); y otros muy peculiares, como el arte insular de las islas británicas (o hiberno-sajón), muy imaginativo en la ilustración de manuscritos, cuyas formas tuvieron continuidad en los scriptorium de monasterios por toda Europa (como los hispánicos, famosos por sus Beatos —arte mozárabe—).

#### Iconografía cristiana

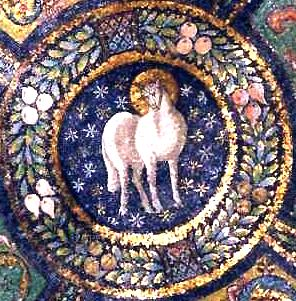
Agnus Dei ("cordero de Dios" o cordero místico), mosaico bizantino de la iglesia de San Vital de Rávena (547).
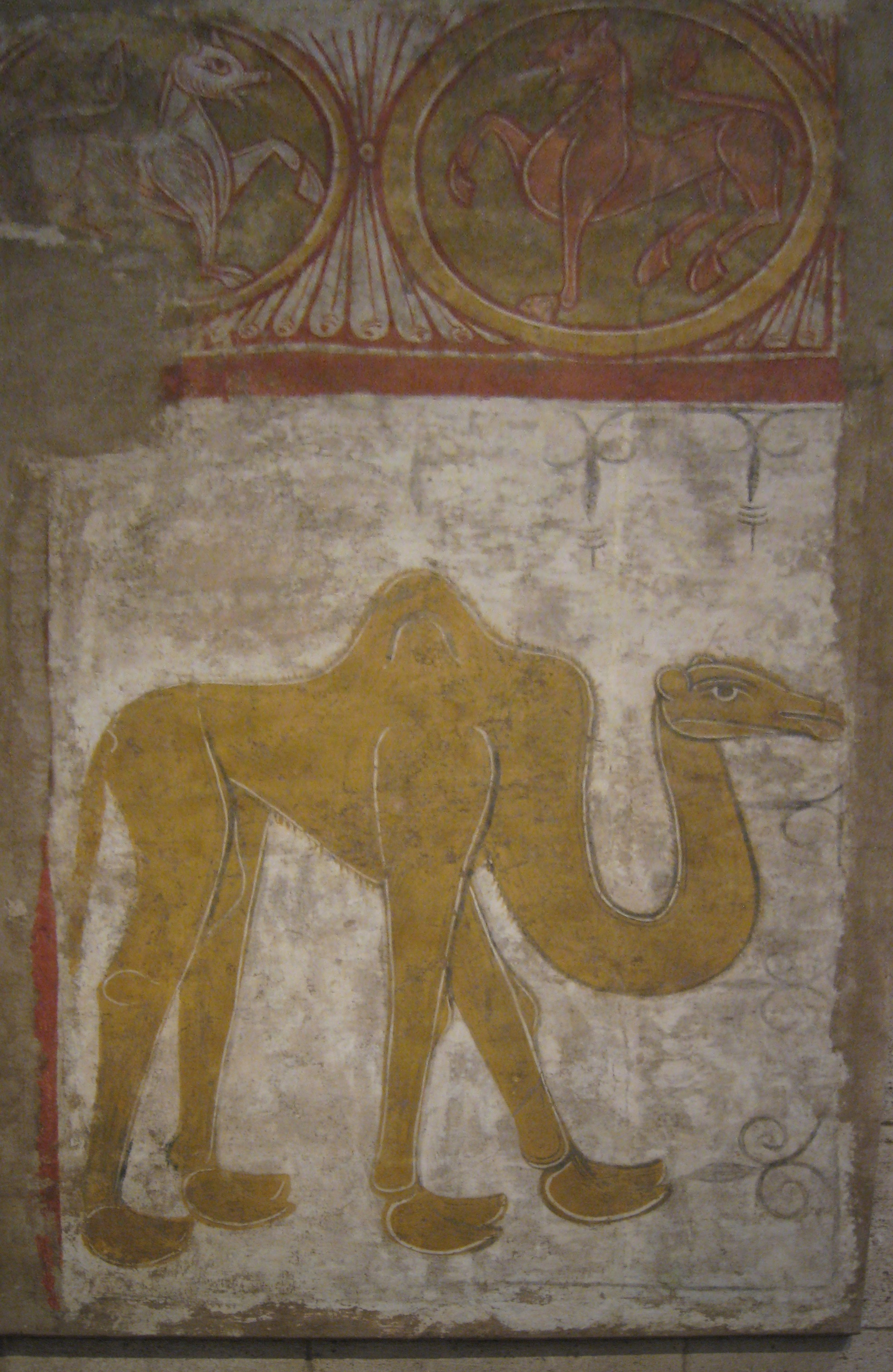
Camello, en San Baudelio de Berlanga, fresco románico.
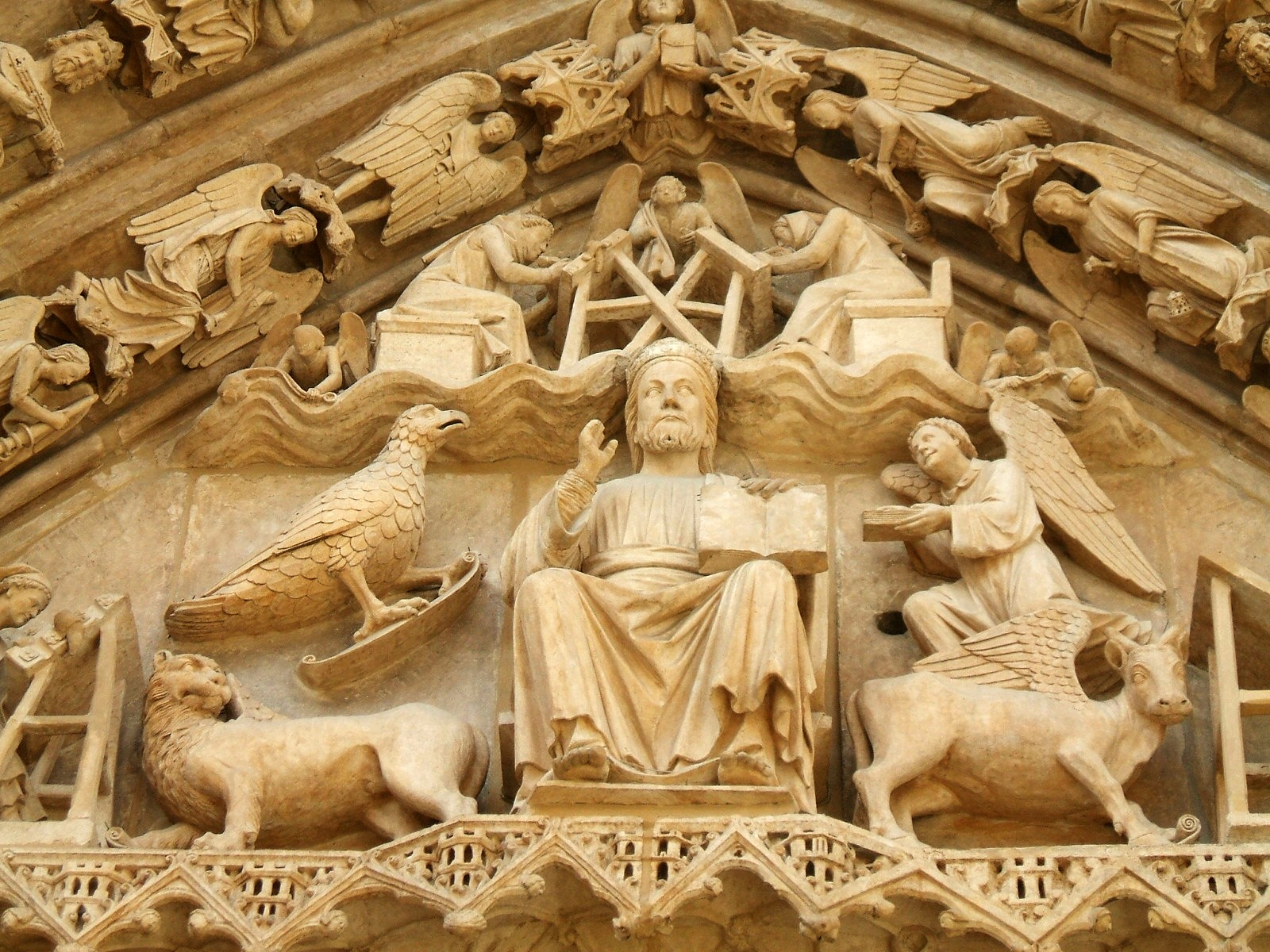
Tetramorfos de la puerta del Sarmental de la Catedral de Burgos, escultura gótica.
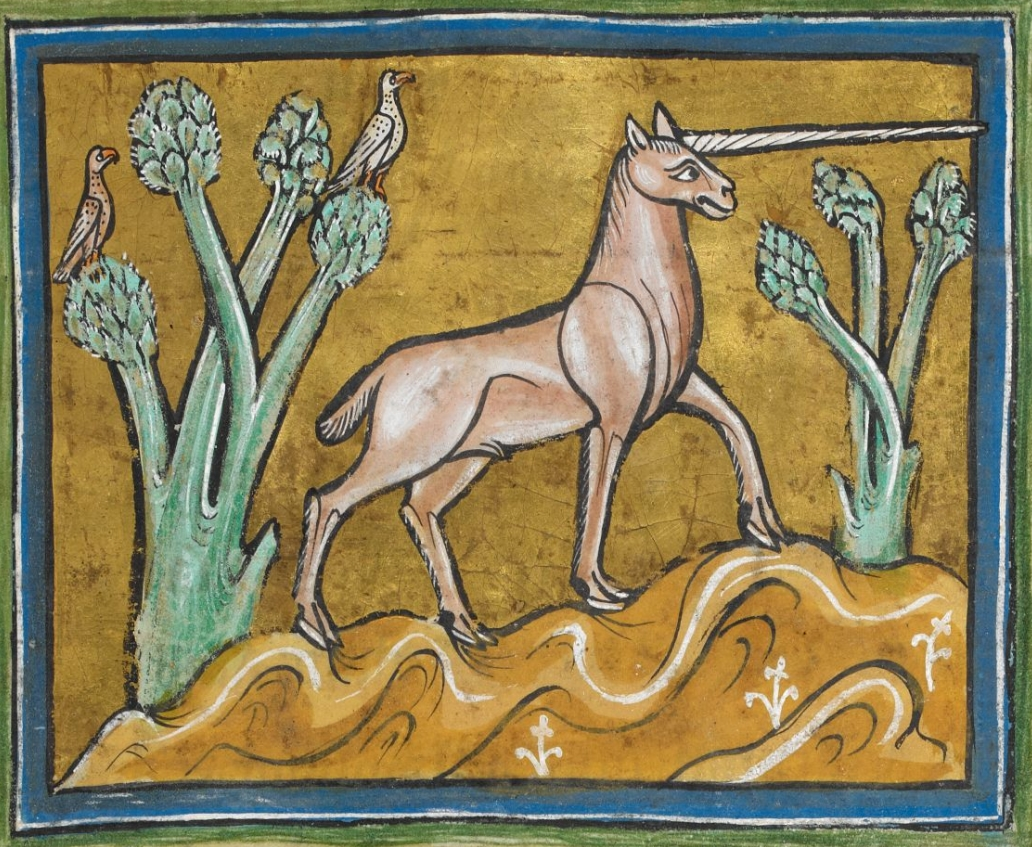
Monoceros o unicornio del Bestiario Rochester (siglo XIII).
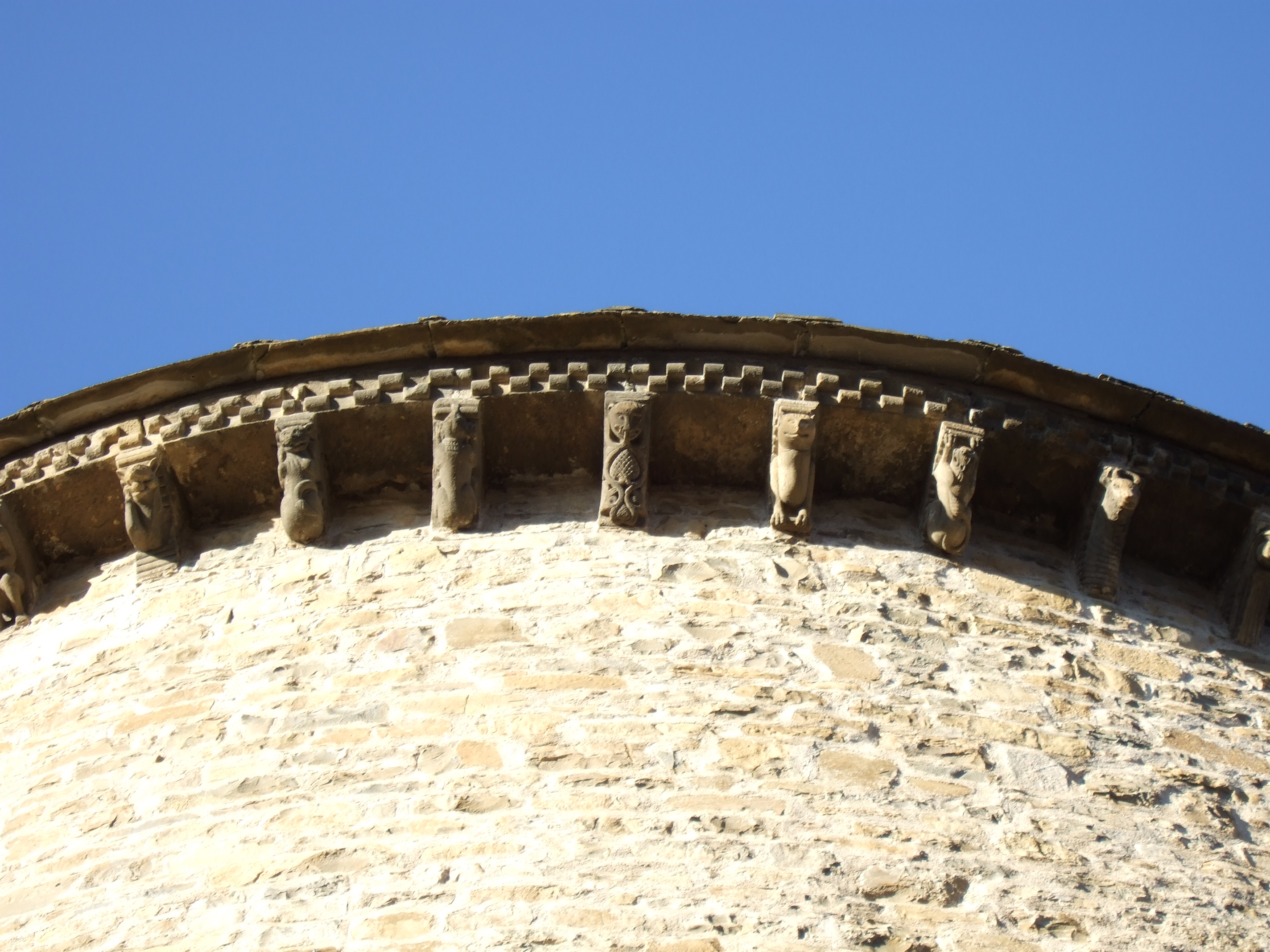
Canecillos del ábside mayor de la catedral de Jaca (siglo XI), escultura románica.
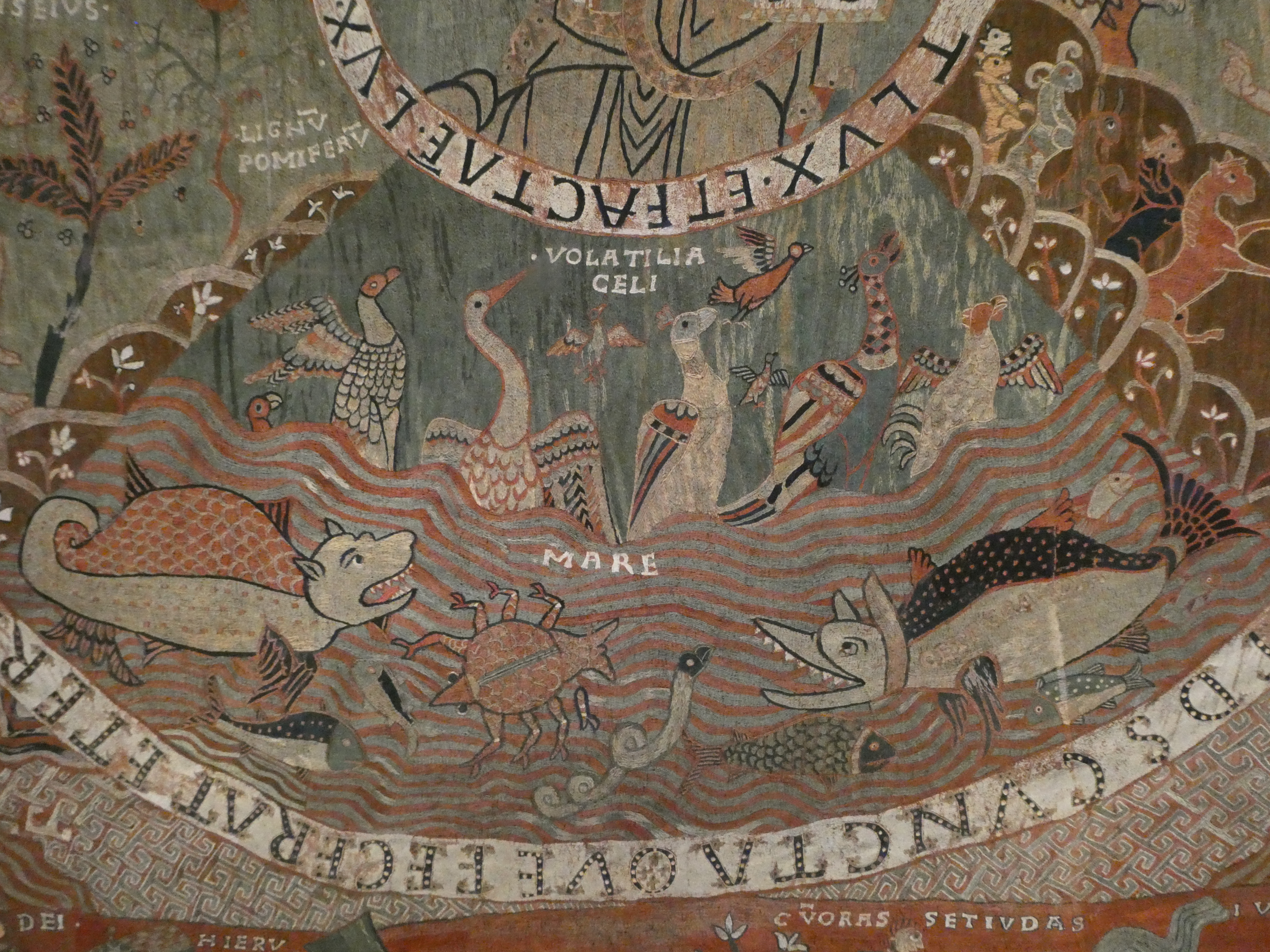
Creación de aves y peces en el Tapiz de la Creación de la Catedral de Gerona (siglo XI).

La iconografía cristiana, omnipresente desde la Antigüedad tardía y en todo el arte medieval, es muy abundante en simbología animal, aunque no siempre es unívoca. Una de las más presentes es la identificación de Cristo con el cordero místico (o como Buen Pastor, con lo que las ovejas se identifican con los cristianos) y la del Espíritu Santo con la paloma (o, en otro caso, las palomas que se acercan a beber del agua son las almas que acceden a la gracia de Dios).

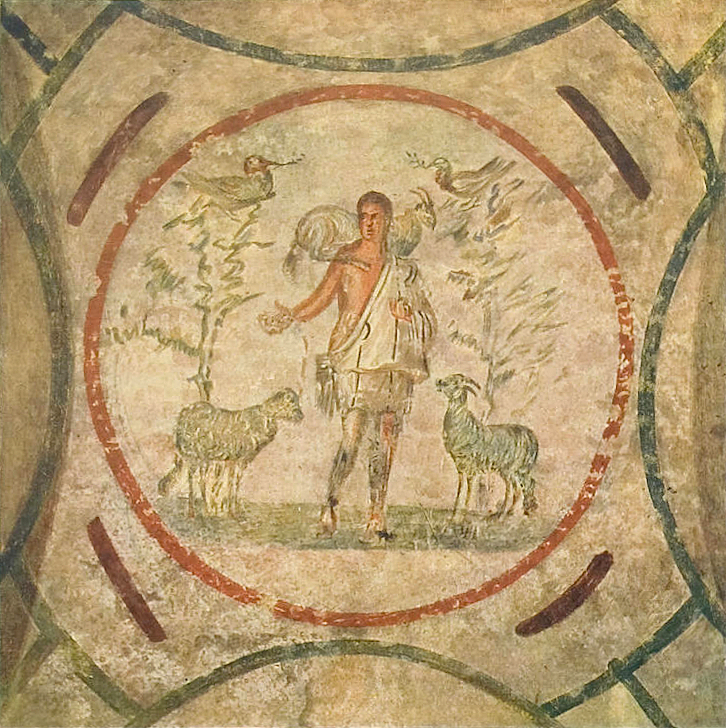
Cristo como Buen Pastor en las Catacumbas de Priscila (segunda mitad del siglo III), fresco paleocristiano.
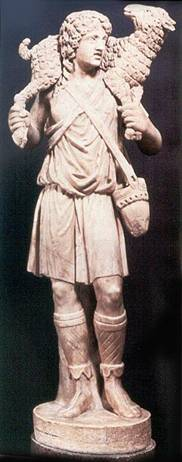
Cristo como Buen Pastor (ca. 300), escultura paleocristiana.
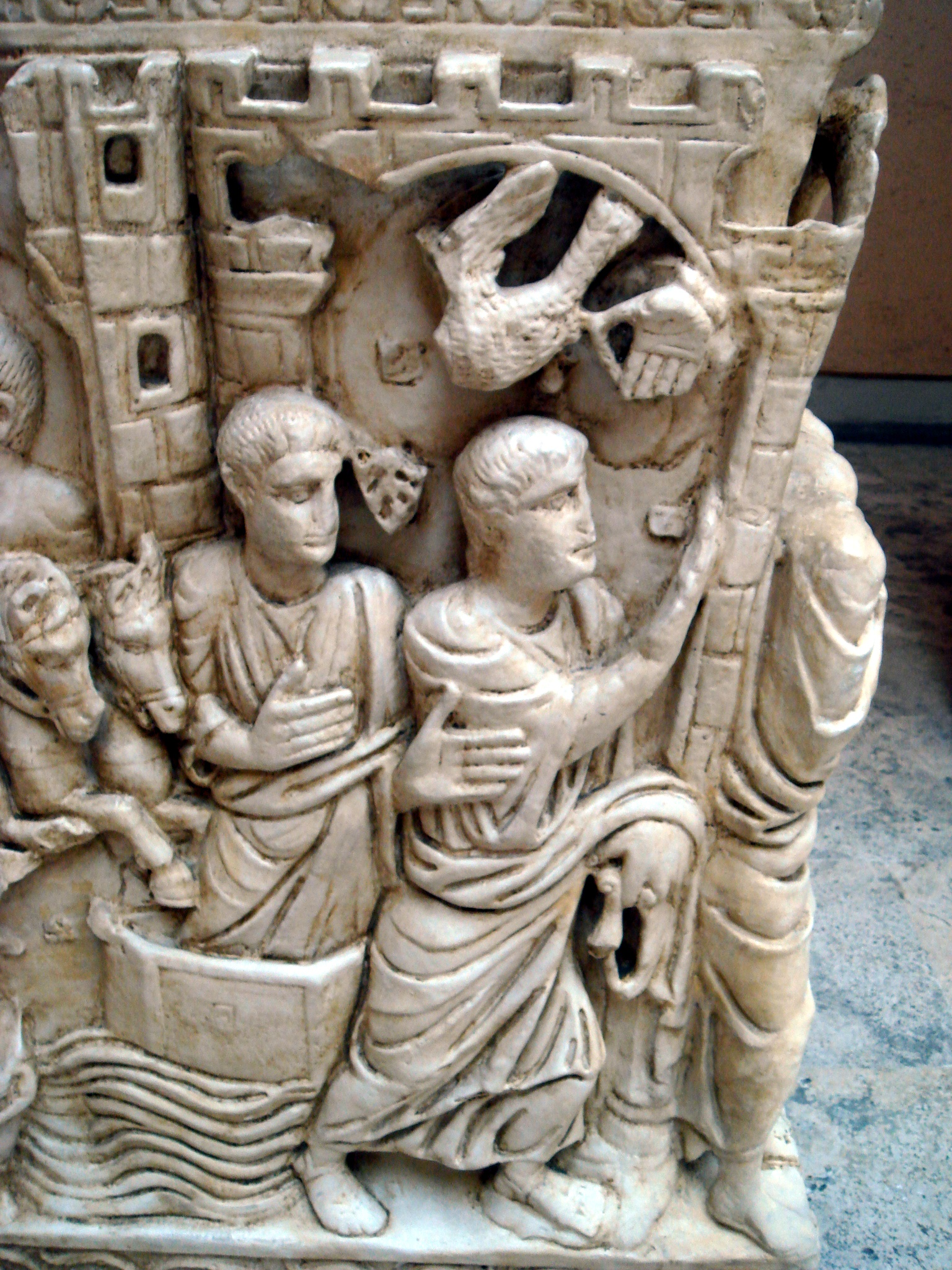
La paloma del Espíritu Santo en el sarcófago de Estilicón (385), escultura paleocristiana.
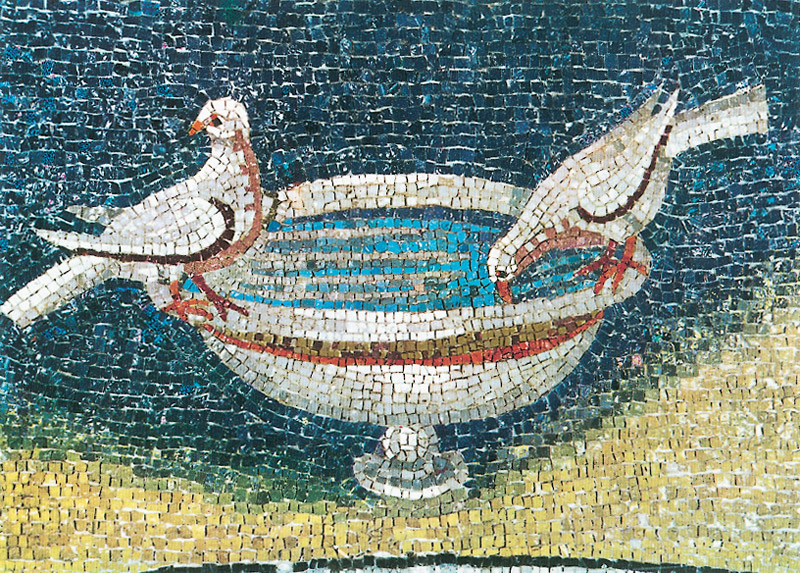
Palomas en el mausoleo de Gala Placidia (425-430), mosaico paleocristiano.
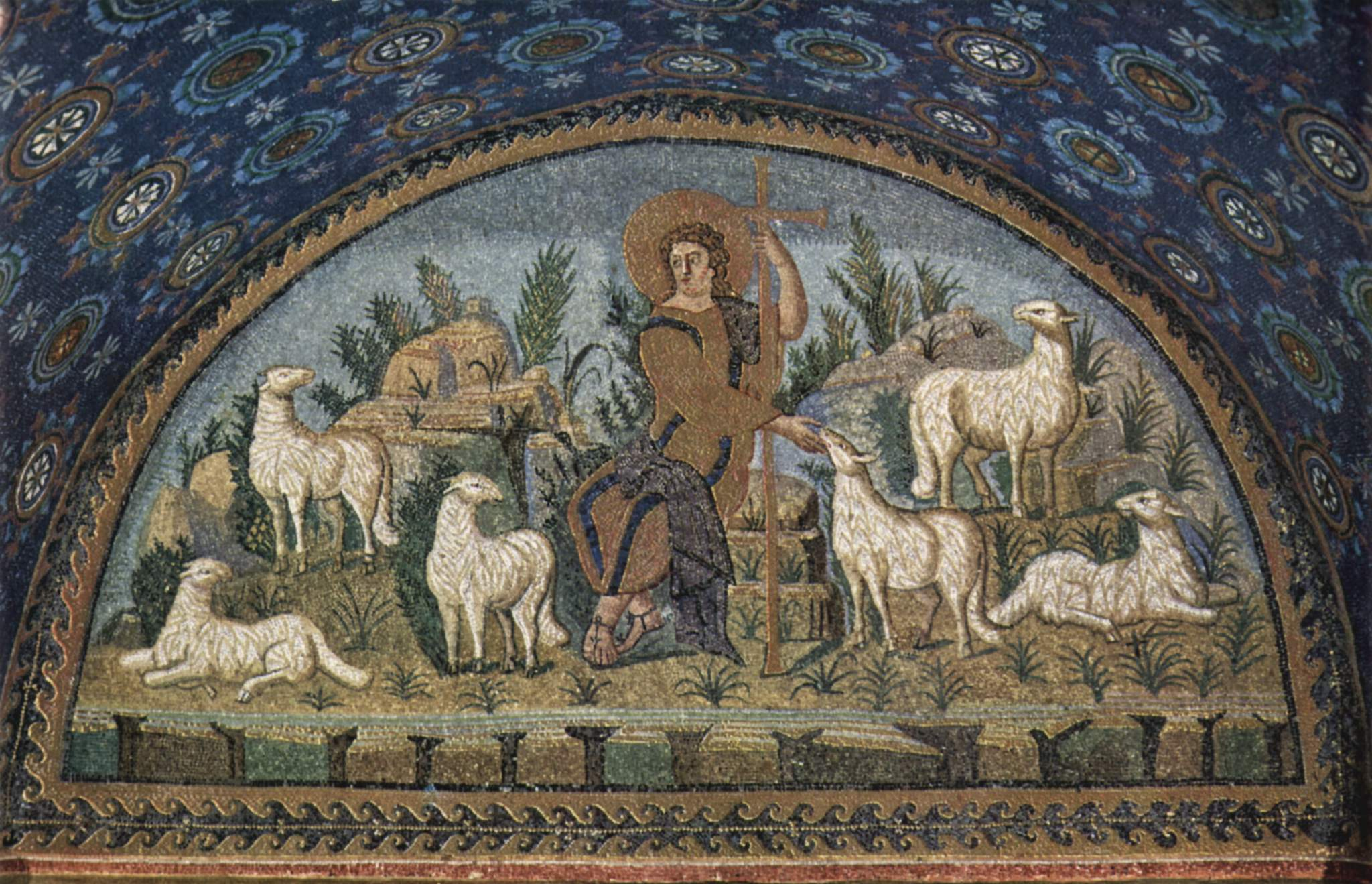
Cristo como Buen Pastor en el mausoleo de Gala Placidia.

Otra muy utilizada son los tres animales que se representan entre las cuatro figuras del tetramorfos (toro, águila y león —la otra es un hombre o ángel—). Pero el león también se usa como iconografía de San Jerónimo o como referencia a distintos pasajes del Antiguo Testamento (el León de Judá, el acertijo de Sansón, los leones del pozo de Daniel); mientras que las ovejas también se usan como representación genérica del pueblo de Dios (Jesús como buen pastor). Las escenas del ciclo de la Natividad dieron excusa para abundantes representaciones animalísticas: la mula y el buey del pesebre-cuna del Niño Jesús, los perros y el rebaño de los pastores (por ejemplo, los frescos románicos de San Isidoro de León), y todo tipo de animales de monta y carga del séquito de los Reyes Magos. Tres grupos de escenas del Génesis (1:20-25): los días quinto y sexto de la creación (creación de los animales, acuáticos, aéreos y terrestres —y la del hombre—), las que transcurren en el paraíso terrenal (especialmente cuando Adán pone nombre a los animales), y las del arca de Noé, han sido especialmente aprovechadas para desarrollar la habilidad animalística de los pintores de todas las épocas.

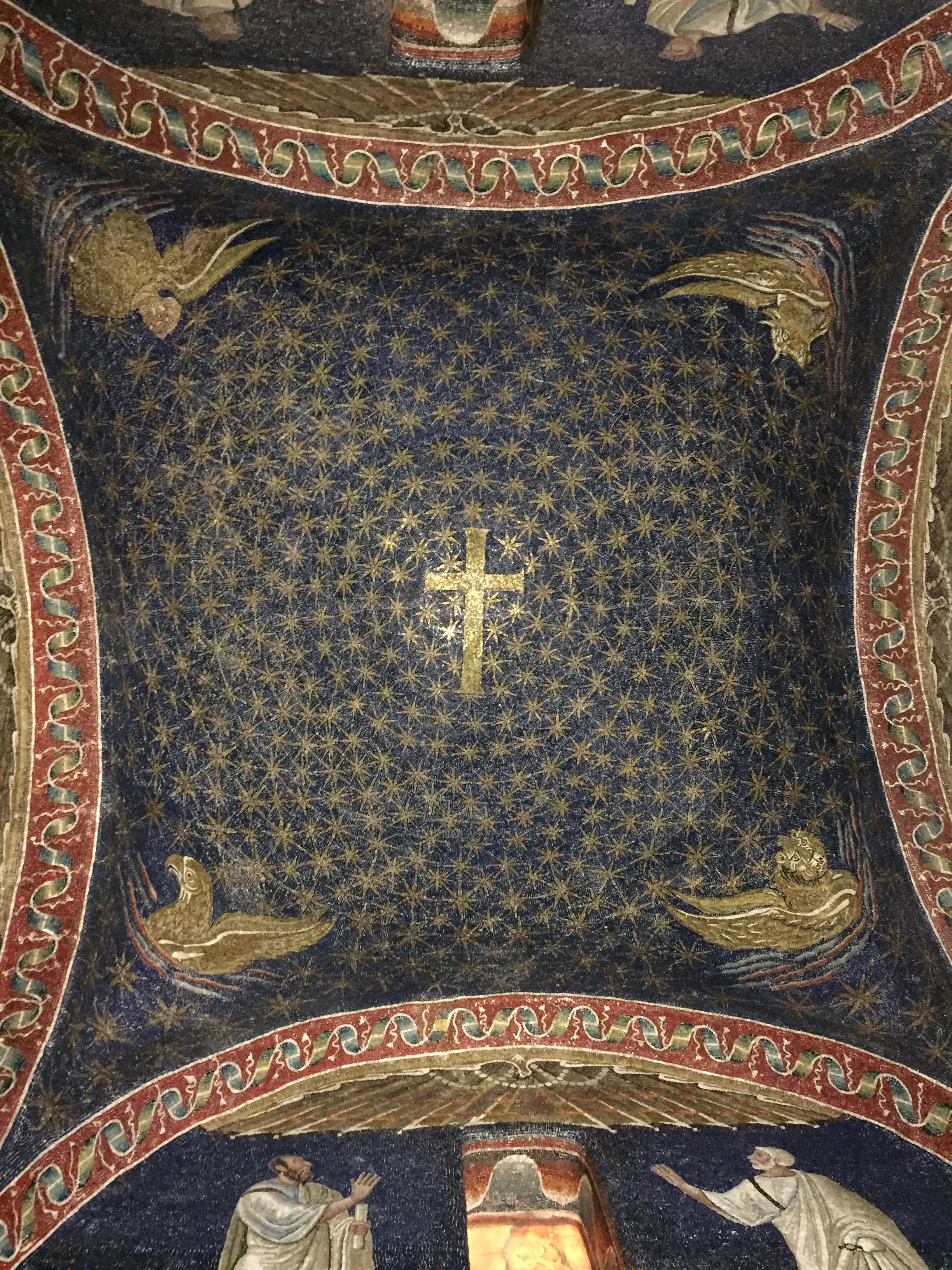
El tetramorfos del mausoleo de Gala Placidia.
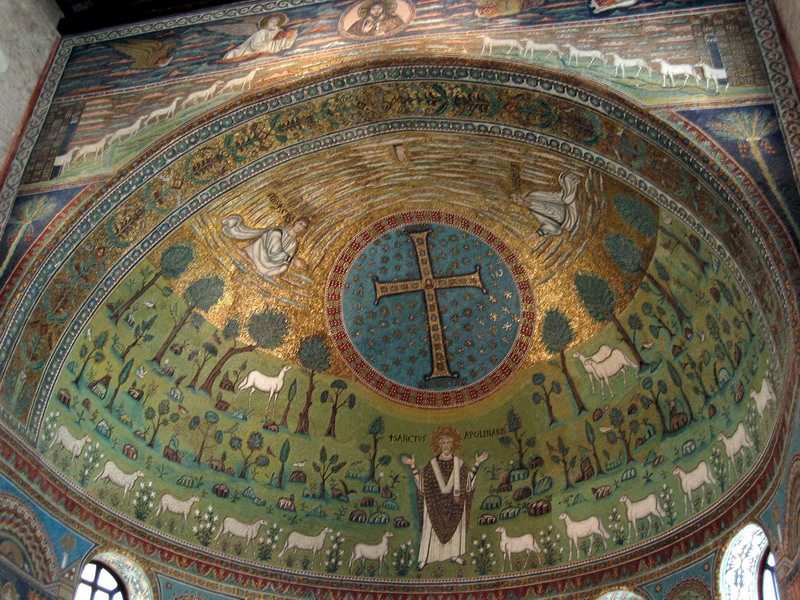
San Apolinar cuida de un nutrido rebaño de fieles-ovejas en el ábside de su basílica (533-549), mosaico bizantino.
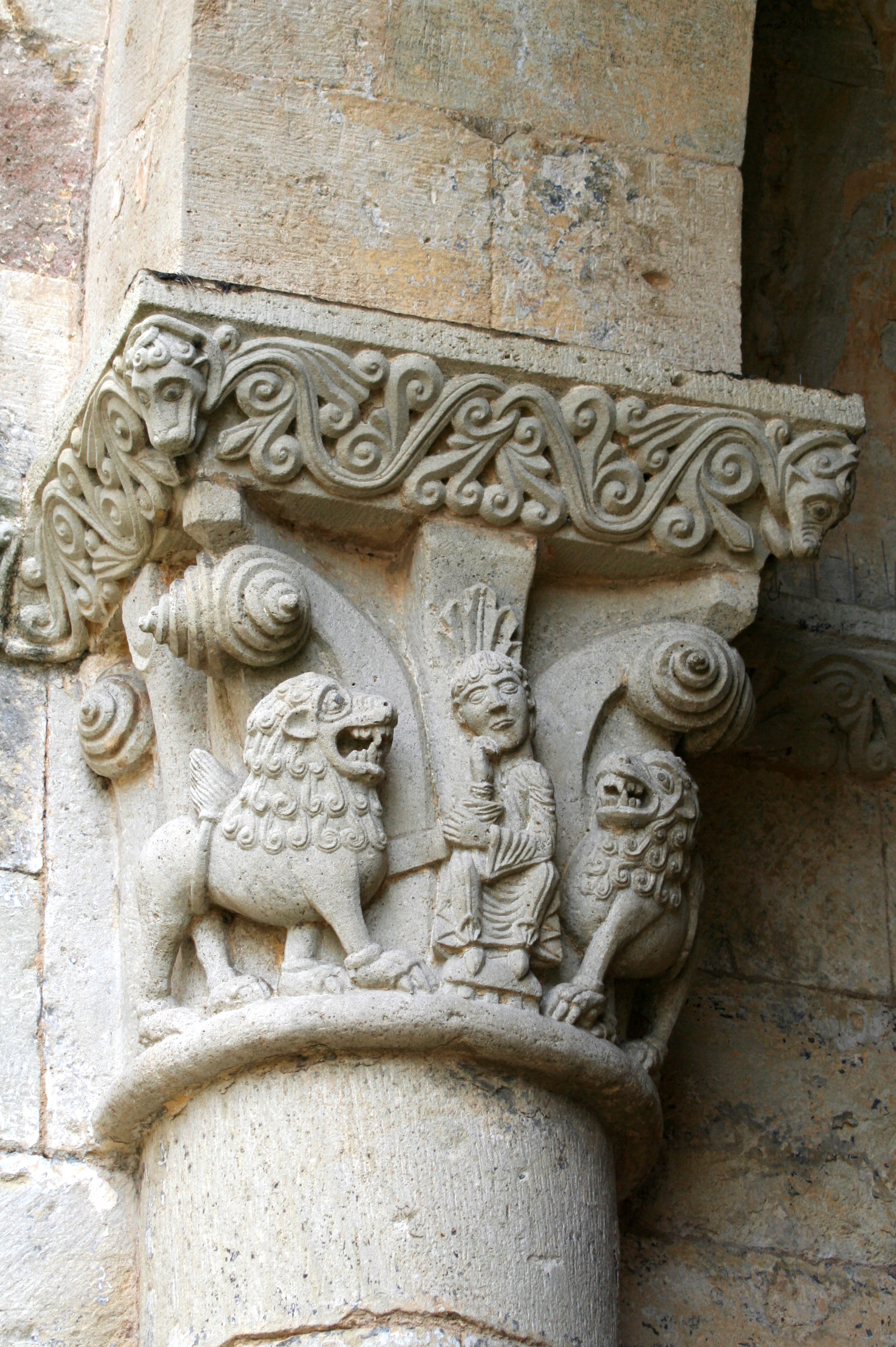
Daniel en el foso de los leones, capitel románico de la abadía de La Sauve Majeure (siglo XII), escultura románica.
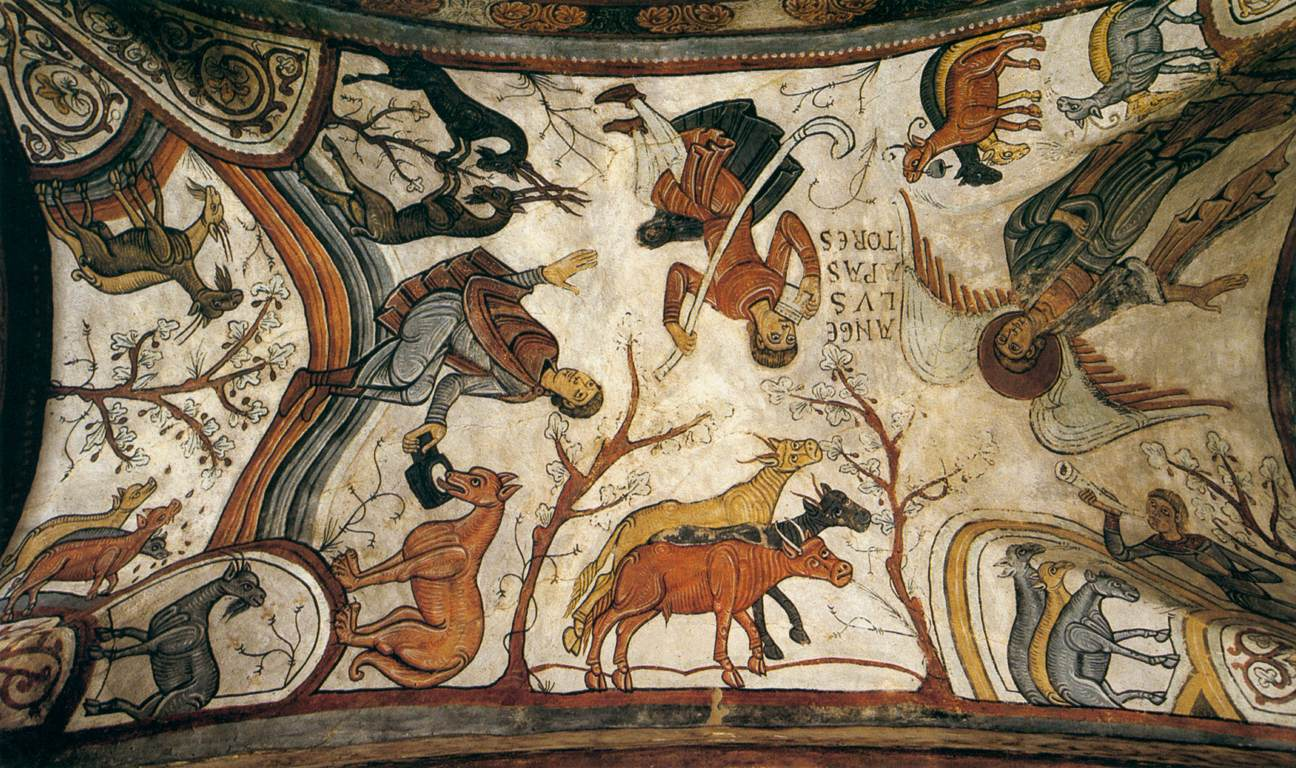
ANGELUS A PASTORES, indica el texto del fresco de la bóveda del Panteón de San Isidoro de León (siglo XII), pintura románica.

En la escultura funeraria del interior de las iglesias fue frecuente la representación de leones y perros, como símbolo de valor y fidelidad respectivamente. gárgolas y canecillos permitían el despliegue de la fantasía de los escultores en la decoración externa. La heráldica (que también se despliega como decoración escultórica) tiene entre sus motivos habituales multitud de diversos animales.

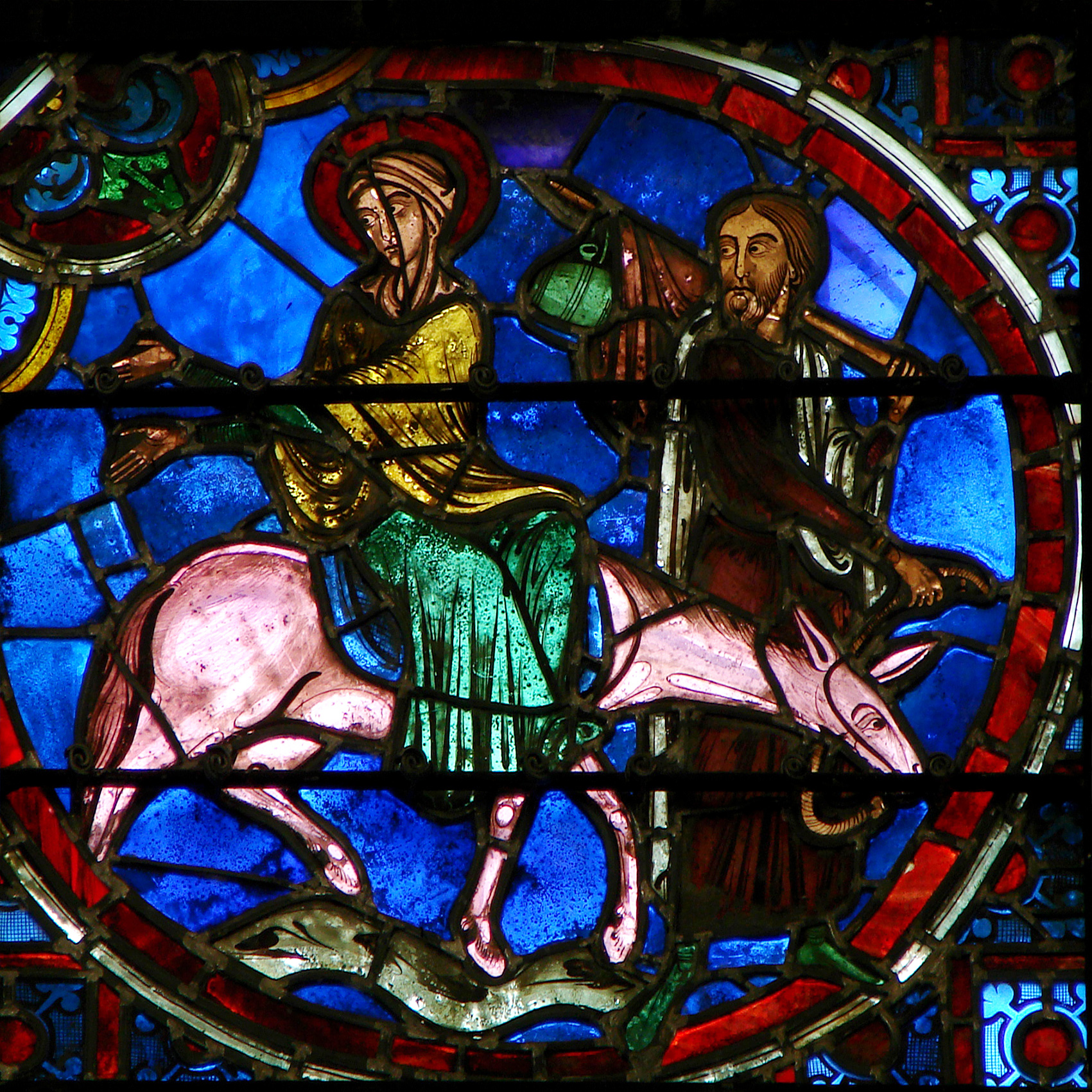
Burro en una vidriera de la catedral de Laon que representa la huida a Egipto (siglo XIII).
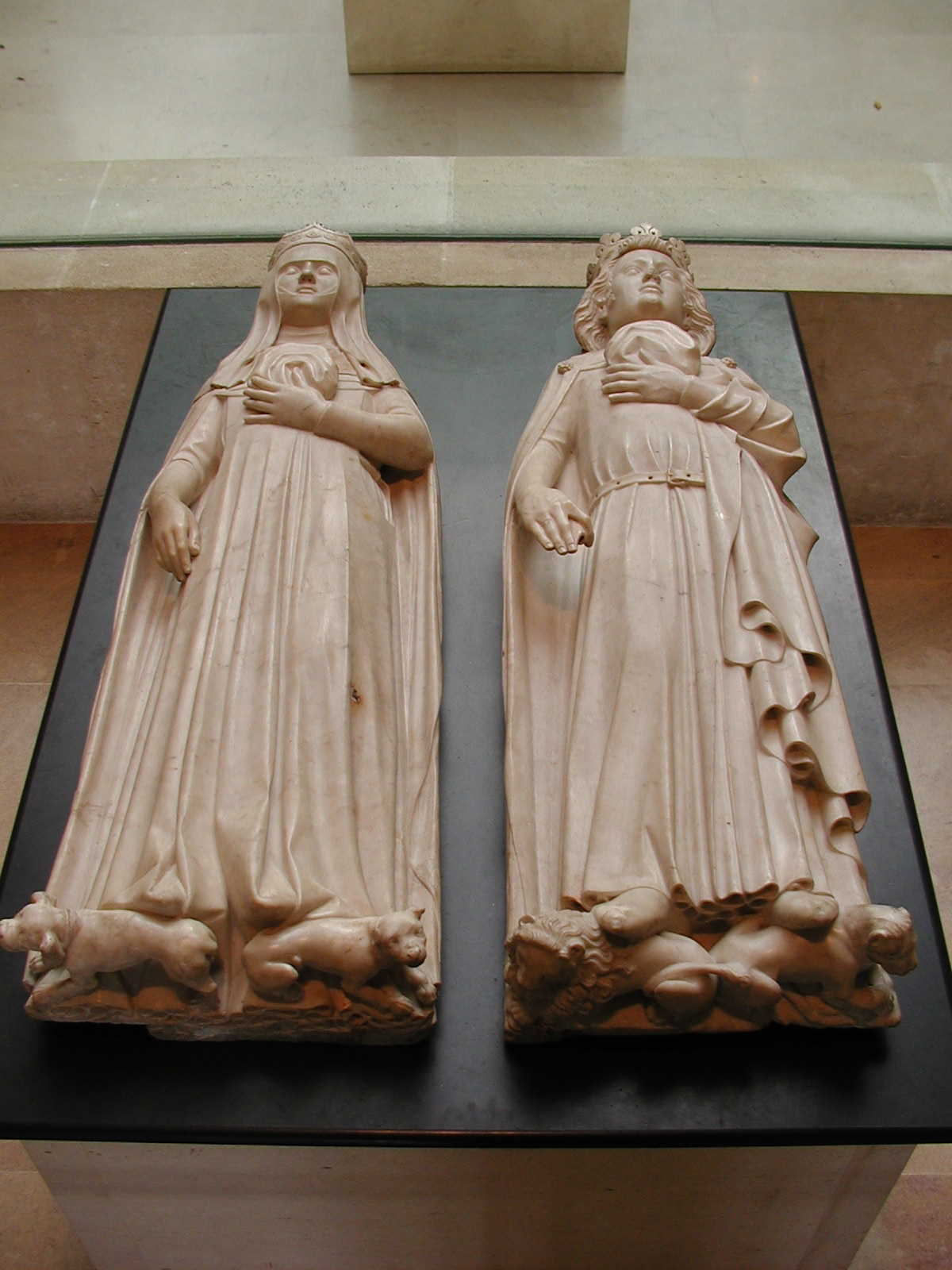
Un león y un perro a los pies de las figuras sepulcrales de Jeanne d'Évreux y Carlos IV "el hermoso", abadía de Maubuisson (1372).
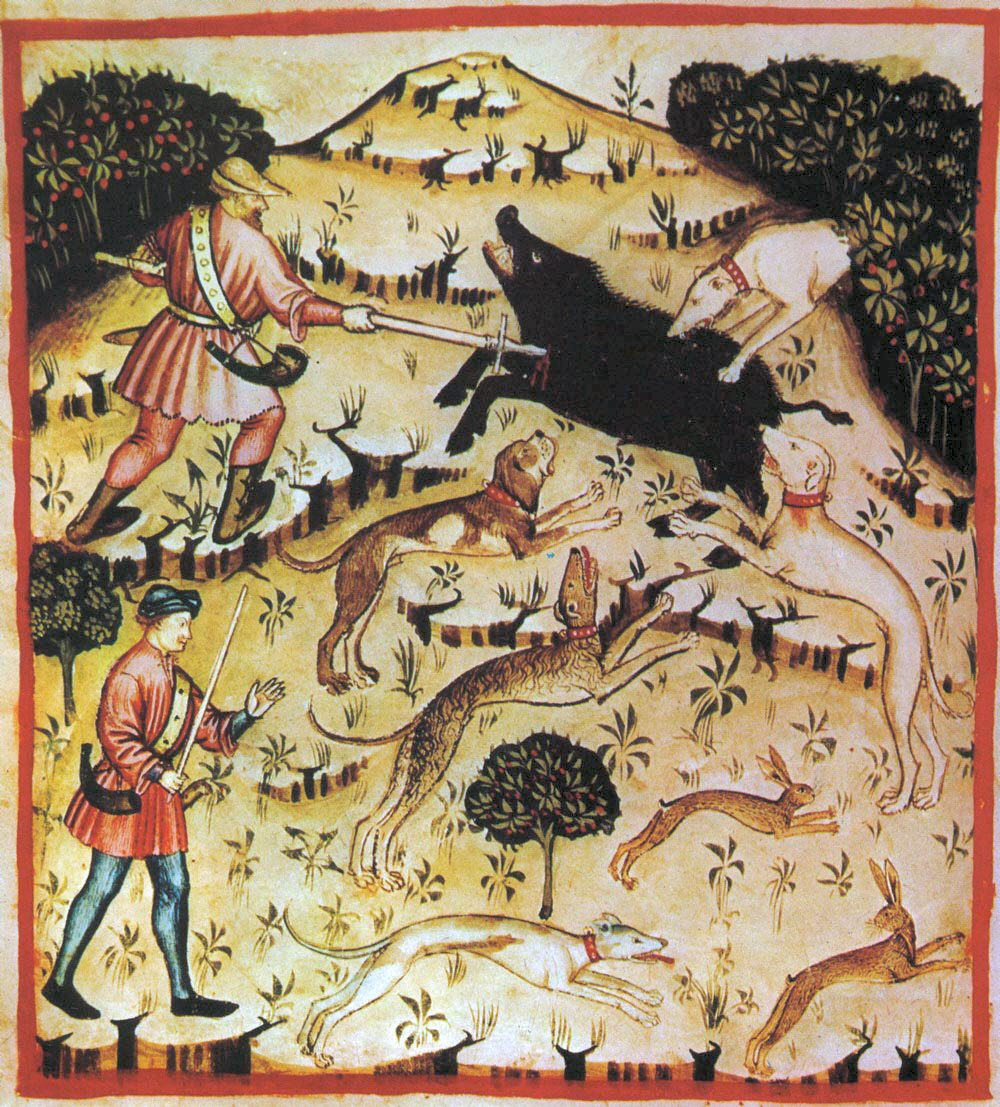
La caza del jabalí en el Tacuinum sanitatis (siglo XIV).
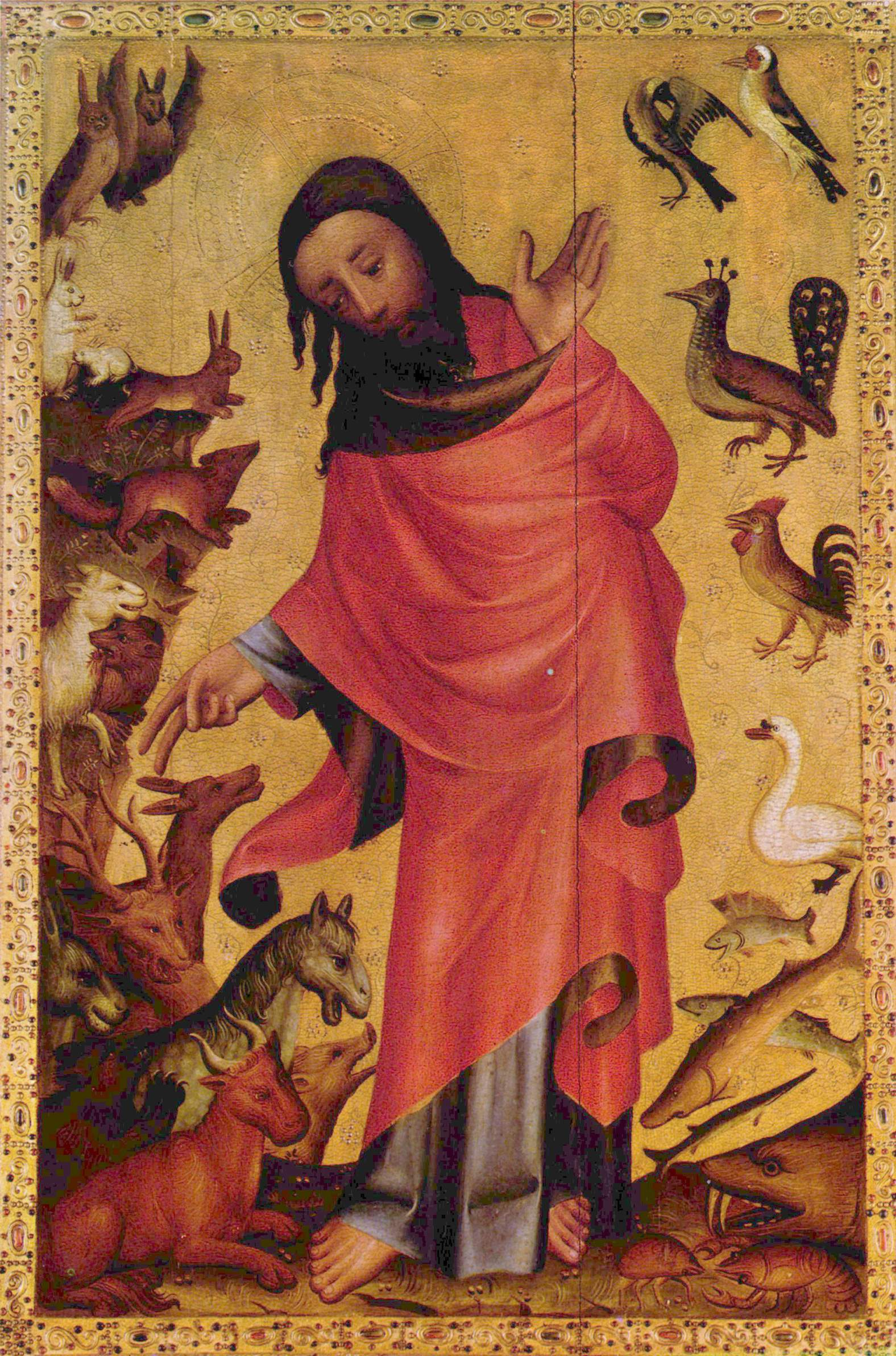
La creación de los animales, Maestro Bertram (ca. 1375).
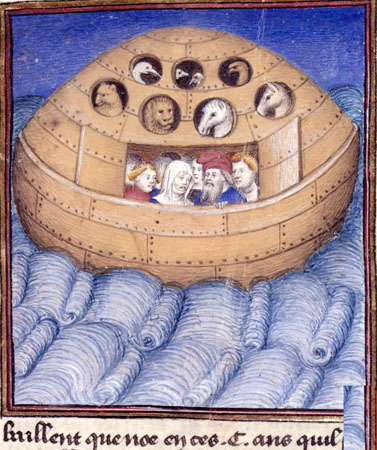
El arca de Noé en Les Croniques de Burgues (1373-1407), al estilo de la biblioteca del Duque de Berry.

Los libros bestiarios incluían miniaturas que reproducían de forma estereotipada todo tipo de animales, tanto reales como imaginarios.

#### Aniconismo bizantino e islámico
¡Oh creyentes! ¡El vino, los juegos de azar, las estatuas y la suerte de las flechas son abominaciones inventadas por Ax-Xaythan! ¡Evitadlas y sereis felices!
La palabra habitualmente traducida por "escultura" es ansab, que también puede traducirse por "altar de ídolos". Corán, Sura quinta.

Dios me ha enviado contra tres clases de personas para aniquilarlas y para confundirlas: son los orgullosos, lo politeístas y los pintores. Guardaos de representar sea al Señor, sea al hombre, y no pinteis más que árboles, flores y objetos inanimados
Atribuido a Mahoma.

El profeta se acercó a mí y había una cortina llena de pinturas de animales en la casa. Su cara se encolerizó, arrancó la cortina y la destrozó en pequeños pedazos. El Profeta dijo: "la gente que ha pintado estas ilustraciones recibirán un severo castigo el Día de la Resurrección".
Atribuido a Aisha (la esposa predilecta de Mahoma).

La iconoclastia bizantina y la prohibición coránica de representaciones figurativas (aniconismo islámico) limitó las artes plásticas a partir del siglo VIII (decretos de Yazid II —722— y León III el isáurico —726—) en gran parte del espacio cultural mediterráneo y del Próximo Oriente. No obstante, se consintieron históricamente en algunas zonas del ámbito religioso islámico, como Irán o la India, y no están ausentes en muchas otras, como la extraordinaria fuente del Patio de los Leones de la Alhambra de Granada.

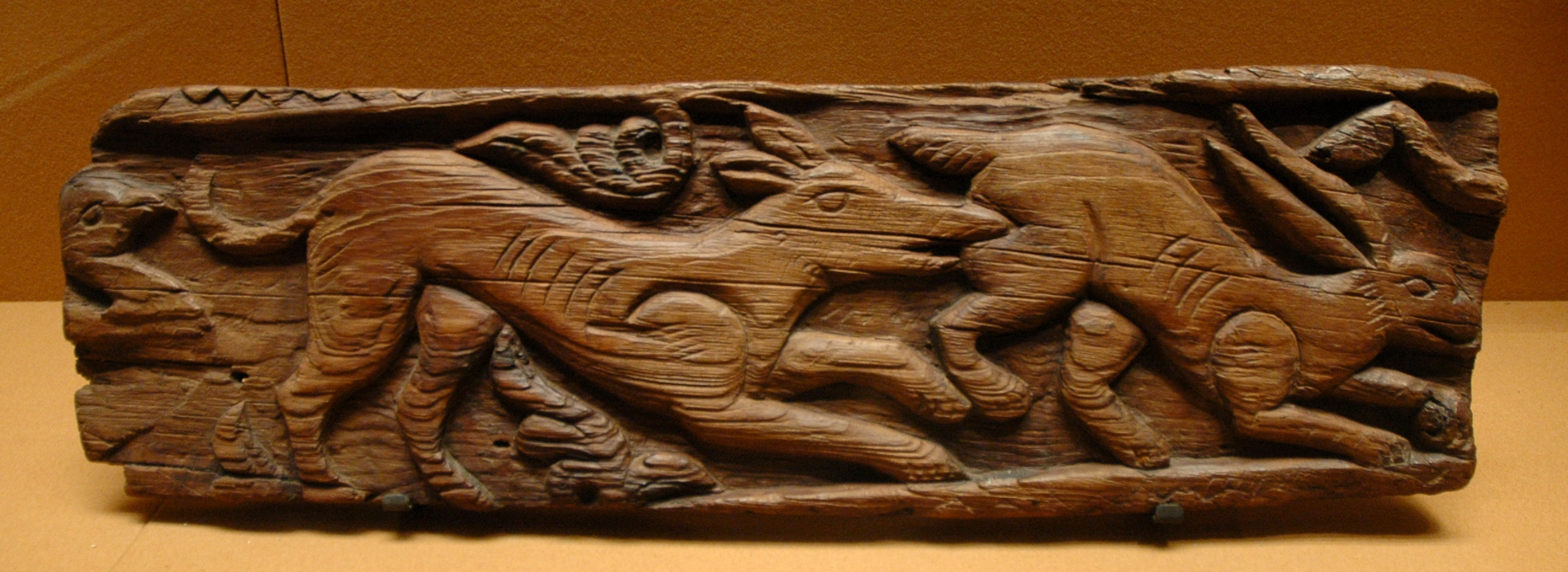
Talla en madera con perro y liebre, procedente de Egipto (siglo VIII o IX).
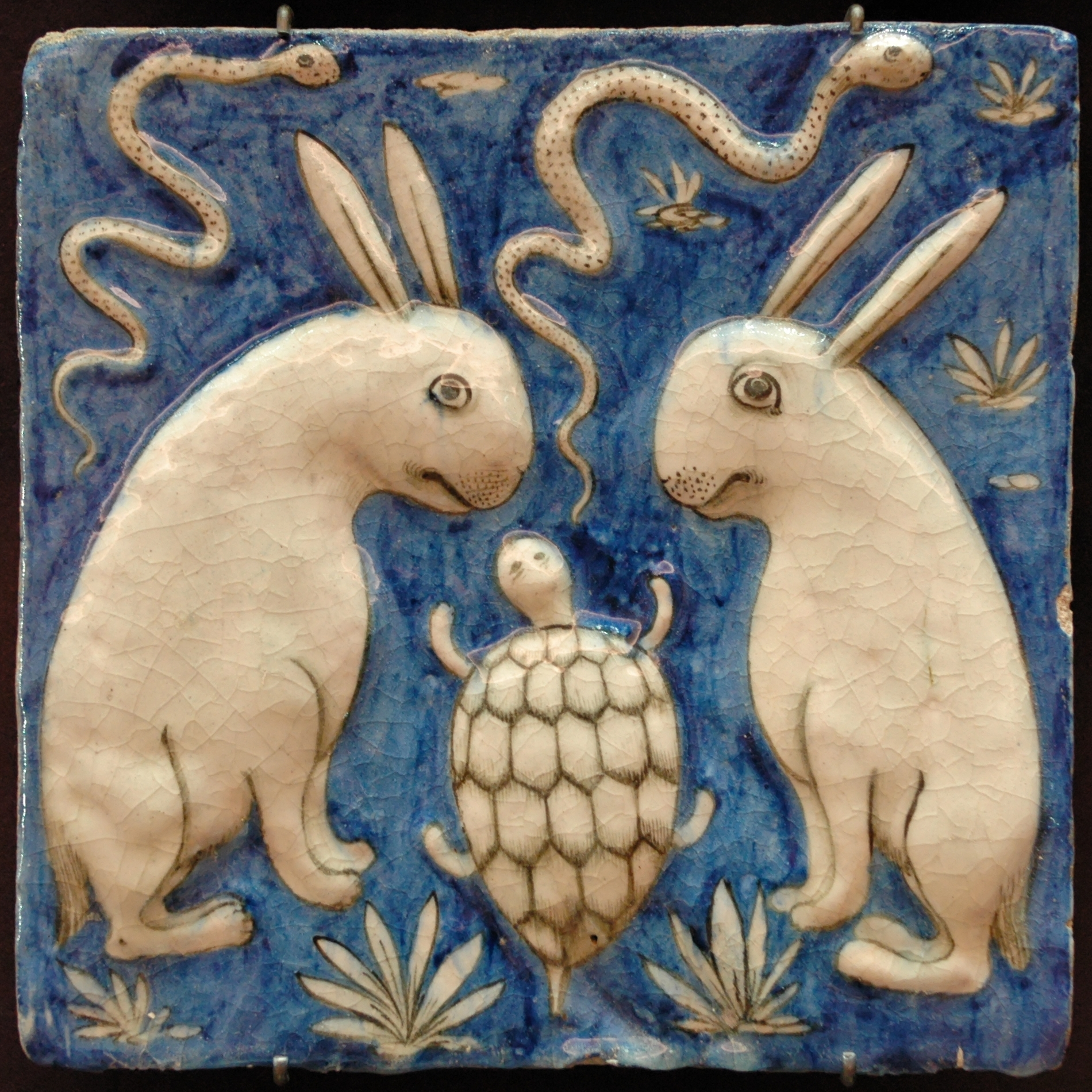
Cerámica vidriada que ilustra el libro de animales de al-Qazwini (Irán).
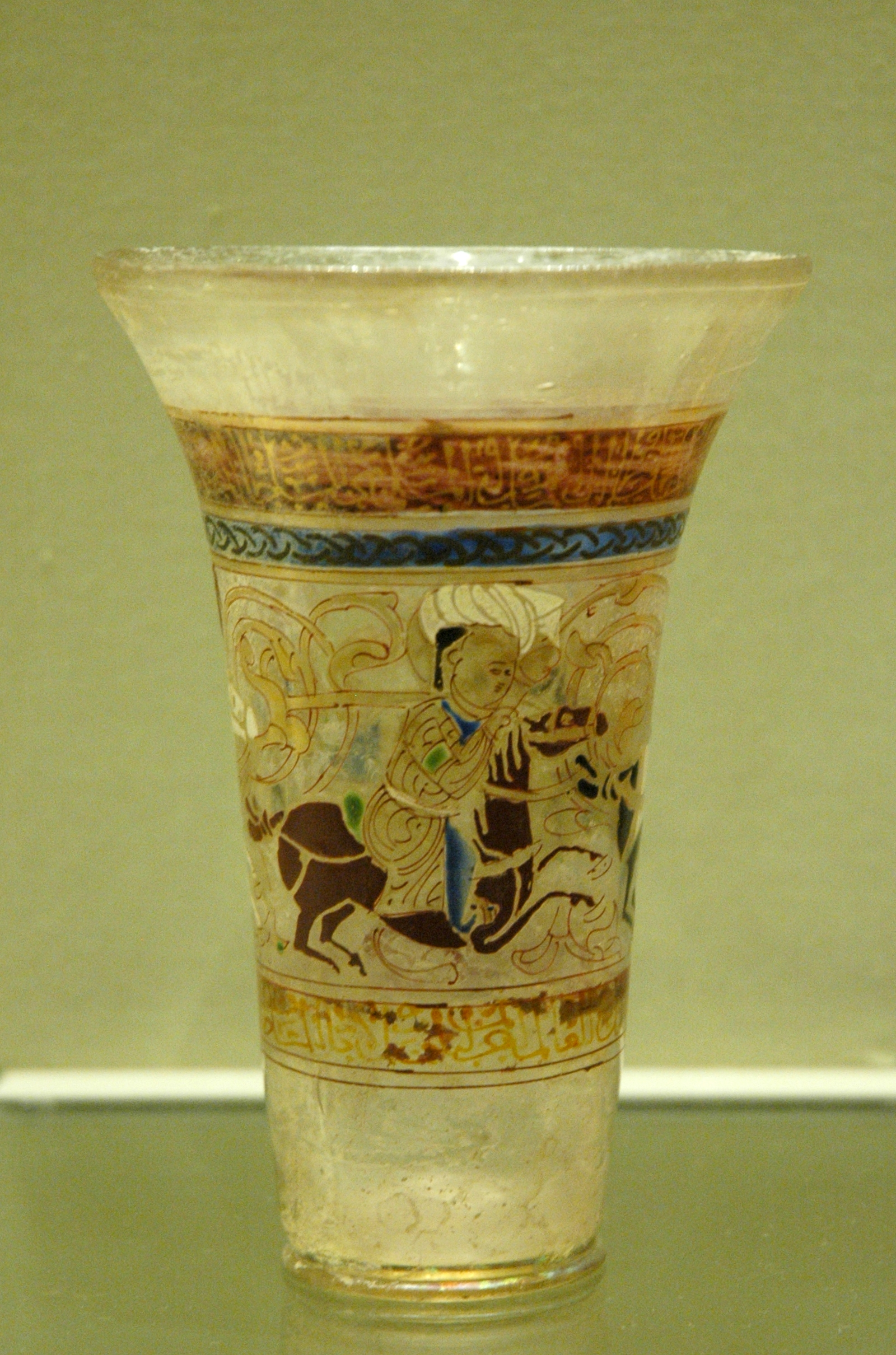
Jinete en un vaso de vidrio decorado (Siria, siglo XIII).
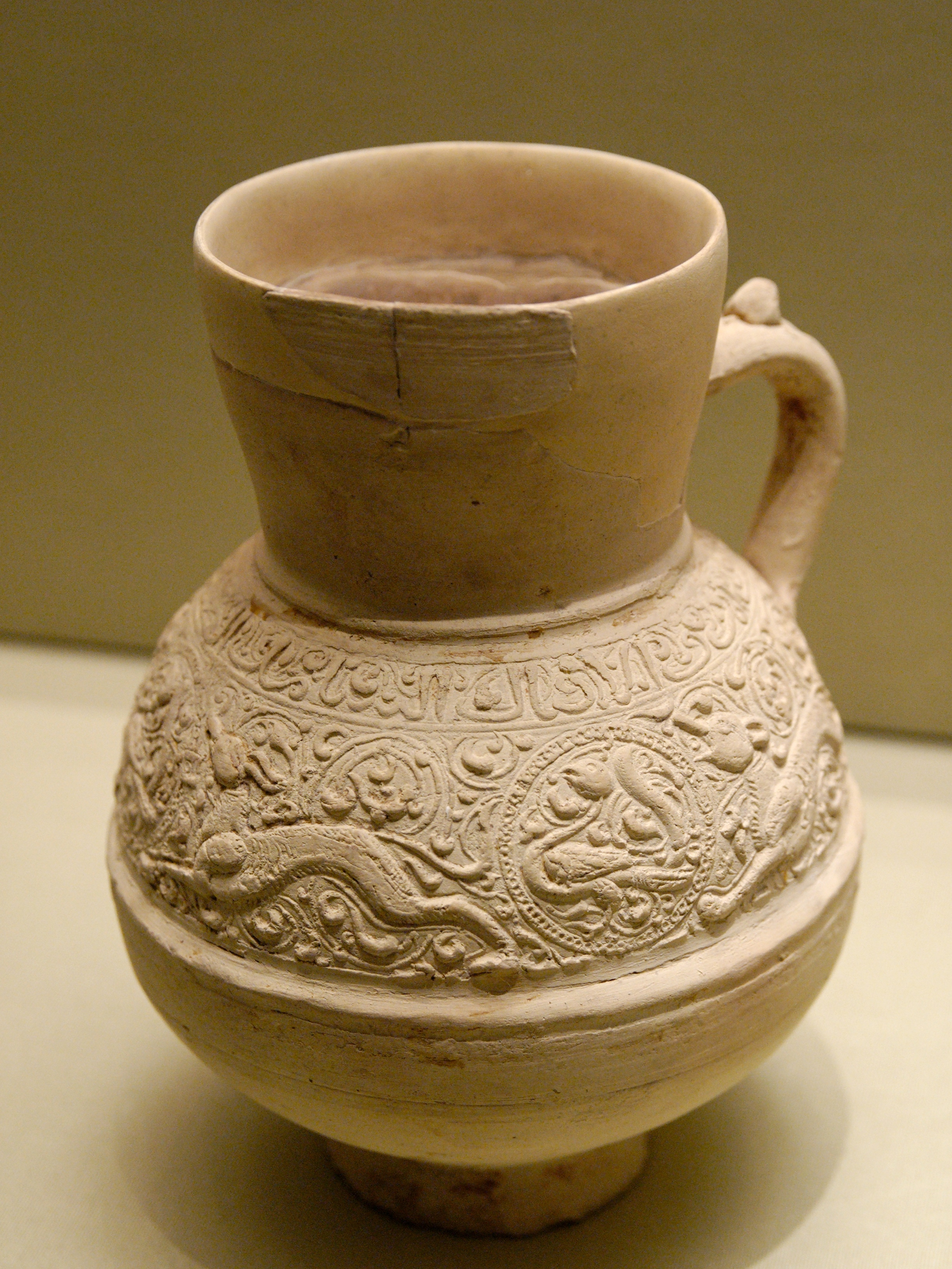
Jarra decorada con relieves animalísticos procedente de Siria (siglo XIII)
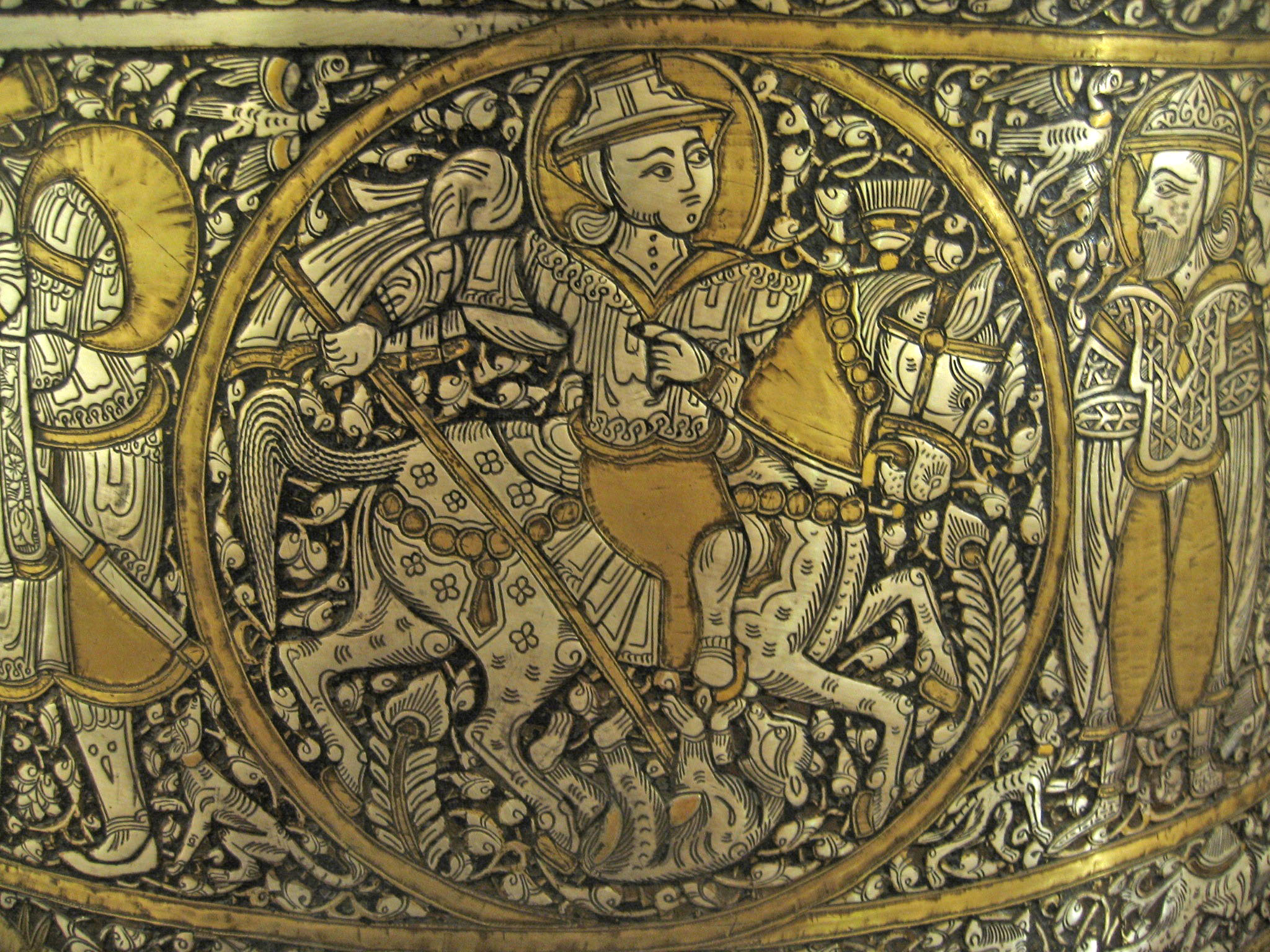
Escena de caza representada en una obra de orfebrería siria o egipcia, firmada por Ibn Zayn (ca. 1300).
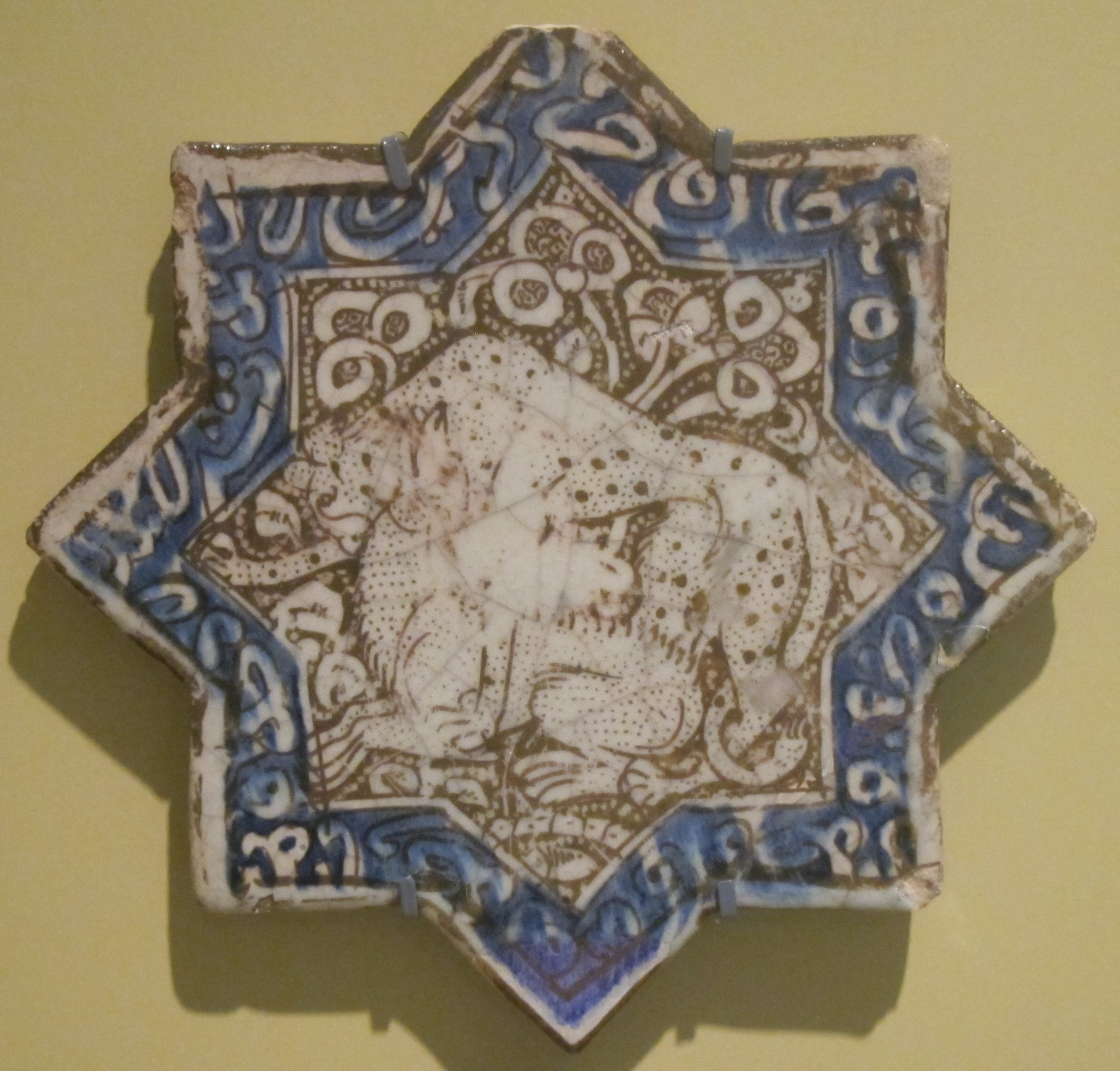
Cerámica vidriada (Irán, siglo XIV).
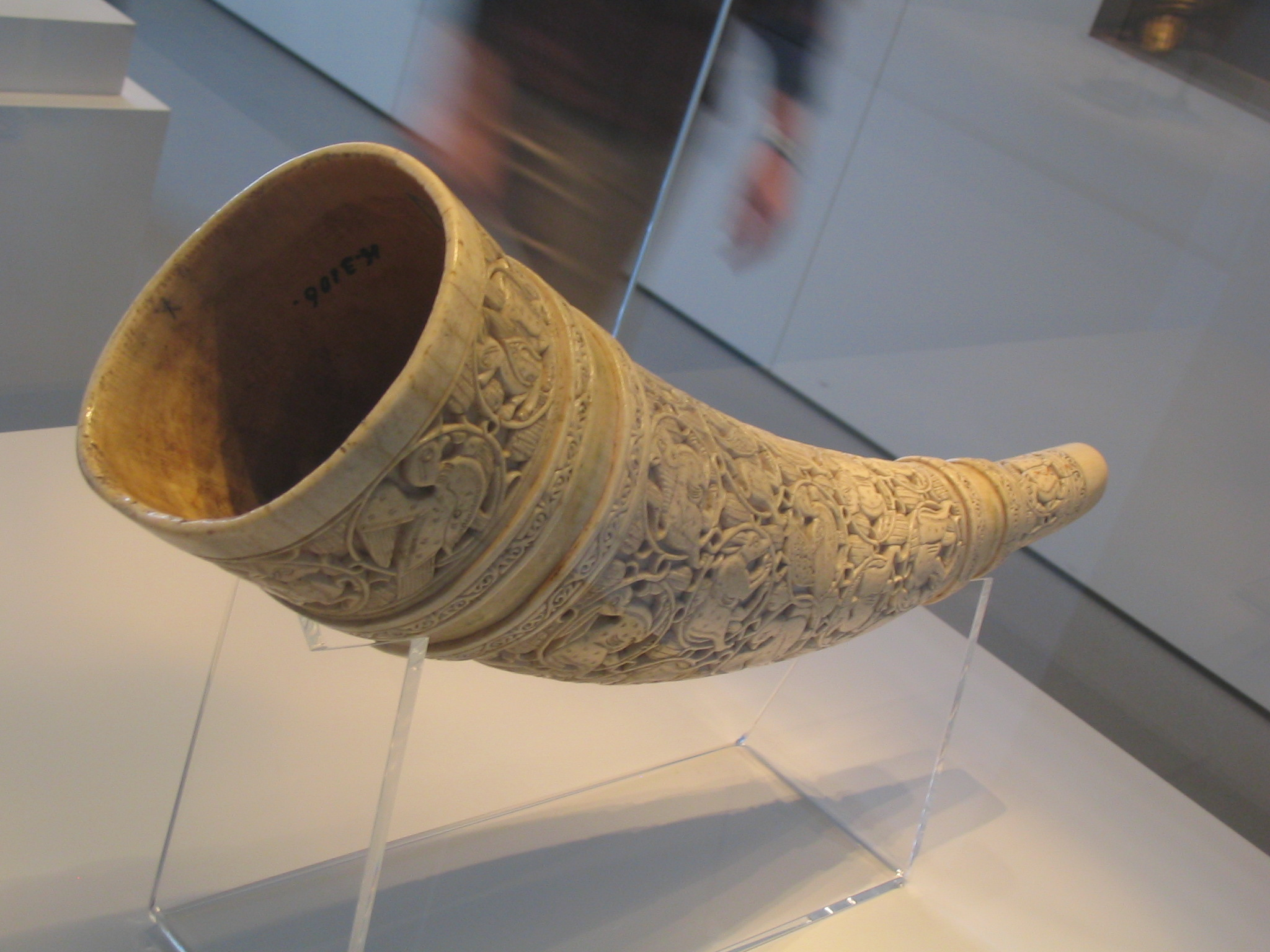
Olifante con relieves animalísticos.

Las convenciones del arte islámico persistieron más allá del espacio temporal de la Edad Media; con la consiguiente evolución estilística.

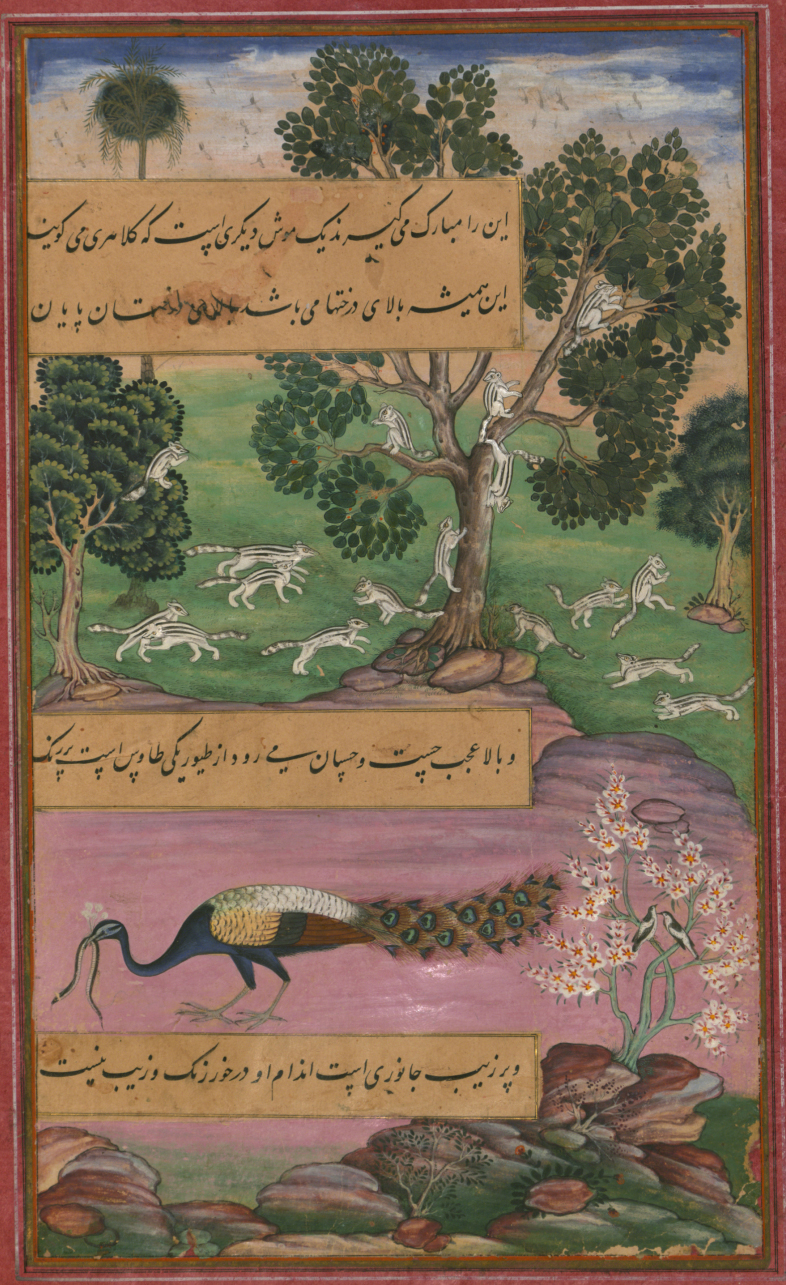
Pavo, pájaros y monos, en una ilustración del Baburnama (finales del siglo XVI).
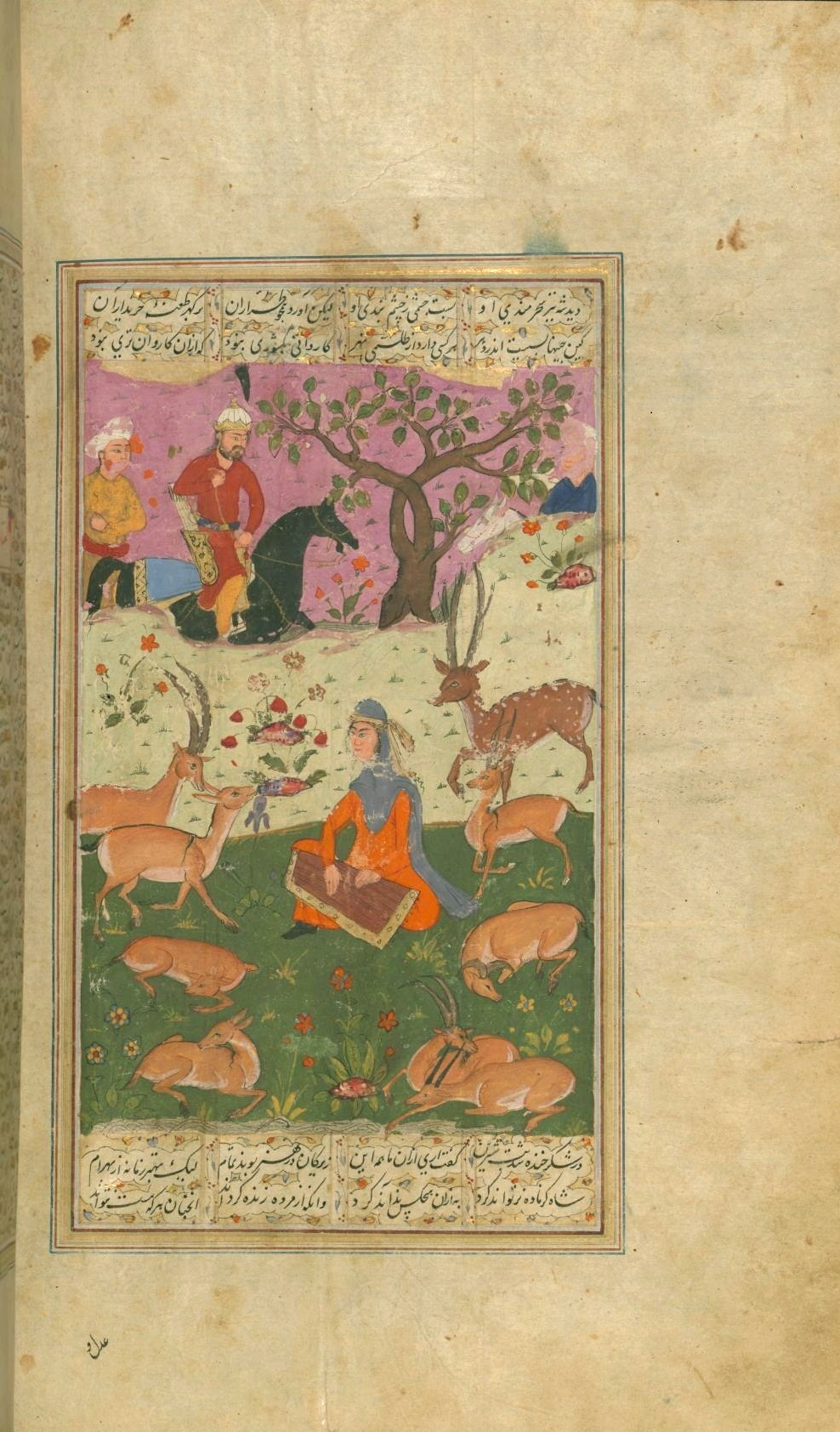
Bahram Gur reconoce a Dilaram por su música, que es capaz de encantar a los animales (1609), arte safávida.
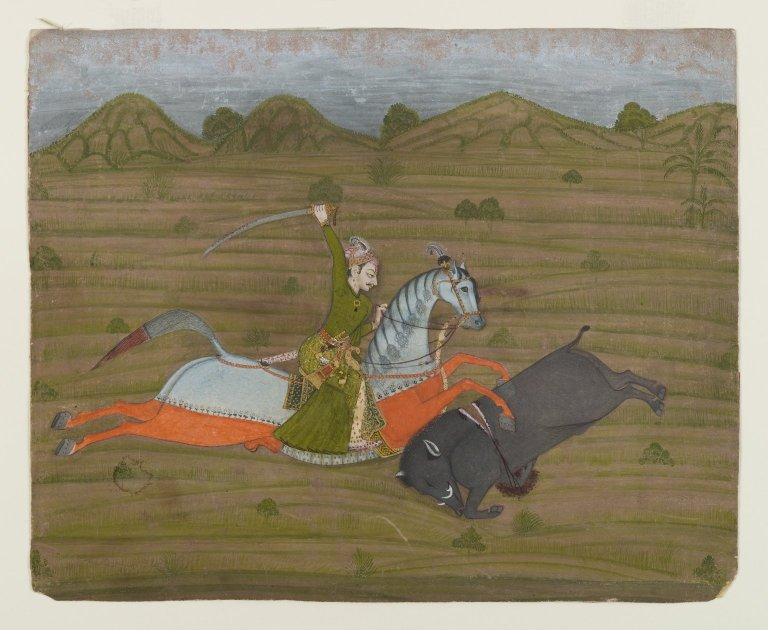
Escena de caza en una ilustración mogol (ca. 1760)

### Gótico final y Renacimiento inicial

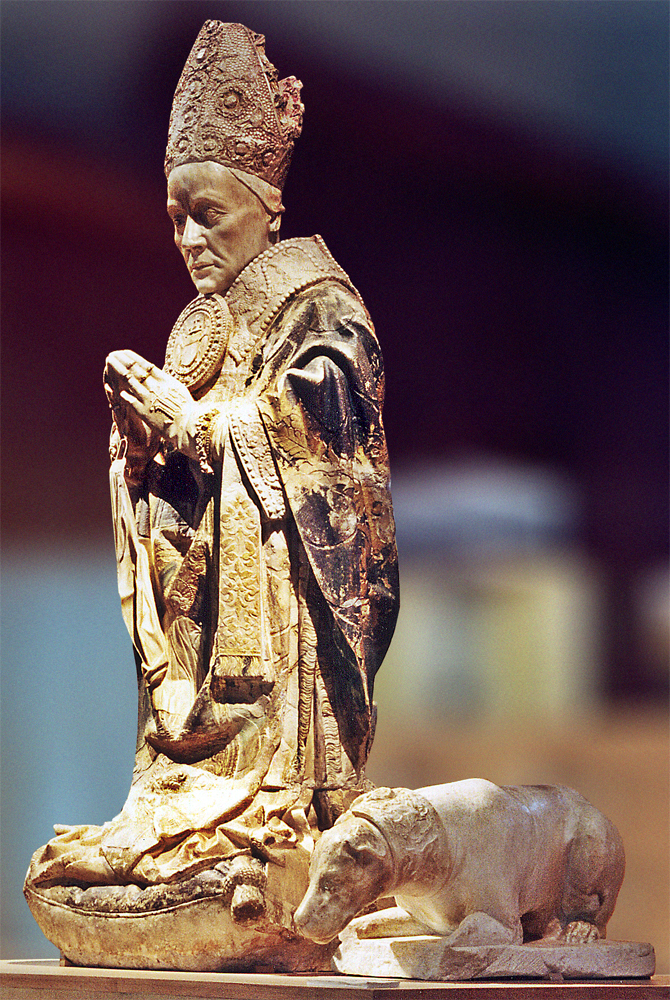
Estatua orante del obispo Barrientos (1469), arte hispanoflamenco.
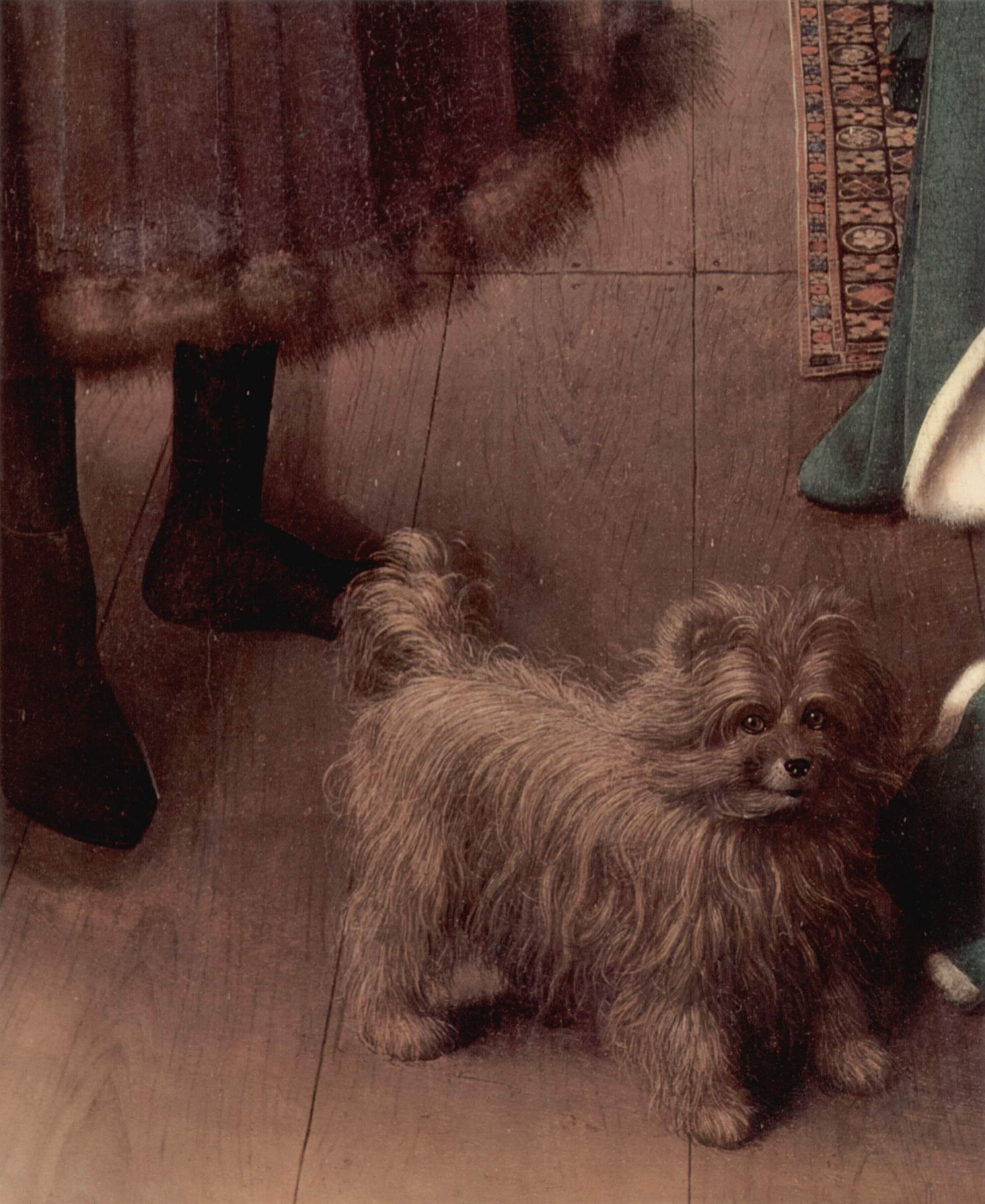
Detalle del Retrato del matrimonio Arnolfini, de Jan van Eyck (1434), primitivos flamencos.
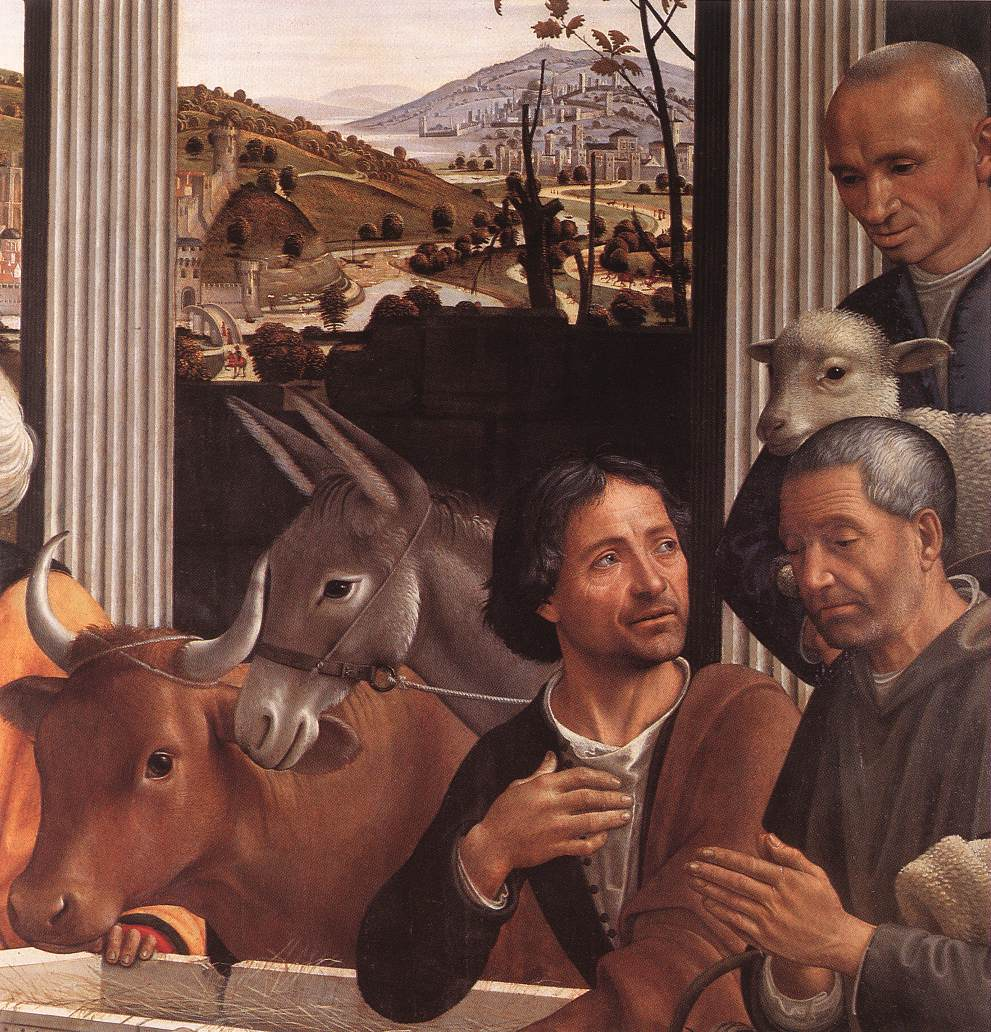
Detalle de la Adoración de los pastores de Domenico Ghirlandaio, (1482-1485), pintura del Quattrocento.
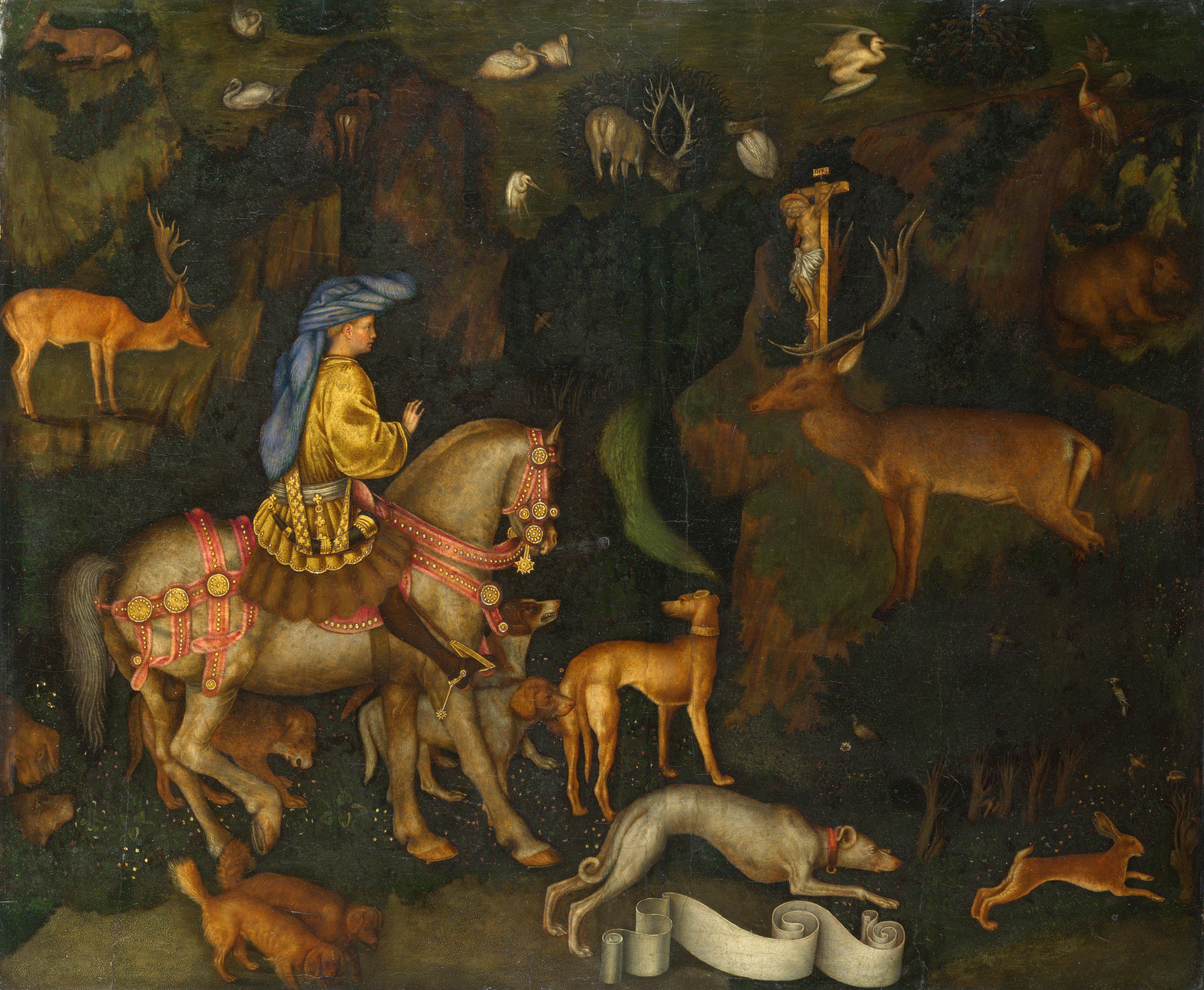
La visión de San Eustaquio,[39] de Pisanello (mediados del siglo XV).
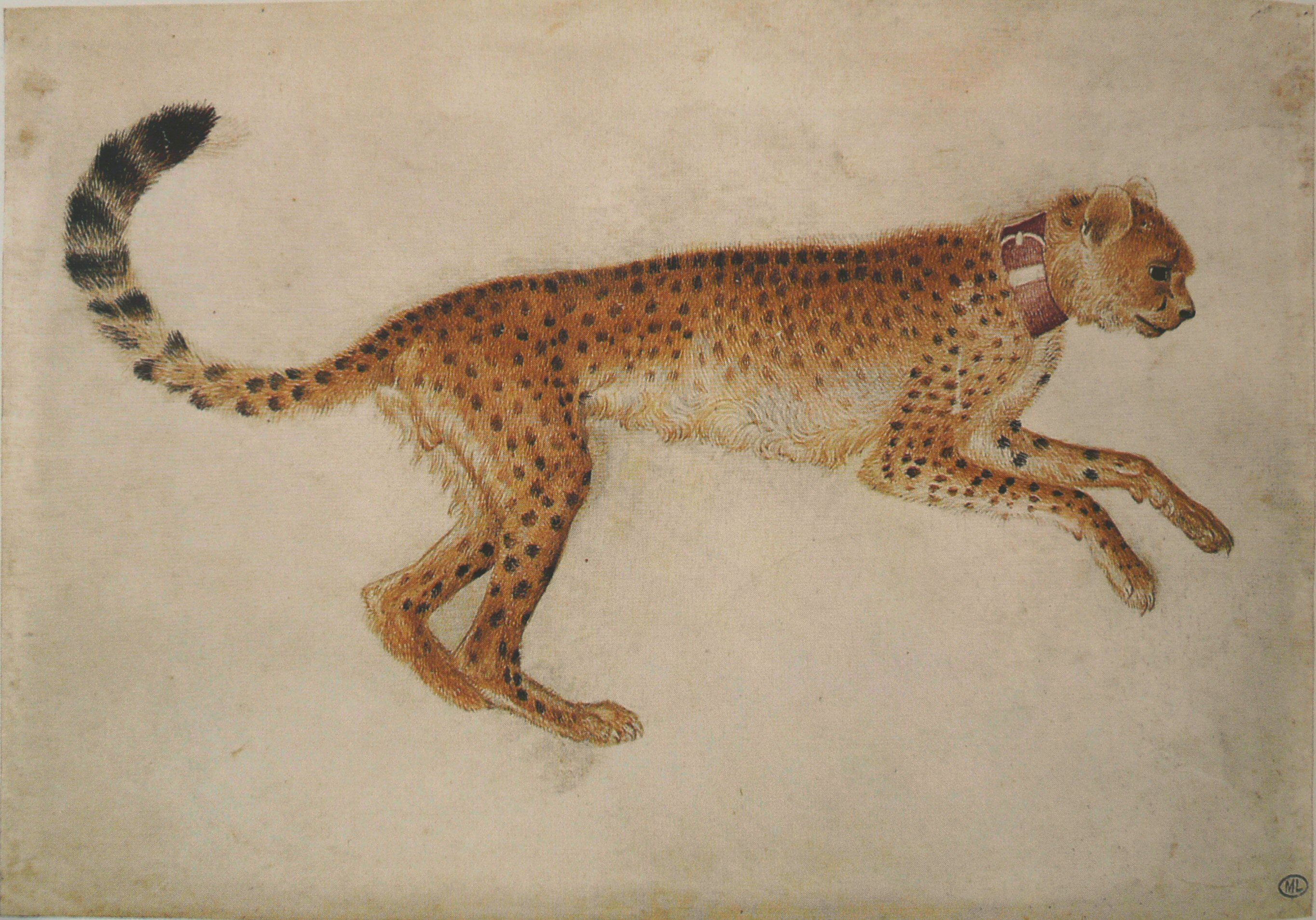
Guepardo del Codex Vallardi, del mismo Pisanello.
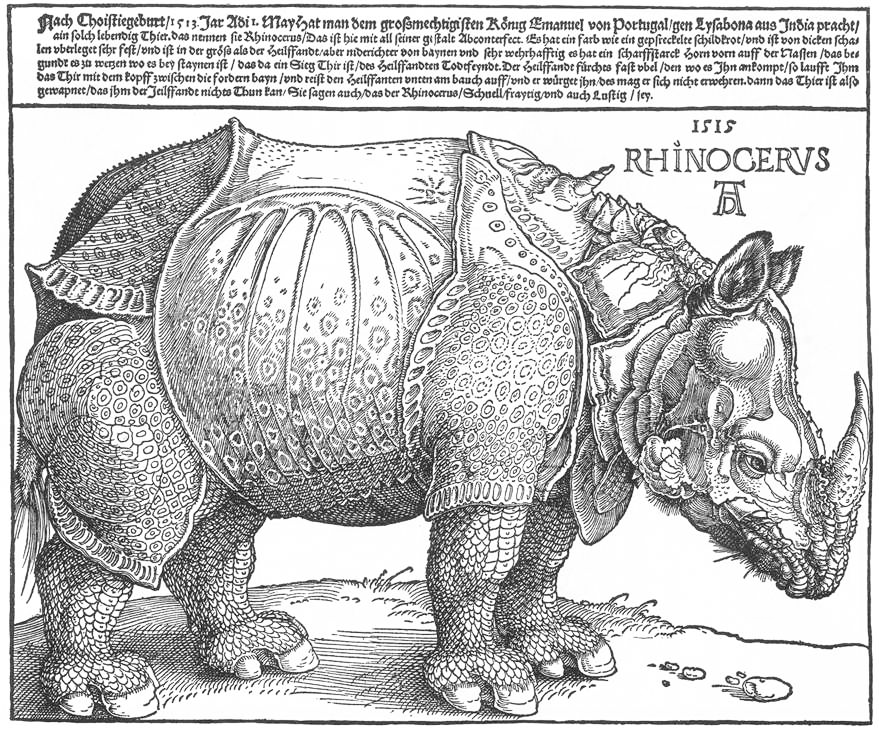
El rinoceronte de Durero (1514), renacimiento alemán.
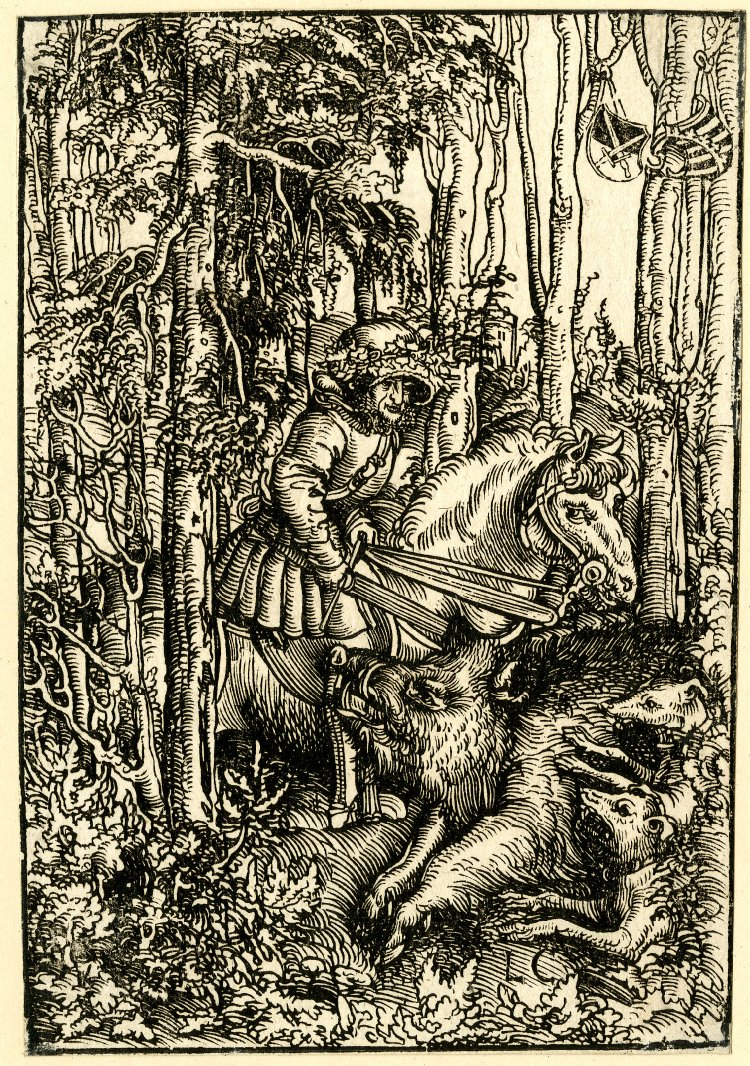
Caza del jabalí, de Lucas Cranach el Viejo (ca. 1506).

La identificación del arte con la imitación a la naturaleza fue intensificándose en las artes figurativas del gótico, y se intensificó con el Renacimiento; lo que condujo a un cada vez mayor realismo en el arte. Las ocasiones en que llegaron a Europa animales exóticos permitieron su representación por los artistas de la época, como ocurrió con la llamada jirafa Médici en 1486 o con el rinoceronte de Durero en 1515.
Un caso especial es el personalísimo universo de animales, reales y fantásticos, que creó El Bosco (El jardín de las delicias, Las tentaciones de San Antonio, El carro de heno, El juicio final), con algunos precedentes (el grabado de Martin Schongauer) y continuadores (el cuadro de Grünewald).

### Manierismo, Barroco ysigloXVIII

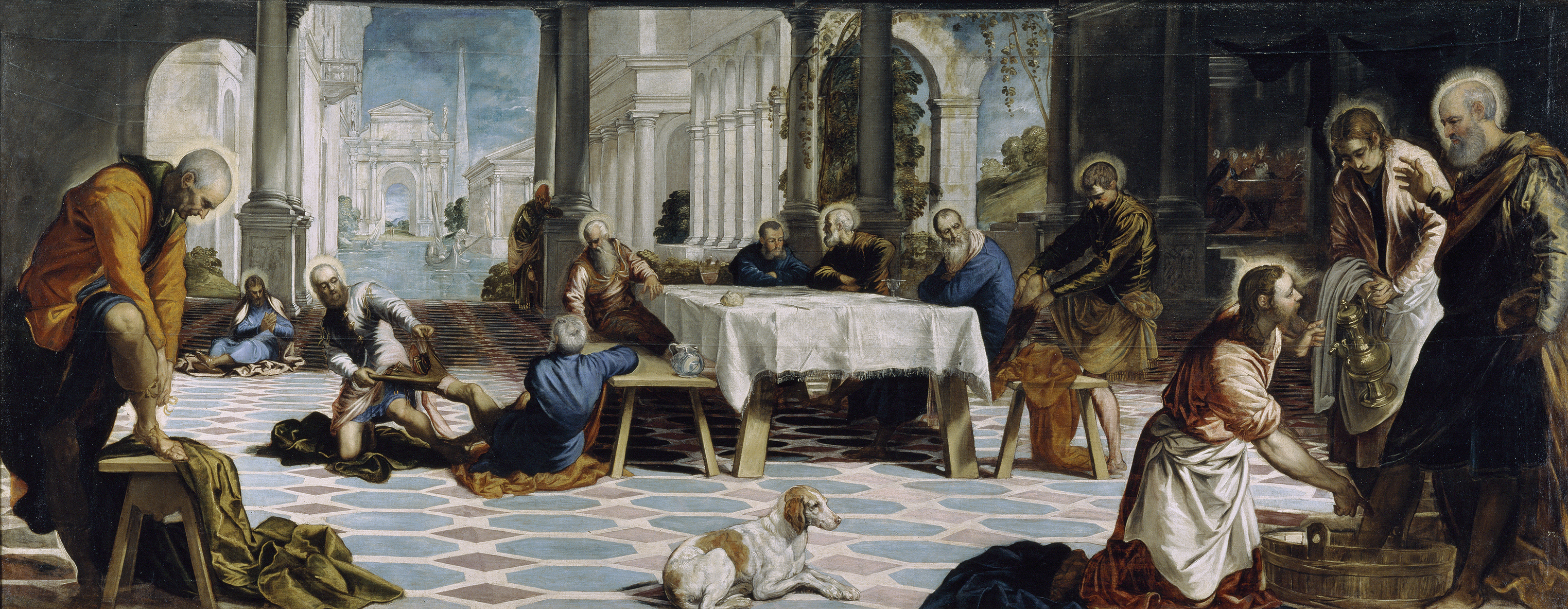
El Lavatorio, de Tintoretto (1549).
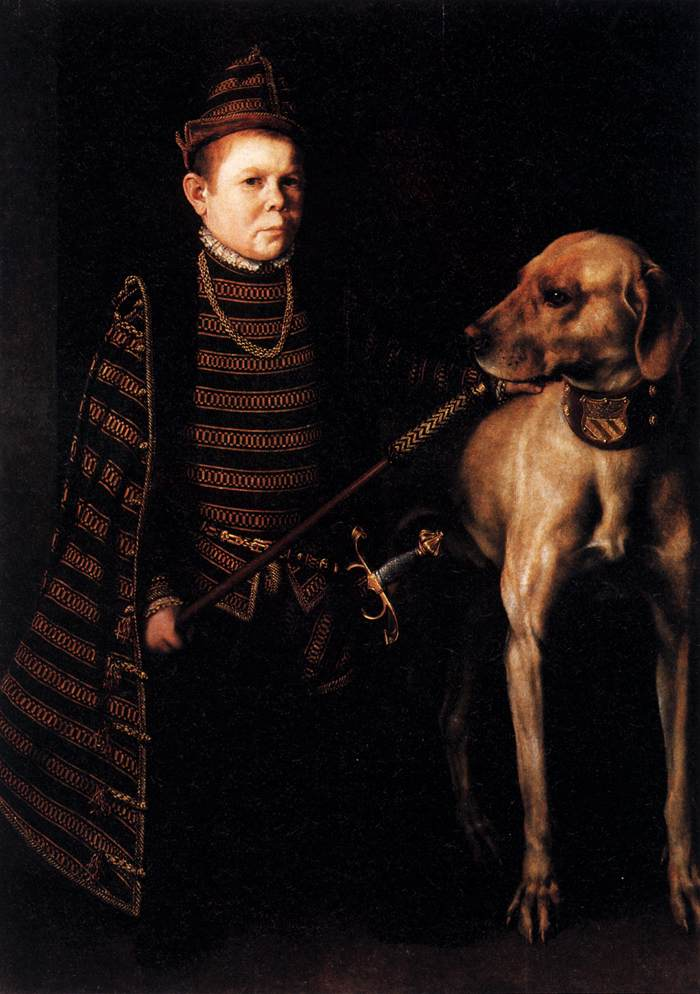
El enano del cardenal Granvela, de Antonio Moro (ca. 1550).
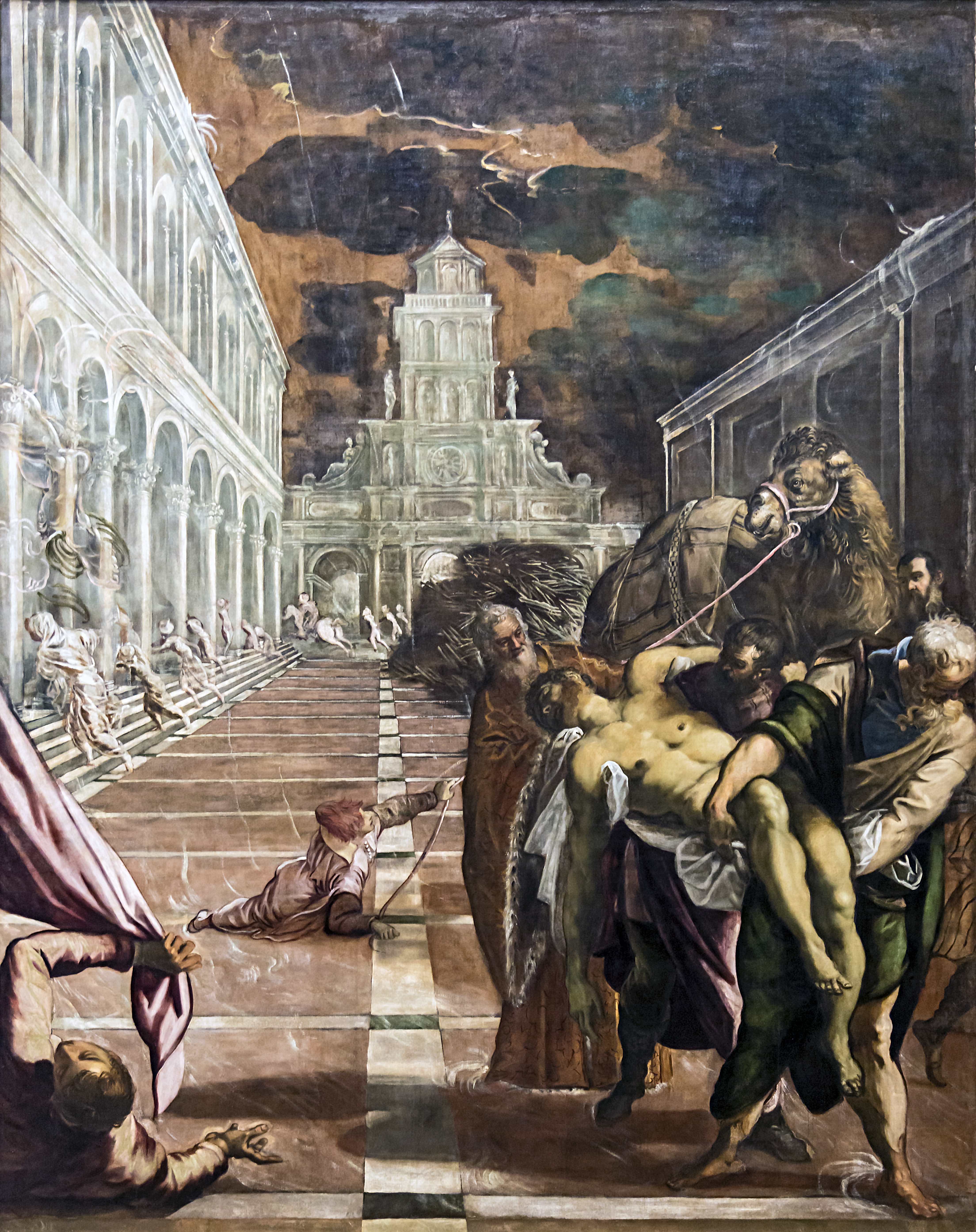
Traslado del cuerpo de San Marcos, de Tintoretto (ca. 1565).
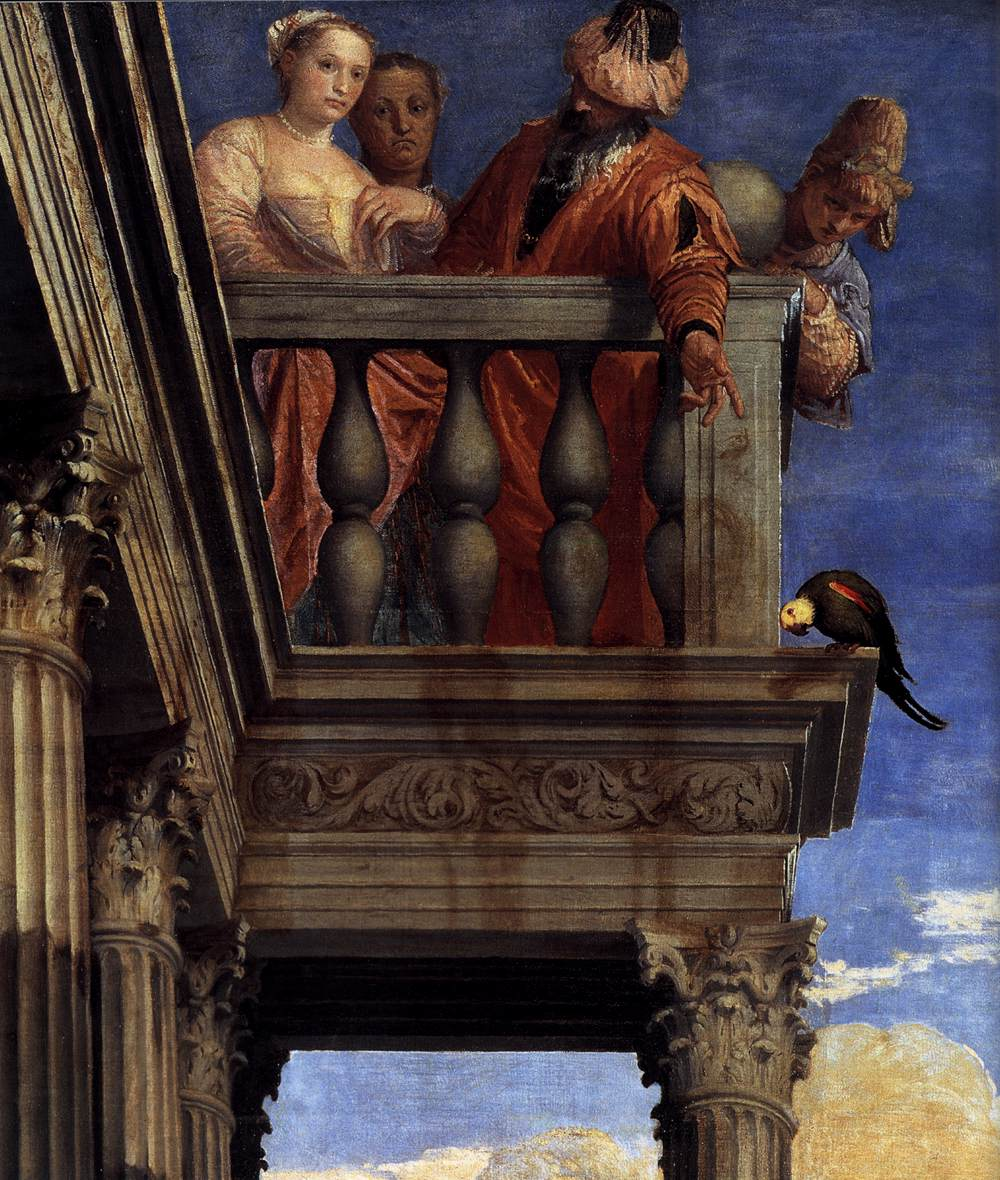
Detalle de Banquete en la casa de Simón, de Veronés (ca. 1570).
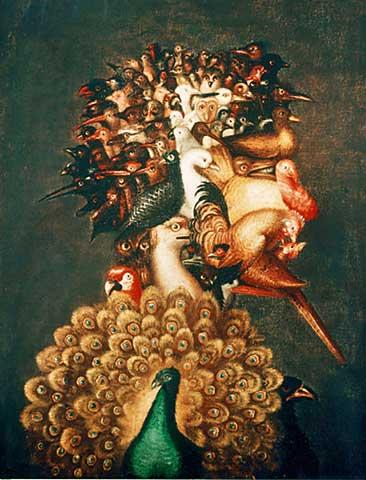
Elementos: El Aire, de Arcimboldo (1572).
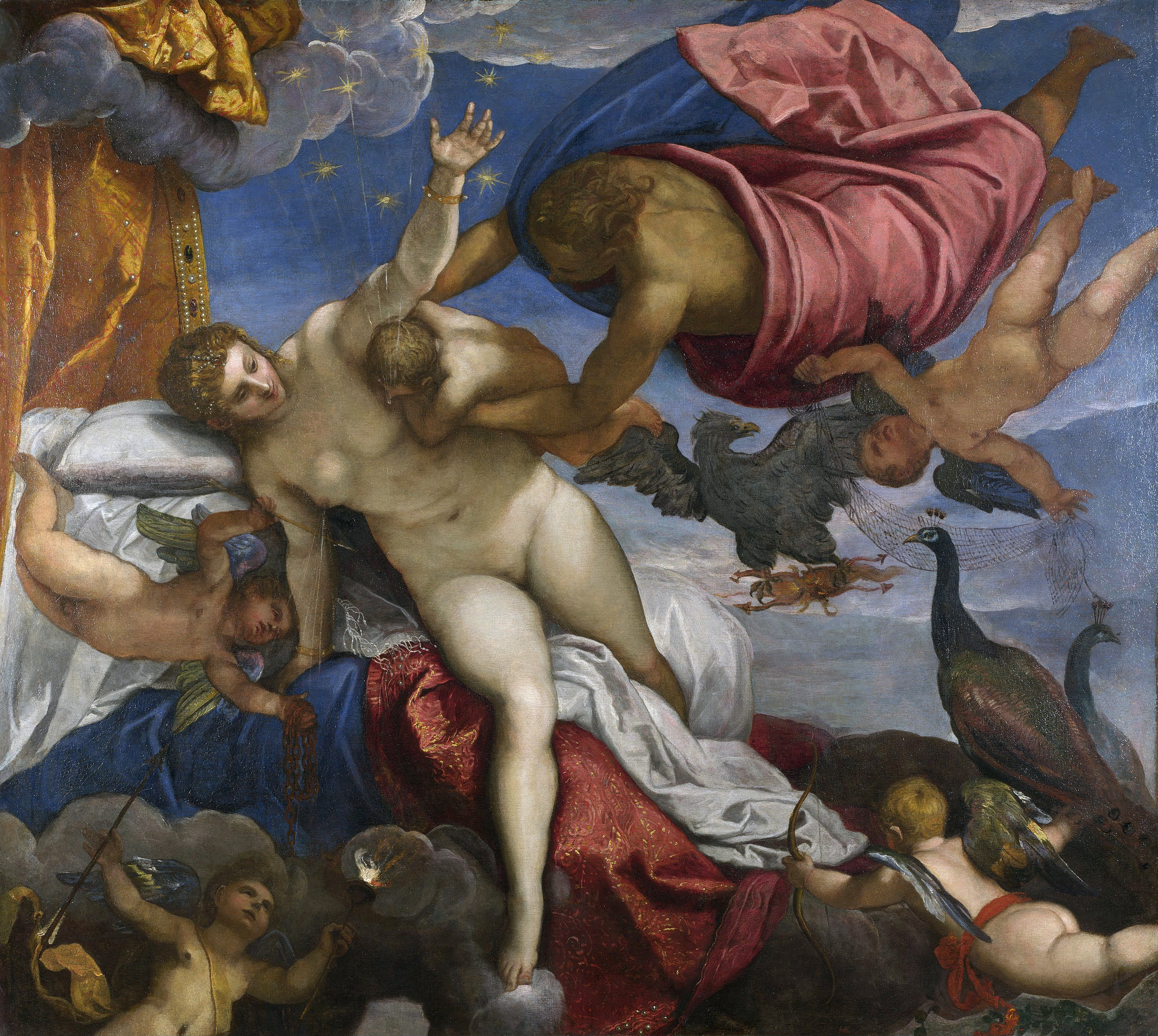
El origen de la Vía Láctea, de Tintoretto (1575)
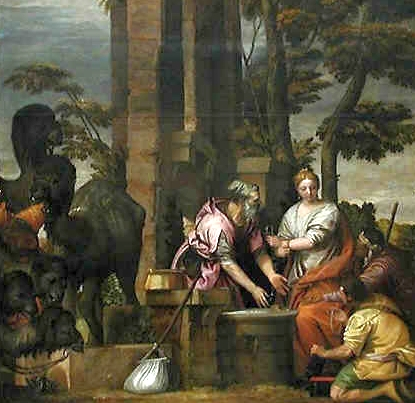
Rebeca y Eliecer, de Veronés (ca. 1580).

A partir del Manierismo, por ejemplo, en Tintoretto o Veronés, se utiliza la representación de todo tipo de animales como elementos de distracción de los motivos principales. Para representar la historia de Rebeca y Eliecer, en la que figuran camellos, el Veronés los pinta en primer plano. Un pintor clasicista como Poussin, enfrentado al mismo tema, ignoró conscientemente la posibilidad de introducirlos, para evitar distracciones exóticas. No hay que mezclar el estilo frigio con el estilo dorio, dijo, utilizando una una metáfora musical. Una posición intermedia adopta Murillo, que hace aparecer los camellos en la lejanía (Eliecer y Rebeca). Tintoretto dispone la escena de El Lavatorio dejando que el lugar central lo ocupe un perro tumbado. Rubens reservó una buena parte de la superficie del cuadro para los caballos y camellos del séquito de los Reyes Magos. Rembrandt, que no destacó como pintor animalista, sí realizó algunos estudios sobre animales exóticos (león y elefante).

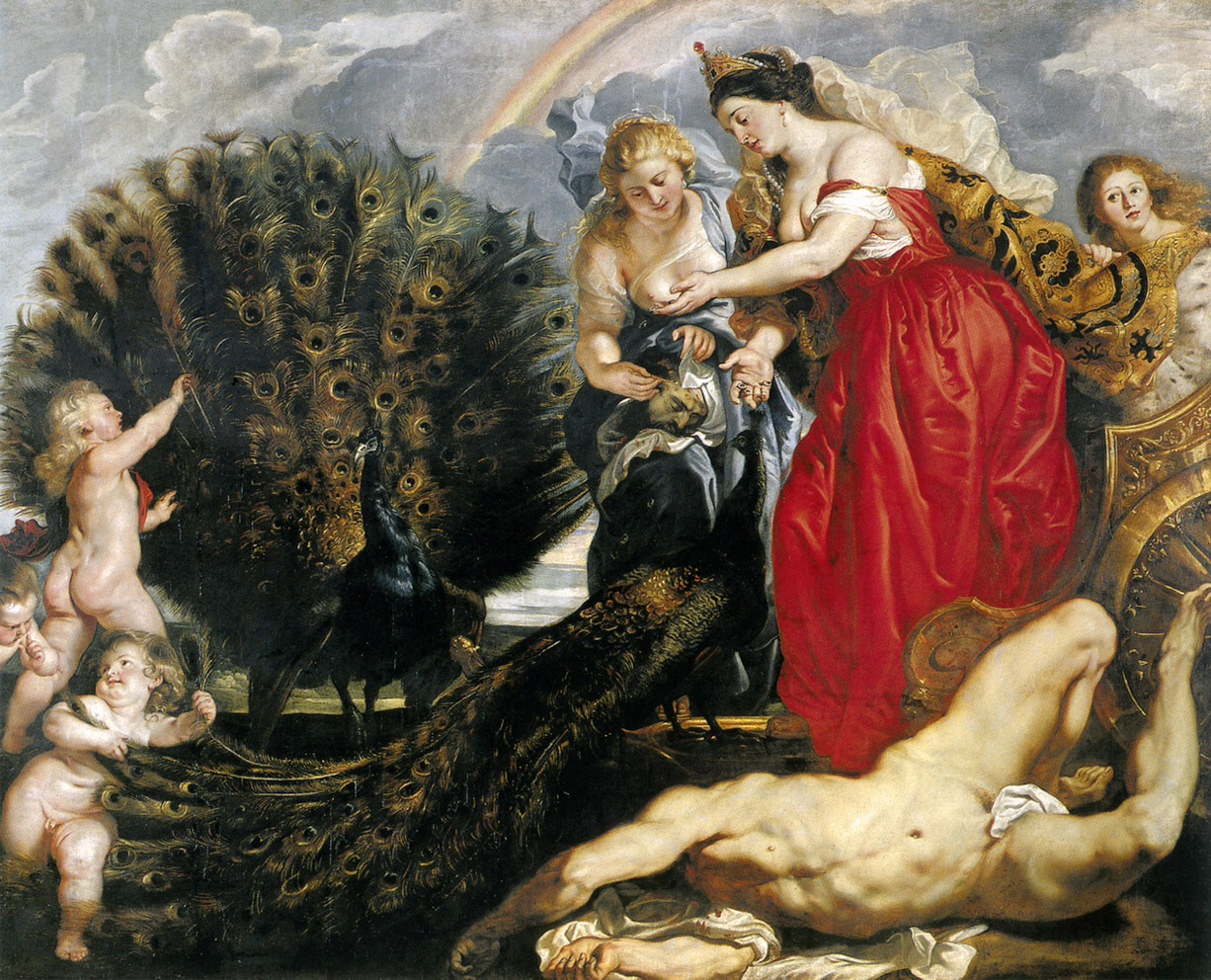
Juno y Argos, de Rubens (1611).
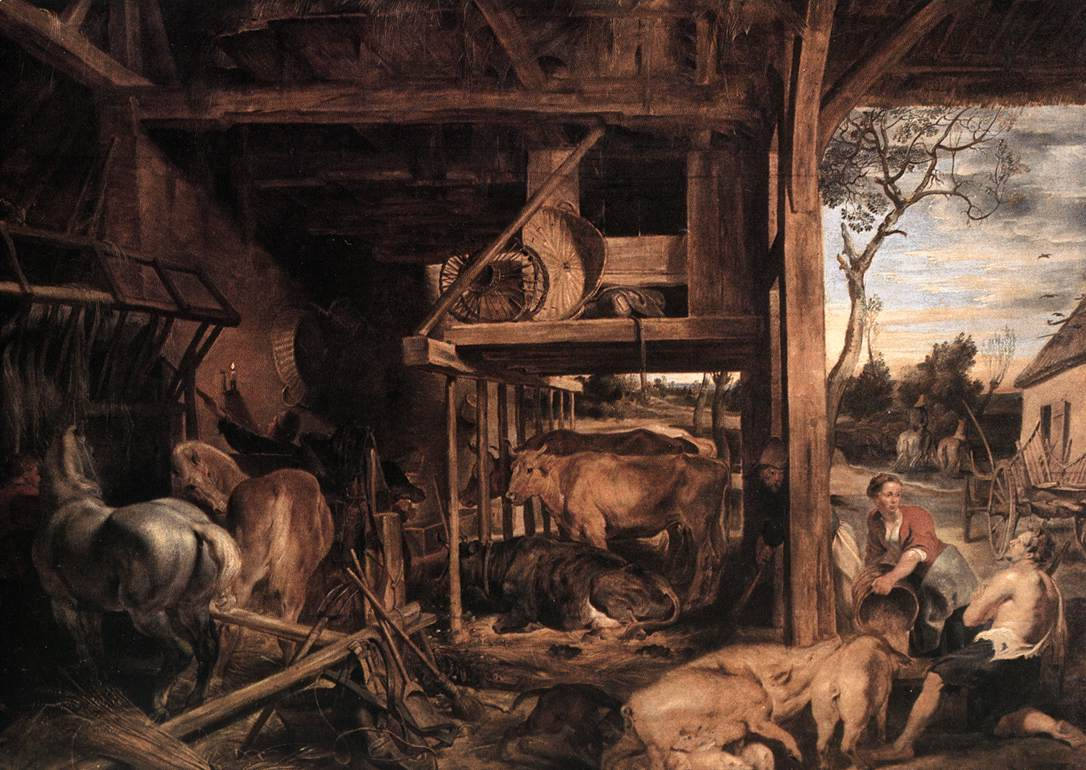
El hijo pródigo en el establo, de Rubens (1618).
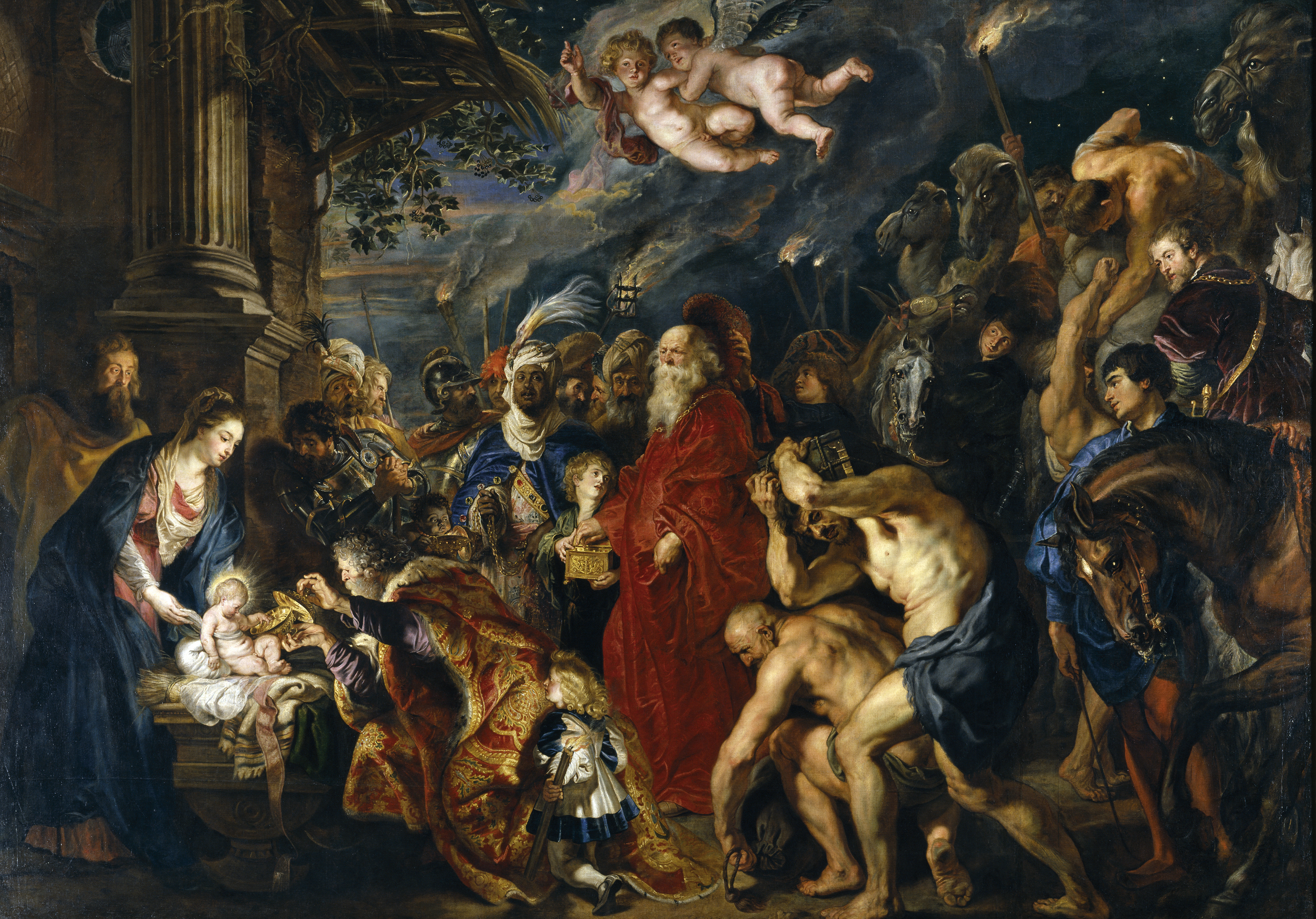
La adoración de los Reyes Magos, de Rubens (1609-1629).
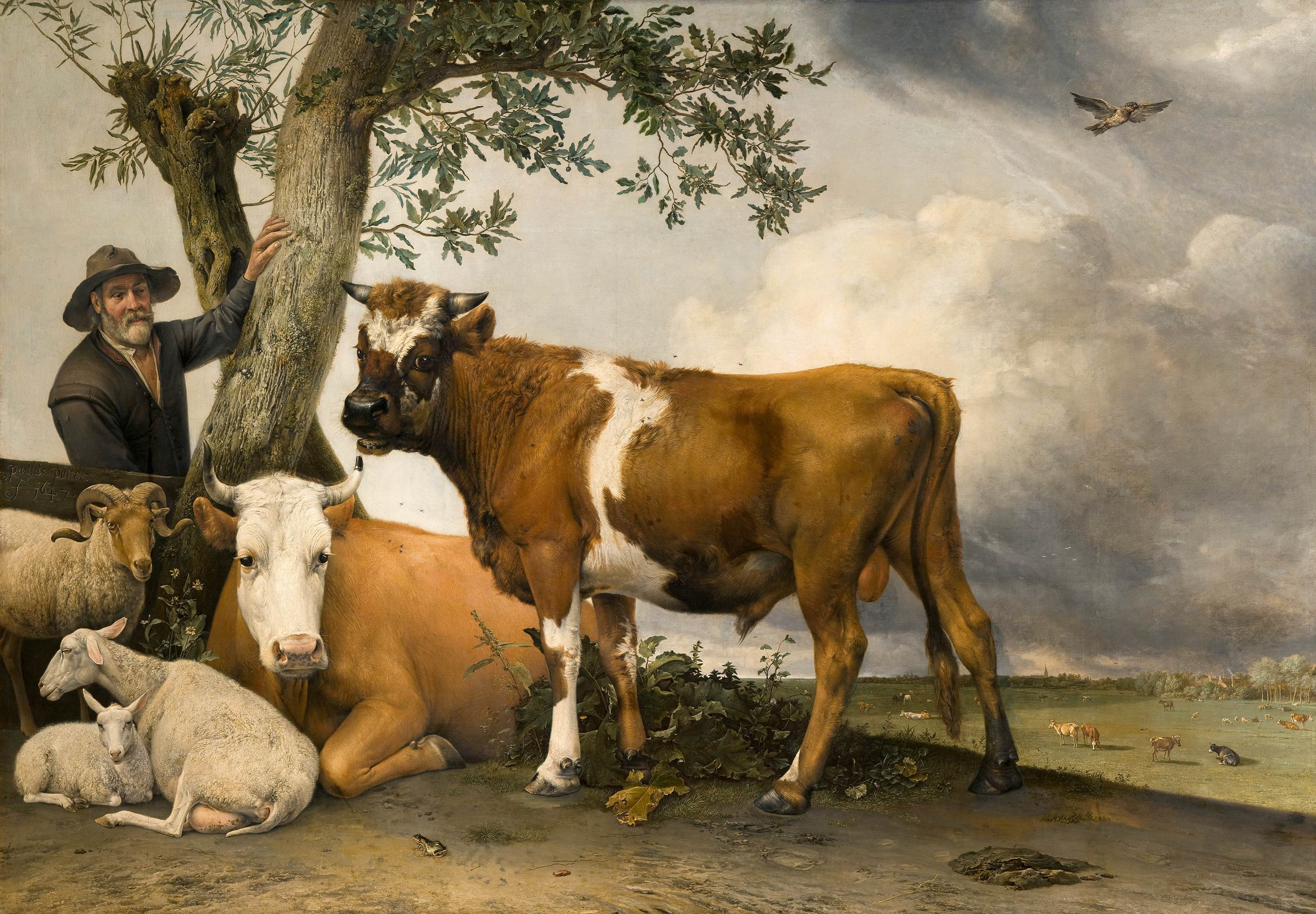
El toro, de Paulus Potter (1647).

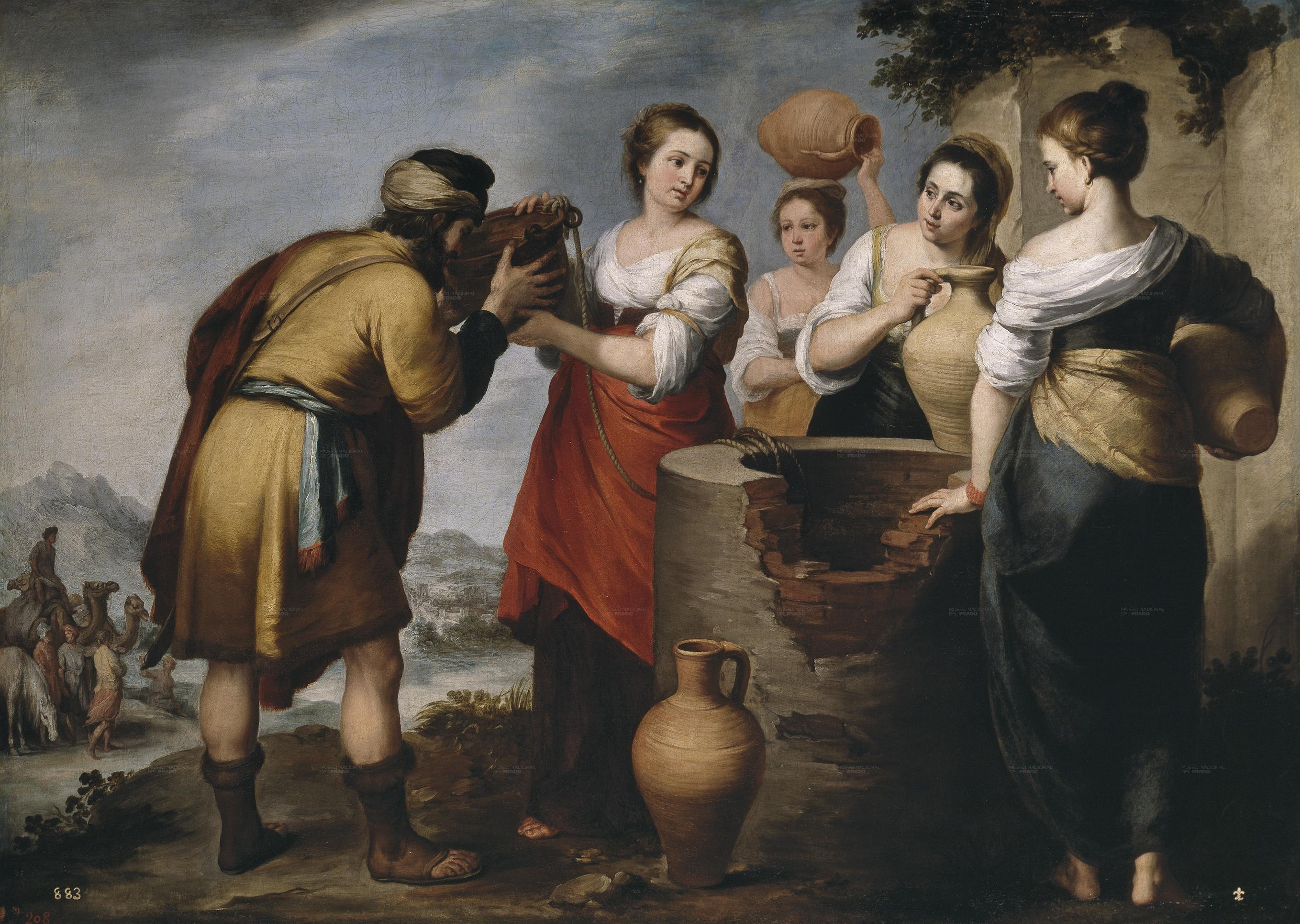
Eliecer y Rebeca, de Murillo (1652).
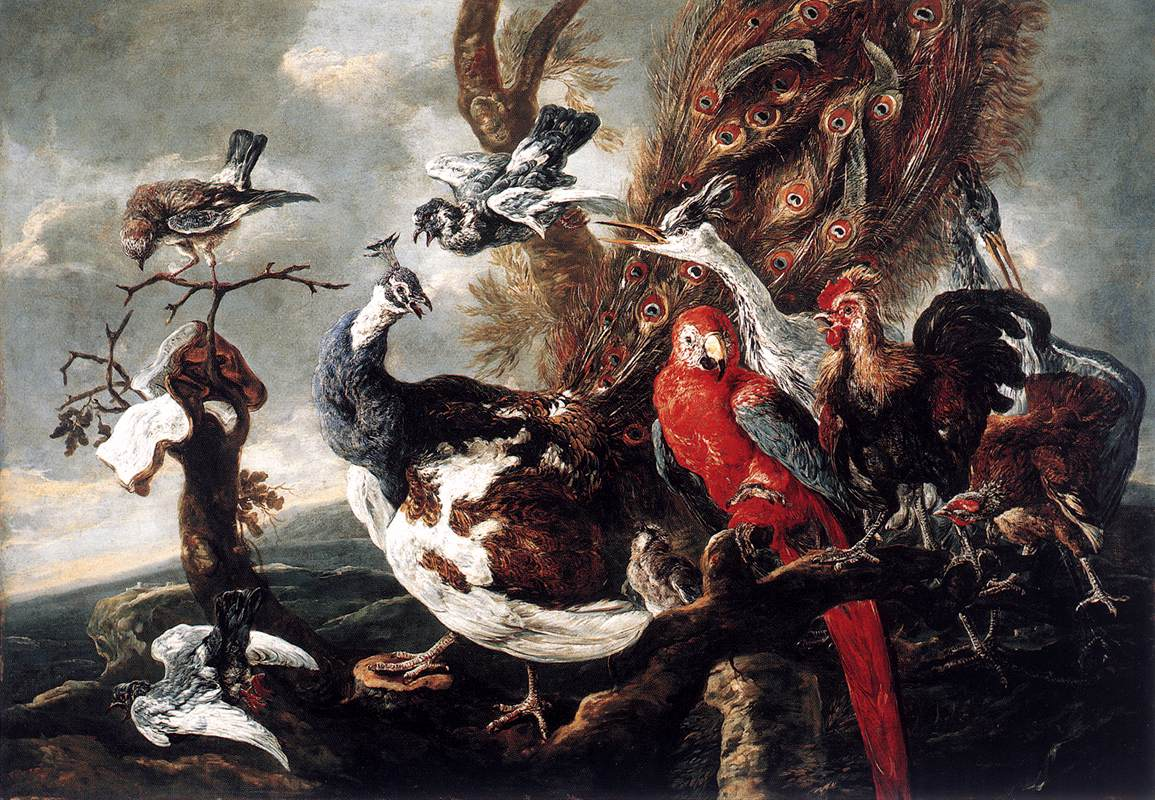
Concierto de aves, de Jan Fyt (1658).
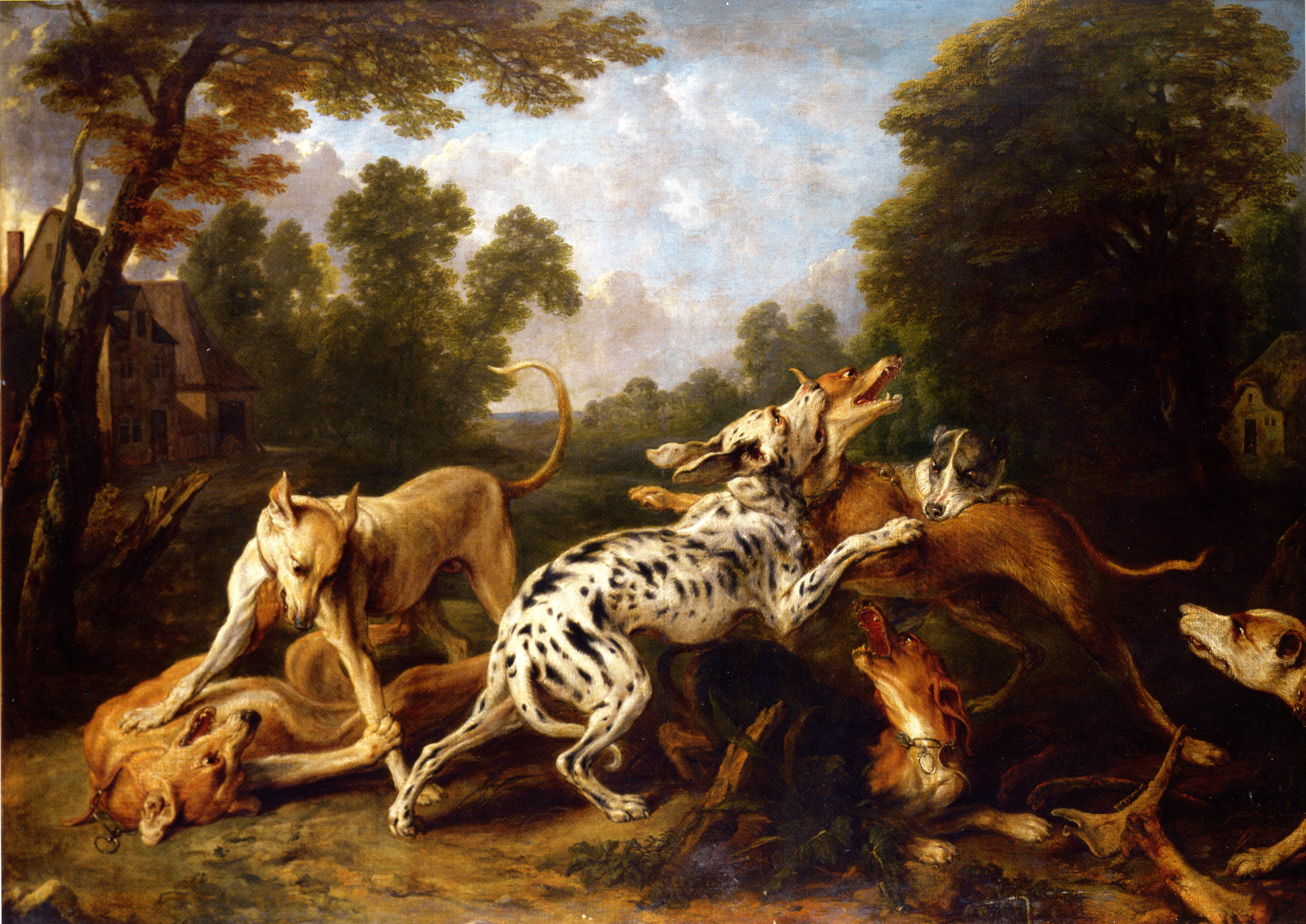
Perros peleando, de Frans Snyders (el fondo probablemente se dejó a otro pintor especializado en paisajes).

En la pintura barroca fueron frecuentes las representaciones de bodegones y escenas de caza (Frans Snyders, Jan Fyt, Paul de Vos y Cornelis de Vos destacaron como pintores animalistas en la Escuela de Amberes, Alexandre-François Desportes y Jean-Baptiste Oudry en la escuela animalística francesa, y Aelbert Cuyp, Paul Potter y Melchior Hondecoeter en la escuela animalística holandesa), así como de las alusiones metafóricas a distintos temas (como los sentidos) mediante distintos animales (por ejemplo, aves canoras para indicar el sentido del oído), para lo que el tema mitológico de Orfeo (que amansaba a los animales con su música) fue muy tratado.

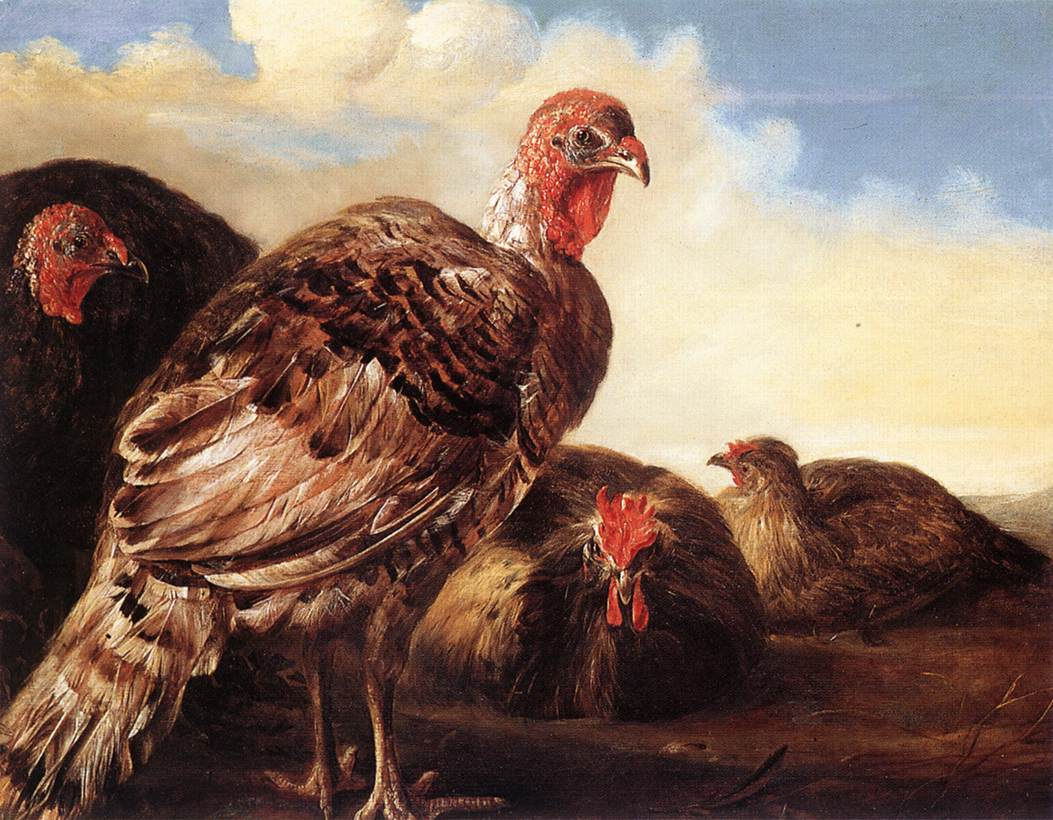
Pavos, de Albert Cuyp.
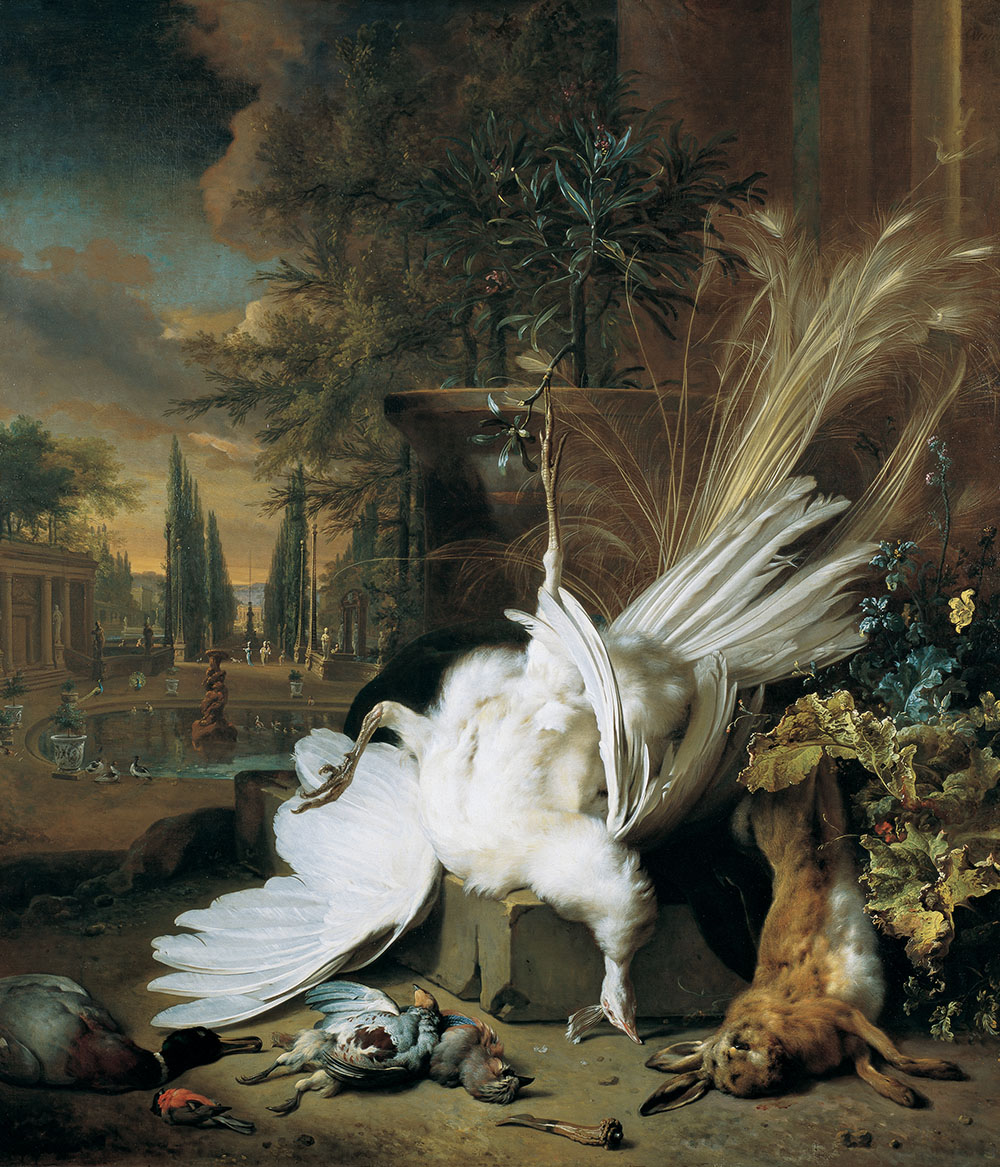
Der weiße Pfau, de Jan Weenix (1692).
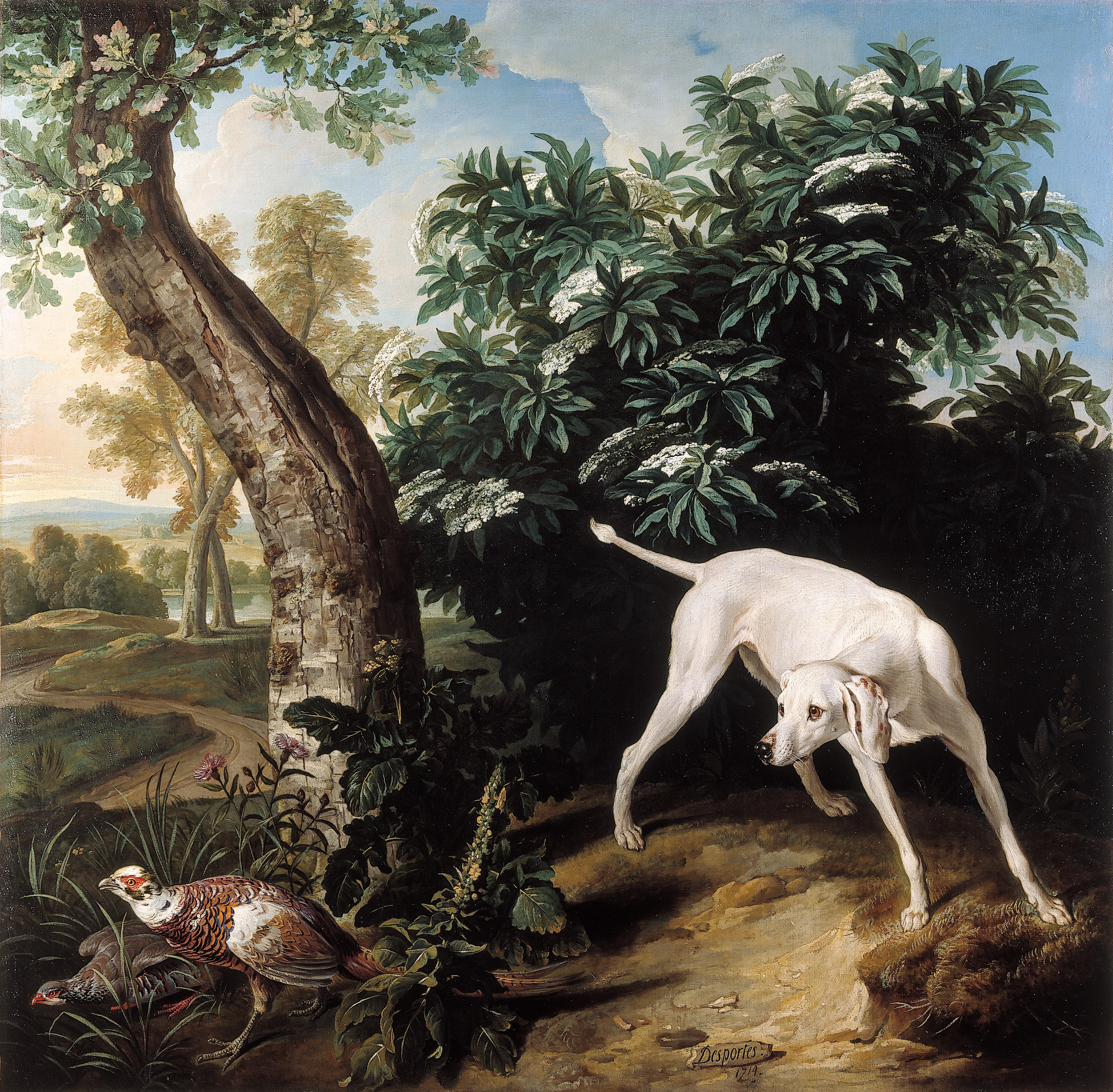
Perra blanca acechando la caza, de Alexandre-François Desportes (1714).
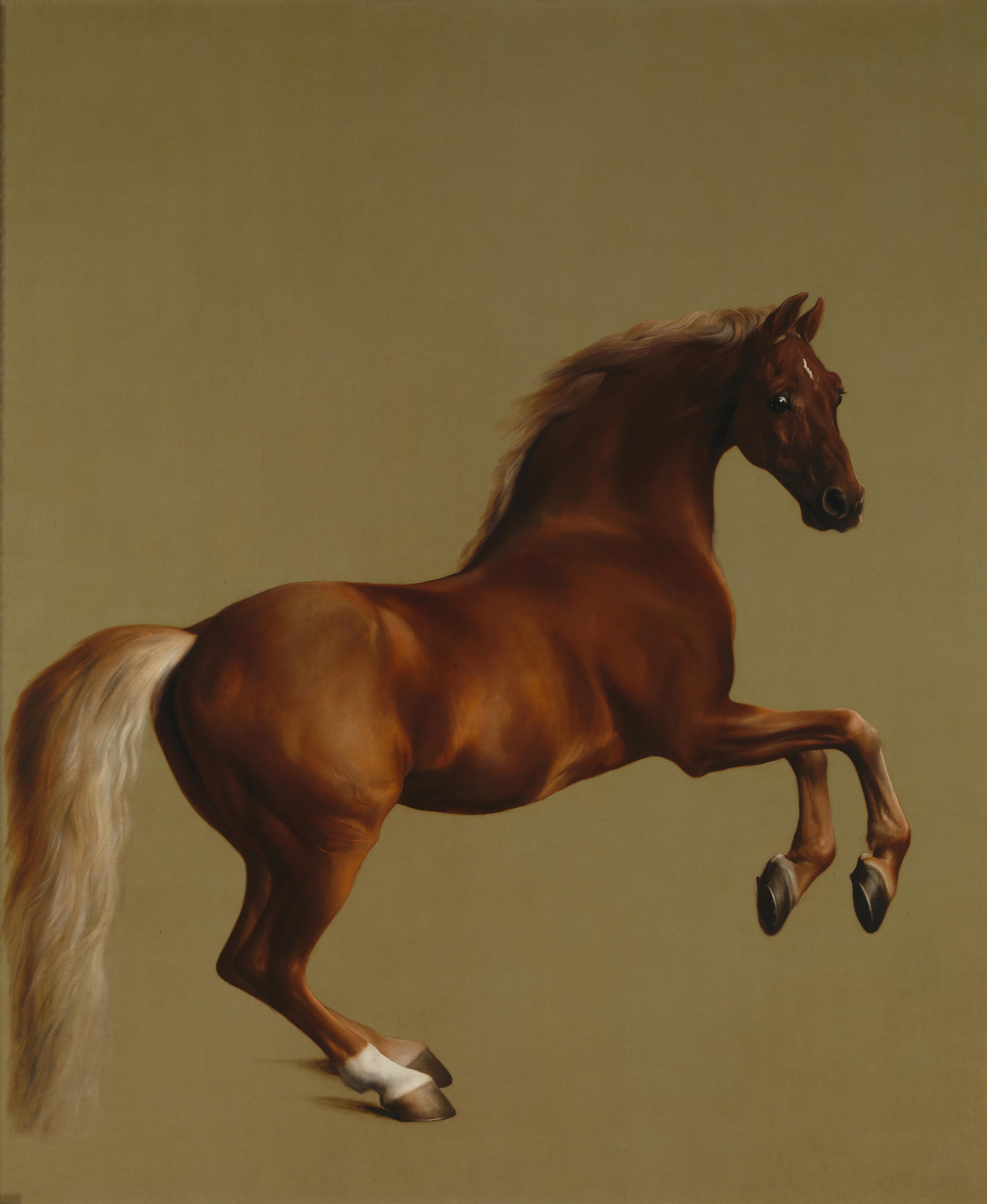
Retrato del caballo de carreras Whistlejacket, de George Stubbs (1762).
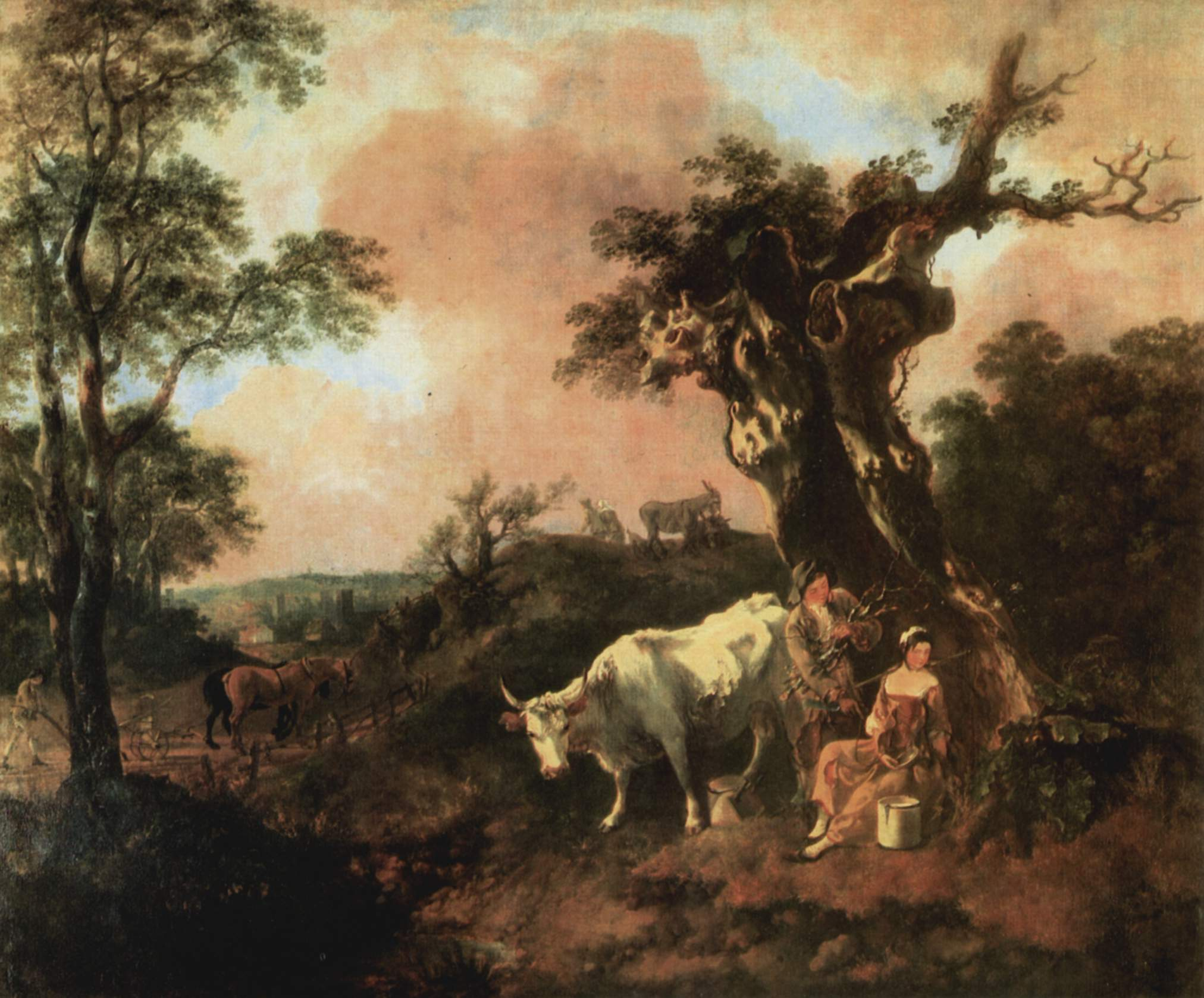
Leñador y pastora, de Thomas Gainsborough (1755).

También comienzan a encargarse representaciones "retratísticas" (es decir, que buscan reflejar las características peculiares que los indiviualizan) de animales especialmente estimados por sus dueños, que de esta manera buscan inmortalizarlos, sobre todo de caballos y perros, aunque también de algunos animales de granja. En un pasaje del Guzmán de Alfarache de Mateo Alemán (1599) se refleja esta costumbre, al describir la competición entre dos pintores a los que se encarga el retrato de sendos caballos; mientras uno se centra en la representación anatómica, otro se recrea en los detalles de la escena y no en el cuerpo del animal. Uno de los que más destacaron en el género fue el inglés George Stubbs, del que se dice que pintaba del natural en los establos y que estudió cadáveres de caballos dispuestos en todo tipo de posturas, lo que le llevó a la publicación de The Anatomy of the Horse (1766).

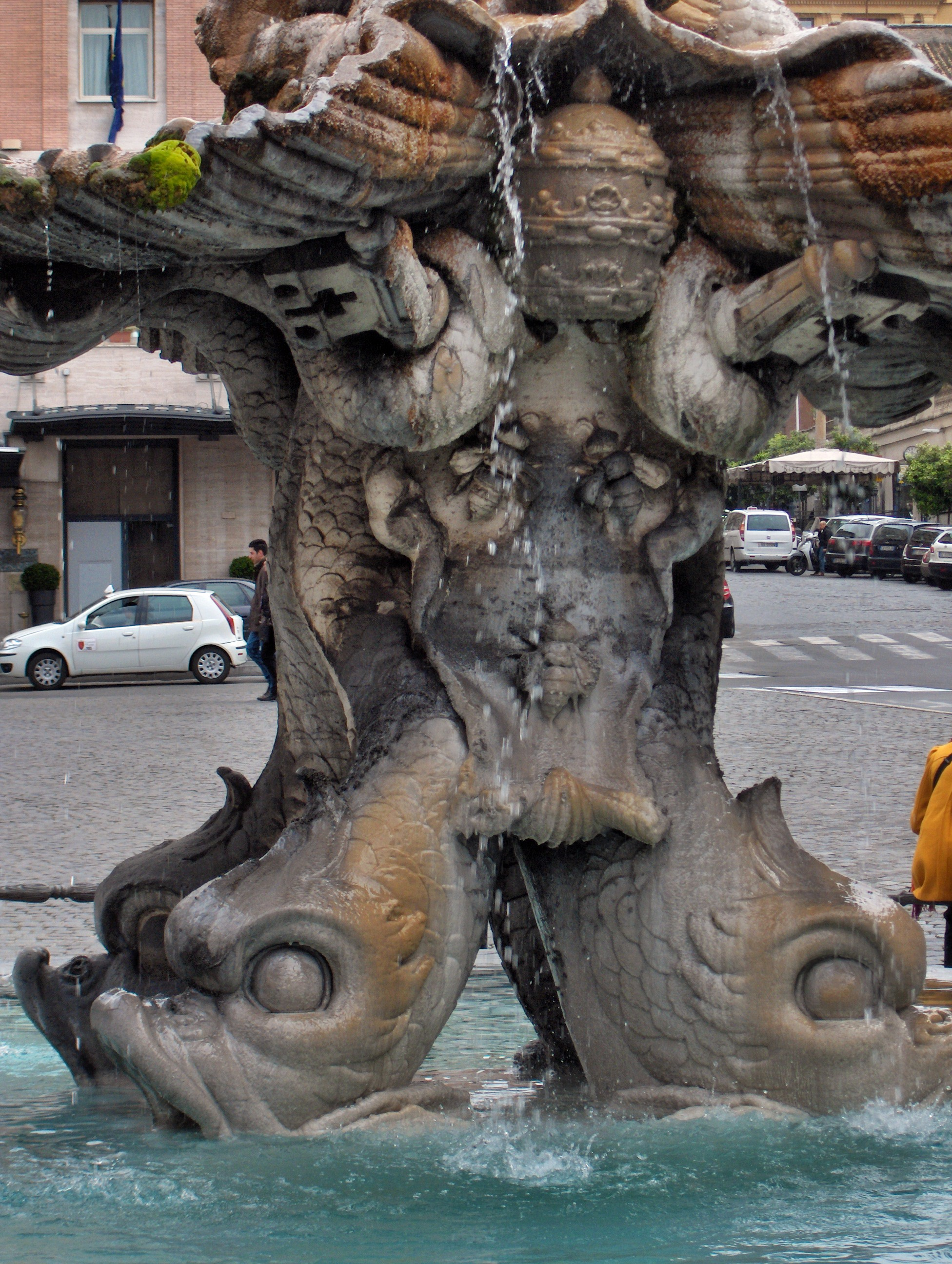
Peces de la Fuente del Tritón, de Bernini (1625).
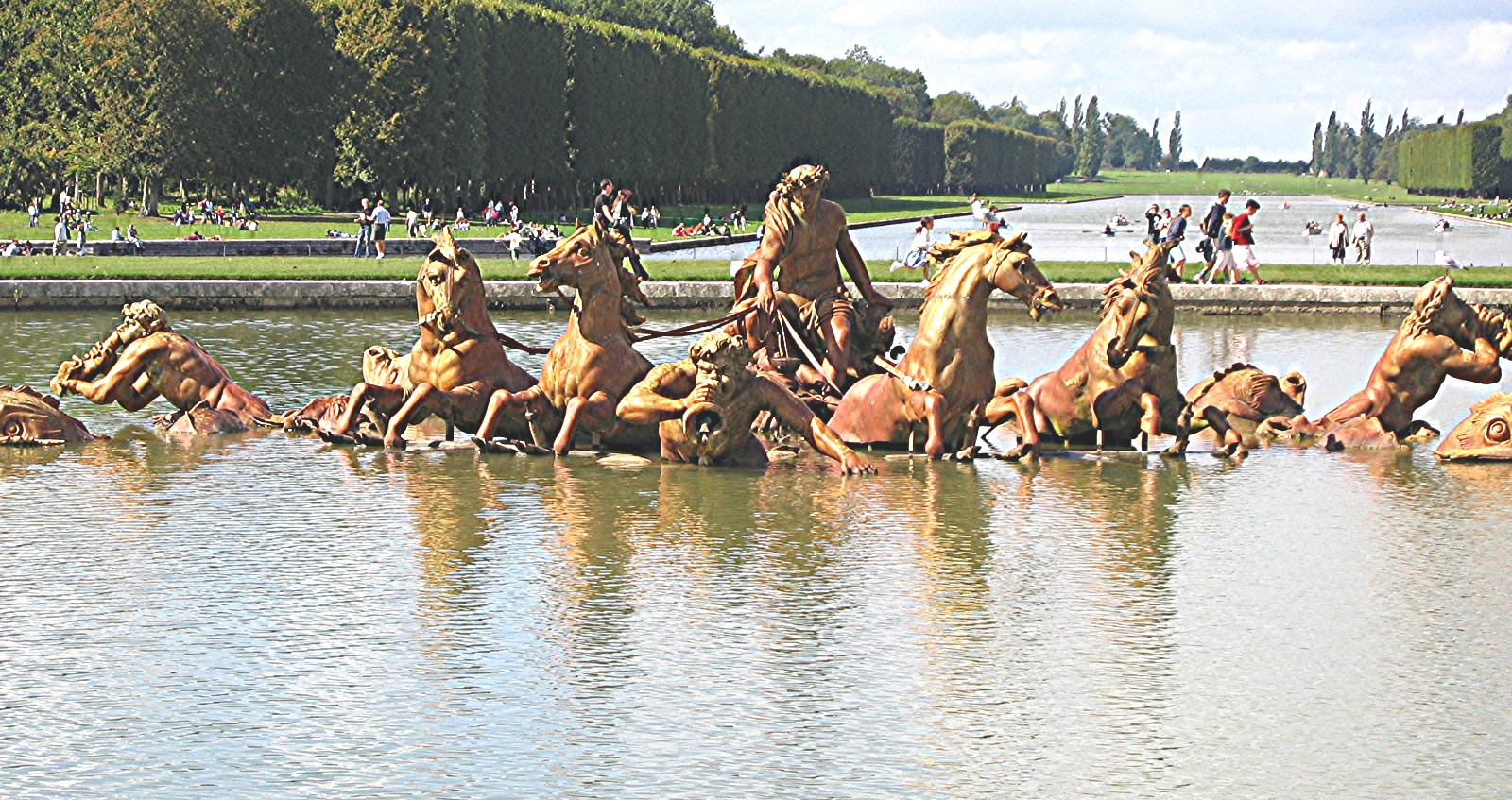
Los caballos de Apolo en una fuente de los Jardines de Versalles, de Jean-Baptiste Tuby (1670).
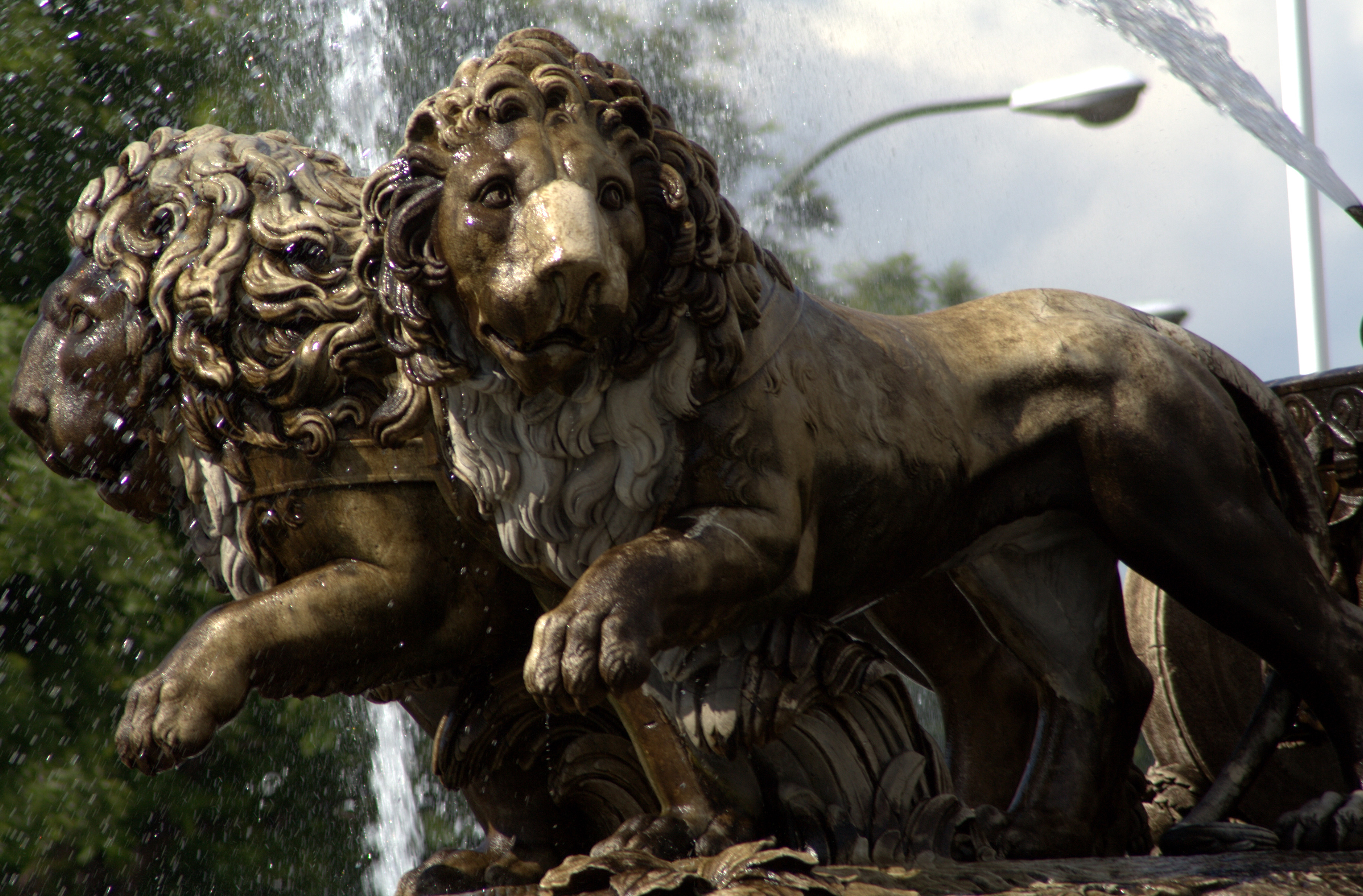
Leones de la Fuente de Cibeles, de Roberto Michel (1782).
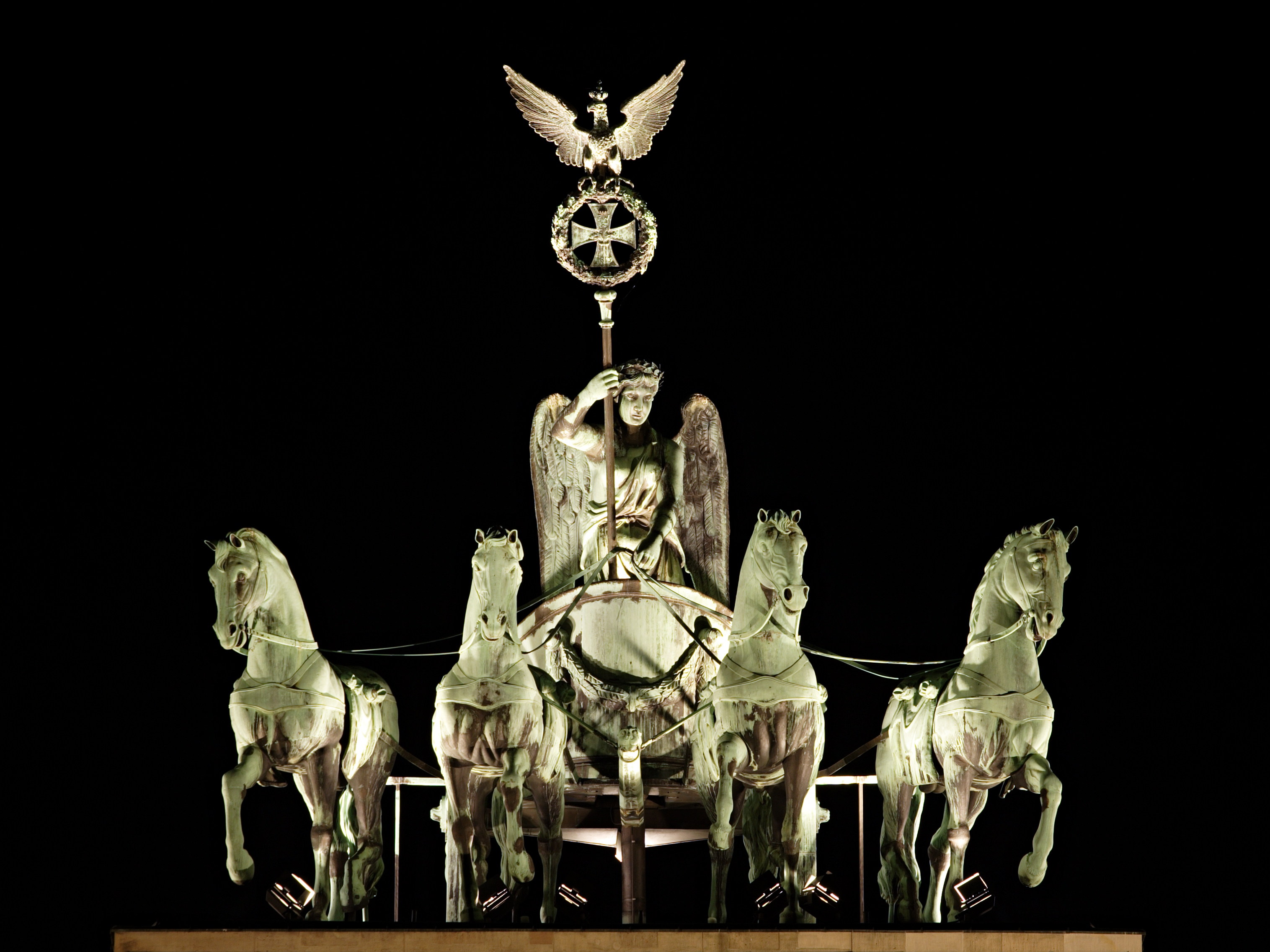
Cuadriga de la Puerta de Brandeburgo, de Johann Gottfried Schadow (1793).
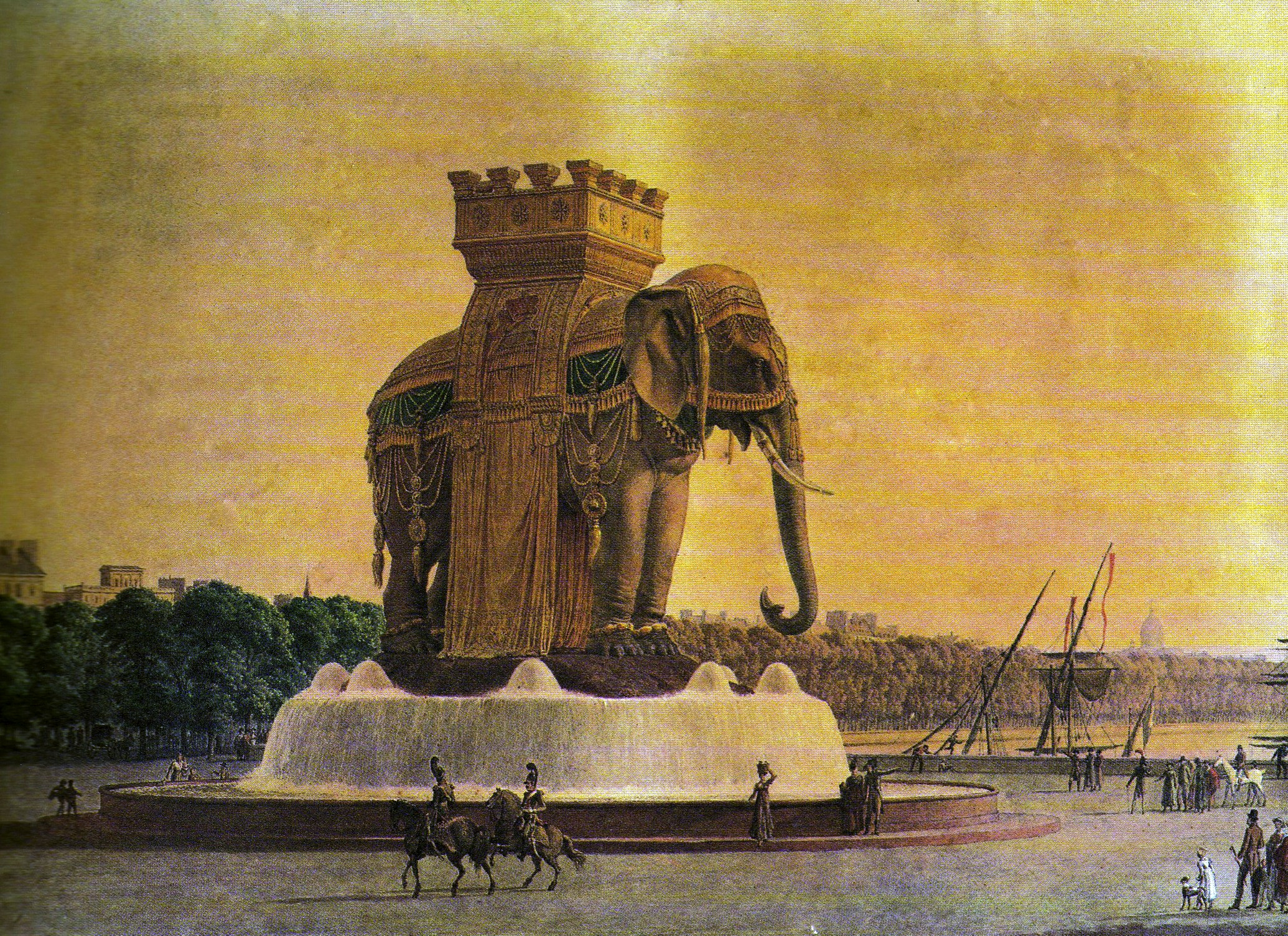
Proyecto de fuente conocido como Elefante de la Bastilla, de Jean-Antonie Alavoine (1812, no se llegó a finalizar).

El urbanismo barroco y neoclásico reservó para fuentes y monumentos algunas notables representaciones animalísticas, como las fuentes de Roma y las del Paseo del Prado de Madrid, o la cuadriga que remata la Puerta de Brandeburgo. Al contrario que las fuentes de los jardines de Versalles, las pocas fuentes de París del Antiguo Régimen que se han conservado no tienen destacados motivos animalísticos (sí algunas posteriores). Las fuentes de Londres con criterios monumentales se construyeron a partir del siglo XIX.

### Edad Contemporánea

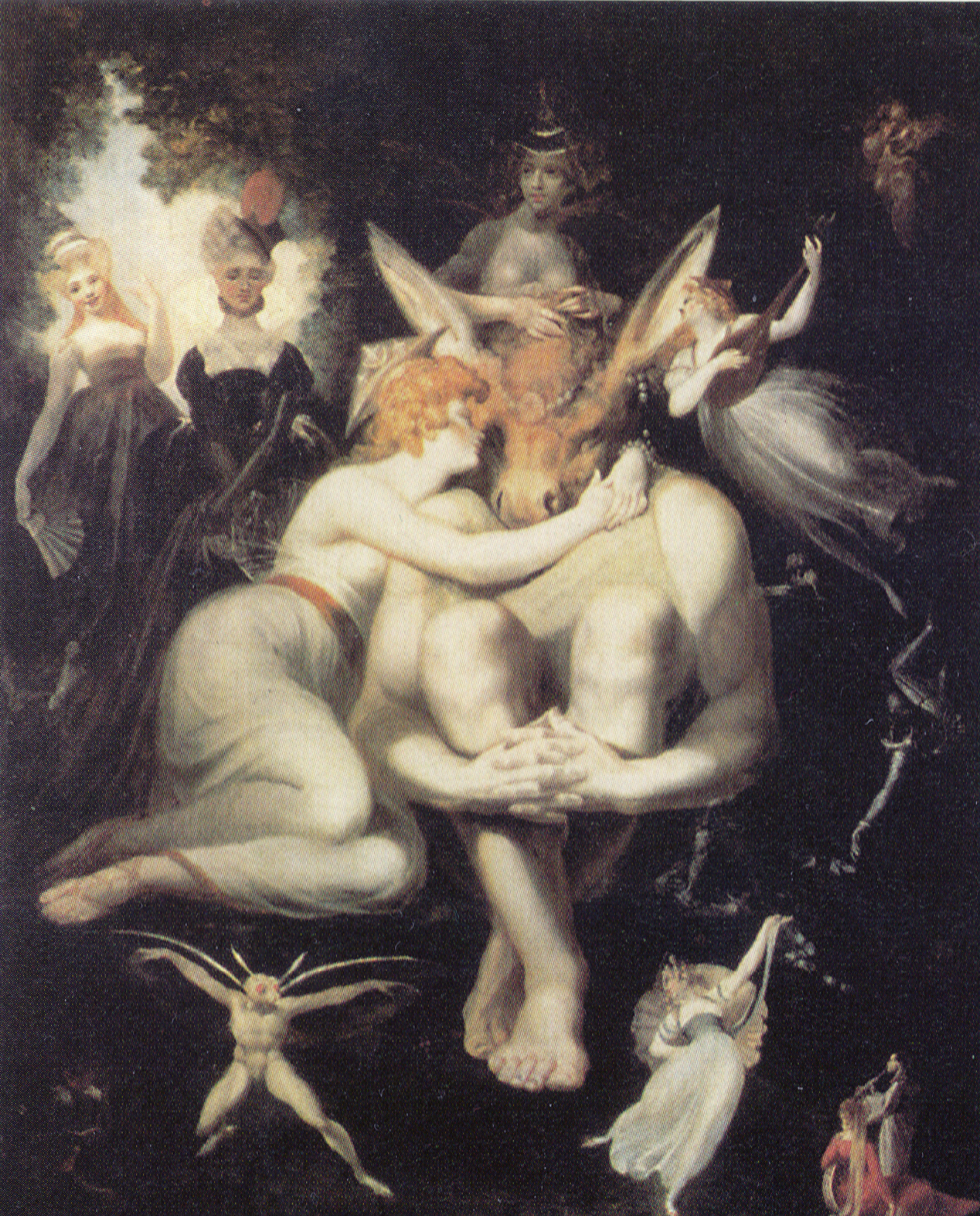
Ilustración para la obra de Shakespeare El sueño de una noche de verano, de Füssli (1793).
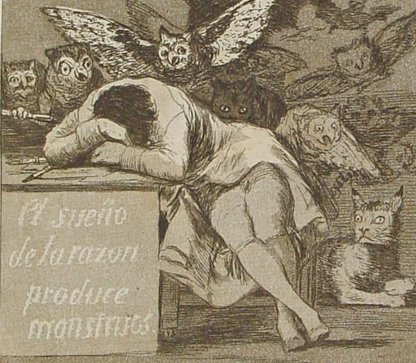
Detalle de El sueño de la razón produce monstruos, de Goya (1799)
Behemot y Leviatán, de William Blake (antes de 1827).

El prerromanticismo de Füssli, Goya o Blake utilizó animales fantásticos para la ambientación de atmósferas oníricas; como ya había hecho El Bosco y como posteriormente haría el surrealismo (Salvador Dalí, Joan Miró, Marc Chagall, Max Ernst).

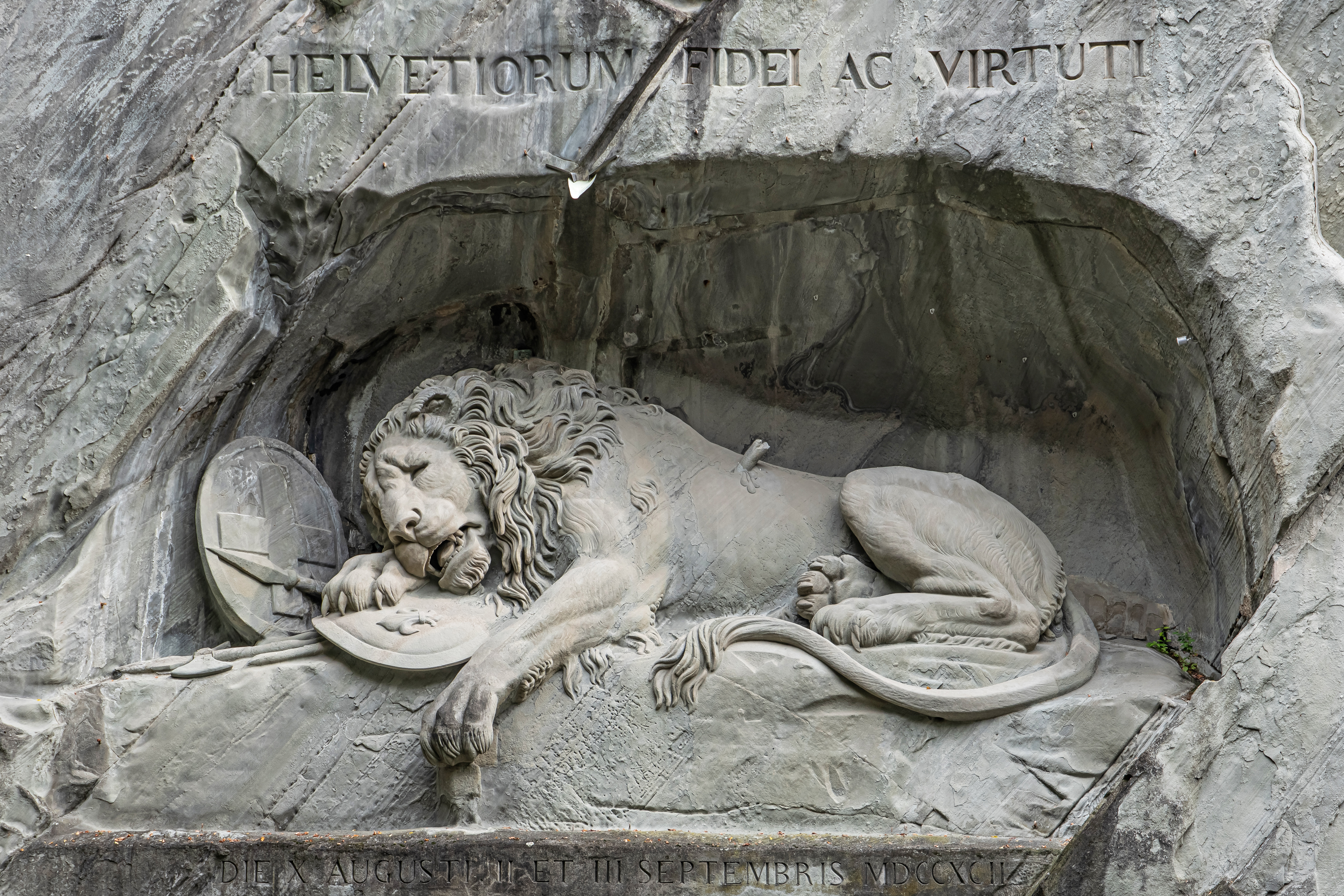
Monumento a los guardias suizos o monumento del león (Löwendenkmal) en Lucerna, de Thorwaldsen (1819).
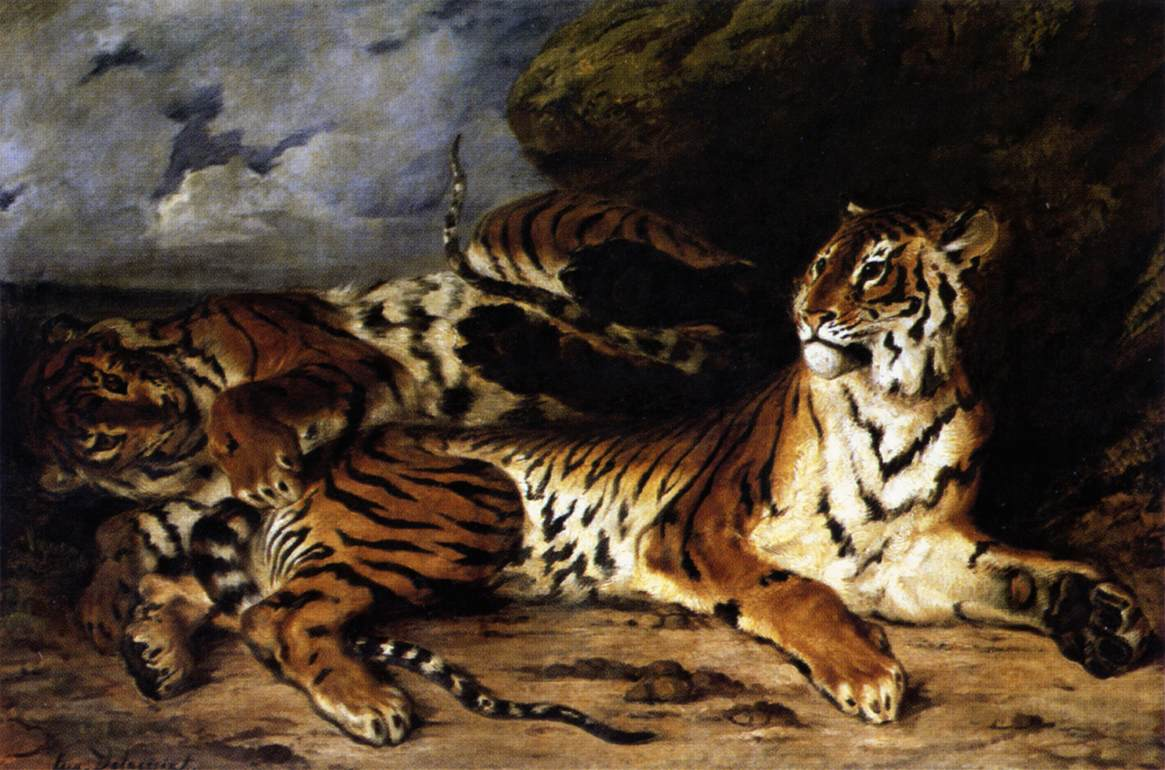
Joven tigre jugando con su madre, de Delacroix (1830).
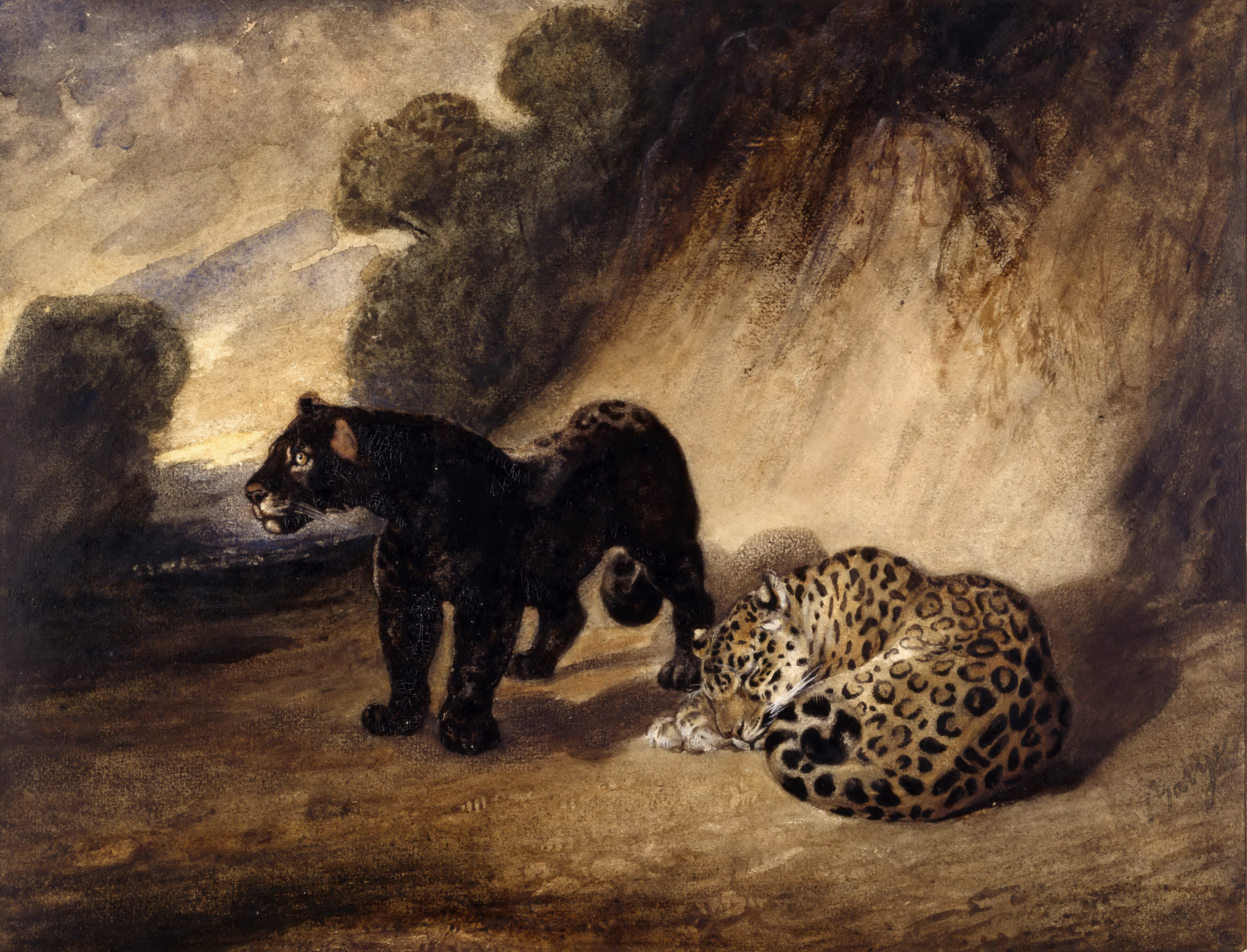
Dos jaguares de Perú, de Antoine-Louis Barye (1833).
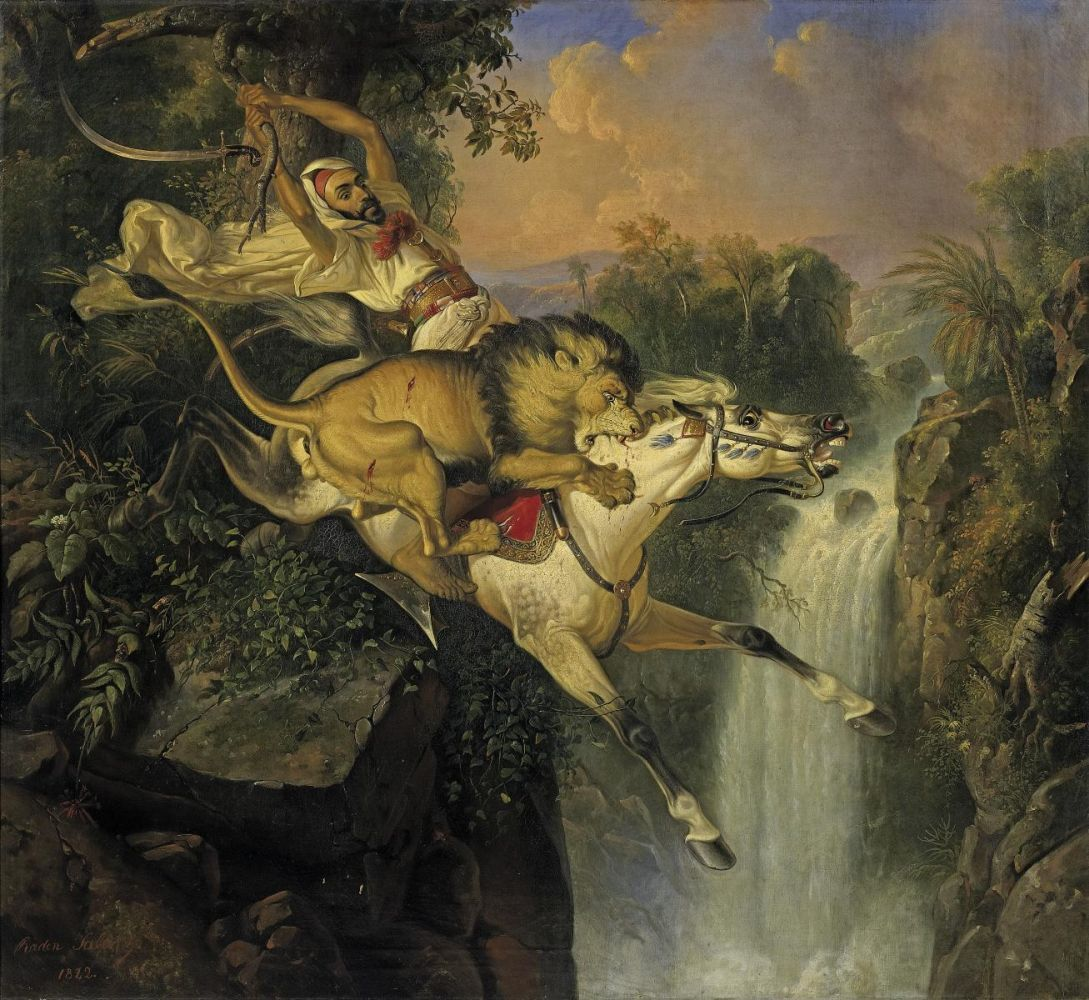
Último recurso, de Raden Saleh (1842).
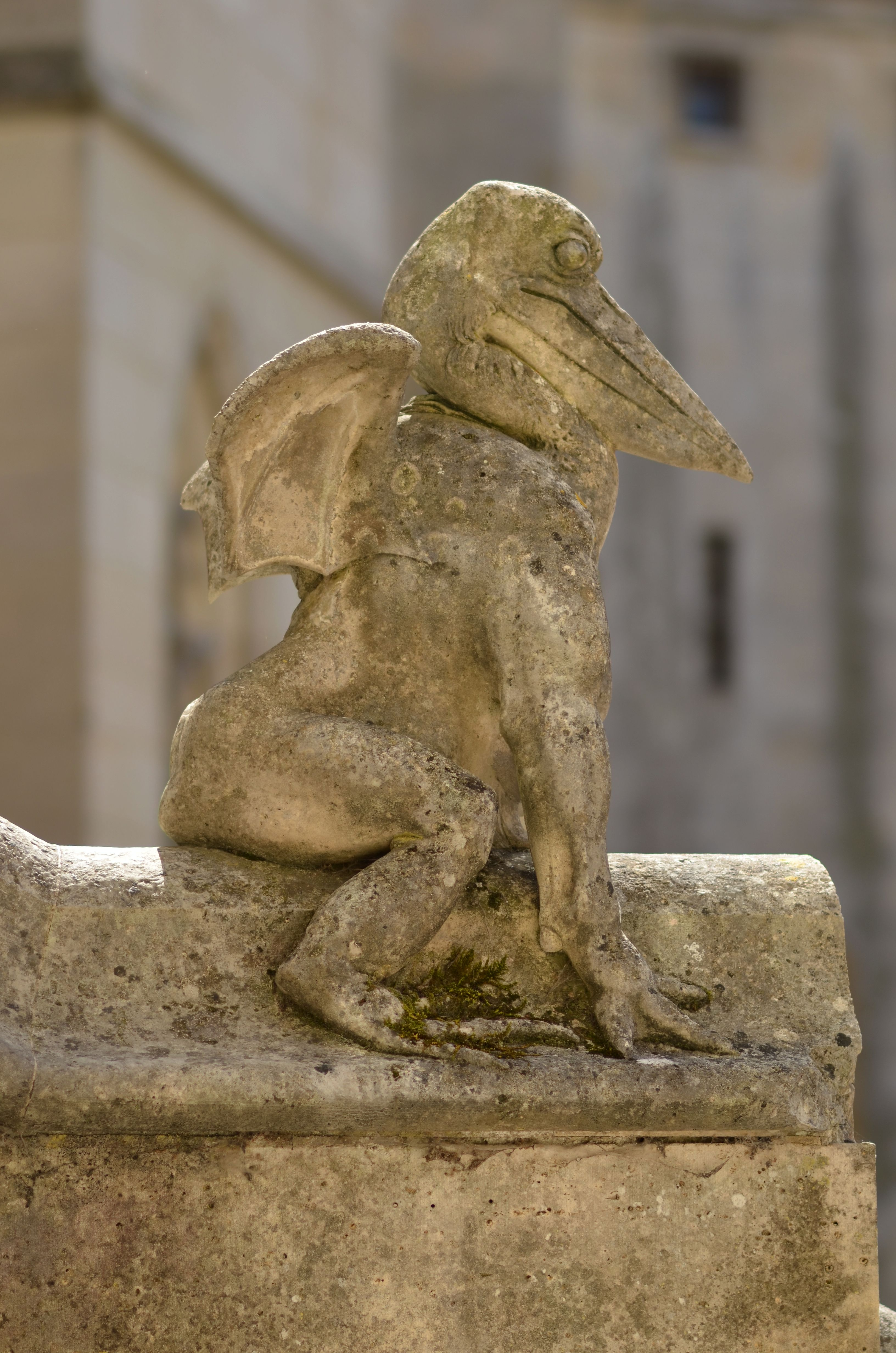
Pelícano-sapo, monstruo neogótico que forma parte de la decoración que Viollet le-Duc recreó para el Castillo de Pierrefonds. Del mismo autor son las famosas gárgolas de la Catedral de Notre Dame de París.

Con algunos notables precedentes en el siglo XVIII, como los caballos de George Stubbs, o el enigmático Perro semihundido de Goya, es a partir del romanticismo cuando las representaciones de animales adquieren valor como tema pictórico por sí mismo. Tanto Gericault (cuyo amor por los caballos le llevó a la muerte) como Delacroix (en sus temas vinculados a la moda orientalista) fueron notables animalistas.
El tema animalista fue muy habitual en la escultura monumental, de gran demanda, en la que destacó Antoine-Louis Barye (también pintor); y se emuló en todos los países (en España, los leones de las Cortes de Ponciano Ponzano, la obra de Agapito Vallmitjana, etc.)

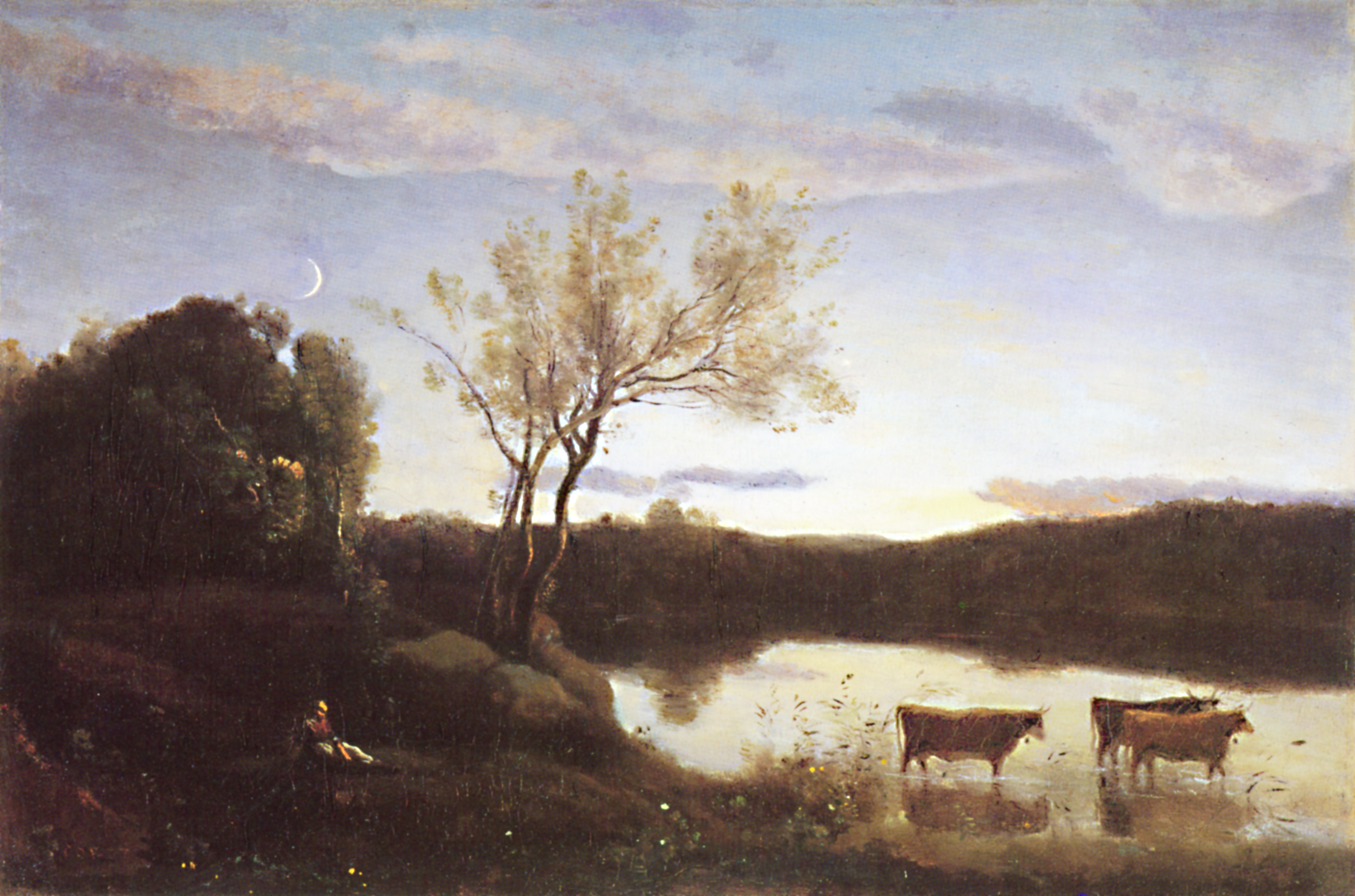
Tres vacas, de Camille Corot (ca. 1850).
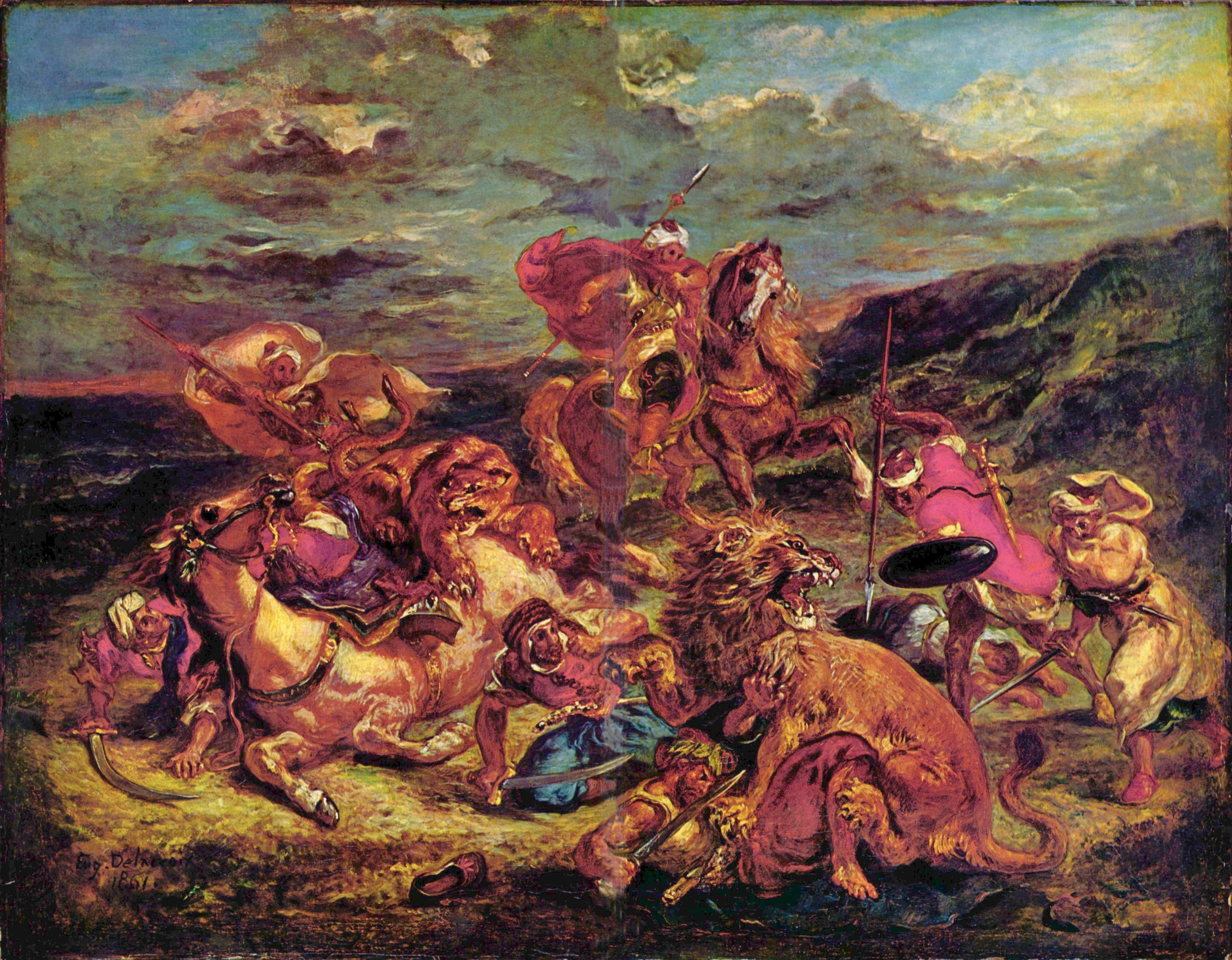
La caza del león, de Delacroix (1861).
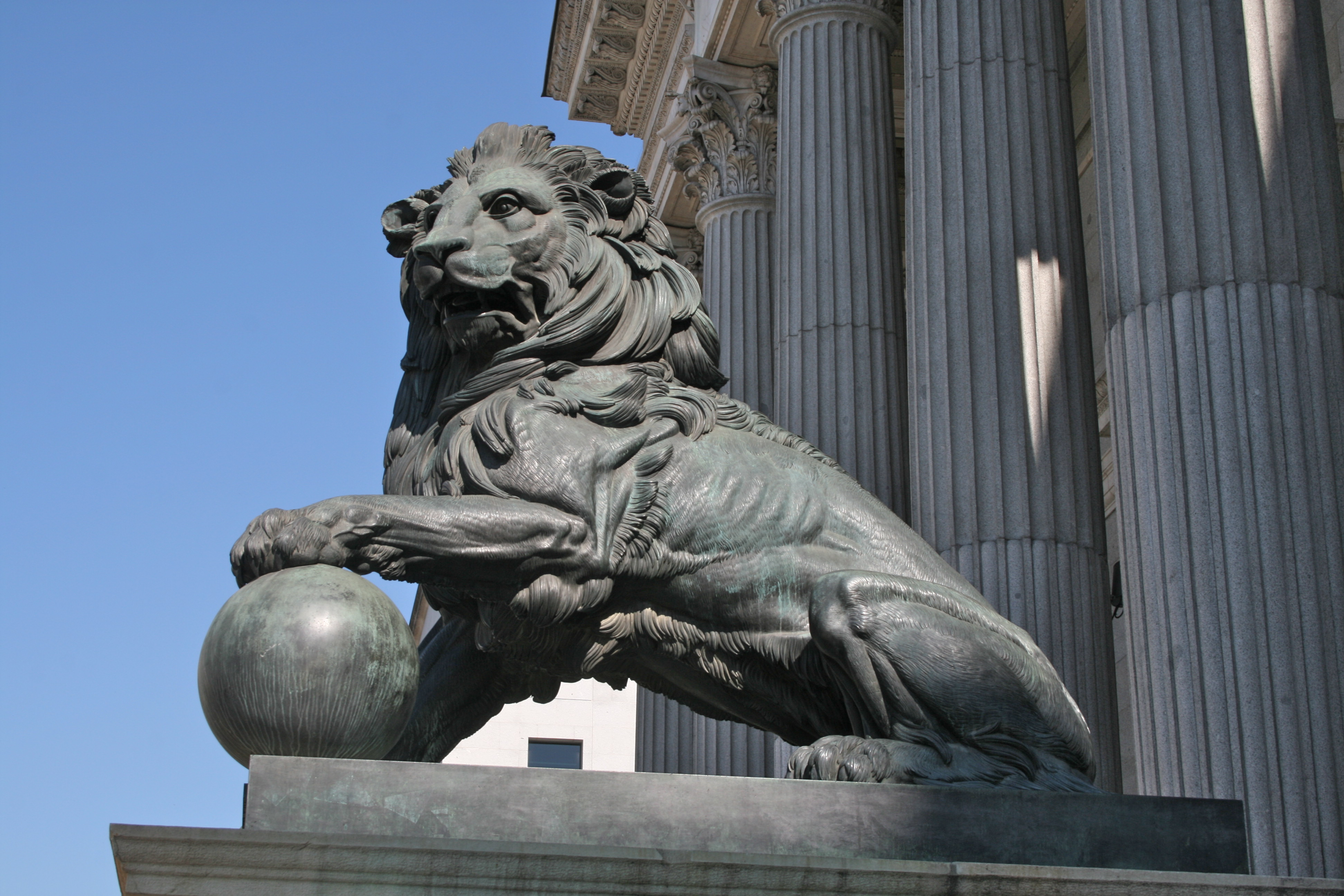
Leones de las Cortes, Ponciano Ponzano (1866).
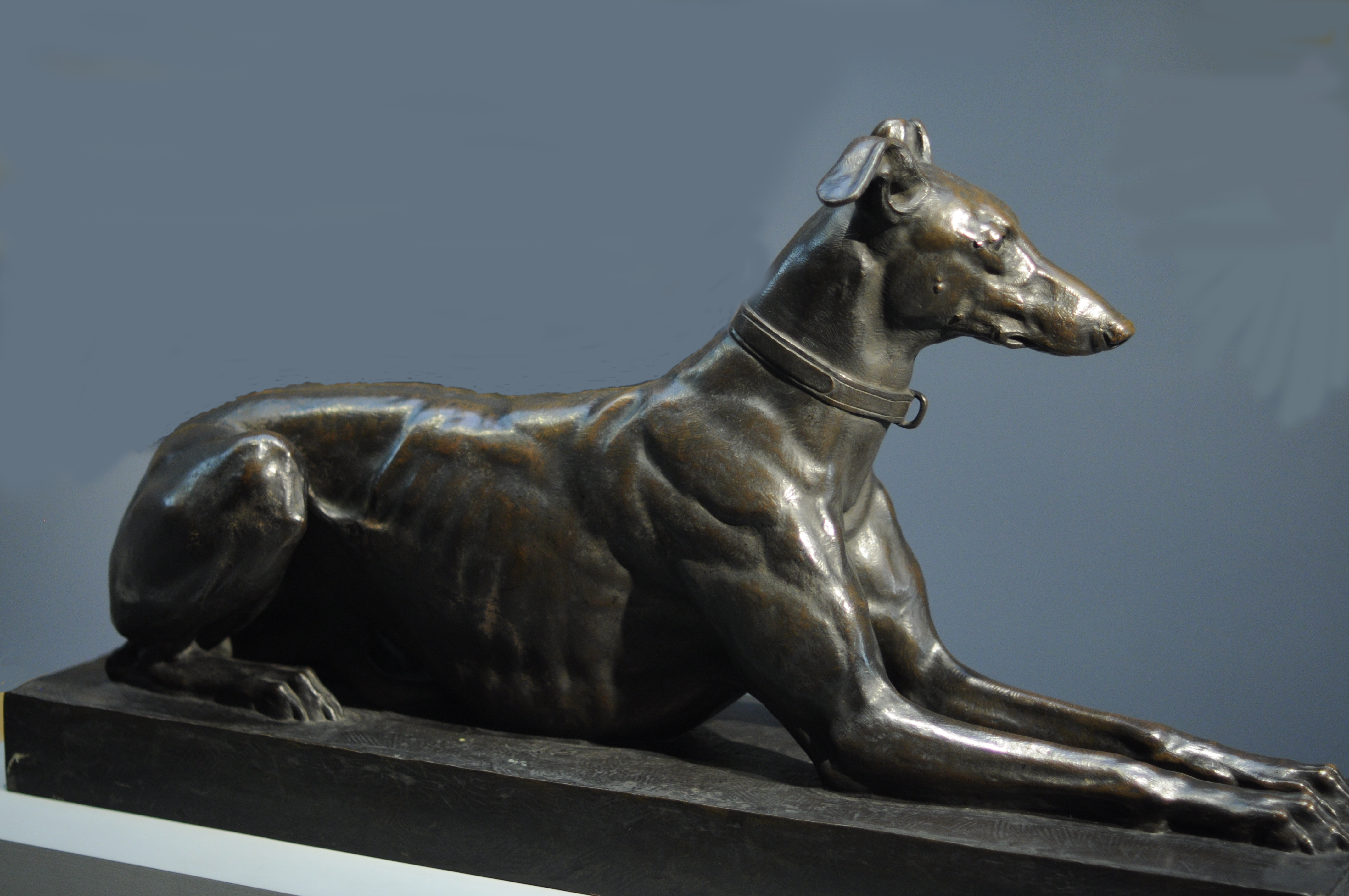
Galgo argelino, de Barye (1869).
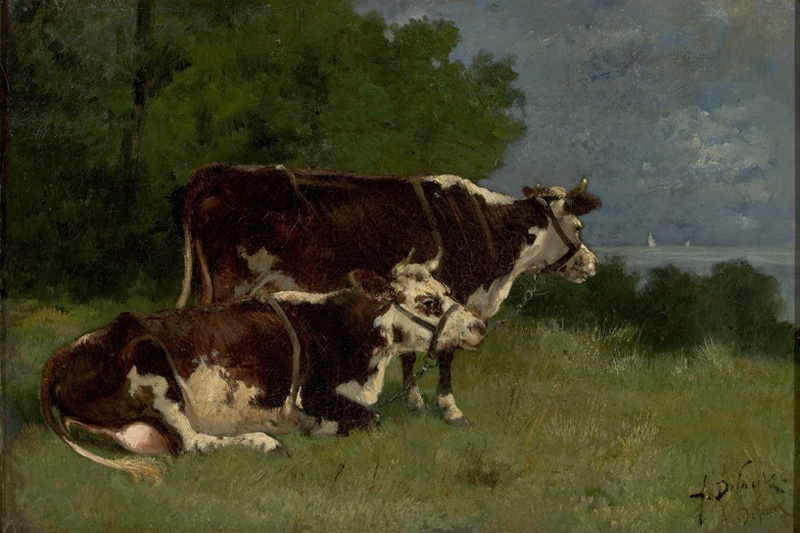
Dos vacas, de Alexandre Defaux (ca. 1880).

La nueva forma de ver la naturaleza en el arte que inauguró la escuela de Barbizon (Camille Corot, Theodore Rousseau, Constant Troyon) no se limitó a la pintura de paisaje de formas vegetales y geológicas, y fue común la representación de animales en su entorno natural; en una renovación estética paralela a la pintura del realismo, que se expresaba especialmente en el ser humano reflejado en su entorno social. Ambas perspectivas no son incompatibles, sino complementarias, y se dan en los mismos autores, como Courbet, el líder del movimiento, que destacó como extraordinario animalista.

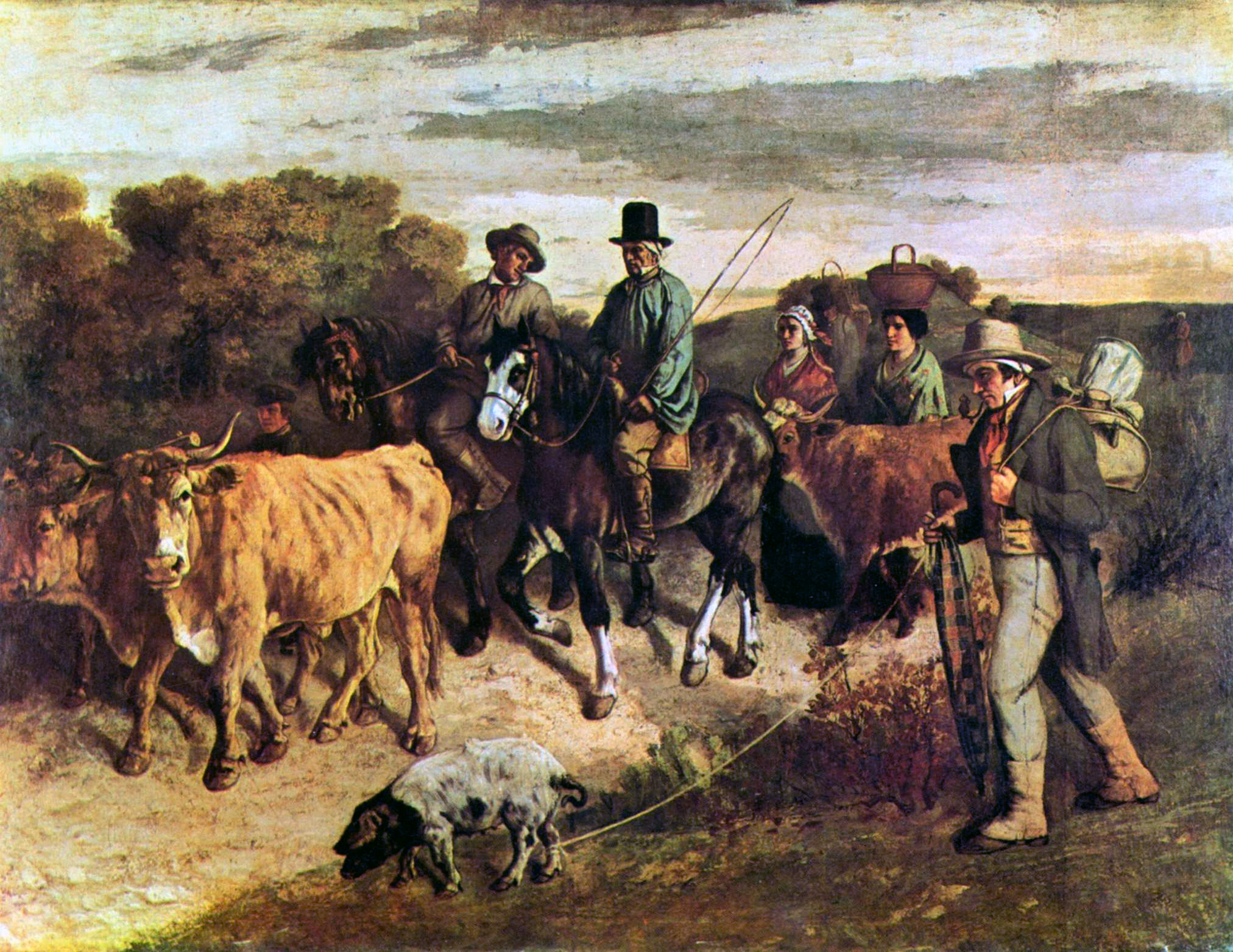
Campesinos de Flagey volviendo del mercado, de Courbet (1850).
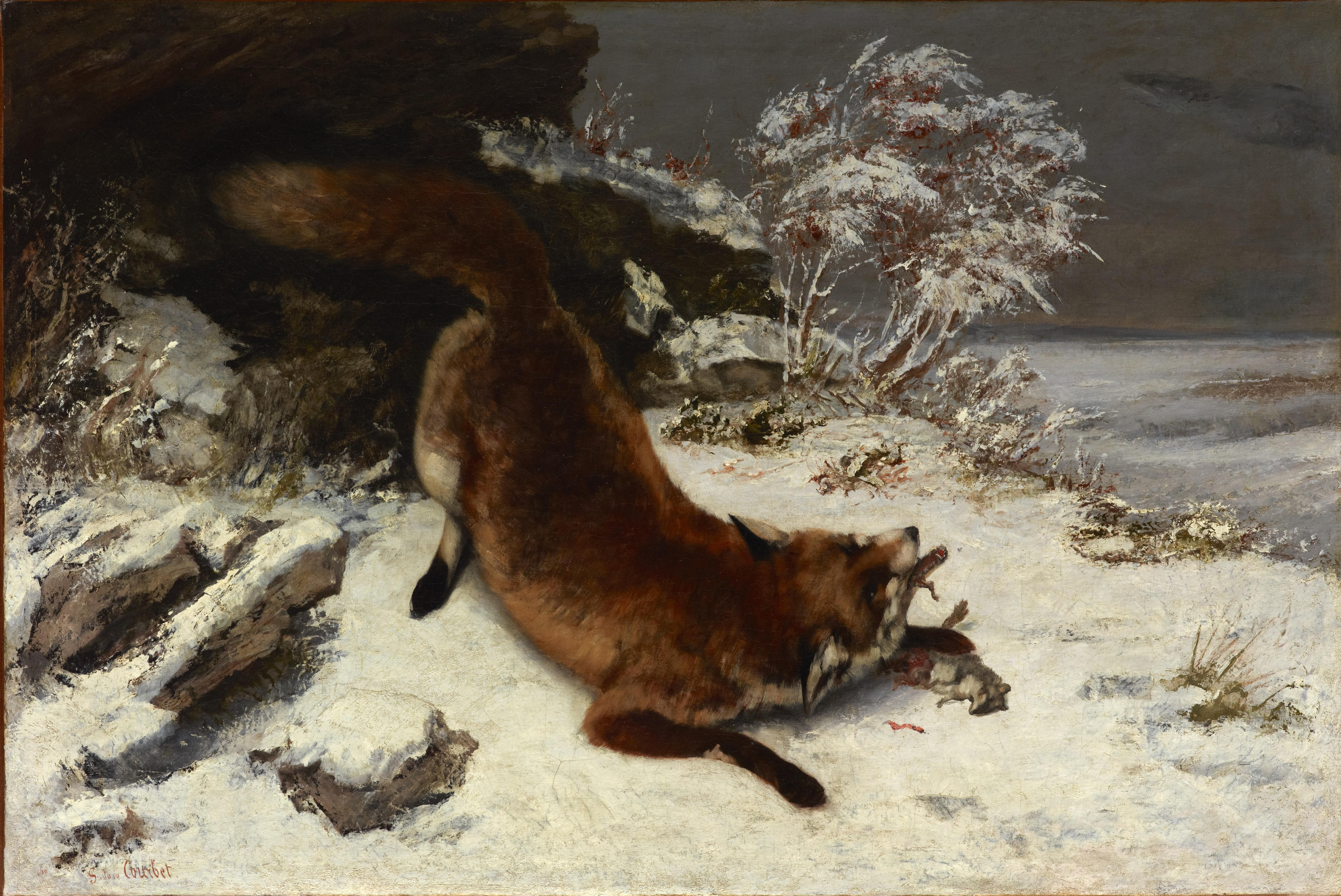
Zorro en la nieve, de Courbet (1860).
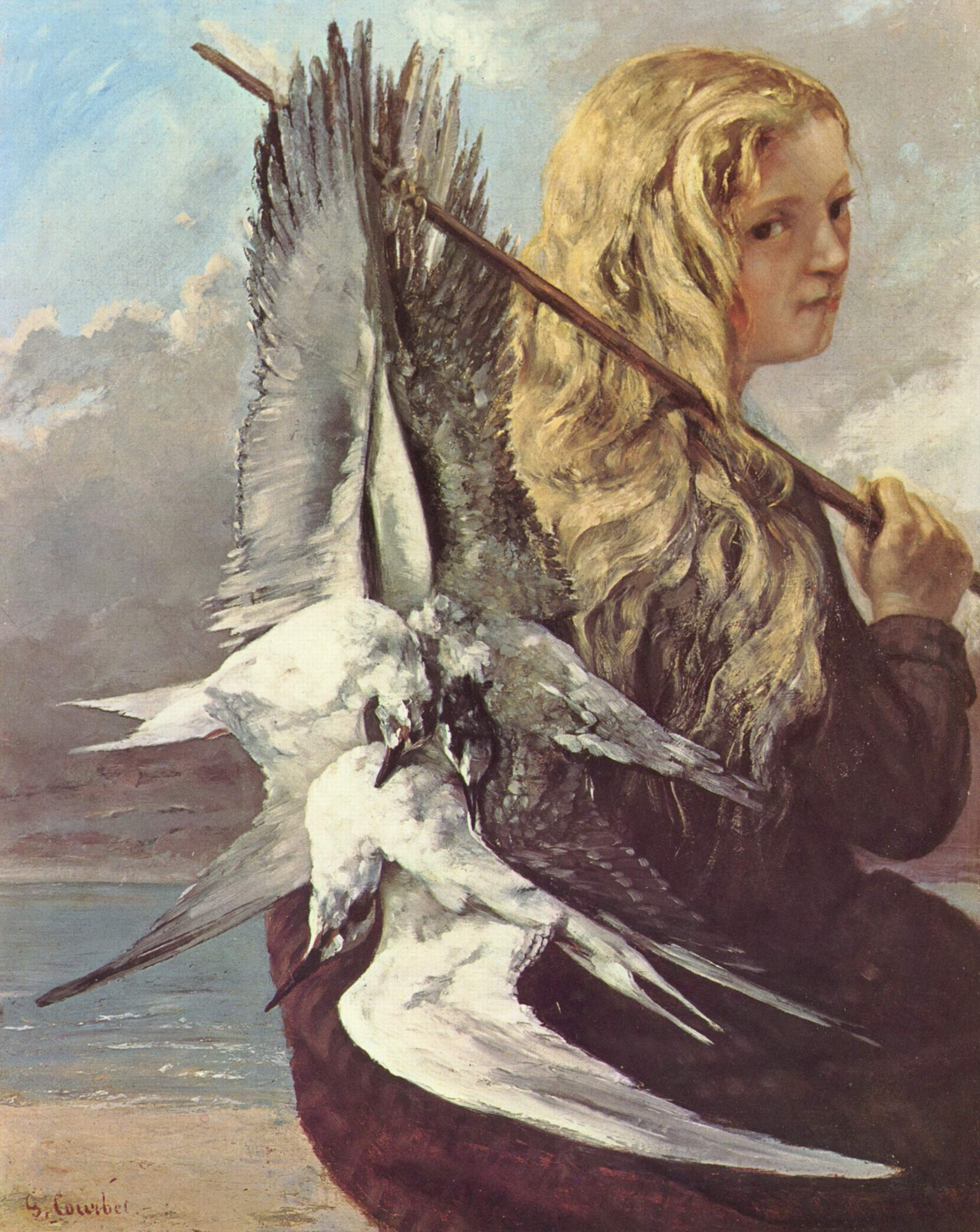
La joven de las gaviotas, de Courbet (1866).
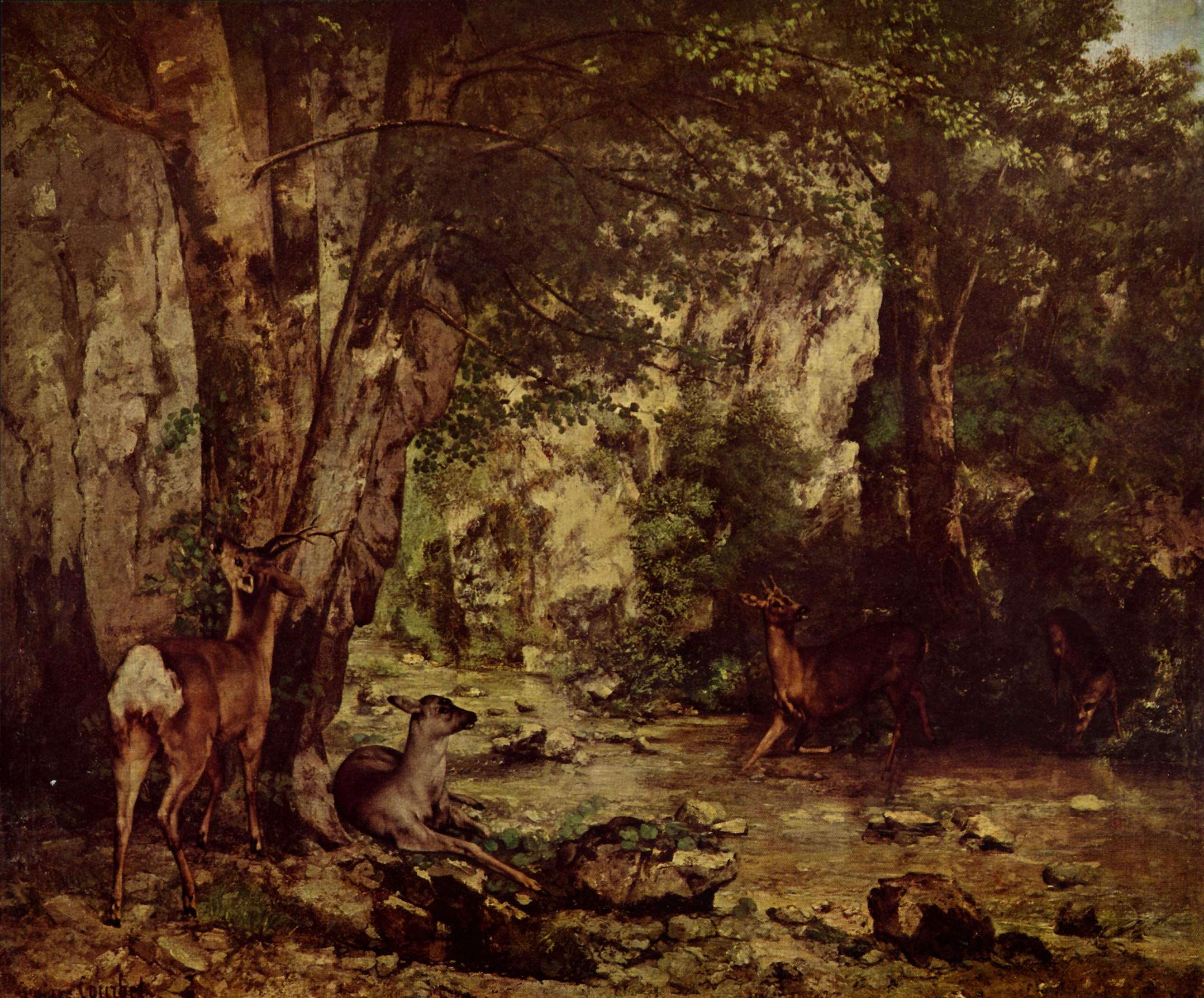
Ciervos en la fuente de Plaisir, de Courbet (1866).
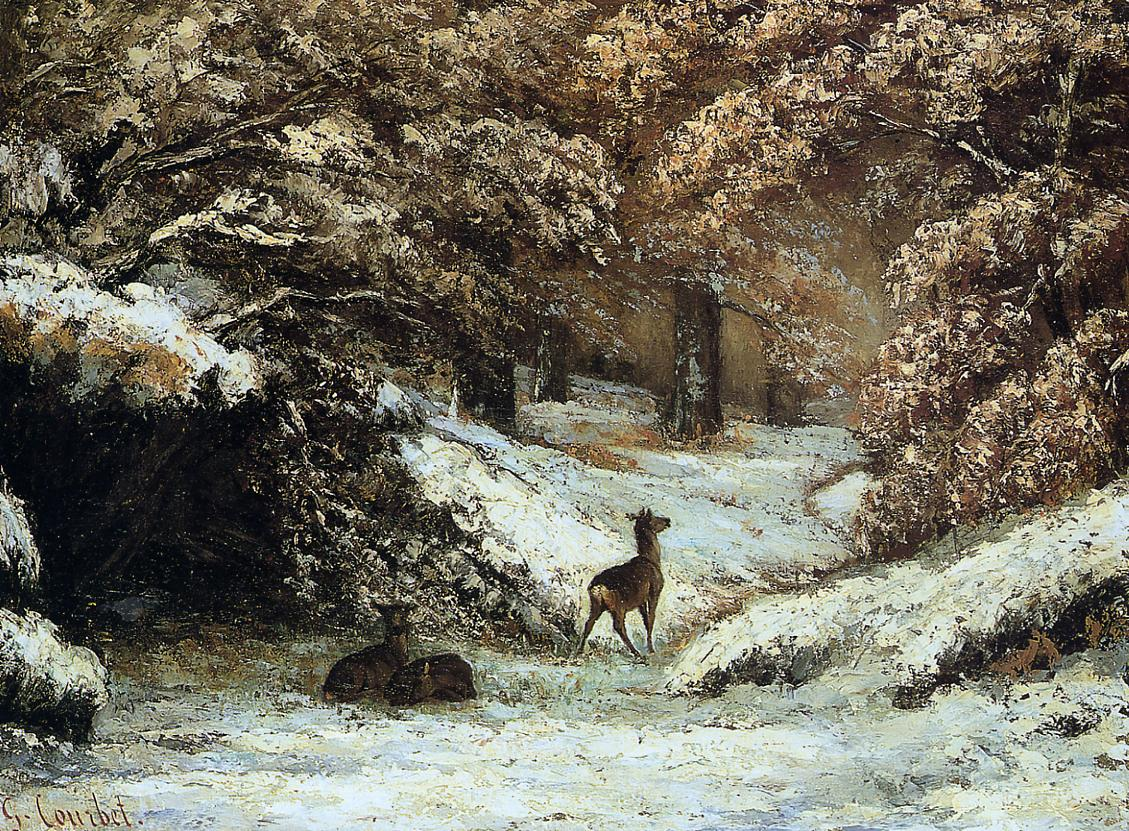
Ciervos en la nieve, de Courbet (1866).
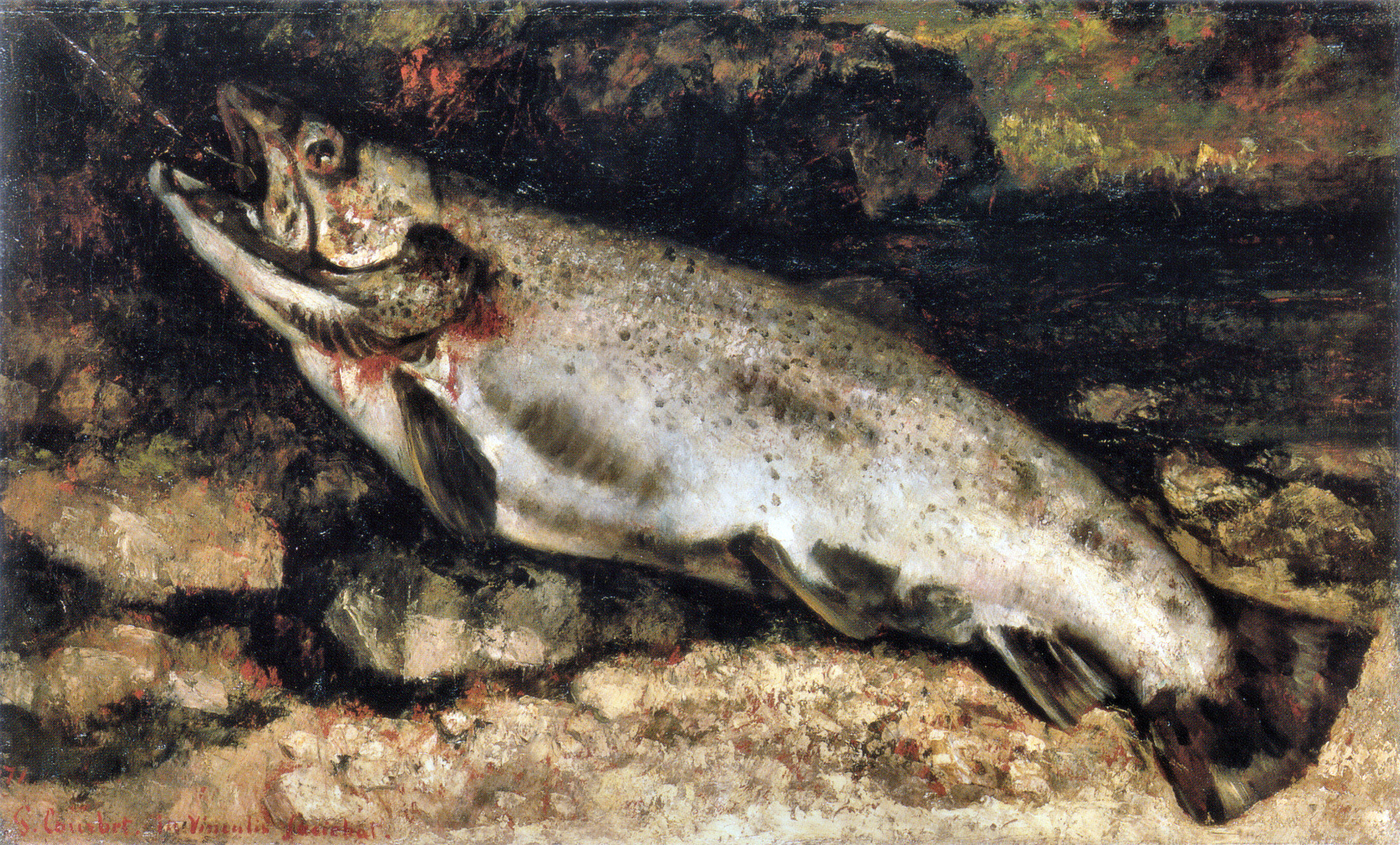
Trucha, de Courbet (1871).

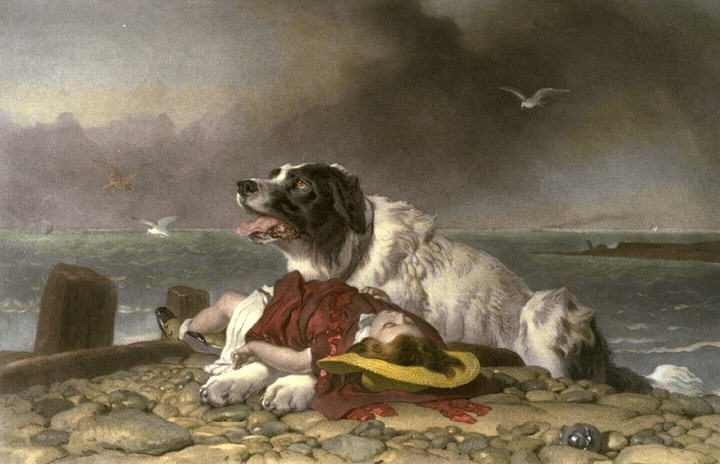
Salvada, de Edwin Landseer (1856).
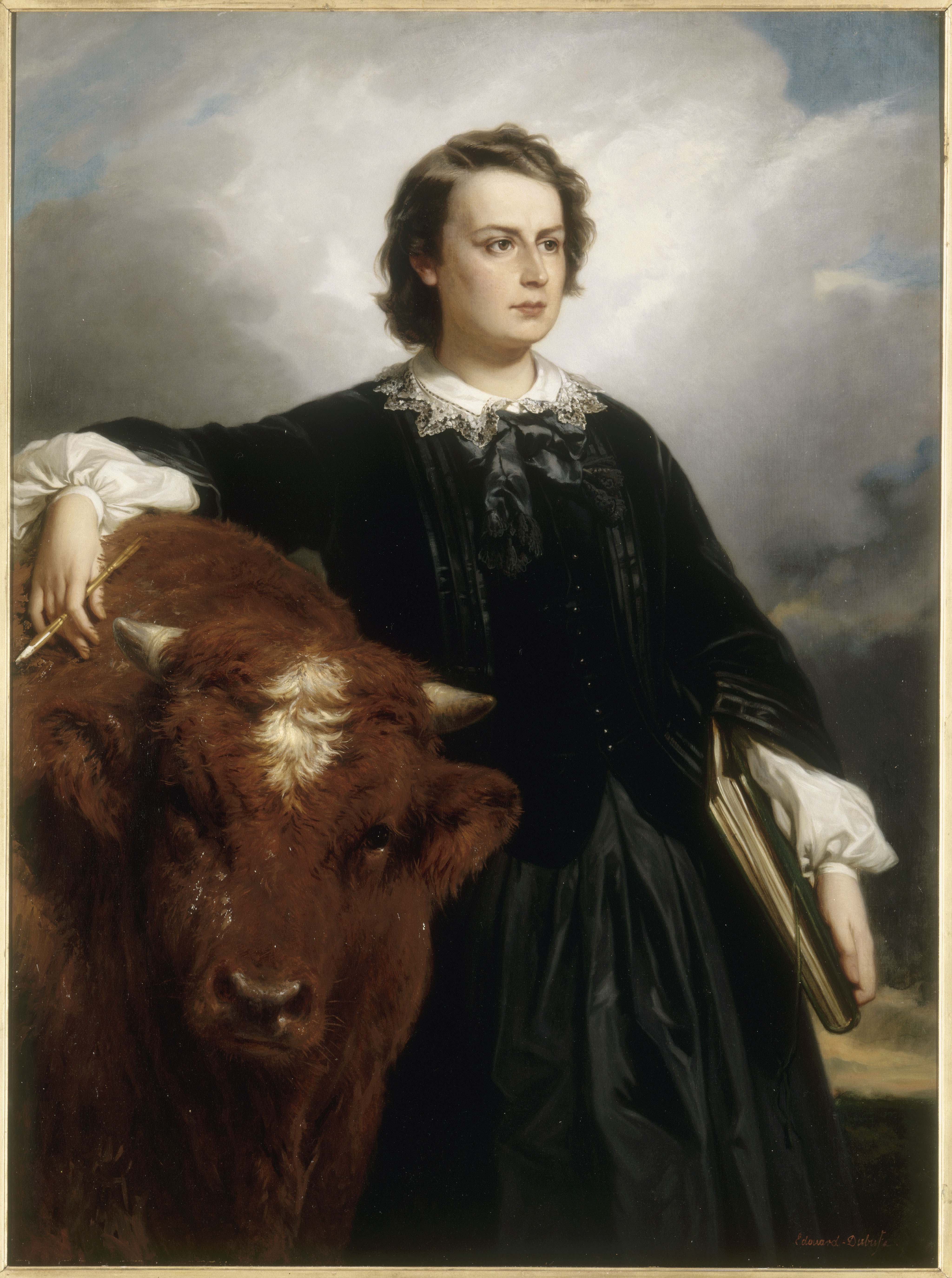
Retrato de Rosa Bonheur, por Édouard-Louis Dubufe (1857).
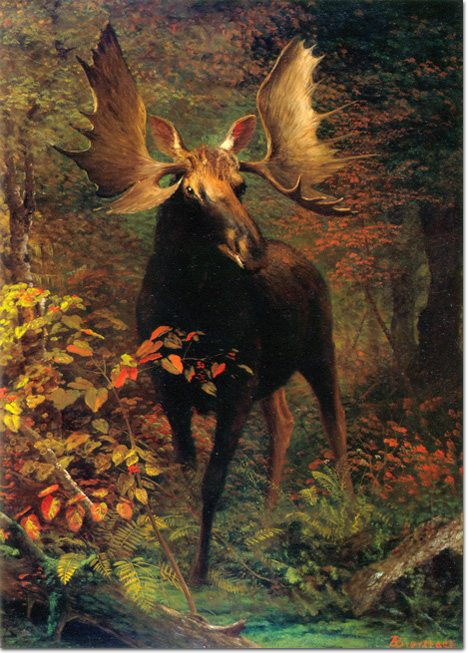
En el bosque, de Albert Bierstadt (ca. 1880).
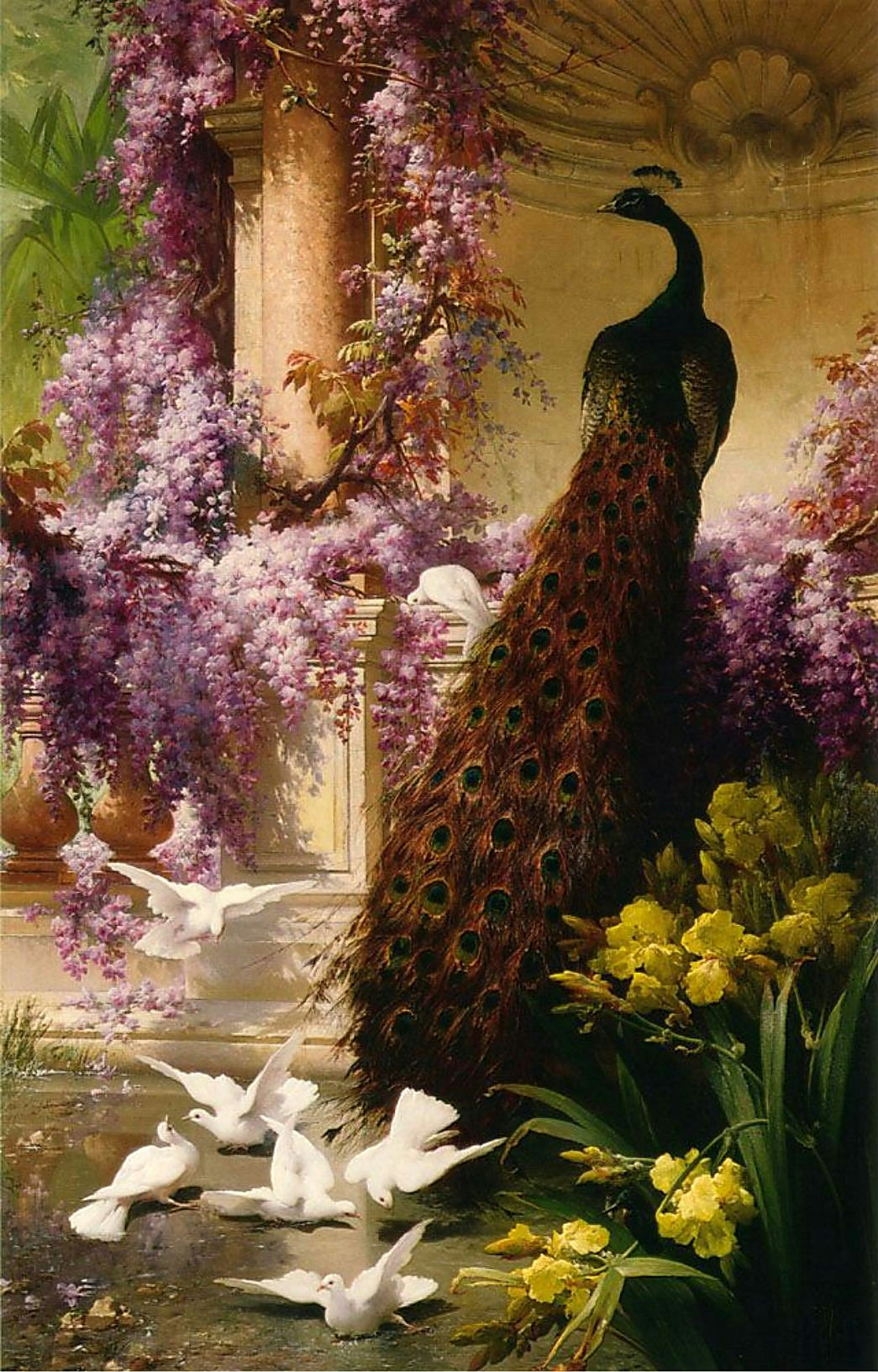
Pavo y palomas en un jardín, de Eugene Bidau (1888).
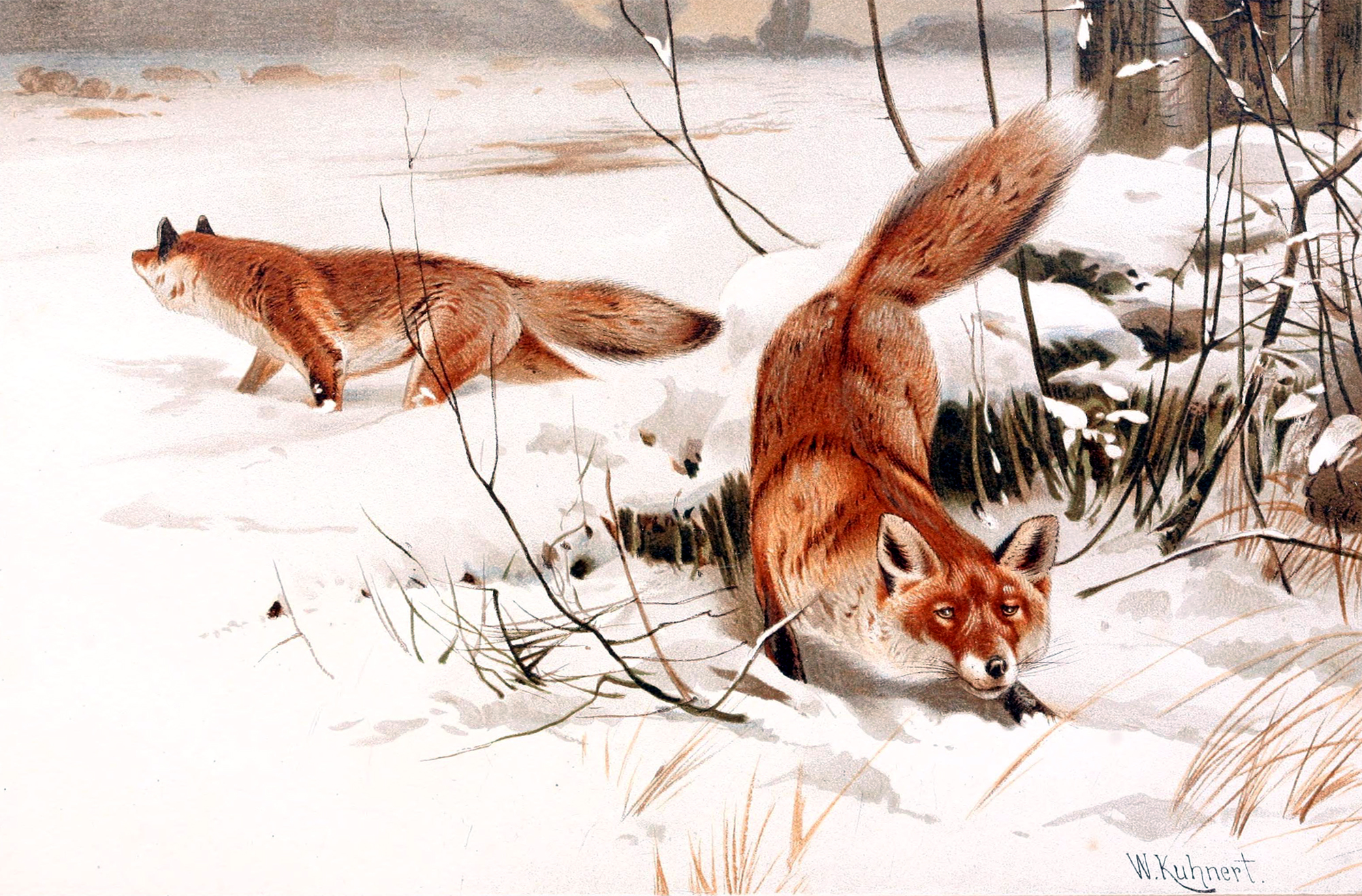
Zorros en la nieve, de Friedrich Wilhelm Kuhnert (1893).
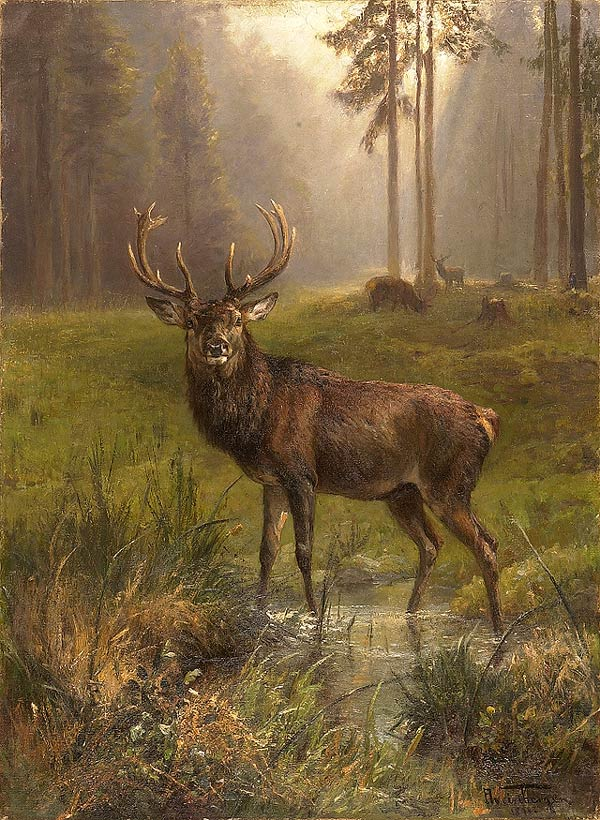
Ciervo, de Anton Weinberger (1898).
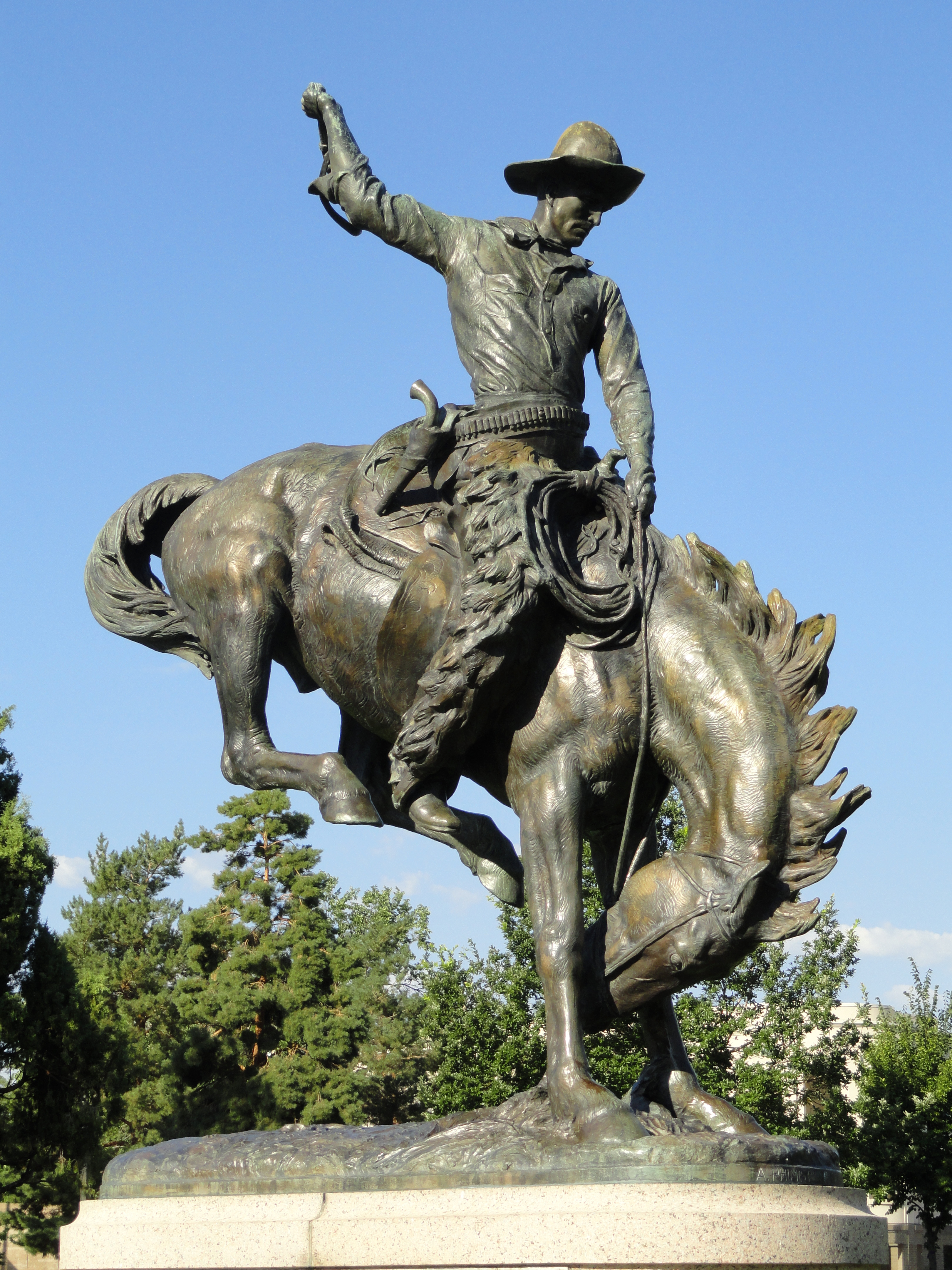
Bronco Buster, de Alexander Phimister Proctor (1922).

Las sucesivas vanguardias artísticas de finales del siglo XIX y del siglo XX no tienen en la imitación de la naturaleza su principal interés. Los nuevos conceptos estéticos incluso desprestigian como sentimental, kitsch y academicista la pintura animalística de tradición realista y contexto victoriano (Edwin Landseer, Rosa Bonheur). Las representaciones de animales, cuando se dan, obedecen a diferentes convenciones; como las ya citadas del surrealismo, los peculiares caballos de Franz Marc, la Cabra de Picasso (1950), el Urano de Gargallo (1933), las teselaciones de Escher (una constante de su obra) o los Músicos de Bremen de Gerhard Marcks (1953).

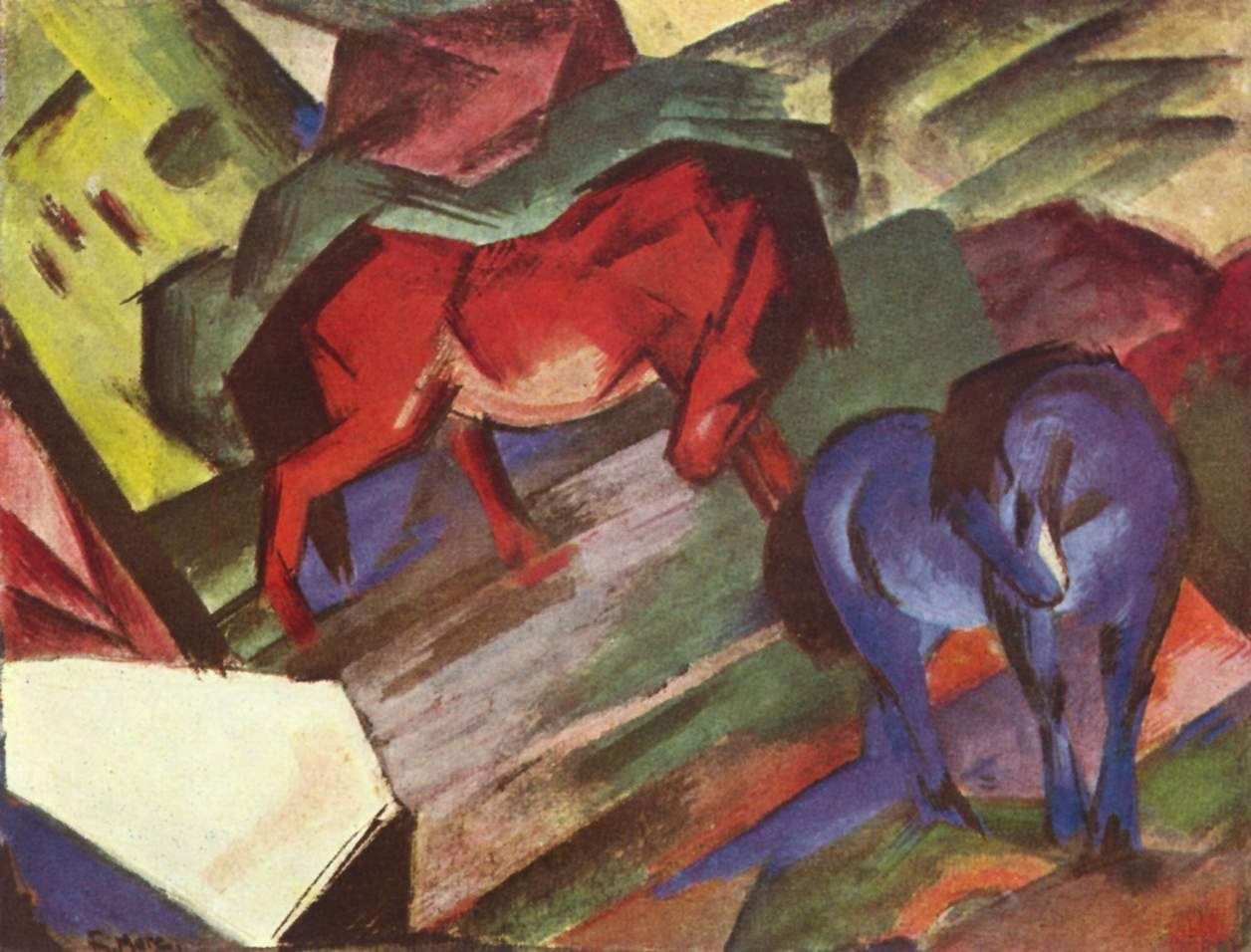
Caballo rojo y caballo azul de Franz Marc (1912). Pintura expresionista.
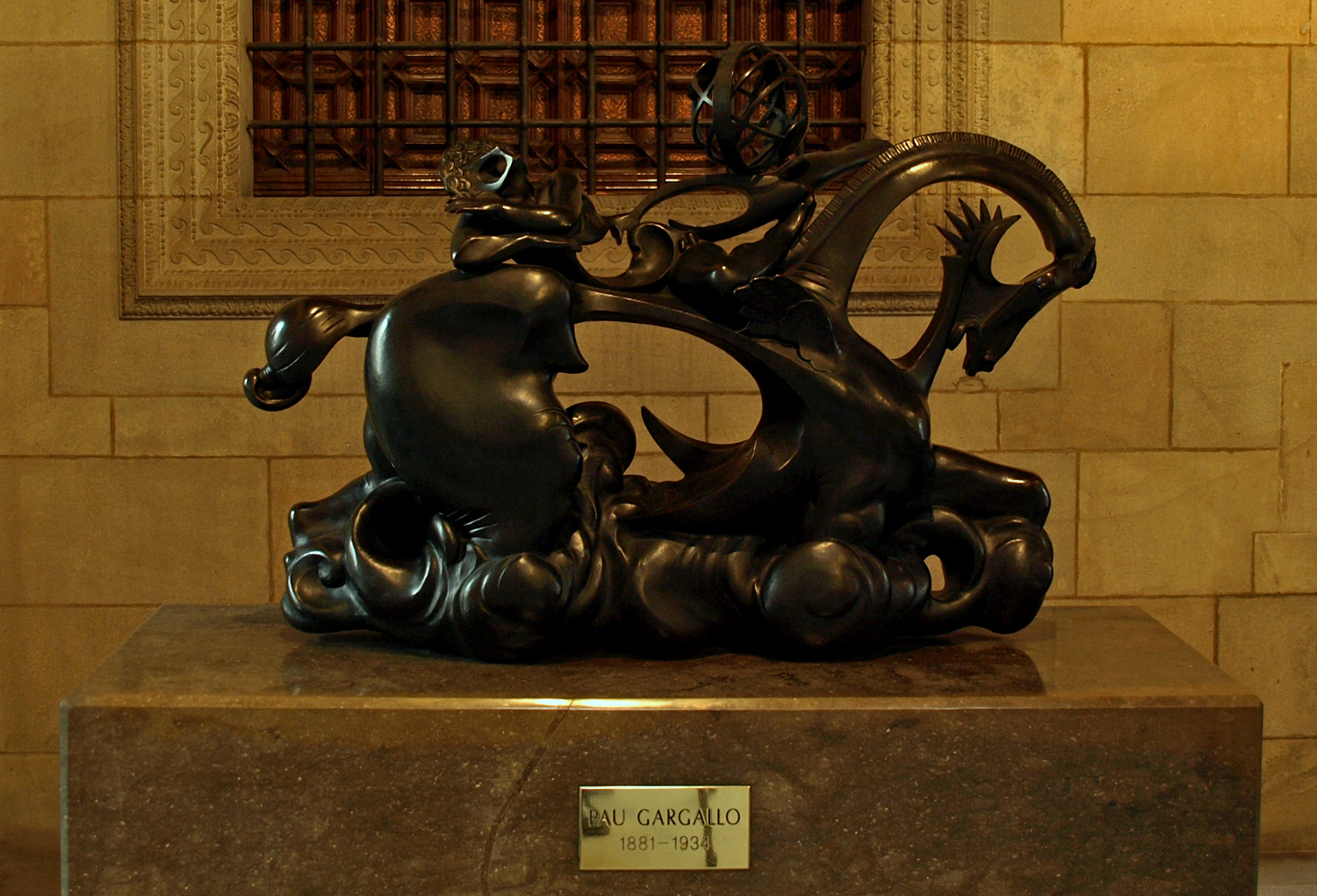
Urano, de Gargallo (1933).
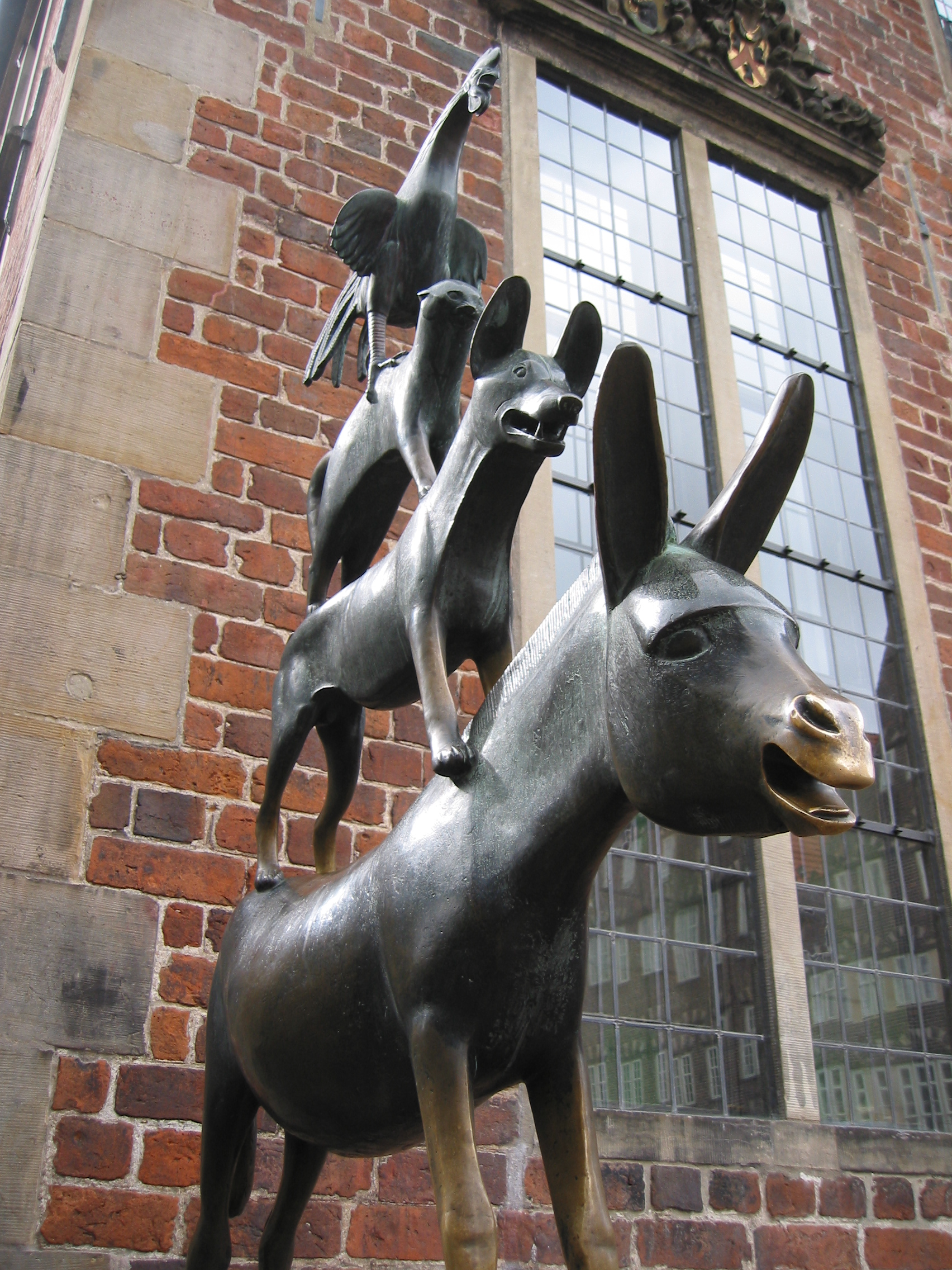
Los músicos de Bremen, de Gerhard Marcks (1953).
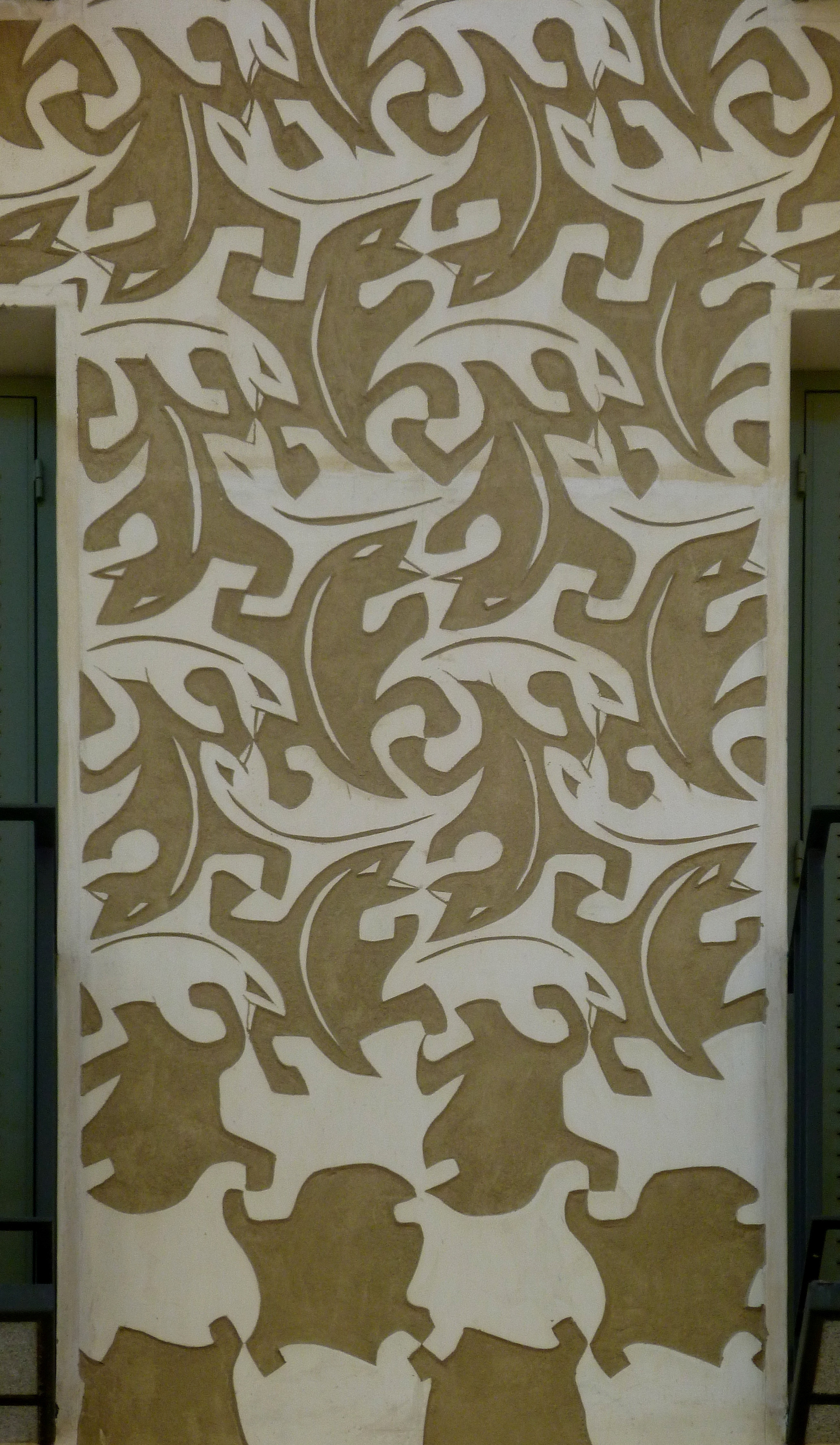
Decoración basada en Metamorphosis II de Escher.
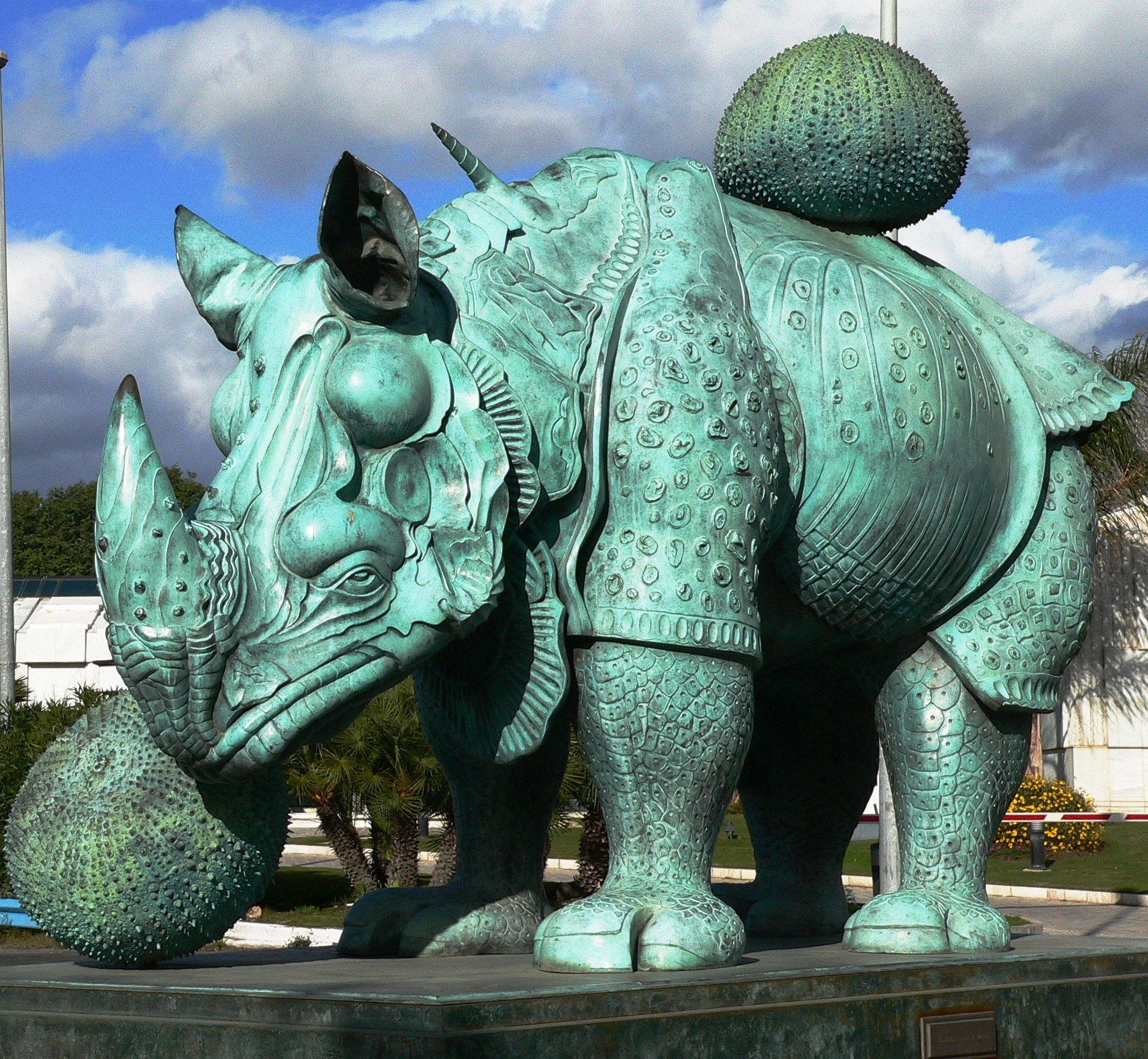
Rinoceronte, de Dalí (1956).

Entre esas convenciones, paradójicamente, están las referencias intencionales que la postmodernidad hace a lo kitshch, al consciente "mal gusto" consumista del pop art, o el recurso a la ingenuidad infantil que está en la esencia del naïf; exhibiendo en mayor o menor medida el deseo de provocación que caracteriza al arte contemporáneo desde sus inicios.

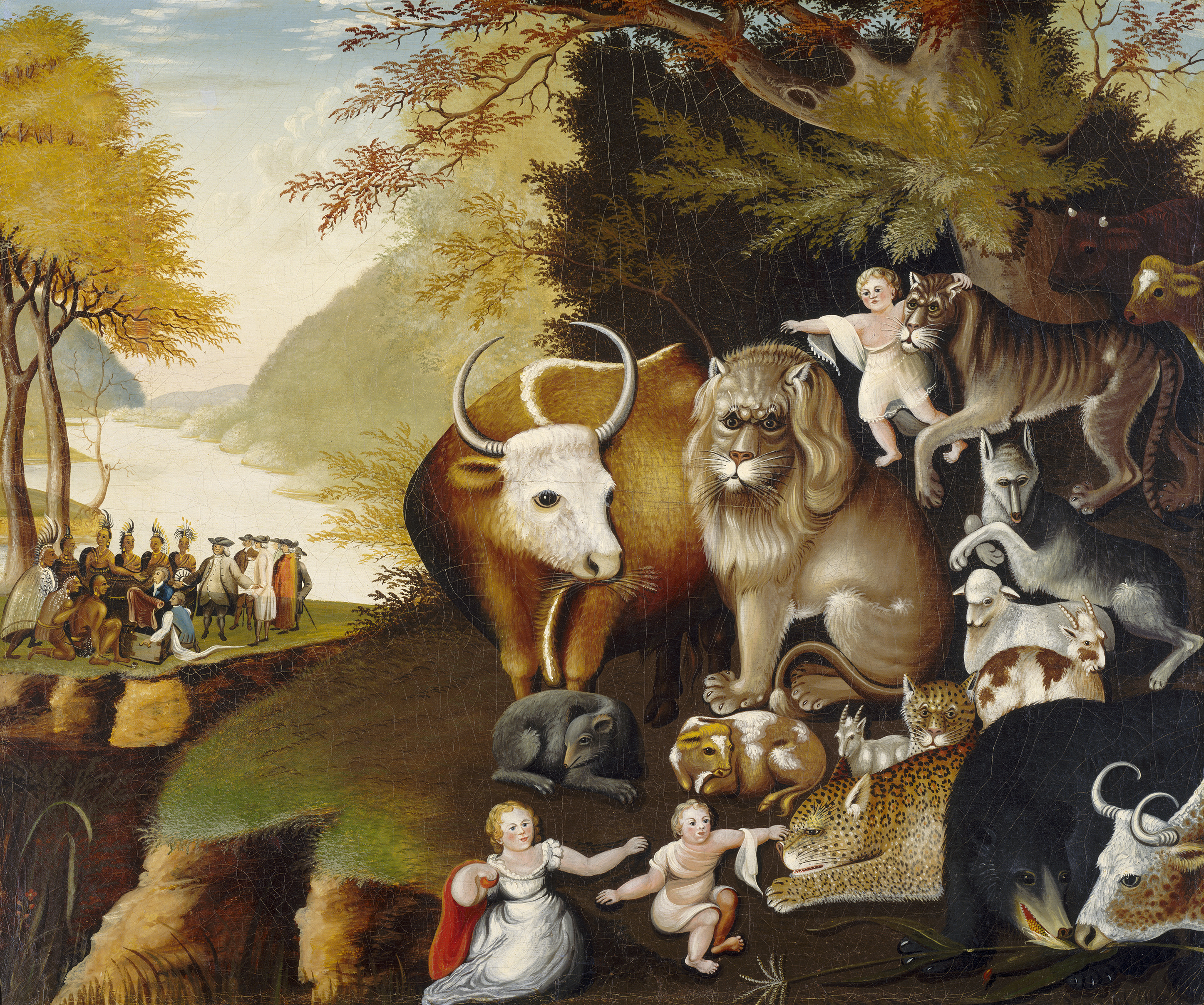
Reino de paz, de Edward Hicks (ca. 1834).
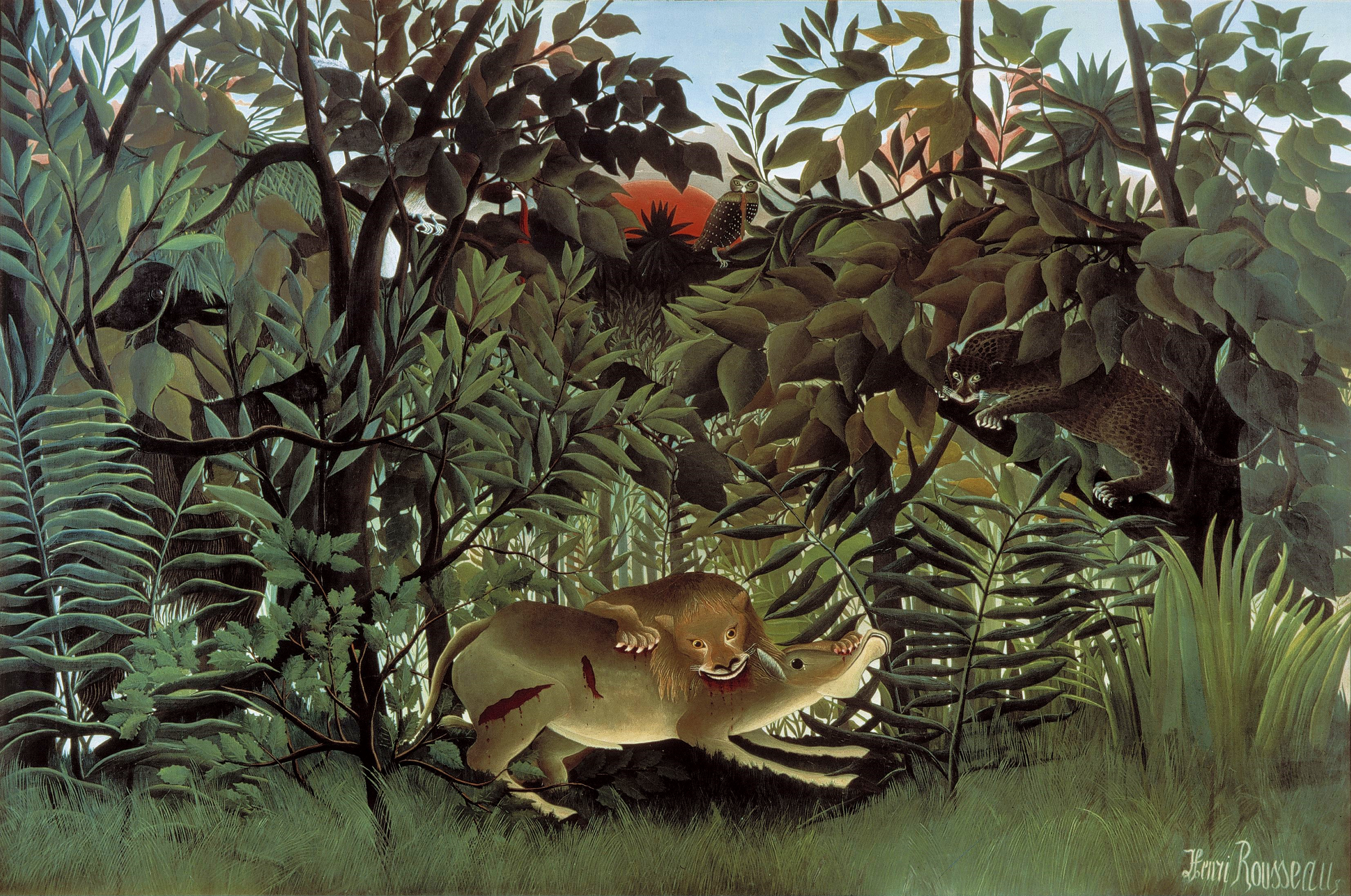
El león hambriento se lanza sobre el antílope, de Henri Rousseau "el aduanero" (1905).
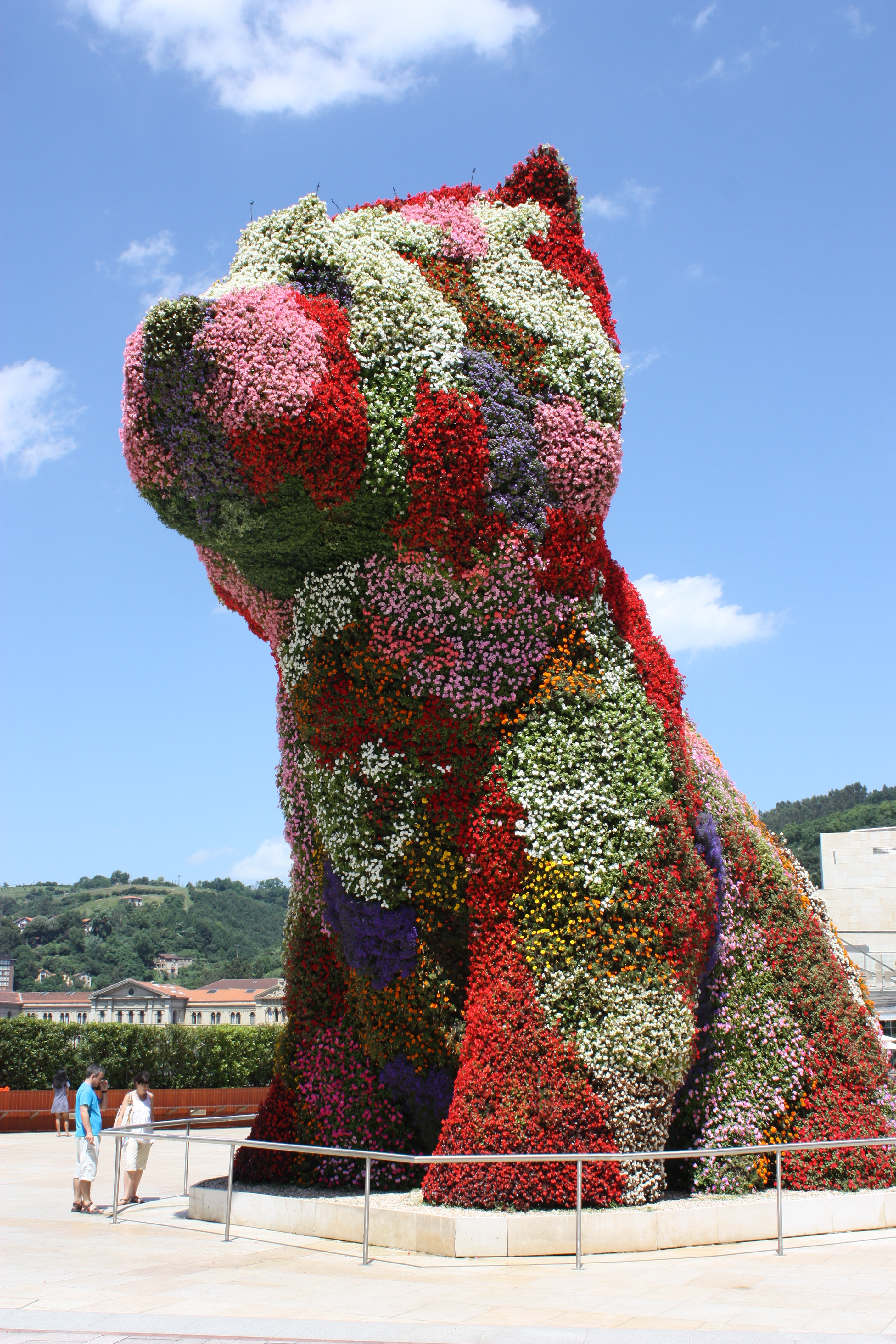
Puppy, de Jeff Koons (1992). Está emplazada a un lado del Museo Guggenheim Bilbao.

Tanto los impresionistas como sus precursores y superadores (preimpresionismo, postimpresionismo) tuvieron algunos animalistas notables, especialmente en las representaciones equinas (Fortuny, Fattori, Degas, Toulouse-Lautrec). Rodin, el gran renovador de la escultura que habitualmente se relaciona con la estética impresionista, tiene muy poca obra animalista.

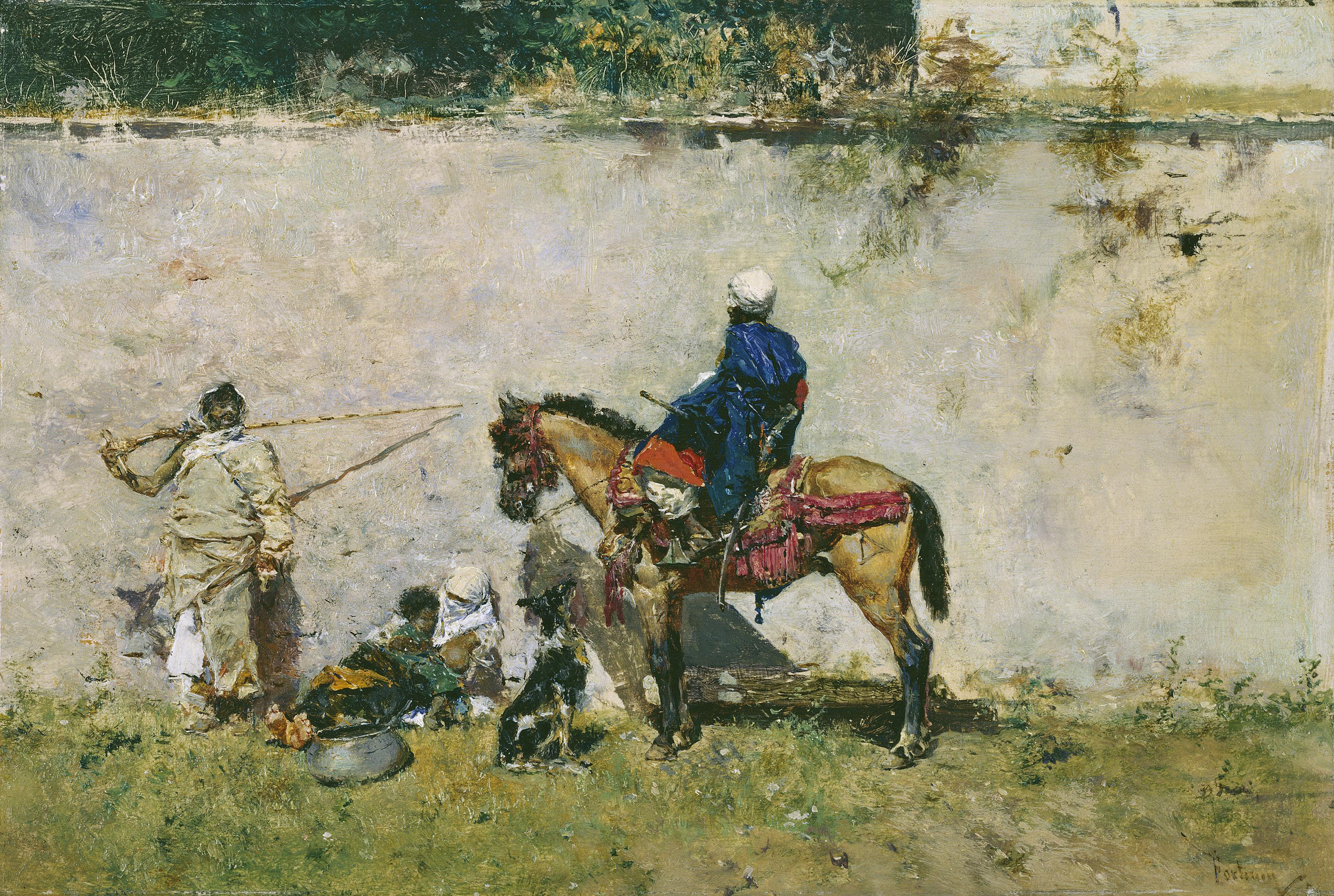
Marroquíes, de Mariano Fortuny (1874). Los pintores españoles de la segunda mitad del siglo XIX se relacionaron de forma dinámica con los movimientos estéticos de su época.
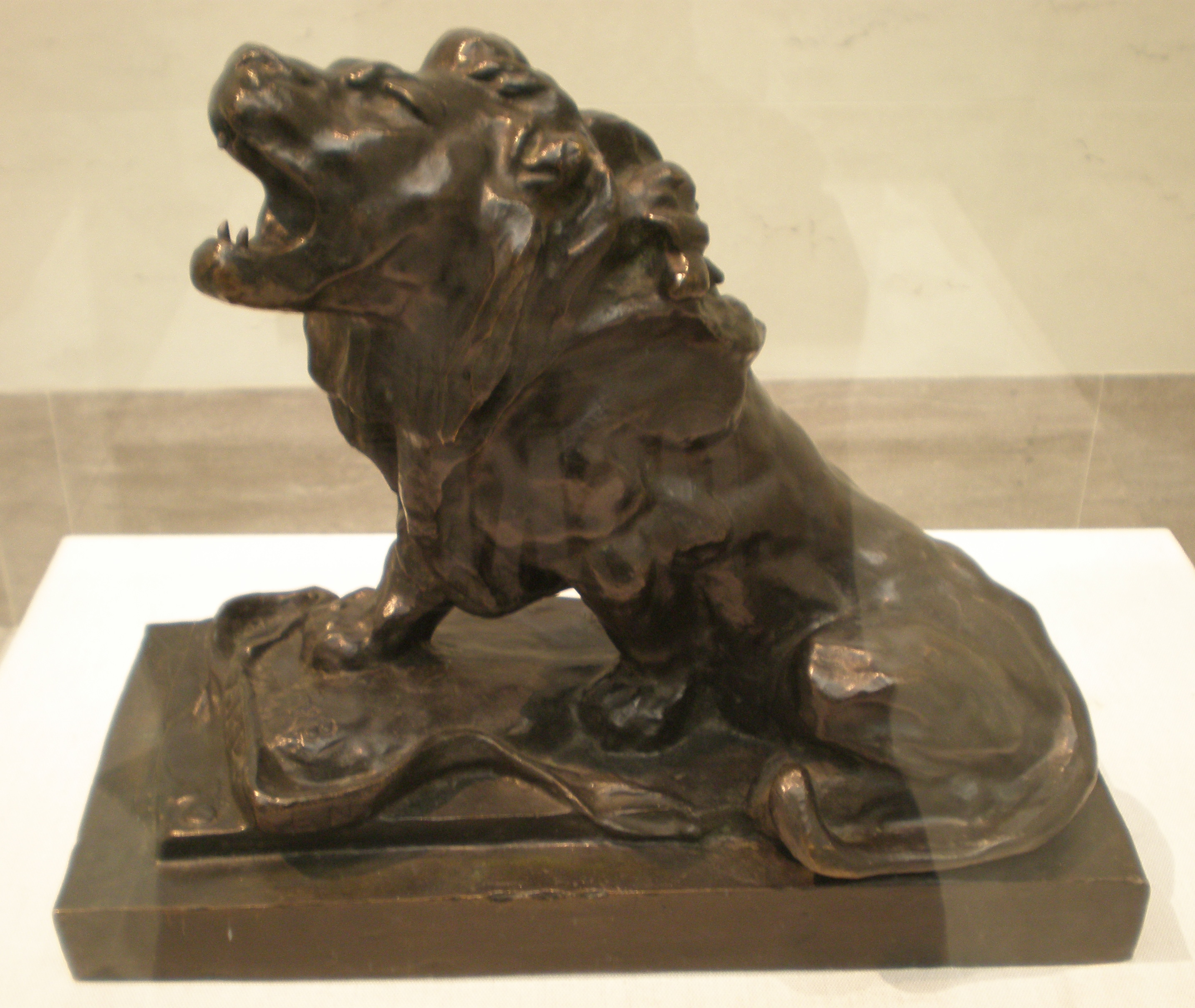
León herido, de Auguste Rodin (1881).
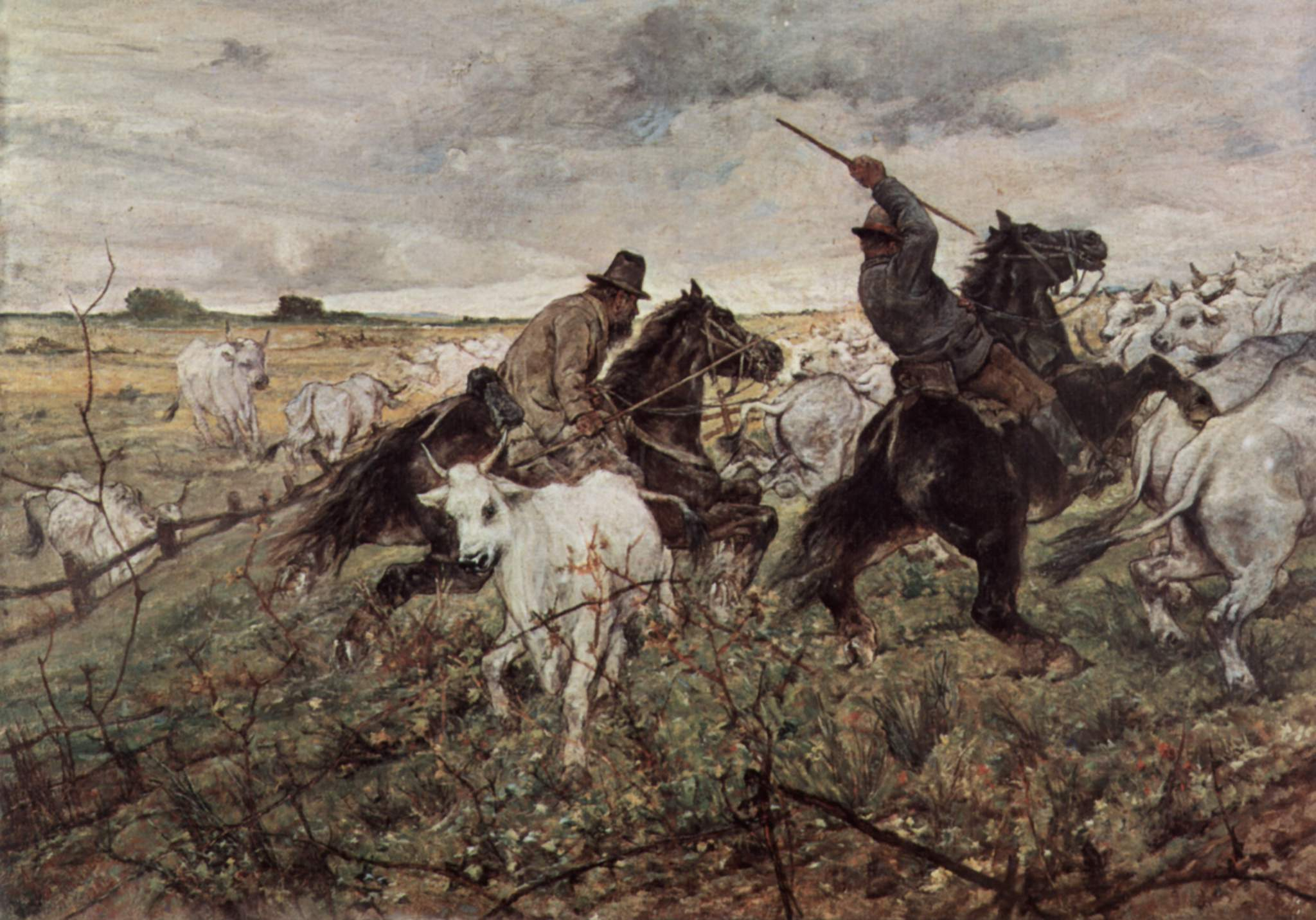
Dos pastores montados con un rebaño de toros, de Giovanni Fattori (1894). A Fattori se le clasifica como macchiaioli (un movimiento italiano relacionado con el realismo y el impresionismo).
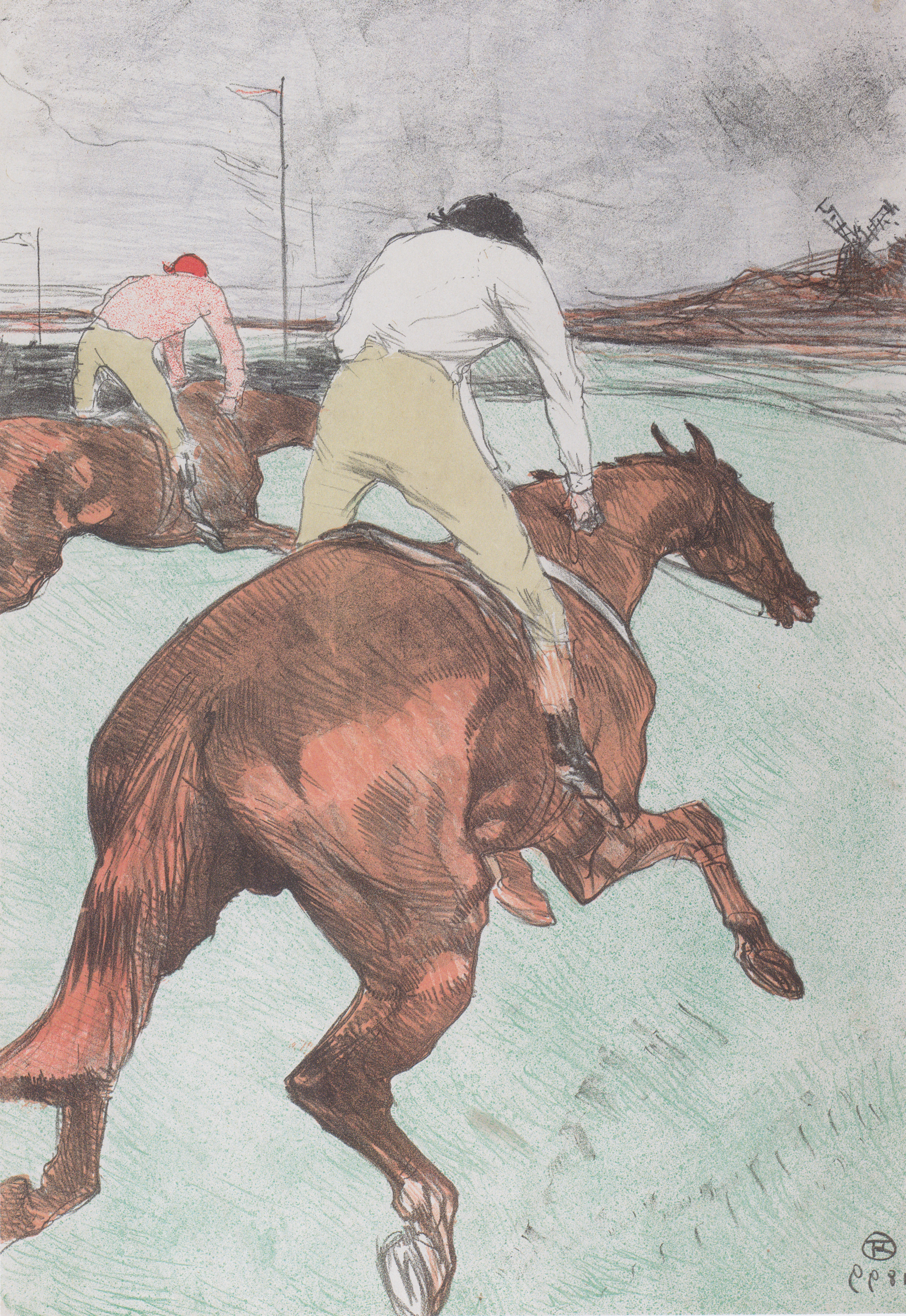
El jockey, de Toulouse-Lautrec (1899). Postimpresionismo.

En el modernismo de finales del siglo XIX, son las formas ondulantes de la decoración vegetal las que predominan, pero también algunos animales, como el pavo o la libélula, se ajustaban perfectamente a las necesidades de esa estética. El joyero René Lalique desarrolló la parte principal de su trabajo con motivos animalísticos.

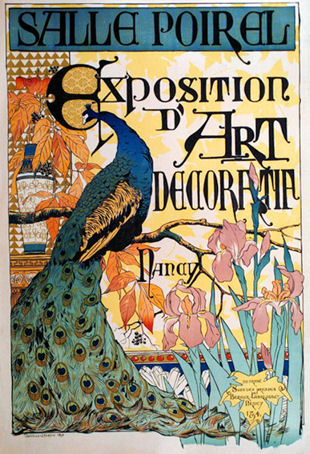
Cartel modernista de Camille Martin (1894).
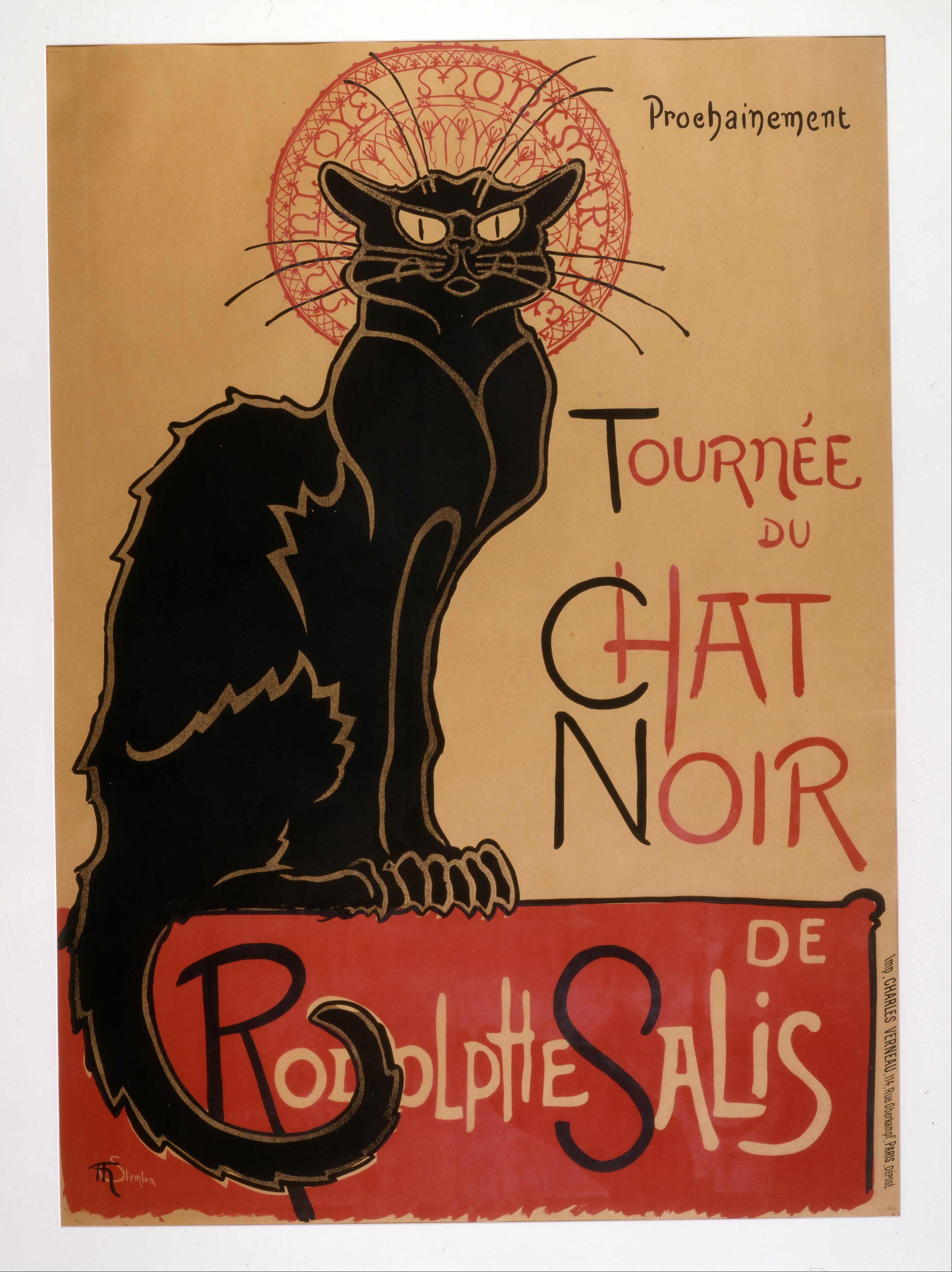
Cartel para Le Chat Noire ("El gato negro"), de Théophile Alexandre Steinlen (1896).
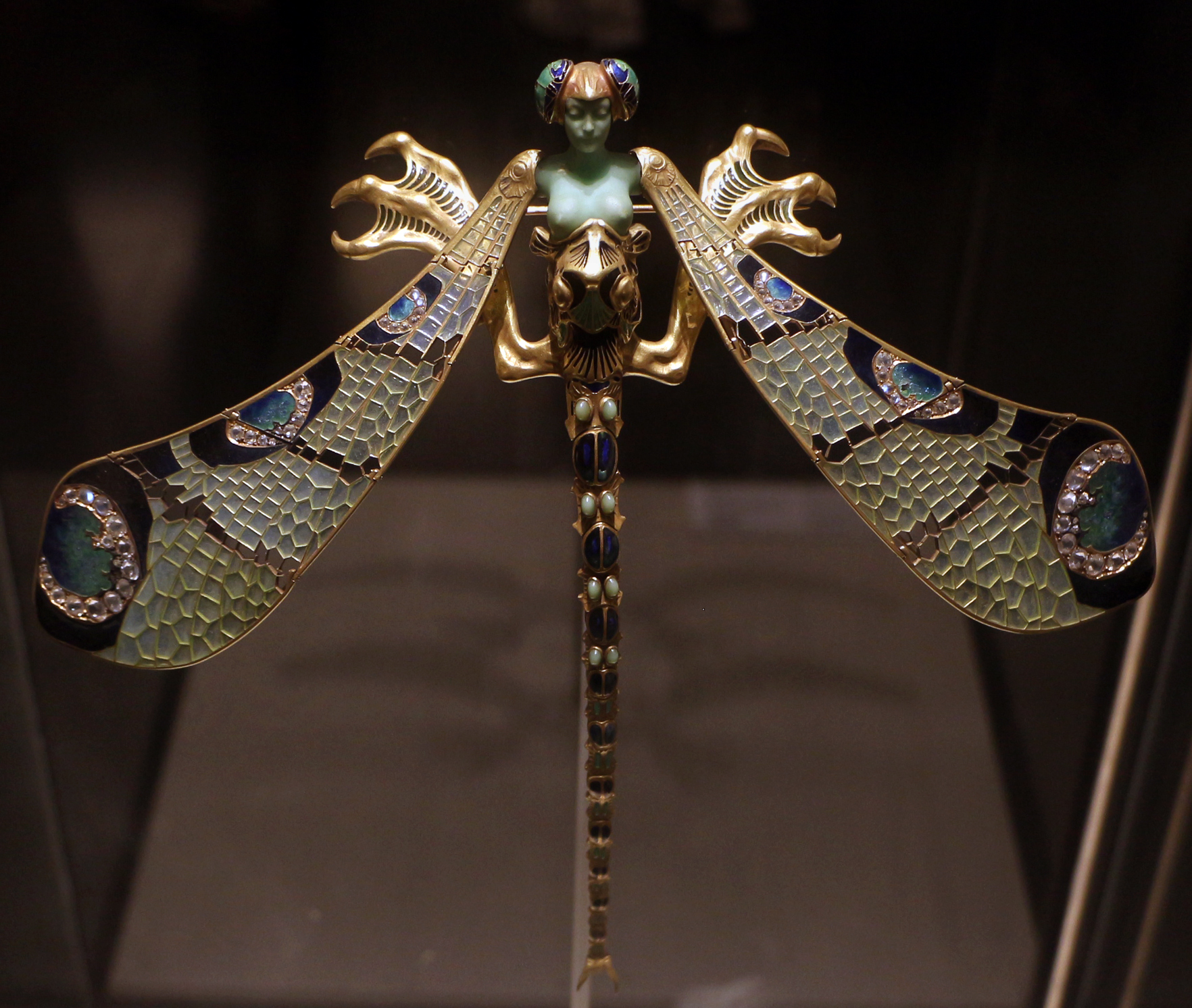
Libélula, de René Lalique.
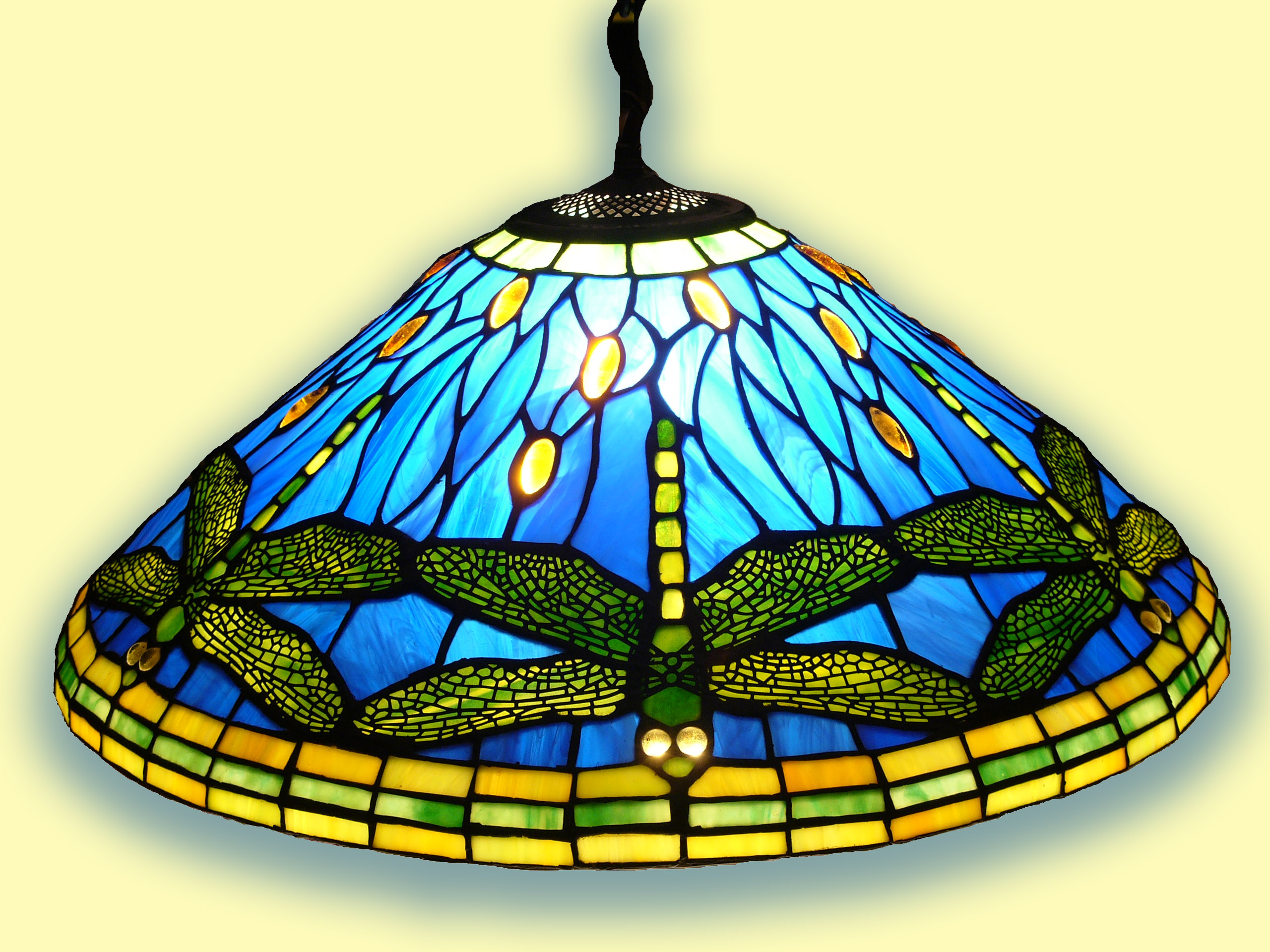
Lámpara Libélula, de Louis Comfort Tiffany.
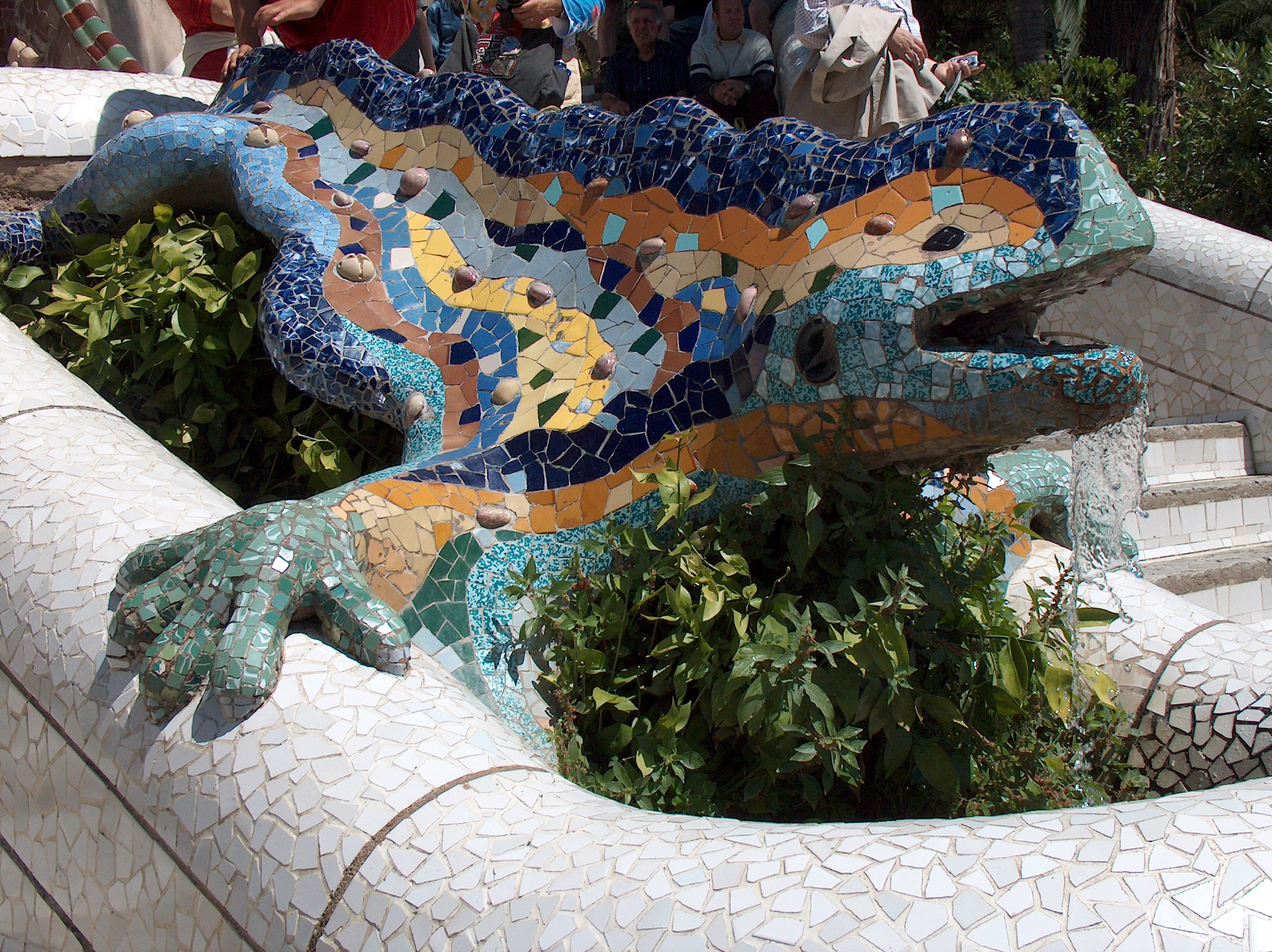
Salamandra en el Parque Güell, de Gaudí.
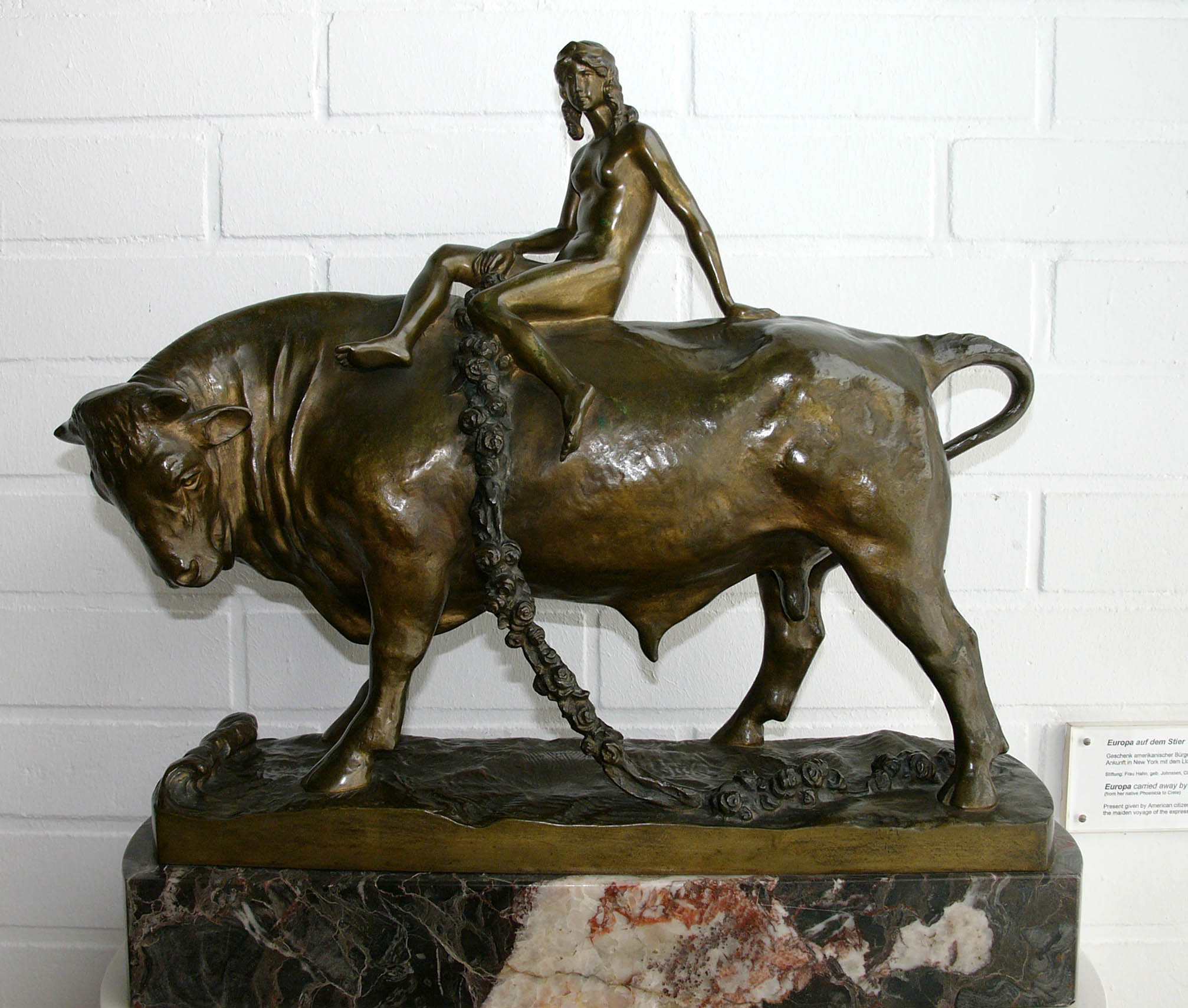
El rapto de Europa, de Lilli Wislicenus-Finzelberg (1930). La figura femenina es asociable a los estilos decorativos de finales del XIX y comienzos del XX (art nouveau y art decó).

## Arte equino
Las muy abundantes manifestaciones del caballo en el arte (el retrato ecuestre, las representaciones del caballo en la guerra, en la caza o en el deporte) están entre las más importantes muestras de la animalística.

## Arte y tauromaquia

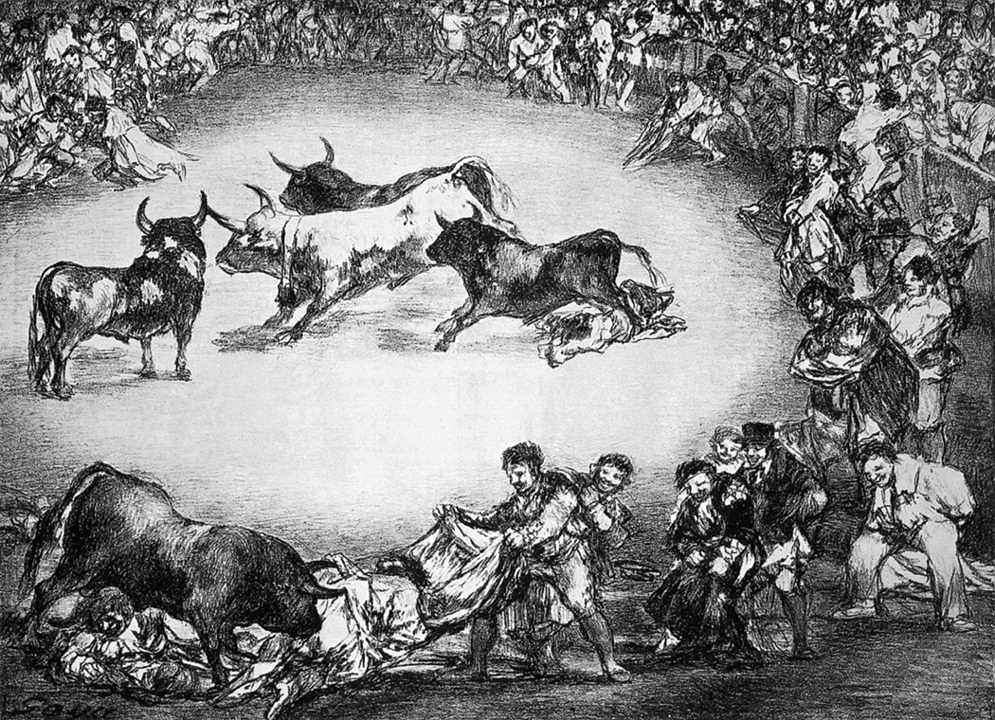
Diversión de España, grabado de Los toros de Burdeos de Goya, 1825.

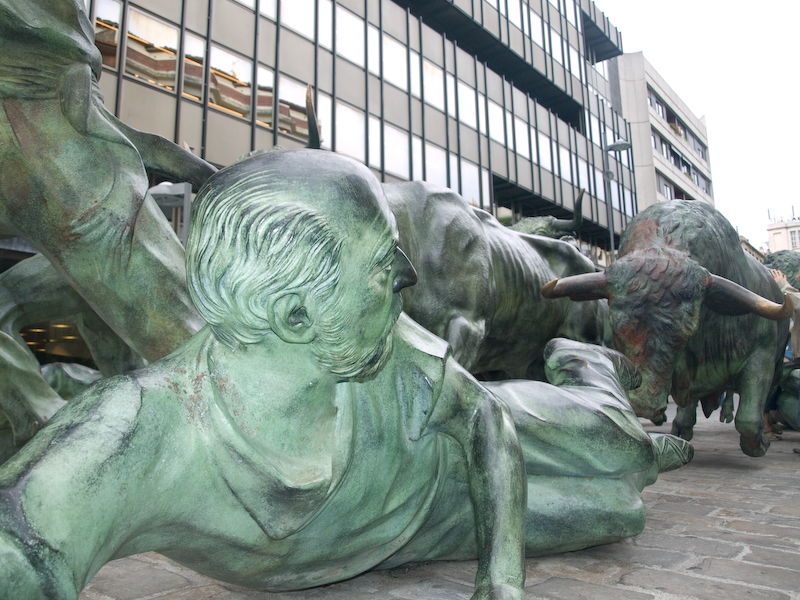
Monumento escultórico dedicado a los Sanfermines, de Rafael Huerta.

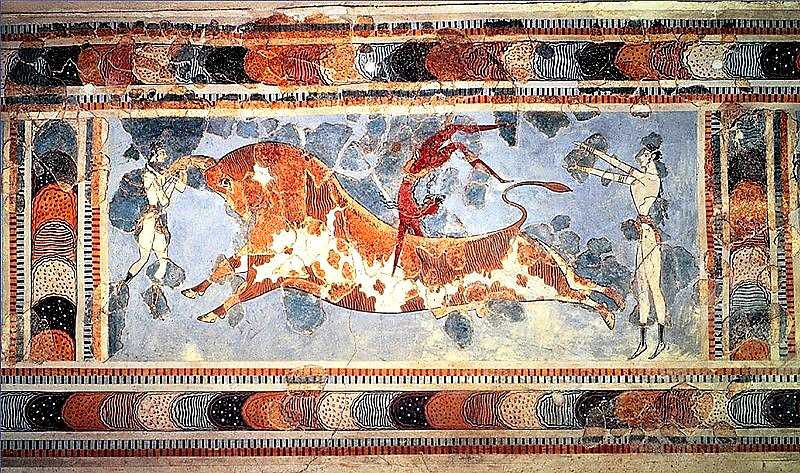
La taurocatapsia cretense en un fresco del palacio de Knossos (II milenio a. C.)
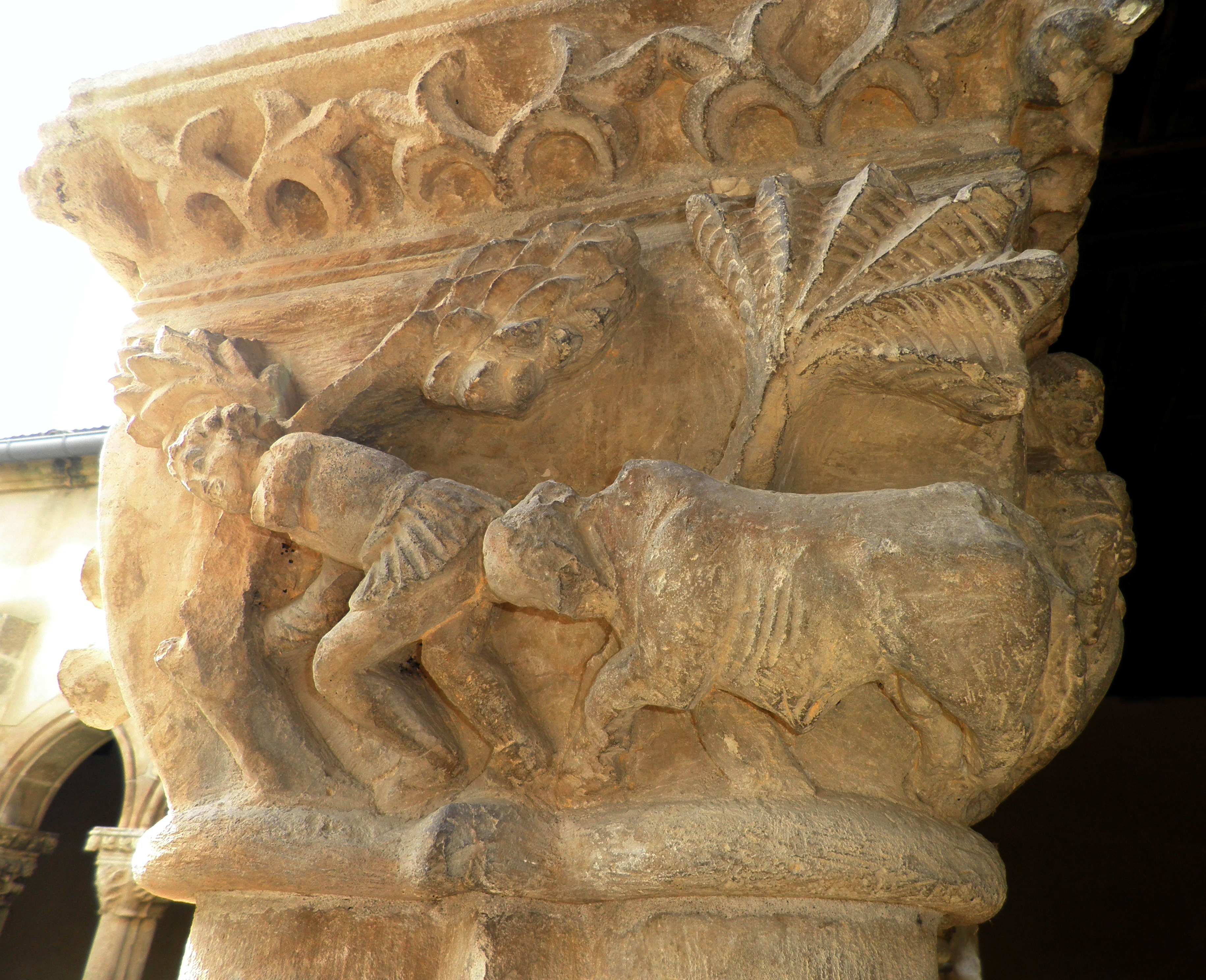
Capitel románico historiado en la iglesia de Santa María la Real de Nieva. Representa a un toro embistiendo a un torero a pie.
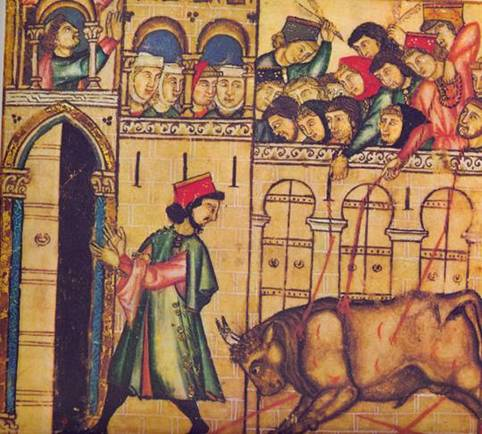
El toro de Plasencia en las Cantigas de Alfonso X (siglo XIII).

La representación de la tauromaquia en el arte (arte plástico taurino) tiene precedentes antiquísimos, en la pintura cretense; hay algunos ejemplos en el arte medieval, y a partir de Goya (La novillada 1780, La tauromaquia, 1816, Los toros de Burdeos, 1825), se convierte en un género muy popular en España, con una vertiene específica dentro del cartelismo (el cartel taurino). Picasso lo trata en muchas ocasiones, con alusiones explícitas incluso en el Guernica (1937).
Las escenas taurinas también atrajeron la atención de pintores no españoles, particularmente de Manet.

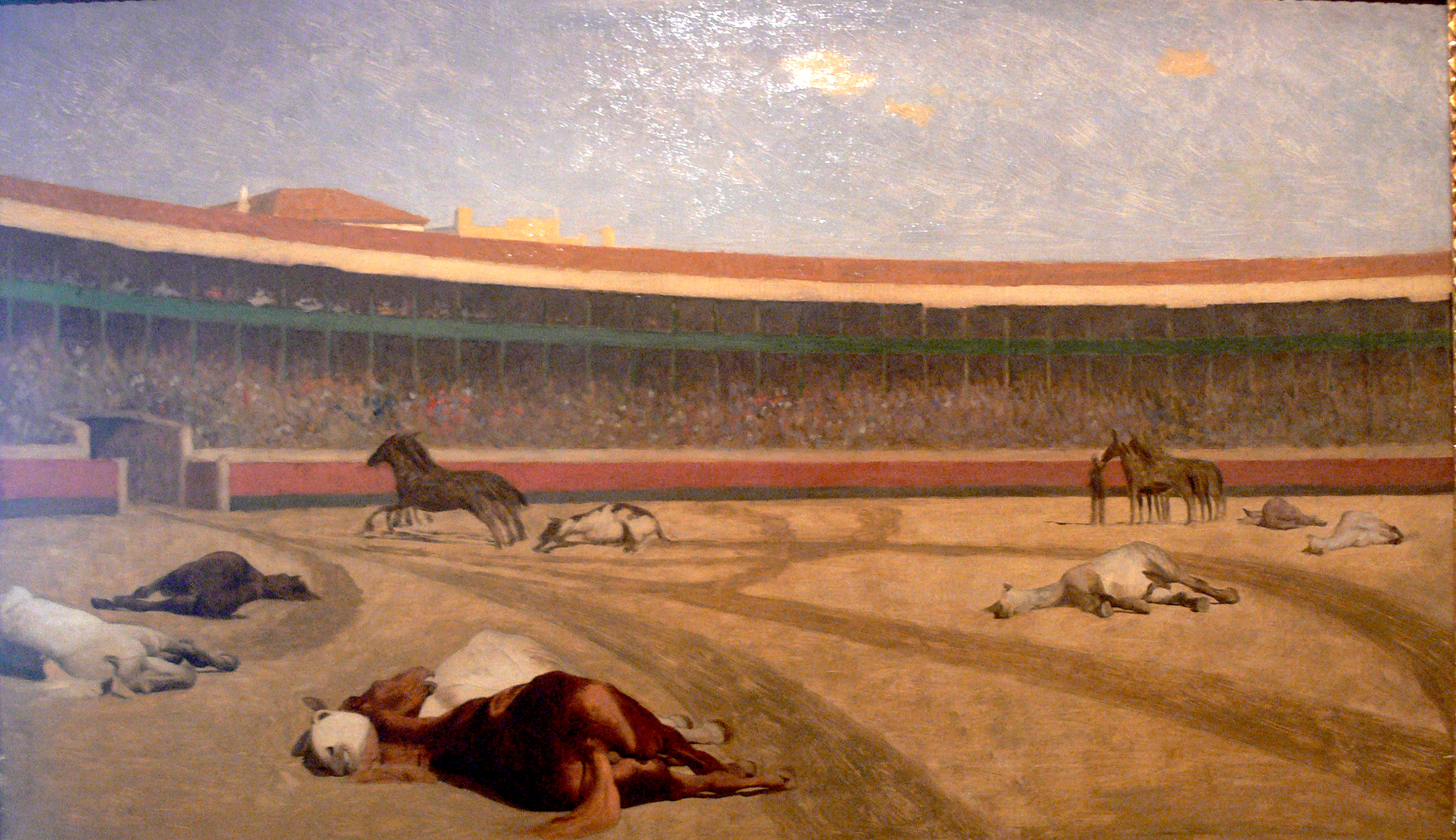
El final de la corrida, de Jean-Léon Gérôme (ca. 1870).
Corrida en Madrid, de Manet (1865-1866).
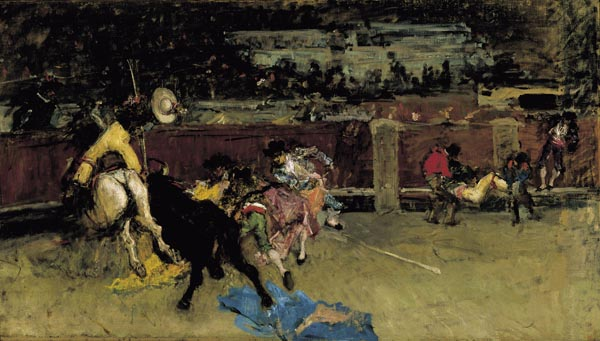
Corrida de toros. Picador herido, de Fortuny (1867-1868).
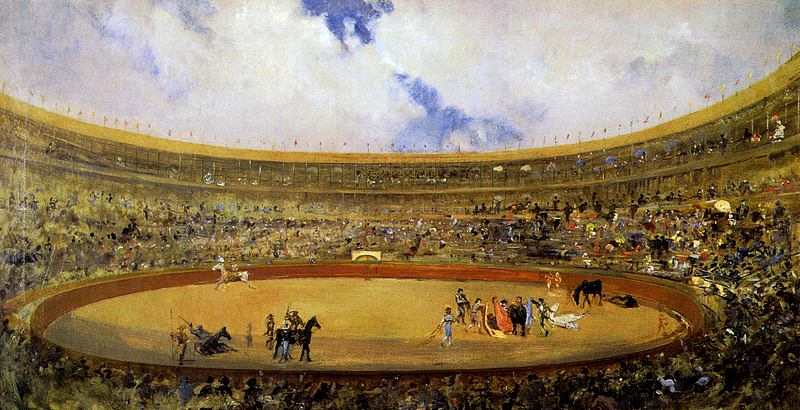
Plaza de toros de Barcelona, de Martí Alsina.

También existe un género de la fotografía dedicado a escenas taurinas (fotografía taurina, que suscitó mejoras técnicas para la captación de instantánea, a lo que se dedicó Santiago Ramón y Cajal), y un género cinematográfico (cine taurino), que cuenta incluso con certámenes especializados.

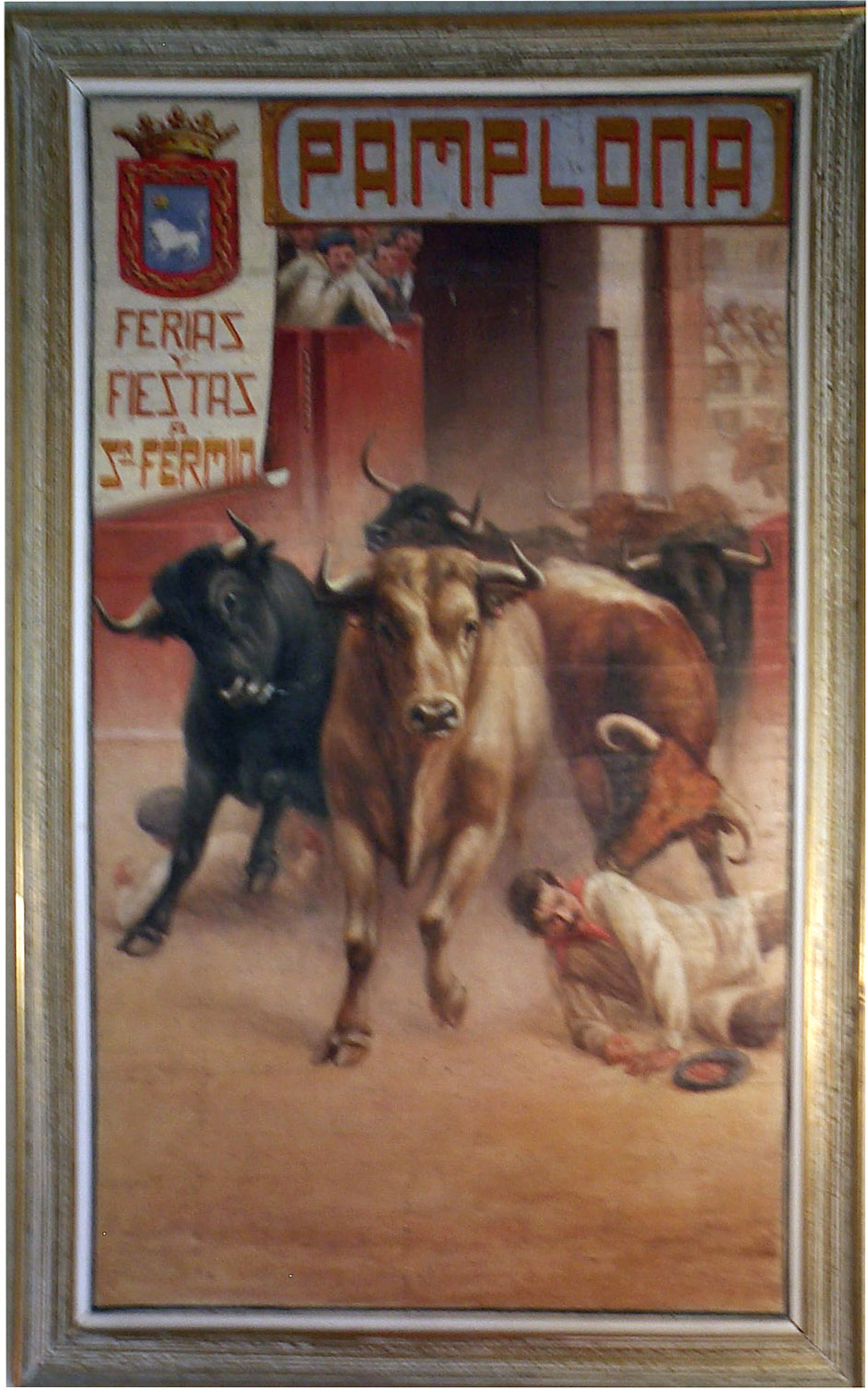
Cartel taurino de los Sanfermines de 1911.
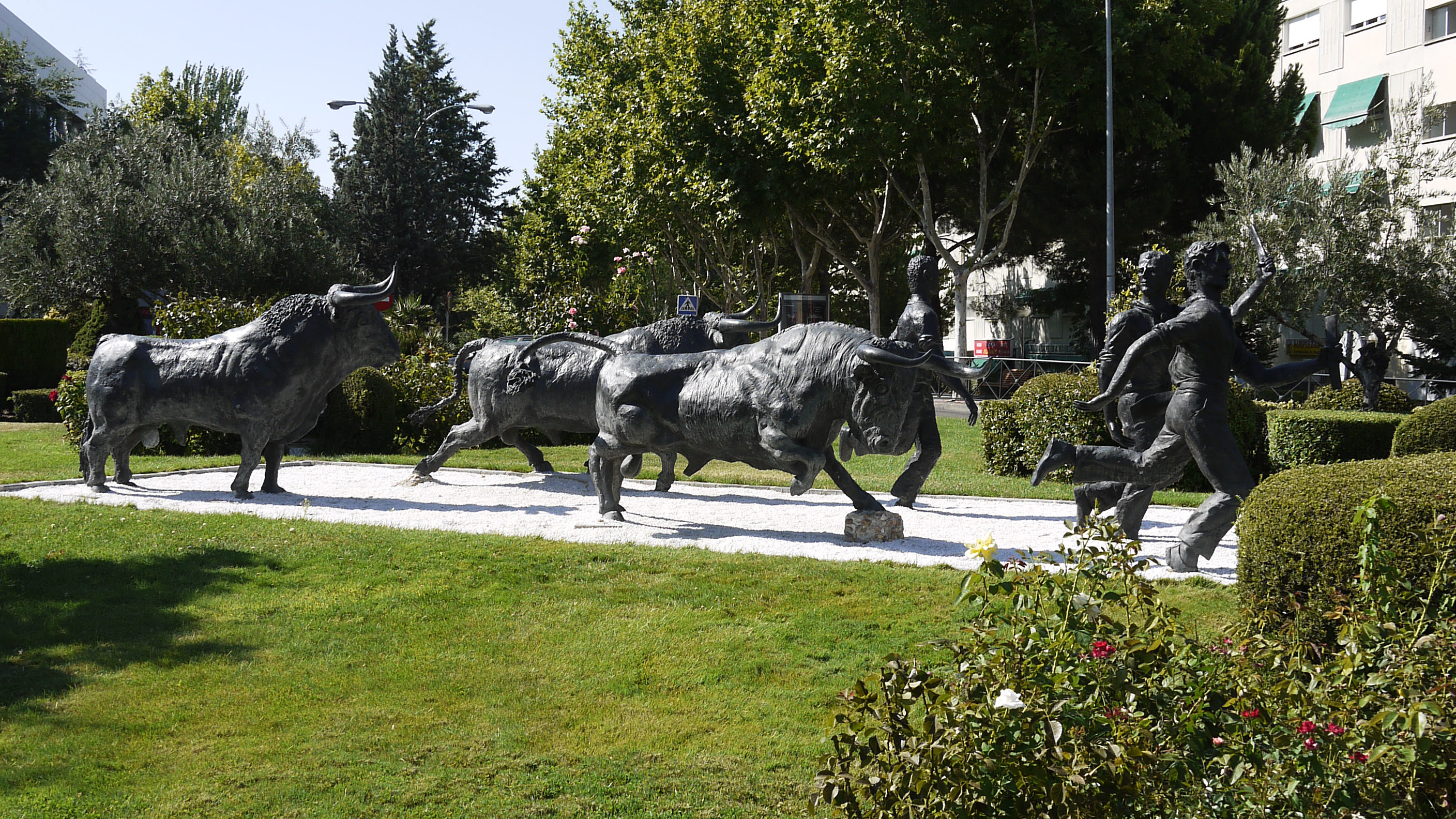
Monumento a los encierros en San Sebastián de los Reyes.

La literatura taurina cuenta entre sus contribuyentes a Vicente Blasco Ibáñez (Sangre y arena), Federico García Lorca (Llanto por Ignacio Sánchez Mejías), Ernest Hemingway (Muerte en la tarde, Fiesta), Henry de Montherlant, José Bergamín (La música callada del toreo), etc.
- Wikimedia Commons alberga una categoría multimedia sobre la tauromaquia en el arte.

## Artistas ananimalísticos o animalistas
Los "artistas ananimalísticos o animalistas" son los que se especializan en este género.

### Escultores animalísticos o animalistas
- Antoine Aigon (1837-1894)
- Alphonse Arson (1822-1882)
- Alfred Barye (1839-1882)
- Antoine-Louis Barye (1796-1875)
- Isidore Bonheur (1827-1901)
- Auguste Caín  (1821-1894)
- Joseph Chemin (1825-1901)
- Paul Comoléra (1818-1897)
- Paul Delabrière (1829-1912)
- Germain Demay (1819-1886)
- Alfred Dubucand (1828-1894)
- Christophe Fratin (1800-1864)
- Emmanuel Frémiet (1824-1910)
- Camille Gâté (1856-1900)
- August Gaul (1869-1921)
- Adolphe-Víctor Geoffroy-Dechaume (1816-1892)
- Eugène Gonon (1814-1892)
- Hyppolite Heizler (1828-1871)
- Henri-Alfred Jacquemart (1824-1896)
- Edwin Landseer (1802–1873)
- Prosper Lecourtier (1851-1924)
- Arthur Le Duc (1848-1918)
- Clovis-Edmond Masson (1838-1913)
- Pierre Jules Mène (1810-1879)
- Jules Moigniez (1835-1894)
- François Pompon (1855-1933)
- Alexander Phimister Proctor
- Pierre Louis Rouillard (1820-1881)
- Jean-Claude de Saint-Marceaux (1902-1979)
- Charles Valton (1851-1918)
- Louis Vidal (1831-1892)
- Solon Borglum (1868-1922)
- Antoine-Félix Bouré (1831-1883)
- Anton Dominik Fernkorn (1813-1878)
- Anna Hyatt Huntington (1876-1973)
- Herbert Haseltine (1877-1962)
- Gastón d'Illiers (1876-1932)
- Bohumil Kafka (1878-1942)
- Gertrude Lathrop (1896-1986)
- Edouard Martinet (1963
- Léon Mignon (1847-1898)
- Auguste Ottin (1811-1890)
- François Pompon (1855-1933)
- Edward Clark Potter (1857-1923)
- Frederick Roth (1872-1944)
- Auguste Trémont (1892-1980)
- Katharine Lane Weems (1899-1989)
- Philippe Wolfers (1858-1929)

### Joyeros animalísticos o animalistas
- René Lalique
- Peter Carl Fabergé
- Philippe Wolfers

### Fotógrafos animalísticos o animalistas
- Eadweard Muybridge
- Étienne Jules Marey
- Ottomar Anschütz
- Seth Casteel
- Nick Brandt

## Ilustración biológica
El dibujo o ilustración biológica es parte de la ilustración o dibujo científico. Desde el comienzo de la definición científica de su actividad, los naturalistas tomaban apuntes del natural en sus cuadernos de campo y posteriormente realizaban dibujos más detallados en sus gabinetes, a partir de esos apuntes o de las muestras que habían recogido. Tales actividades siguen realizándose a pesar de las posibilidades que ofrece la fotografía científica; puesto que permite seleccionar los detalles de interés para el científico, además de realizar todo tipo de anotaciones, croquis y composiciones. Como es lógico, es entre los dibujantes científicos y no entre los de formación artística donde ha habido más interés por grupos de animales distintos de los vertebrados terrestres.

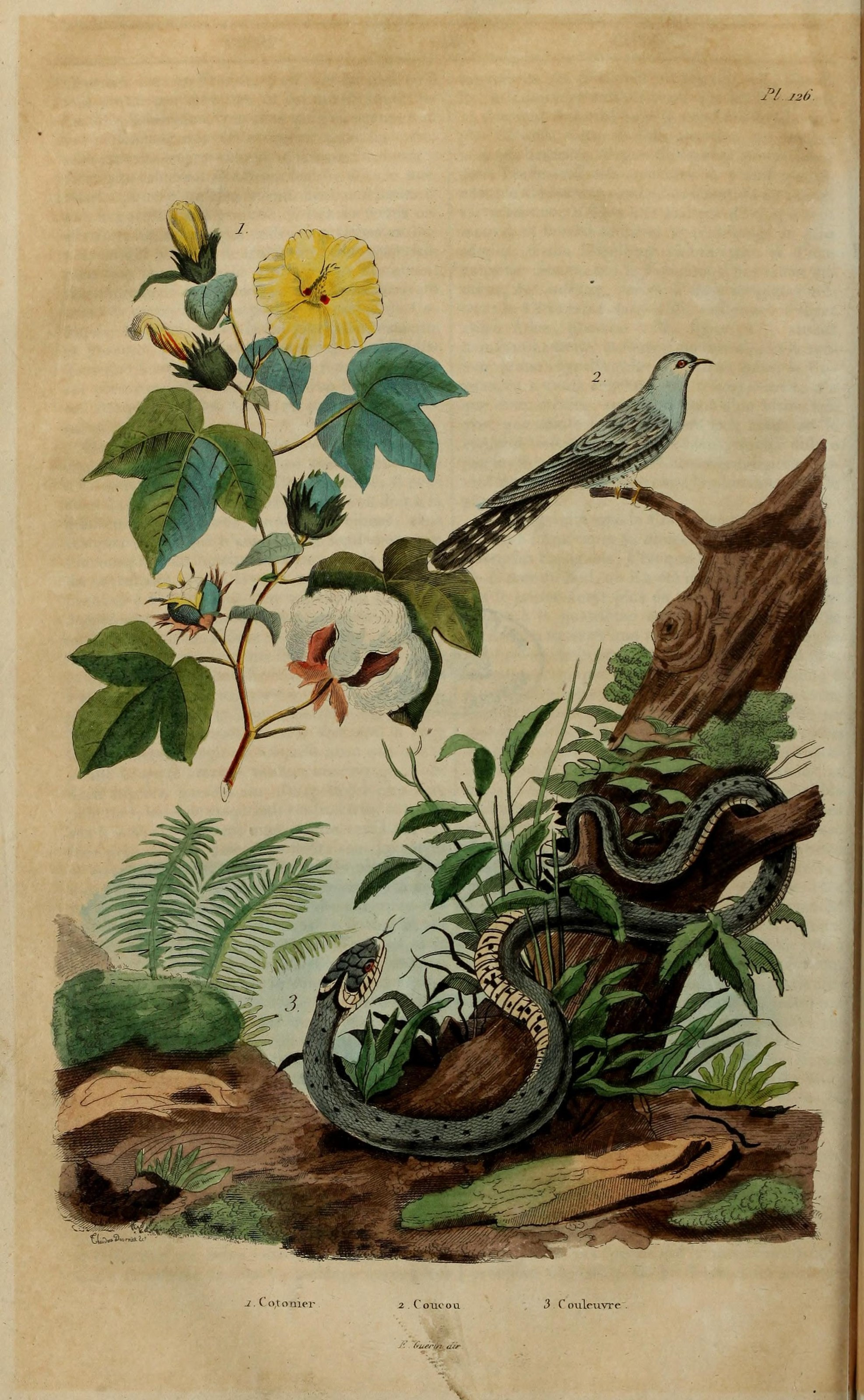
Dictionnaire pittoresque d'histoire naturelle et des phénomènes de la nature.
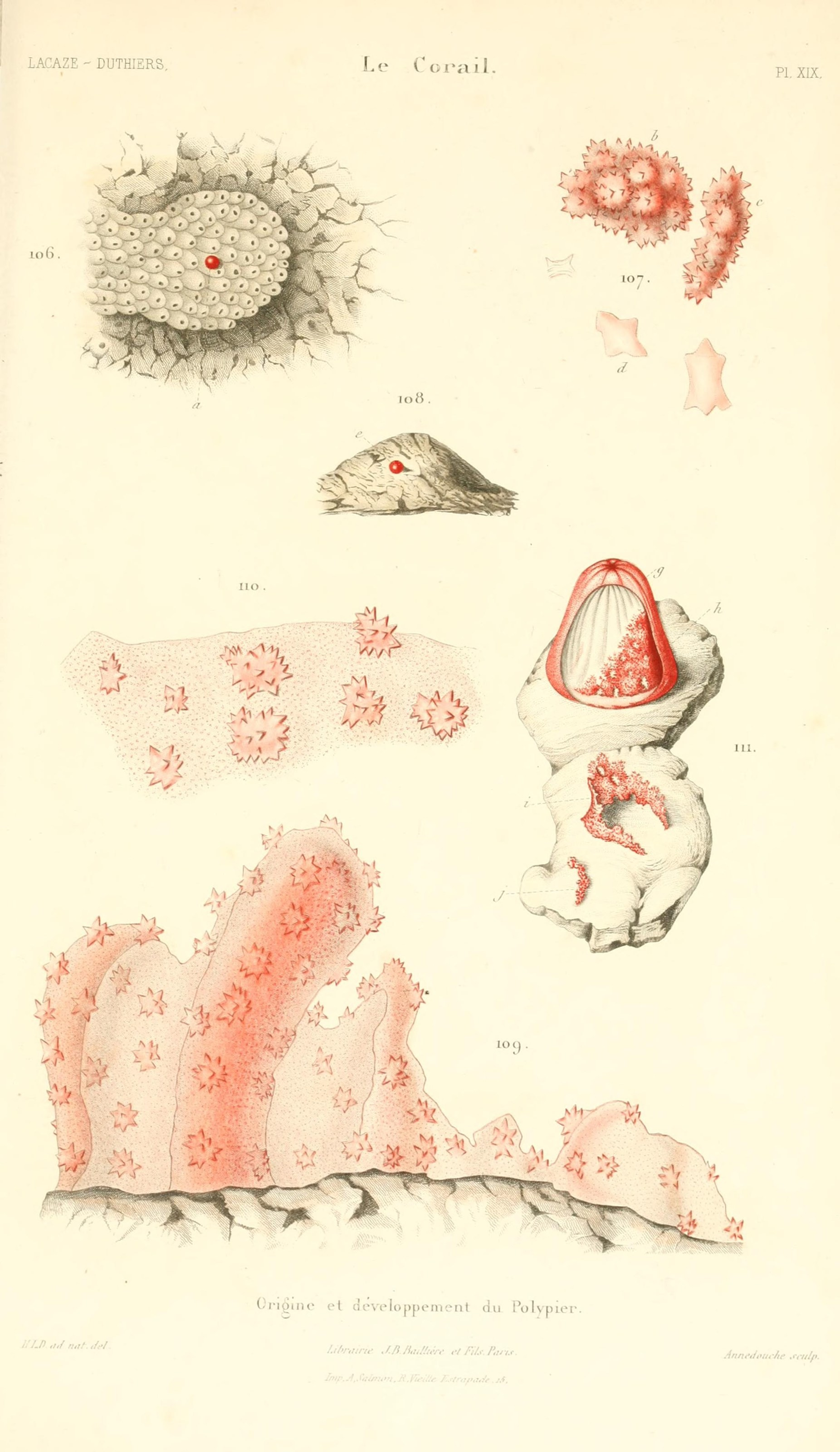
Histoire naturelle du corail.
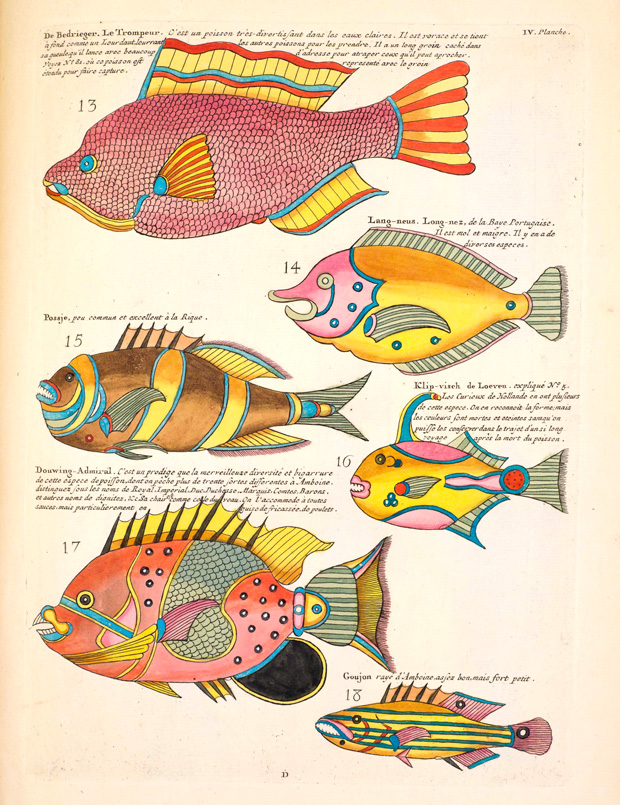
Histoire naturelle de Louis Renard, Ámsterdam, 1754.
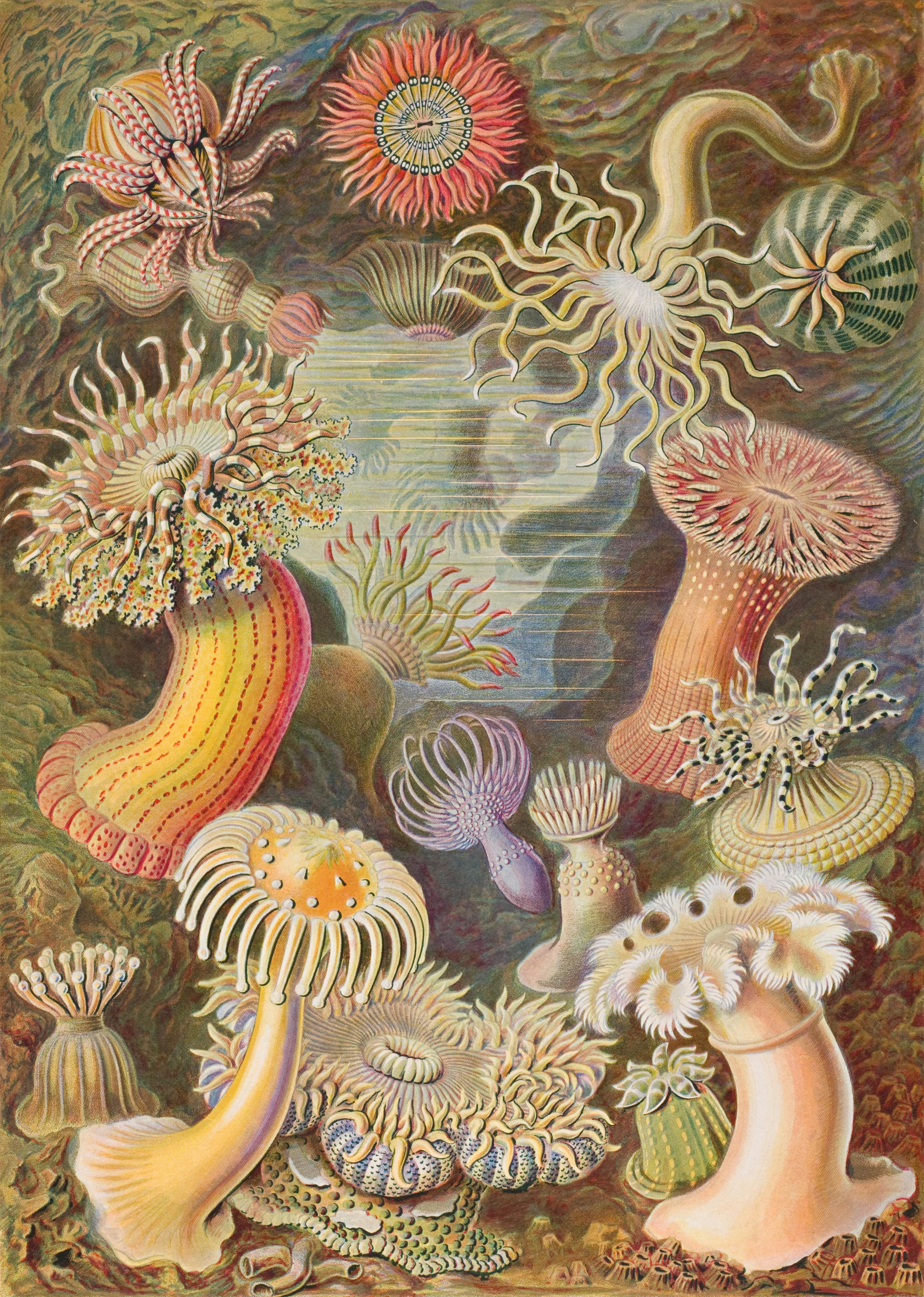
Kunstformen der Natur, de Ernst Haeckel, 1904.
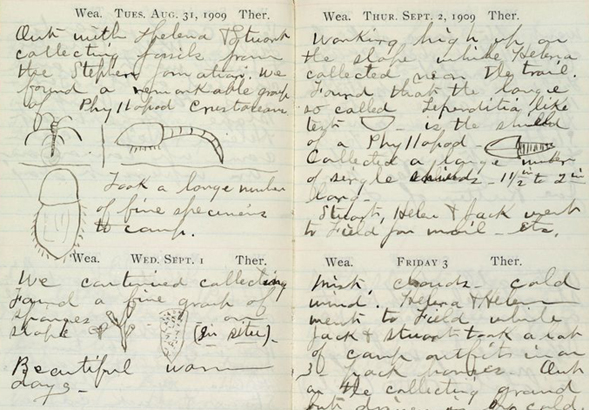
Cuaderno de campo de Charles Walcott, 1909.